# Nouméa
Nouméa (prononcé /nu.me.a/), la principale ville portuaire de Nouvelle-Calédonie, est le chef-lieu de cette collectivité d'outre-mer française au statut spécifique et de la Province Sud, située sur une presqu'île du sud de la côte ouest de la Grande Terre.
D'importance moyenne à l'échelle française (94 285 habitants en 2019), même en comptabilisant sa banlieue et sa couronne périurbaine (182 341 habitants), Nouméa est la plus grande ville francophone d'Océanie devant Papeete, et l'une des plus importantes de la France d'outre-mer (la troisième, après Saint-Denis et Saint-Paul de La Réunion). Elle est la 46e commune la plus peuplée en France et le Grand Nouméa correspond à la 53e aire urbaine française (la quatrième d'outre-mer, après celles de Pointe-à-Pitre-Les Abymes en Guadeloupe, de Mamoudzou à Mayotte et de Saint-Denis à La Réunion).
Créée en 1854 sous le nom de Port-de-France pour servir de centre administratif et militaire à la colonisation française en Nouvelle-Calédonie, elle prend le nom « Nouméa », d'origine kanak mais à l'étymologie incertaine, le 2 juin 1866. Elle s'est développée avec la colonisation, notamment du fait de la présence du bagne, mais aussi grâce à l'activité minière depuis les années 1870. Celle-ci est dominée par l'extraction du nickel et a connu plusieurs « boom » (surtout dans les années 1960 et 2000). Longtemps liée au pouvoir colonial et très européenne, elle est surnommée par les premiers indépendantistes « Nouméa la blanche » dans les années 1980. C'est pourtant une ville où se croisent aujourd'hui toutes sortes de communautés. Si une forte proportion de la population est toujours d'origine européenne, principalement des Calédoniens (ou « Caldoches ») mais aussi des Métropolitains (appelés « zoreilles ») qui y vivent définitivement ou qui y résident temporairement (notamment des fonctionnaires ou militaires français), il s'y trouve aussi une forte proportion, qui va en augmentant, de Kanaks ainsi que de Polynésiens (Wallisiens et Futuniens avant tout, mais également Tahitiens) et d'Asiatiques (Indonésiens, Vietnamiens, Chinois). C'est donc une ville très métissée mais à culture majoritairement européenne, où le français est très présent. Politiquement, il s'agit d'un bastion de la droite anti-indépendantiste.
Nouméa reste l'une des villes les plus industrialisées de l'Outre-mer français, par le biais surtout de l'usine de transformation de nickel de Doniambo, mais aussi par la présence d'un réseau assez dense de petites industries produisant pour le marché local, surtout dans les secteurs de l'agroalimentaire et des biens intermédiaires. Mais l'économie est avant tout tertiaire, avec une présence importante des fonctions et services publics d'État, de la Nouvelle-Calédonie, de la Province Sud et de la ville. Les activités touristiques, bien que peu développées comparativement à d'autres agglomérations d'Océanie ou de l'outre-mer français, sont surtout balnéaires et concentrées dans les baies au sud de la presqu'île, ce qui vaut à Nouméa d'être comparé par les visiteurs et les guides à un « petit Nice ». De même, la présence de boutiques de luxe ou d'habillement dans son centre-ville, ses bistrots, restaurants et boulangeries lui ont valu le surnom touristique de « Paris du Pacifique » ou « petit Paris »,,. Ces deux surnoms sont toutefois très peu utilisés par la population locale.

## Géographie
Le territoire nouméen est une péninsule dans l'océan Pacifique Sud, dont la superficie terrestre est de 45,7 km2, ce qui en fait la plus petite commune néo-calédonienne. Ses milieux naturels, marqués par un relief vallonné, sa situation littorale sur une côte-sous-le-vent ainsi que son climat et sa biocénose tropicaux, ont été fortement anthropisés du fait de l'urbanisation qui s'est accélérée à partir des années 1960.

### Site et situation
Le territoire de Nouméa est constitué d'une presqu'île sur la côte sud-ouest de l'île principale de Nouvelle-Calédonie, la Grande Terre, donnant sur son lagon ouest et la mer de Corail, dans l'océan Pacifique Sud. Elle est bordée au nord-est et à l'est par la commune du Mont-Dore, et au nord et au nord-ouest par celle de Dumbéa, qui font toutes deux partie de son agglomération.

#### Une ville française en Océanie
Nouméa est d'abord située en Océanie, à 542 km au sud-sud-ouest de Port-Vila (Vanuatu), à 1 472 km à l'est-nord-est de Brisbane (Queensland, Australie), à 1 970 km au nord-est de Sydney (Nouvelle-Galles du Sud, Australie), à 1 807 km au nord-nord-ouest d'Auckland (Nouvelle-Zélande), à 2 086 km à l'ouest-sud-ouest de la collectivité d'outre-mer de Wallis-et-Futuna ou encore à 4 614 km à l'ouest-sud-ouest de Papeete.
Mais Nouméa est également la ville française la plus éloignée de la capitale nationale, étant située, à vol d'oiseau, à 16 758 km de Paris.

#### Géomorphologie et formations géologiques

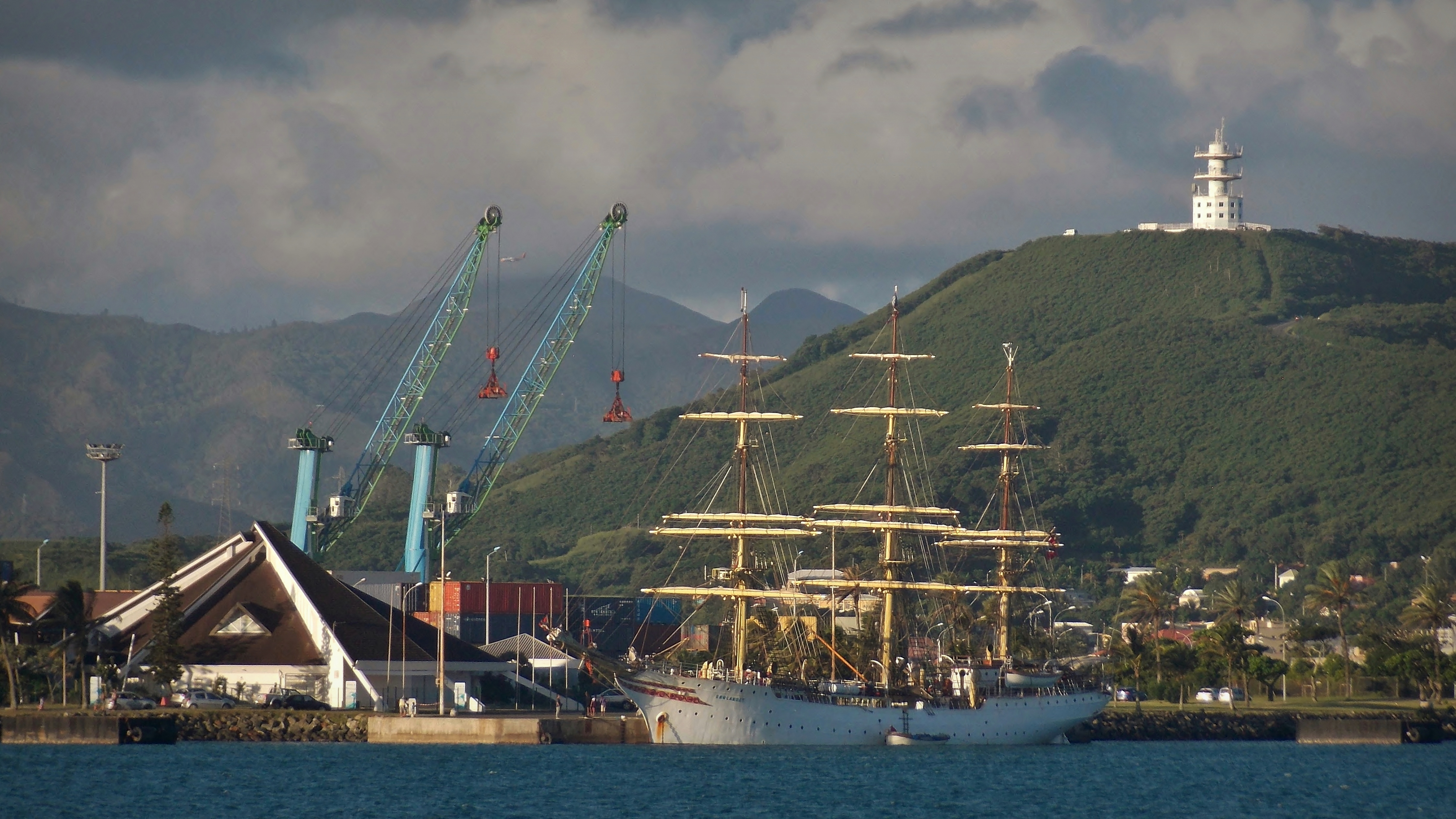
Le point culminant de Nouméa, la colline de Montravel surmontée de sa tour OPT, vue depuis le port. Au premier plan, le navire-école norvégien Sørlandet lors de sa tournée dans le Pacifique en 2016.

Son terrain est essentiellement composé de flyschs sédimentaires datées dans une fourchette allant du Priabonien à l'Éocène moyen, associés à quelques terrains allochtones isolés, ou klippes, de roches silicieuses (cherts ou phtanites) et calcaires (moitié ouest de la presqu'île de Nouville, la pointe sud de la péninsule autour du Ouen Toro), et à certains îlots plus anciens remontant au Sénonien et donc au Crétacé (autour de la baie des Citrons dans le sud-ouest de la péninsule, Tina au nord-est). L'essentiel des terrains des communes du Grand Nouméa sont d'âge Sénonien, avec une large bande littorale de terrains volcano-sédimentaires du Lias (Jurassique) autour de l'embouchure de la Dumbéa.
Elle dispose d'un relief accidenté constitué de plusieurs collines (Ouen Toro, Montravel, mont Coffyn, mont Vénus, etc.), culminant à celle de Montravel à 167 mètres d'altitude.
Sa particularité est que son centre-ville et certains de ses quartiers (dont la zone industrielle de Ducos) sont essentiellement construits sur des remblais ou des polders, réalisés après l'assainissement de différentes zones marécageuses littorales au XIXe siècle (centre ville de 1855 à 1872, quartier Latin et quartier de Montravel en 1882) ou bien plus récemment gagnés sur la mer (zone industrielle, port autonome, marinas, notamment celle du Port-Moselle qui a fait l'objet de plusieurs tranches entre 1906 et les années 1980). L'ancienne île Nou, autrefois un des sites du bagne de Nouvelle-Calédonie, est devenue une presqu'île artificielle rebaptisée Nouville après la construction de remblais et d'un pont reliant le port à l'île durant les années 1970 et la période dite du « boom du nickel ».

### Littoral et hydrographie
Nouméa est un port avec une rade profonde à laquelle l'accès se fait par l'une des plus grandes passes dans le récif corallien, donnant sur la mer de Corail dans l'océan Pacifique, entouré par plusieurs bassins hydrographiques.

#### Littoral

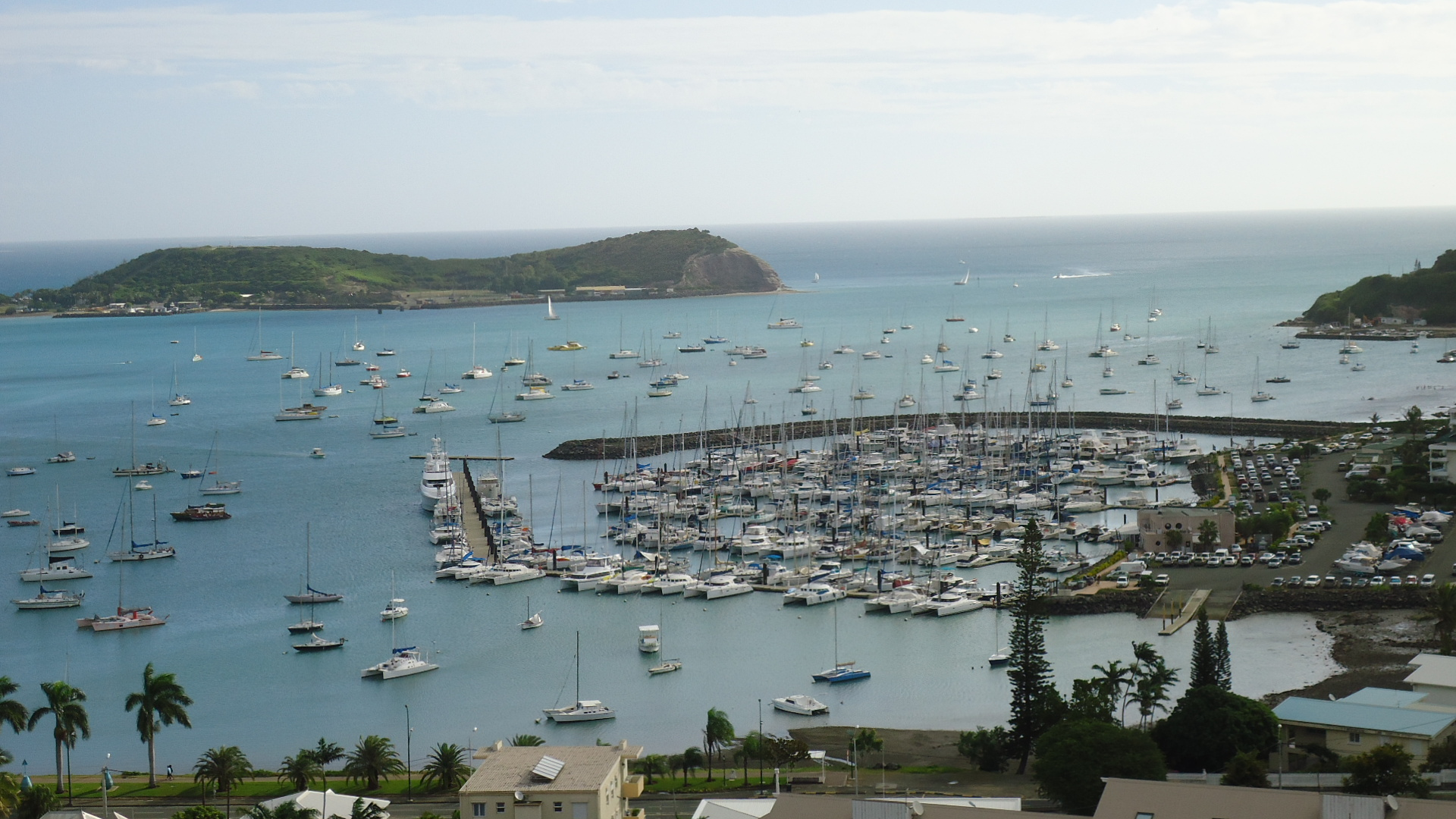
La marina « Port du Sud » dans la baie de l'Orphelinat.

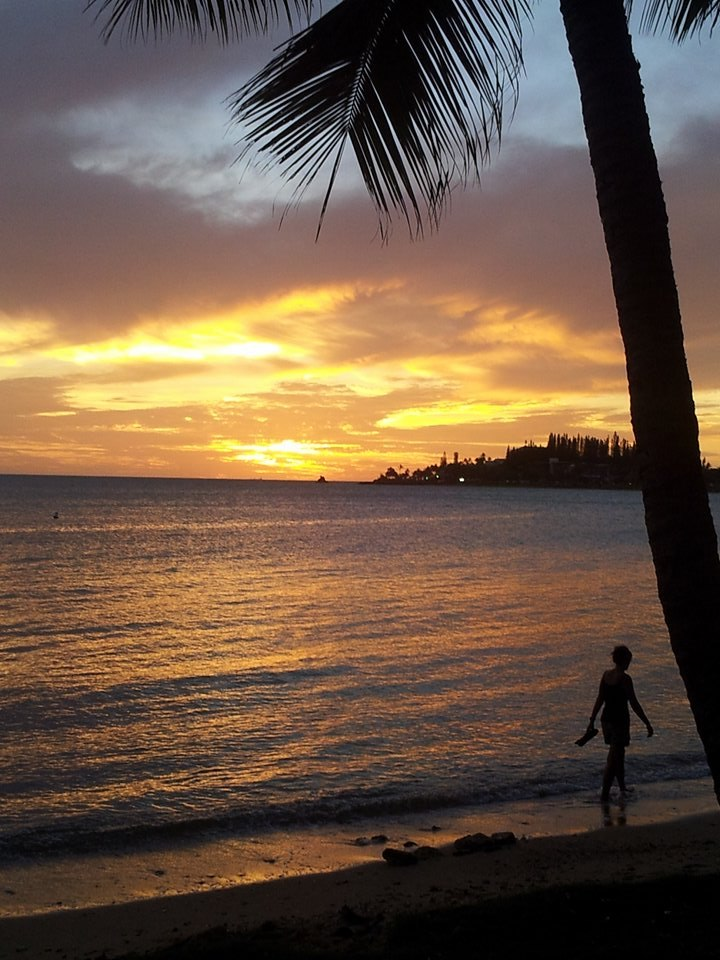
Coucher de Soleil vu depuis la plage de l'anse Vata.

Délimitée par les baies de Koutio-Kouéta au nord-ouest et de Boulari au nord-est, la côte où se situe Nouméa forme une succession de baies qui offrent un éventail d'activités : baignade (plages de l'anse Vata, de la baie des Citrons, de la baie de Magenta, de l'anse du Kuendu à l'extrémité ouest de Nouville), plaisance et nautisme (baie de Sainte-Marie, marinas des baies de l'Orphelinat et de la Moselle), port touristique (petite rade et quai Jules-Ferry) ou commercial et industriel (grande rade, baie de Numbo). Comme l'essentiel de la côte occidentale de la Grande Terre, le littoral nouméen était essentiellement constitué de mangroves, mais il est estimé aujourd'hui qu'entre 23 à 26 % de celle-ci a été détruite depuis 1960 du fait de l'urbanisation. Il existe toutefois encore certaines zones de mangrove, comme dans le fond de la baie de Sainte-Marie au sud-est, celui de la baie de Koutio-Kouéta à l'arrière de la zone industrielle ainsi qu'à Rivière-Salée au nord-ouest, ou à Tina.

#### Domaine public maritime

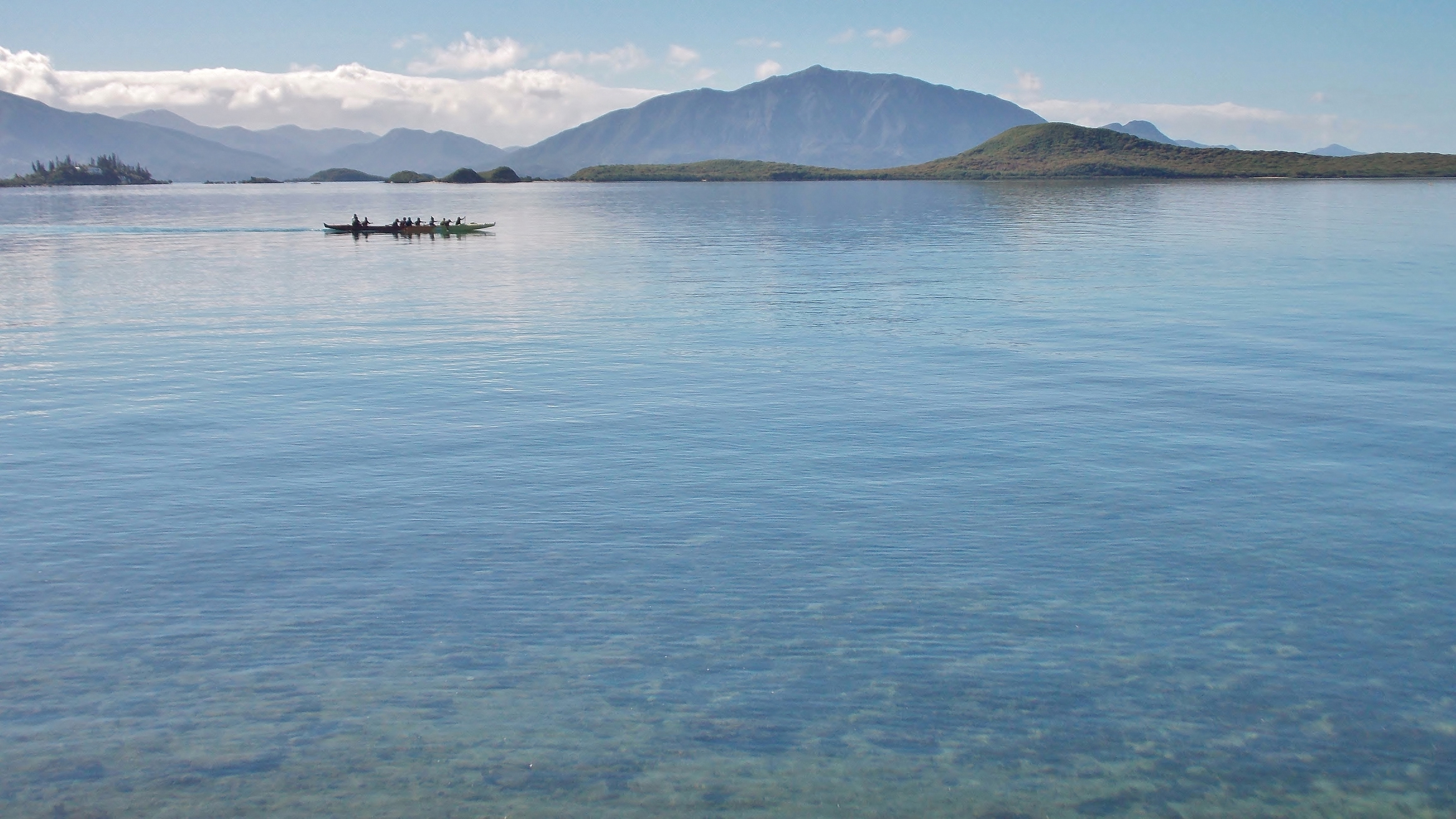
La baie de Sainte-Marie, vue vers le Mont-Dore.

Le domaine public maritime communal comprend de nombreux îlots au large de la presqu'île. Le plus important d'entre eux par sa superficie est longtemps resté l'île Nou, transformée en une semi presqu'île artificielle par la construction de polders et d'un pont. Désormais, l'îlot le plus vaste de la commune est celui de Sainte-Marie (aussi appelé « Grand Sainte-Marie » ou île N'géa) qui constitue la limite est de la baie du même nom. Le littoral nouméen est ainsi entouré d'un chapelet d'îles et d'îlots côtiers :
- l'îlot Lassalle, dans le prolongement de la presqu'île de Tina, au nord-est ;
- les îlots Fourmis qui comprennent le Petit Fourmi (ou îlot Kuru) et le Grand Fourmi (ou îlot Tué), au large de la baie de Magenta, à l'est ;

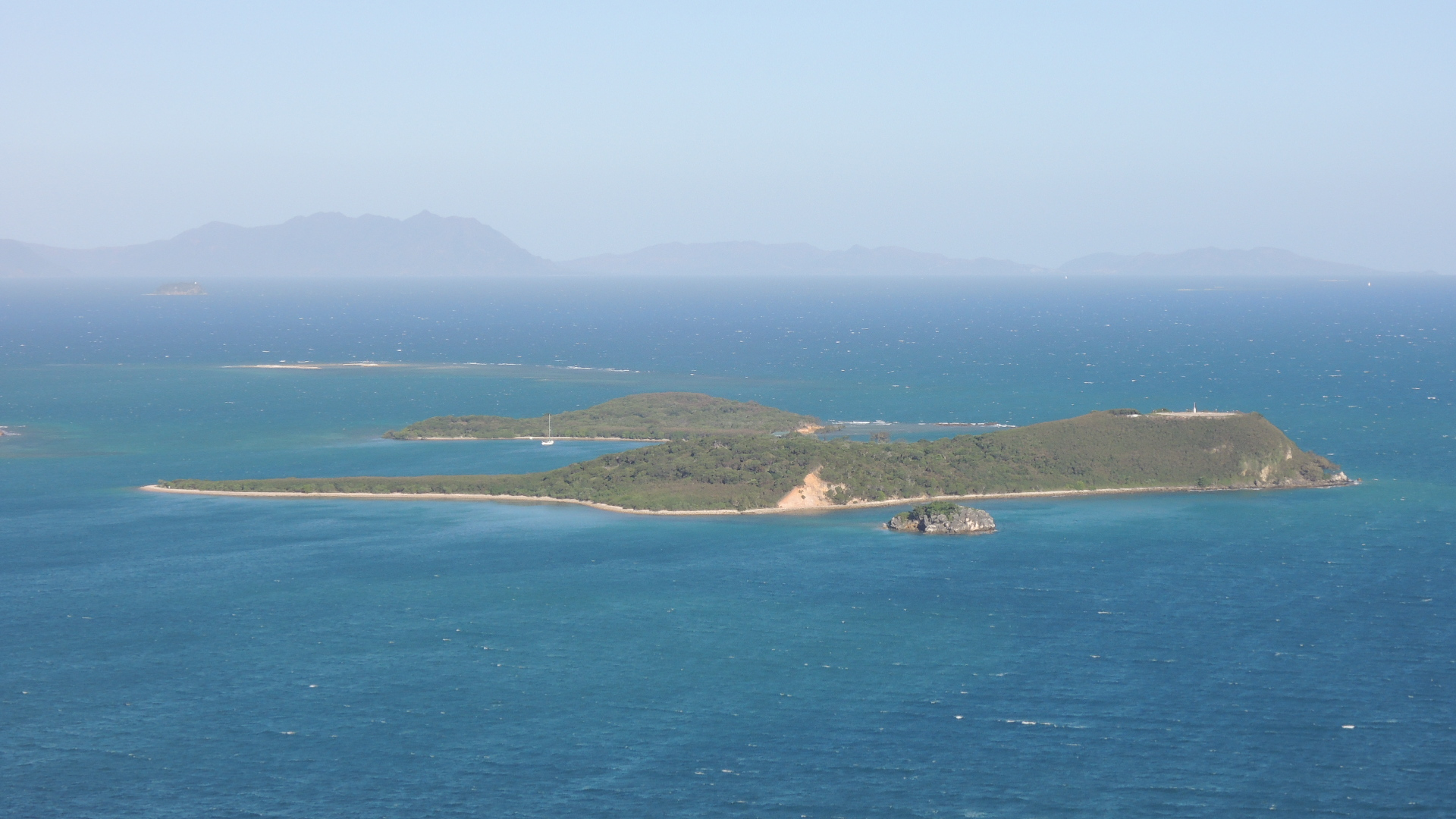
L'îlot Uéré (ou Petit Sainte-Marie) et l'îlot N'Do, à l'entrée de la baie de Sainte-Marie.

- les îlots Sainte-Marie qui encadrent la baie du même nom au sud-est : l'îlot Sainte-Marie (ou Grand Sainte-Marie ou île N'Géa), l'îlot Uéré (ou Petit Sainte-Marie) et, plus petit, l'îlot N'Do. L'îlot Sainte-Marie, assez grand, offre plusieurs plages servant de lieux de camping ou de déjeuners pour les Nouméens, et notamment pour les élèves de la base nautique de la côte blanche, de l'autre côté de la baie. L'îlot Uéré possède une unique plage dans une petite anse qui sert de lieu de mouillage aux bateaux de plaisance et est un lieu fréquenté par les motomarines ;
- l'îlot Canard ou île aux Canards à l'entrée de l'Anse Vata, au sud. Accessible par des « taxis-boats », petites navettes maritimes partant de la plage de l'anse, ainsi que par voile, il est aménagé avec un fare servant de restaurant et un sentier sous-marin de découverte et de sensibilisation à la protection de la nature[16] ;
- l'îlot Brun[17], dans le prolongement de la pointe Chaleix[18] (à laquelle il est désormais relié par un pont) avec laquelle il forme le terrain de la base navale militaire de Nouméa. Il ferme la baie de l'Orphelinat, à l'ouest ;
- l'île Nou devenue la presqu'île artificielle de Nouville ;
- l'îlot Freycinet, dans le prolongement de la pointe Lestelle et du quartier de Koumourou qui constitue l'extrémité ouest de la presqu'île de Ducos ;
- les îlots Tindu et Kaméré, à l'entrée de la baie de Tindu, au nord de Ducos et au nord-ouest de la ville.

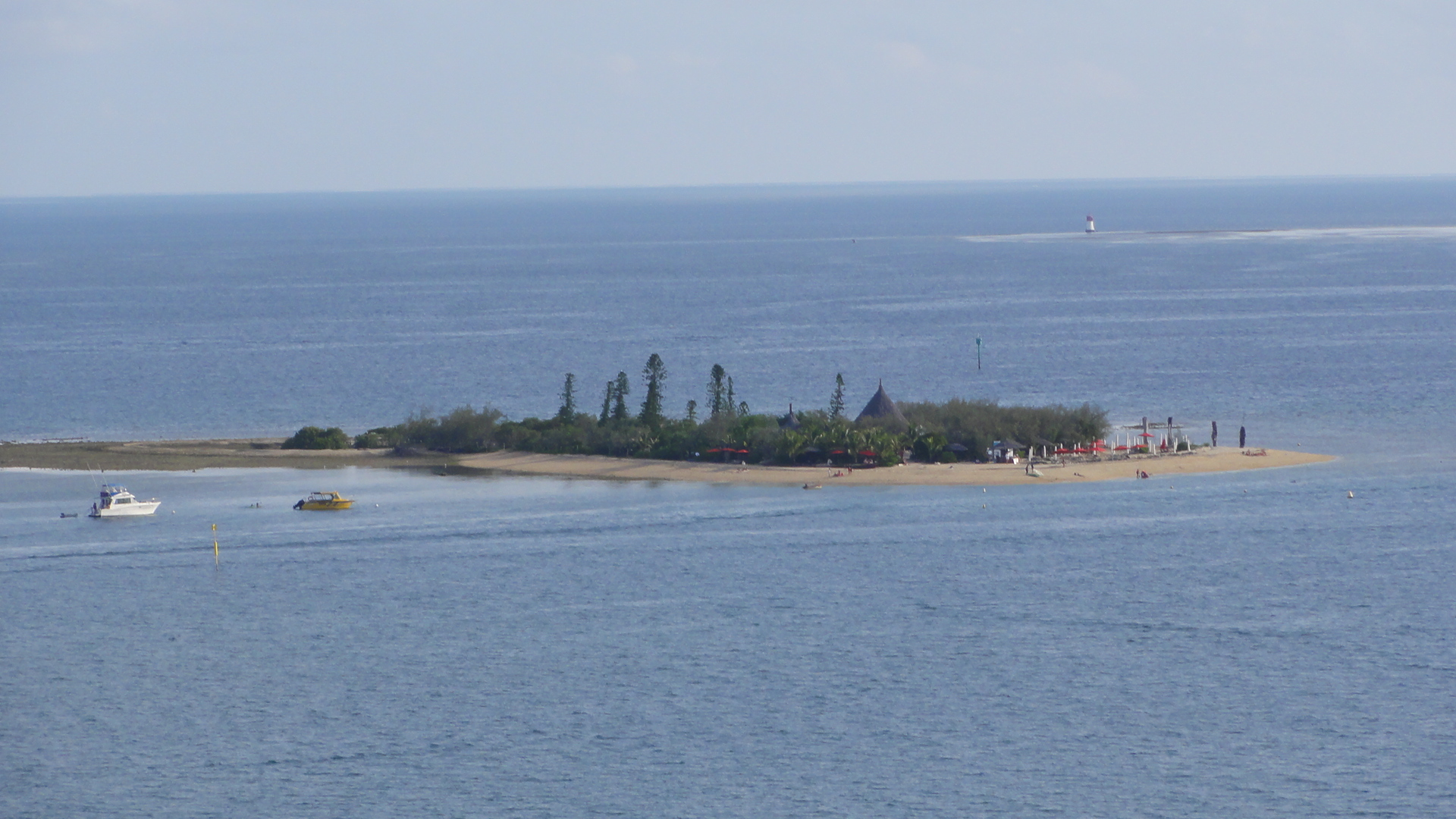
L'îlot Canard et ses aménagements dans la baie de l'Anse Vata.

À cela il faut ajouter les îlots coralliens du lagon, plus éloignés vers le sud, plus ou moins aménagés et lieux de villégiatures pour les plaisanciers nouméens pour des sorties d'une journée ou pour les pratiquants des sports de glisse (planche à voile, funboard ou kitesurf) :
- l'îlot Maître, à 4 milles marins (environ 7,5 km) au sud-sud-ouest du port Moselle et à 2,5 milles (environ 4,5 km) de l'Anse Vata, dans l'alignement de l'îlot Canard. Doté d'un hôtel (il est ainsi le seul îlot nouméen à en posséder un), il est agrémenté d'un récif d'un mille de large entre l'îlot et sa balise ;
- l'îlot Signal, à 8 milles marins (environ 15 km) à l'ouest du port Moselle, il est le lieu où fut installée la première balise de Port-de-France et est situé à la sortie de la passe de Dumbéa, l'un des principaux points d'entrée des navires dans le lagon néo-calédonien, entre le récif de l'Annibal au nord-ouest et le grand-récif Aboré au sud-est ;
- l'îlot Larégnère, à environ 7 milles marins (environ 13 km) à l'ouest-sud-ouest du port Moselle ;
- le récif Crouy, parfois appelé îlot Crouy, récif corallien émergé formant un petit lagon intérieur, à 6,5 milles marins (environ 12 km) au sud-ouest du port Moselle ;
- l'îlot Goéland, à 6,7 milles marins (environ 12,5 km) au sud-sud-ouest du port Moselle et à 5,7 milles (en contournant l'îlot Maître, soit environ 10,5 km) au sud-ouest de l'Anse Vata. L'îlot est un important lieu de nidification de la sterne de Dougall (dont 10 % de la population mondiale réside en Nouvelle-Calédonie), et est donc fermé au public entre novembre et février[19] ;

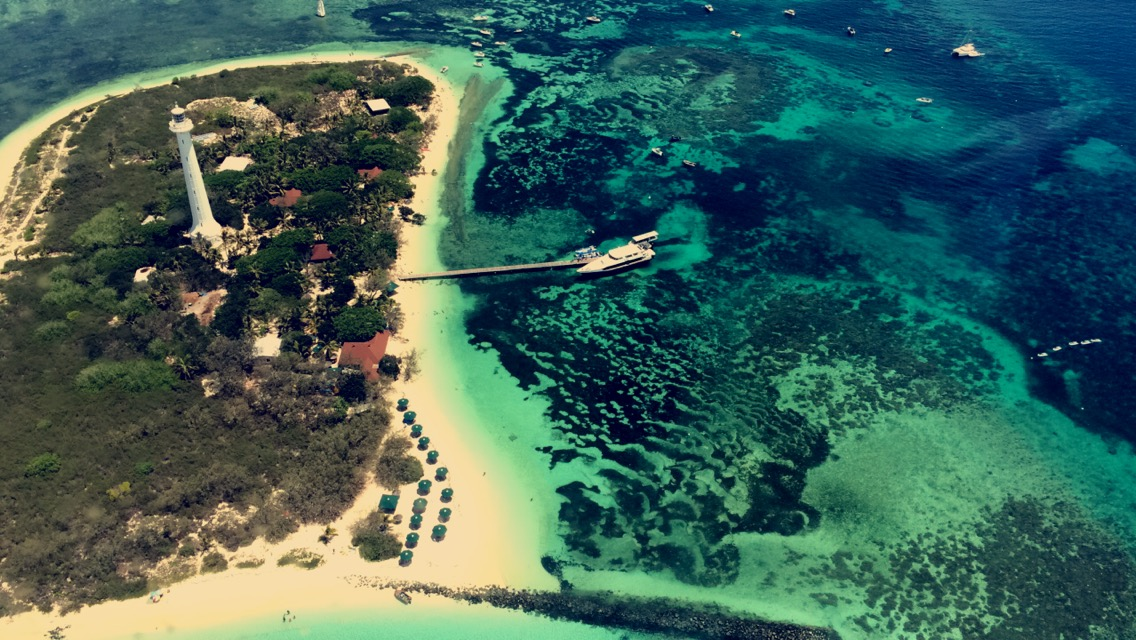
Vue aérienne de l'îlot Amédée.

- l'îlot Amédée, haut lieu touristique en raison de son phare, à un peu moins de 13 milles marins (environ 24 km) au sud-sud-est du port Moselle et à 10,5 milles au sud de l'Anse Vata. Il se situe à l'entrée de la passe de Boulari, l'un des principaux points d'entrée des navires dans le lagon néo-calédonien et dont le phare gardait l'entrée, entre le Grand Récif Aboré au nord-ouest et le récif Kwé au sud.

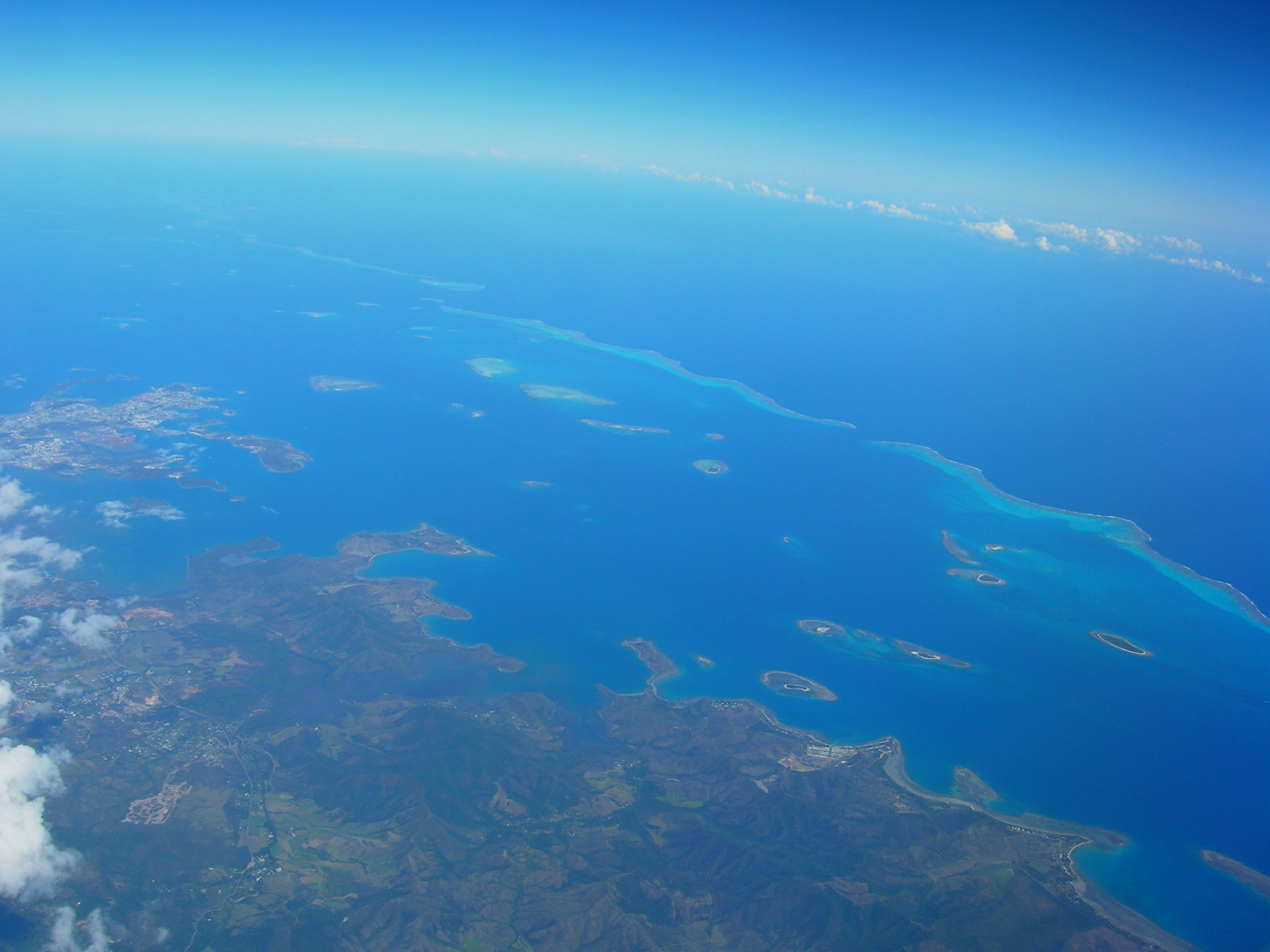
Vue depuis le nord du lagon nouméen, avec le récif Kwé à gauche, le récif Aboré au centre, puis la passe de Dumbéa avec à sa droite le récif Mbéré et une partie du récif de l'Annibal.

Ces îlots forment tous des espaces protégés, ou réserves spéciales. En 1989 est créé le parc du lagon sud, comprenant les réserves marines spéciales existantes depuis 1981 des îlots Maître et Amédée (à quoi s'ajoute le récif Aboré et la passe de Boulari) augmentées des nouvelles réserves des îlots Signal, Larégnère et l'île aux Canards, ainsi que l'îlot Bailly situé dans le domaine maritime communal du Mont-Dore. Enfin, y ont été rajoutées les réserves de l'épave du Humboldt (palangrier sabordé, récif de l'Annibal, près de la passe de Dumbéa) en 1996 et de la pointe Kuendu (extrémité ouest de Nouville) en 1998. Ces sites, qui forment la plus grande aire de protection marine de Nouvelle-Calédonie avec 177,36 km2, sont interdits à la chasse, à la pêche hauturière, au filet, à la canne ou sous-marine, ainsi qu'à la cueillette, l'enlèvement, le déplacement ou la récolte de tout corail ou coquillage.
De plus, deux réserves spéciales de faune ont été définies dans le domaine maritime de Nouméa : celle de l'îlot Goéland créée en 1995 en raison de la nidification des sternes de Dougall, et celle du récif de Sèche-Croissant, situé entre les îlots Larégnère à l'ouest et Maître à l'est, à environ 5 milles marins (environ 9 km) au sud-ouest du port Moselle, créée en 1994 car lieu de nidification pour les sternes diamants,.

#### Hydrographie

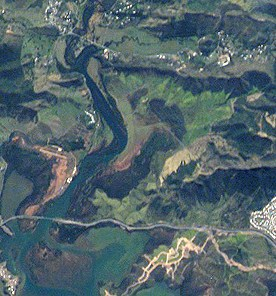
Image satellite de l'embouchure de la Dumbéa à l'entrée du Grand Nouméa.

Le réseau hydrographique est quasi inexistant dans la péninsule. En revanche, de l'eau se trouve entre les vallées de la Yahoué au sud-est (dans la commune du Mont-Dore) et celles plus importantes, au nord-ouest, de la Dumbéa (dans la commune du même nom) et de la Tontouta (sur le territoire de la commune de Païta). Nouméa a donc pu, tout au long de son histoire, s'approvisionner en eau douce auprès de ces deux bassins hydrographiques. Ainsi, en 1875 commencent les travaux de la construction d'un captage sur la Yahoué ainsi que de plus de 12 km de tranchées pour la conduite d'eau afin d'alimenter le chef-lieu : le tout est inauguré le 2 janvier 1877.
Les besoins de Nouméa deviennent bientôt trop importants pour la seule conduite de Yahoué (dont le débit n'était que de 20 L/s), et bientôt un barrage est construit en amont de la Dumbéa. Les travaux commencent en avril 1892 et se terminent en mars 1894. Il s'agit d'un barrage avec filtre et bassin de régulation, tandis que la canalisation, inaugurée en 1895, d'une longueur de 29 km et établie autant en tranchée ouverte ou sur ouvrages d'arts, est constituée d'un tuyau en fonte de 40 cm de diamètre pour un débit de 65 L/s. Une deuxième conduite est aménagée en 1933, et, pour pallier la surconsommation d'eau liée, entre 1942 et 1946, à la présence de troupes américaines en Nouvelle-Calédonie, le premier réseau de pompes et de réservoirs est installé en 1942 tandis que les camps sont approvisionnés par des camions citernes.

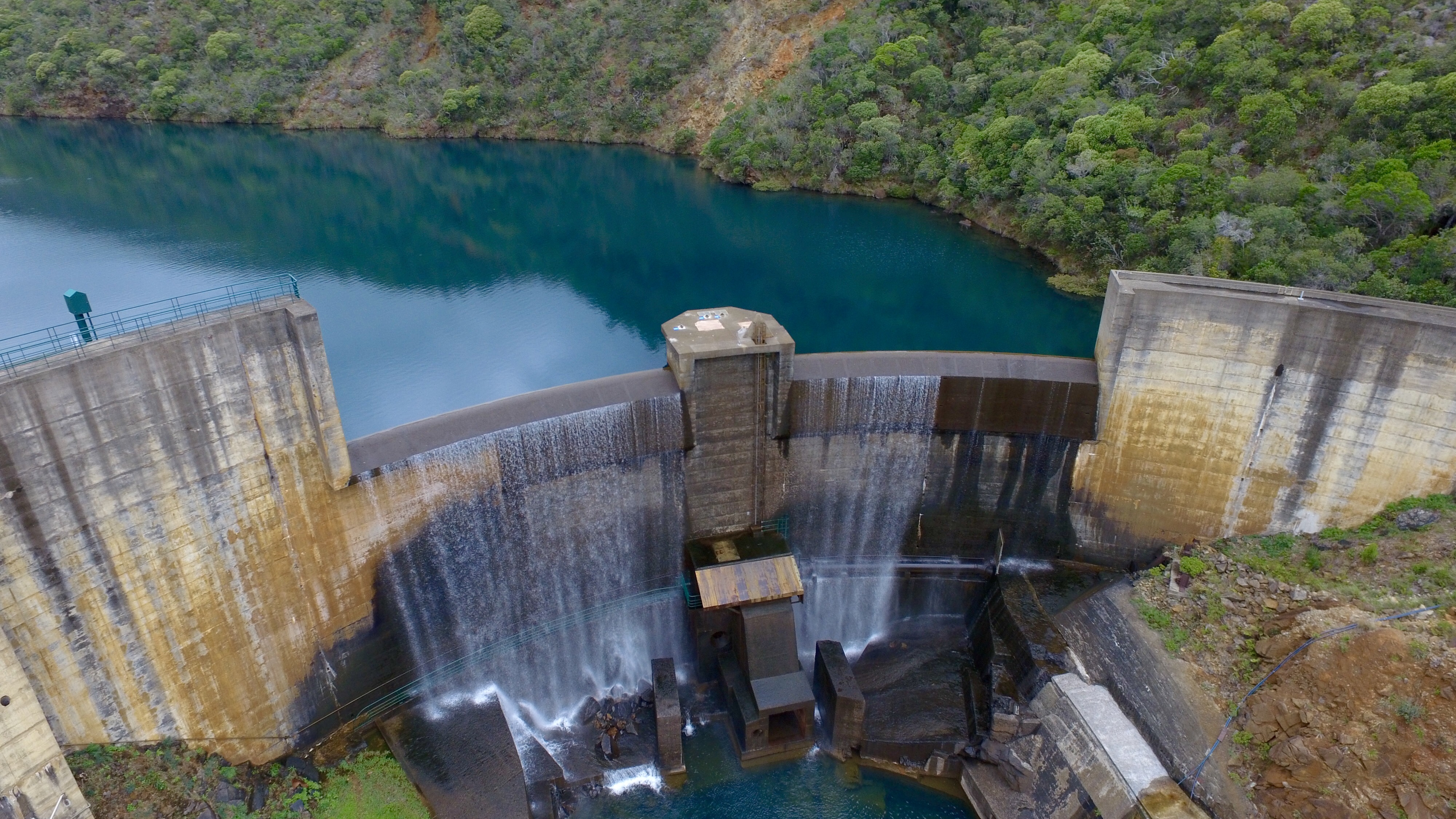
Le second et actuel barrage de la Dumbéa.

Ce premier barrage est remplacé par un second construit entre 1951 et 1953 sur le bras est de la Dumbéa, puis surélevé en 1971-1972, ce qui lui permet de détenir une réserve d'eau de 650 000 m3 et d'alimenter la totalité des communes de Dumbéa et de Nouméa ainsi que l'usine SLN de Doniambo. La première conduite, de 50 cm de diamètre, suivait le chemin de l'ancienne ligne de chemin de fer Nouméa-Païta (dit aussi « Petit train de la mine ») et était acheminée via la station du Mt Té, et la seconde aménagée à partir de 1971, d'un diamètre d'1 m, bénéficiait à l'origine de deux stations de pompage (aux lieux-dits du Trou des Nurses et du Val-Fleuri, toujours à Dumbéa). Le barrage de Dumbéa est géré en concession par la Calédonienne des eaux, filiale du groupe Suez.

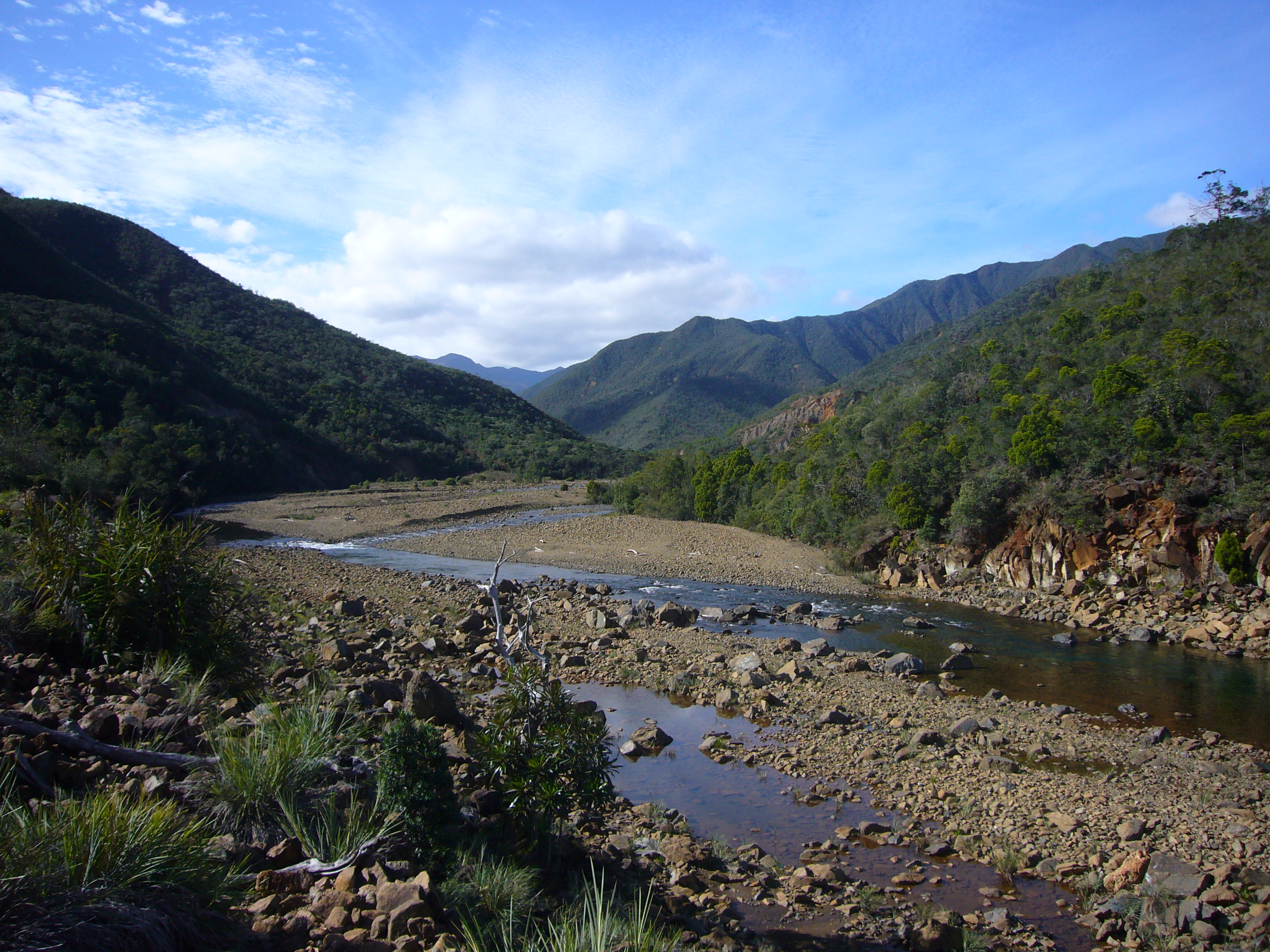
Le fleuve de la Tontouta.

Enfin, pour répondre à l'explosion urbaine de l'agglomération nouméenne et pallier les différentes périodes de sécheresse estivales, les communes du Grand Nouméa ont lancé ensemble, en 1998, la construction d'un « Grand Tuyau » de 46 km de long et de 1 m de diamètre acheminant l'eau depuis des stations de pompage par puits de forage sur le cours souterrain du fleuve de la Tontouta. Ce « grand tuyau » est installé à partir de 2000 le long de la RT1 (grand route de la côte ouest de la Grande Terre) et de la Voie express 2 et est géré par la Société anonyme des eaux de Tontouta (SADET), filiale de la Calédonienne des eaux et donc également du groupe Suez.
Ces différents équipements ont permis à Nouméa de posséder le meilleur taux d'accès à l'eau potable de la Nouvelle-Calédonie, puisqu'en 2004 99,6 % des foyers disposaient d'une alimentation individuelle. La consommation en eau du chef-lieu est particulièrement forte : les Nouméens engloutissaient ainsi en 2006 12,307 millions de m3 (12,307 milliards de L), pour 27 340 abonnés (soit une consommation par abonné de 450 000 L). La même année, l'ensemble du Grand Nouméa consommait 18,365 millions de m3 (18,365 milliards de L).

### Un milieu tropical anthropisé
Nouméa, ville tropicale, est soumise aux effets combinés de son climat, de l'urbanisation et des activités humaines, entraînant une assez forte anthropisation de ses milieux naturels et des risques spécifiques face auxquels les populations et autorités locales tentent de s'adapter.

#### Climat

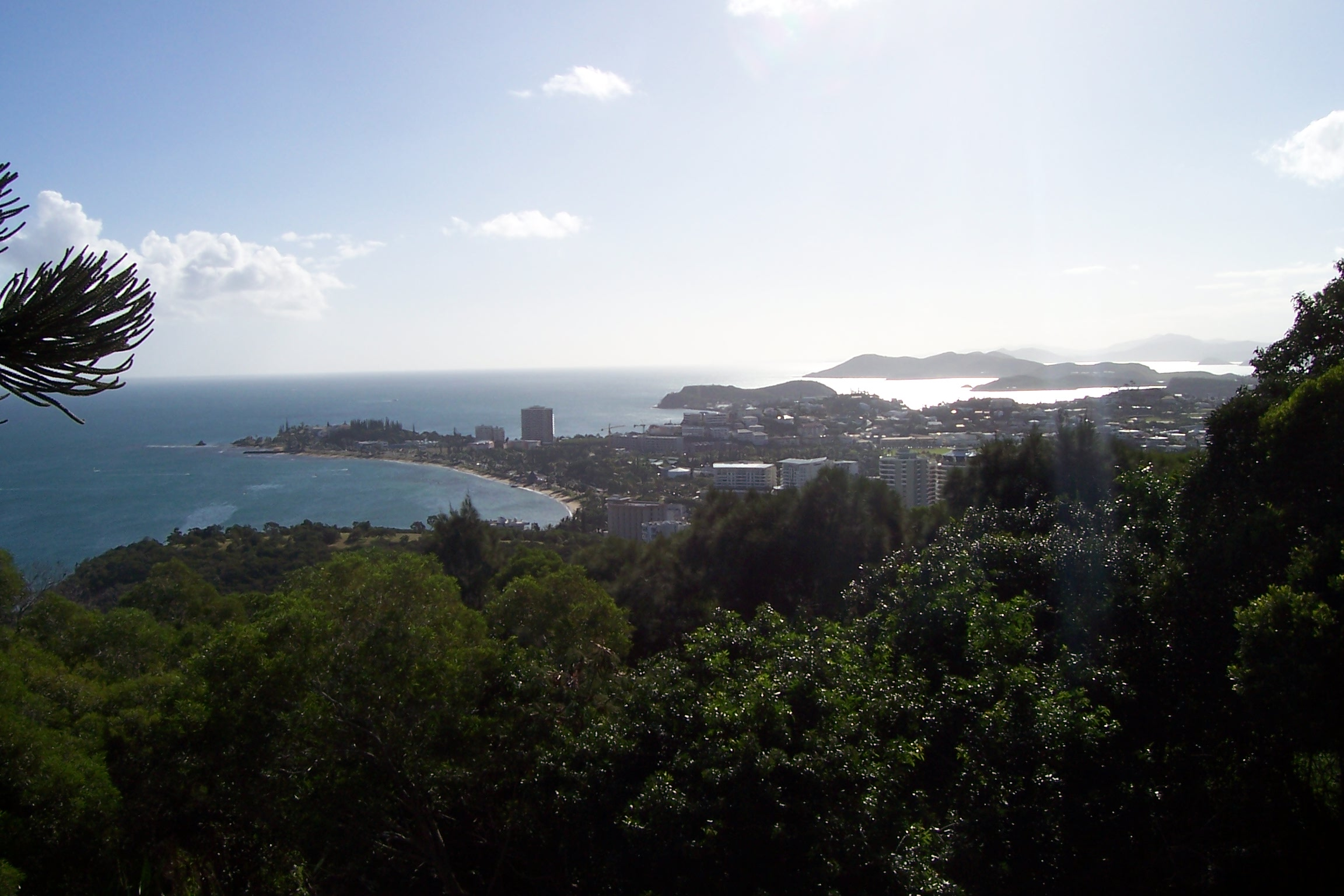
Vue sur les quartiers Sud de Nouméa depuis le sommet du Ouen Toro.

Comme le reste de la Nouvelle-Calédonie, Nouméa dispose d'un climat tropical de savane (ou « humide et sec », avec hiver sec, noté Aw selon la classification de Köppen) tempéré par l'influence océanique et modifié périodiquement par les phénomènes El Niño ou La Niña, avec des vents dominants à l'est et au sud-est (les alizés) desquels elle est en partie protégée par la Chaîne centrale du fait de sa position sur la côte Ouest (« côte-sous-le-vent ») de la Grande Terre. Elle est cependant ponctuellement exposée, durant la saison fraîche, à des vents froids et forts d'ouest porteurs de précipitations (les « coups d'ouest »). Ce climat comprend des températures relativement chaudes (la moyenne des températures établie sur 12 mois pour la période 1981-2010 est d'environ 23,5 °C) dont le ressenti est amplifié par une humidité assez forte (la moyenne annuelle du taux d'humidité de l'air oscillant entre 74 et 84 %). L'année est divisée en deux saisons séparées par deux inter-saisons, déterminées par la position de la zone de convergence intertropicale (ZCIT) et l'importance de l'anticyclone de l'île de Pâques : une saison chaude et humide (« été » ou « saison des cyclones ») de mi-novembre à mi-avril ; une première intersaison avec une diminution progressive du nombre de basses pressions, des précipitations et des températures de mi-avril à mi-mai ; la saison fraîche (« hiver ») de mi-mai à mi-septembre ; la deuxième intersaison (saison sèche) de mi-septembre à mi-novembre.
Du fait de ce climat tropical humide et sec ainsi que de sa situation, Nouméa bénéficie d'une exposition au Soleil importante, avec une durée d'ensoleillement normale annuelle de 2 548,7 heures pour la période 1981-2010. C'est l'une des plus fortes de Nouvelle-Calédonie et d'un territoire français, légèrement inférieure à celles mesurées sur le littoral méditerranéen mais équivalente à celles de l'intérieur de plusieurs départements du Midi de la France telles que le centre de l'Hérault ou du Gard, le sud de l'Ardèche et de la Drôme ou encore le nord des Alpes-de-Haute-Provence. C'est également à Nouméa que le rayonnement quotidien le plus fort de l'île a été atteint en 2006 avec 3 177 J/cm2 le 14 janvier. Le flux solaire maximal quotidien dépasse les 1 130 W/m2 en début d'année.
Plusieurs autres caractéristiques du climat tropical se retrouvent tempérées par les influences océaniques et la protection des vents dominants : ce n'est pas là que s'enregistrent les plus fortes températures minimales ou maximales, ni les plus fortes précipitations de Nouvelle-Calédonie. Ainsi, la moyenne des précipitations à l'année (basée sur la période 1981-2010) est de 1 070 mm (comparativement aux 1 674,8 mm de moyenne annuelle pour la même période pour la station de Wanaham à Lifou aux Îles Loyauté), les mois les plus pluvieux (plus de 100 mm en moyenne) étant janvier, février, mars et dans une moindre mesure avril (la « période des cyclones » durant la saison chaude) ainsi que, de façon plus limitée (entre 90 et 100 mm en moyenne), mai et juin (période des pluies durant la saison fraîche), selon Météo-France. La température maximale moyenne (toujours calculée à partir des données enregistrées entre 1981 et 2010) est de 26,6 °C, avoisinant les 30 °C durant la saison chaude de décembre à mars (le mois le plus chaud est février) et redescendant entre 23 °C et 25 °C durant la saison fraîche de juin à septembre. La minimale moyenne pour sa part est de 20,5 °C, presque toujours supérieure à 23 °C durant la saison chaude et descendant jusqu'à 17 °C durant les mois de saison fraîche (les plus frais étant juillet et août), toujours selon Météo-France. Les records de température enregistrés à Nouméa ont été de 36,8 °C le 25 janvier 1986 pour les maximales et 13,2 °C le 10 août 1961 pour les minimales.
| Mois                                            | jan.          | fév.         | mars          | avril         | mai          | juin          | jui.          | août         | sep.         | oct.          | nov.          | déc.          | année      |
| ----------------------------------------------- | ------------- | ------------ | ------------- | ------------- | ------------ | ------------- | ------------- | ------------ | ------------ | ------------- | ------------- | ------------- | ---------- |
| Température minimale moyenne (°C)               | 23,3          | 23,7         | 23,1          | 21,8          | 20,1         | 18,7          | 17,4          | 17,3         | 18,1         | 19,5          | 20,8          | 22,3          | 20,5       |
| Température moyenne (°C)                        | 26,4          | 26,7         | 25,9          | 24,6          | 22,9         | 21,4          | 20,4          | 20,3         | 21,4         | 22,8          | 24,1          | 25,6          | 23,5       |
| Température maximale moyenne (°C)               | 29,6          | 29,7         | 28,7          | 27,4          | 25,7         | 24,1          | 23,3          | 23,3         | 24,7         | 26,2          | 27,4          | 29            | 26,6       |
| Record de froid (°C) date du record             | 18,6 16.1984  | 19 24.1984   | 18,8 08.1988  | 16,7 23.1951  | 15,7 17.1994 | 13,6 21.1957  | 13,5 25.1955  | 13,2 10.1961 | 13,3 10.1954 | 14,2 02.1990  | 15,2 08.1956  | 17,8 17.1993  | 13,2 1961  |
| Record de chaleur (°C) date du record           | 36,8 25.1986  | 36,4 01.1991 | 36,4 01.1993  | 33,2 29.1957  | 32,7 04.2014 | 30,7 19.2002  | 30,9 30.2020  | 31,7 08.1995 | 33 29.2010   | 32,3 03.2003  | 34,9 20.2001  | 35,7 27.2010  | 36,8 1986  |
| Ensoleillement (h)                              | 238,5         | 205,6        | 196,1         | 193,1         | 173,2        | 154,6         | 182,4         | 203,5        | 230,8        | 258,6         | 250,6         | 261,8         | 2 548,7    |
| Record de vent (km/h) date du record            | 41 13.1988    | 41 12.1981   | 56 14.2003    | 37 11.1989    | 27,6 21.2017 | 28 04.1984    | 28 15.2003    | 25 20.1989   | 26 08.1989   | 23 12.2010    | 24,6 16.2011  | 35 17.1986    | 56 2003    |
| Précipitations (mm)                             | 111,8         | 129,7        | 168,3         | 109,6         | 91,9         | 99,8          | 67,1          | 72,3         | 39,2         | 45,8          | 55,6          | 78,9          | 1 070      |
| Record de pluie en 24 h (mm) date du record     | 255,2 14.2011 | 197 01.1969  | 136,2 09.2018 | 158,8 20.1983 | 172 07.2016  | 200,9 03.1972 | 109,6 02.2013 | 91,1 07.1952 | 74,8 08.1967 | 171,4 02.2001 | 115,2 07.1990 | 201,3 16.1986 | 255,2 2011 |
| Nombre de jours avec précipitations             | 9,7           | 10,4         | 13            | 10,8          | 11,2         | 10            | 9             | 8,6          | 5,6          | 4,6           | 7,2           | 6,9           | 107        |
| dont nombre de jours avec précipitations ≥ 5 mm | 4,7           | 5,7          | 7,4           | 4,9           | 4,8          | 4,5           | 3,1           | 3,6          | 2,2          | 1,9           | 2,8           | 3             | 48,5       |

| Diagramme climatique                                  |               |               |               |              |              |              |              |              |              |              |            |
| J                                                     | F             | M             | A             | M            | J            | J            | A            | S            | O            | N            | D          |
| 29,623,3111,8                                         | 29,723,7129,7 | 28,723,1168,3 | 27,421,8109,6 | 25,720,191,9 | 24,118,799,8 | 23,317,467,1 | 23,317,372,3 | 24,718,139,2 | 26,219,545,8 | 27,420,855,6 | 2922,378,9 |
| Moyennes : • Temp. maxi et mini °C • Précipitation mm |               |               |               |              |              |              |              |              |              |              |            |

| Mois                                            | jan.          | fév.          | mars          | avril         | mai           | juin          | jui.          | août         | sep.         | oct.          | nov.          | déc.          | année      |
| ----------------------------------------------- | ------------- | ------------- | ------------- | ------------- | ------------- | ------------- | ------------- | ------------ | ------------ | ------------- | ------------- | ------------- | ---------- |
| Température minimale moyenne (°C)               | 23,4          | 23,8          | 23,2          | 21,7          | 19,7          | 18,1          | 16,5          | 16,5         | 17,4         | 19            | 20,7          | 22,3          | 20,2       |
| Température moyenne (°C)                        | 26,2          | 26,5          | 25,9          | 24,5          | 22,6          | 21,1          | 19,9          | 19,8         | 20,9         | 22,4          | 23,8          | 25,3          | 23,2       |
| Température maximale moyenne (°C)               | 29            | 29,3          | 28,5          | 27,3          | 25,6          | 24,1          | 23,2          | 23,1         | 24,3         | 25,7          | 26,9          | 28,4          | 26,3       |
| Record de froid (°C) date du record             | 17,5 07.1987  | 17,9 24.1984  | 14,5 24.1965  | 14,6 30.1968  | 12 22.1968    | 10,8 26.1985  | 8,9 28.1968   | 9,9 31.1976  | 9,9 09.1968  | 10,8 02.1990  | 13,2 01.1965  | 16 05.1966    | 8,9 1968   |
| Record de chaleur (°C) date du record           | 36,8 25.1986  | 35,4 15.1996  | 35,7 01.1993  | 33,4 02.2016  | 32,4 04.2014  | 30,8 19.2002  | 29,8 30.2020  | 31,7 09.1992 | 32,6 26.2020 | 31,9 03.2003  | 35,7 20.2001  | 35,5 19.2010  | 36,8 1986  |
| Record de vent (km/h) date du record            | 35 12.1988    | 31,1 03.2021  | 42,5 06.2021  | 38 11.1989    | 23,1 21.2017  | 23 04.1984    | 25 15.2003    | 25 11.1994   | 19 08.1989   | 21 25.1984    | 21 08.1990    | 36 17.1986    | 42,5 2021  |
| Précipitations (mm)                             | 113,7         | 132,6         | 173,4         | 108           | 89,6          | 102           | 69,3          | 74,6         | 38,9         | 46,9          | 57,1          | 82,2          | 1 088,3    |
| Record de pluie en 24 h (mm) date du record     | 262,6 14.2011 | 131,6 12.1981 | 153,6 27.1996 | 176,8 07.1992 | 121,2 07.2016 | 173,2 03.1972 | 116,5 02.2013 | 88,2 13.2010 | 84,1 08.1967 | 195,8 02.2001 | 114,2 07.1990 | 205,1 16.1986 | 262,6 2011 |
| Nombre de jours avec précipitations             | 9,5           | 11            | 13,3          | 10,9          | 10,6          | 10,2          | 8,8           | 9            | 5,5          | 5,1           | 7             | 7,4           | 108,2      |
| dont nombre de jours avec précipitations ≥ 5 mm | 4,8           | 6             | 7,8           | 5,2           | 4,7           | 4,3           | 3,2           | 3,8          | 2            | 1,7           | 3,2           | 3,4           | 50,3       |

| Diagramme climatique                                  |               |               |             |              |             |              |              |              |            |              |              |
| J                                                     | F             | M             | A           | M            | J           | J            | A            | S            | O          | N            | D            |
| 2923,4113,7                                           | 29,323,8132,6 | 28,523,2173,4 | 27,321,7108 | 25,619,789,6 | 24,118,1102 | 23,216,569,3 | 23,116,574,6 | 24,317,438,9 | 25,71946,9 | 26,920,757,1 | 28,422,382,2 |
| Moyennes : • Temp. maxi et mini °C • Précipitation mm |               |               |             |              |             |              |              |              |            |              |              |

Diagramme des précipitations et températures mensuelles moyennes de Nouméa.

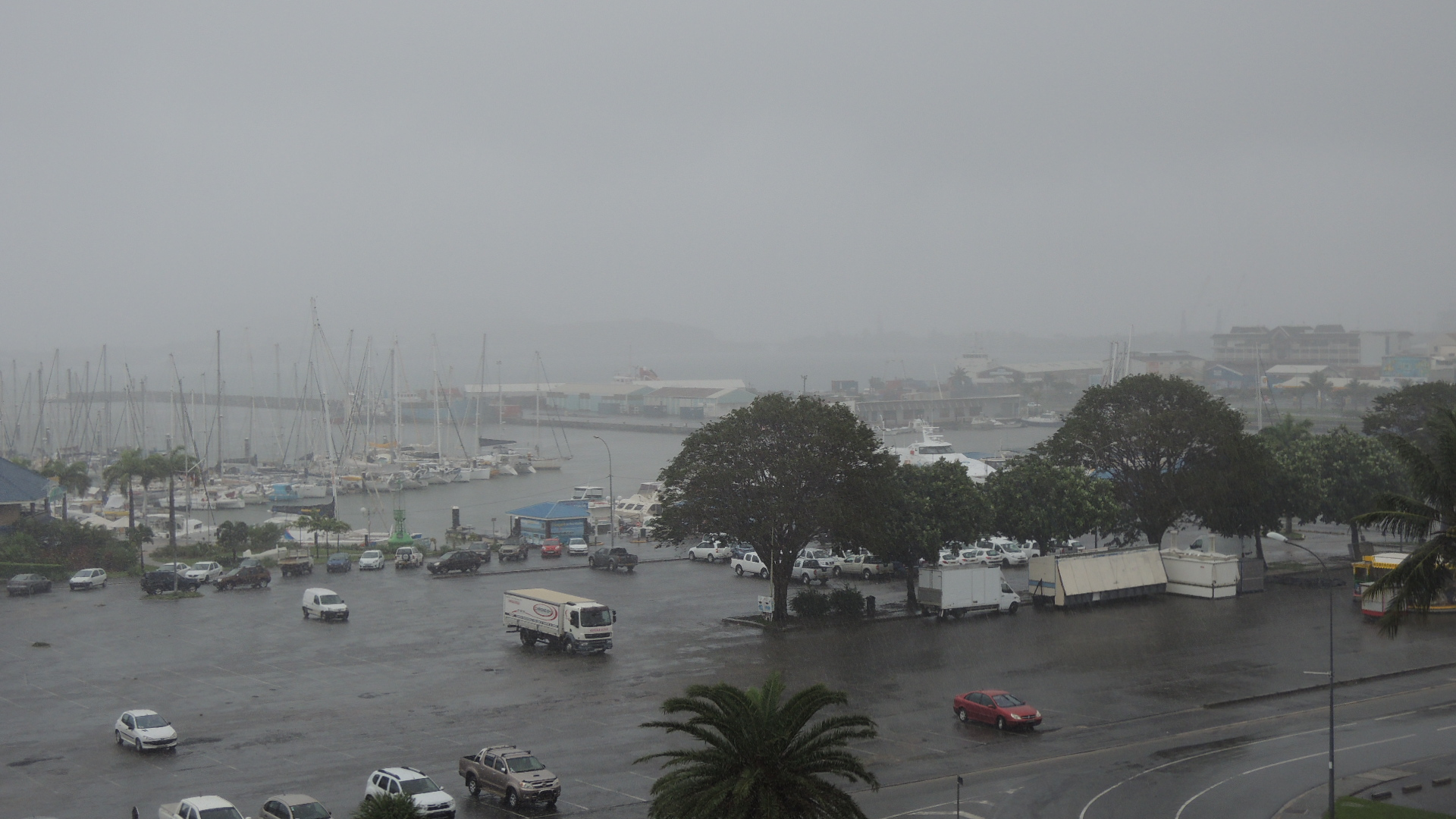
Le Port Moselle à Nouméa sous la pluie en 2013.

Mais Nouméa est sujette, comme le reste de la Nouvelle-Calédonie, aux tempêtes tropicales qui vont de la simple dépression tropicale jusqu'au cyclone. Le dernier en date à avoir fortement touché la ville, Erica en 2003, a provoqué des dégâts importants du fait de la puissance de ses vents (la rafale la plus violente jamais enregistrée à Nouméa le fut ainsi le 14 mars 2003, avec 56 m/s soit environ 200 km/h) et de son accélération subite qui a pris de court les météorologues ainsi que les autorités : à Nouméa, plusieurs arbres ont été arrachés, à quoi se sont ajoutés de nombreux dégâts matériels (une demi-lune datant de la Seconde Guerre mondiale a été balayée, le toit de l'université s'est envolé, etc.), 230 personnes ont dû être accueillies dans trois centres d'hébergement (Nouville, Anse Vata et Rivière-Salée), mais aucune perte humaine ne fut à déplorer sur Nouméa (le bilan humain sur l'ensemble du territoire néo-calédonien s'élevant à deux morts à quoi s'ajoute la mort d'un agent d'électricité après le cyclone lors de travaux de rétablissement de l'énergie sur le réseau). De plus, Nouméa fut la seule commune de l'archipel à ne pas souffrir d'une coupure en eau potable. En revanche, de nombreux voiliers de plaisance, mouillés dans les différentes baies de Nouméa, furent échoués du fait des vents violents et de la forte houle sur les digues du port. Un autre cyclone, Vania, a provoqué l'enregistrement du record nouméen en matière de hauteur quotidienne maximale de précipitations, avec 255,2 mm tombées lors de son passage le 14 janvier 2011, soit l'équivalent de deux mois et demi de précipitations en une seule journée.

#### Végétation

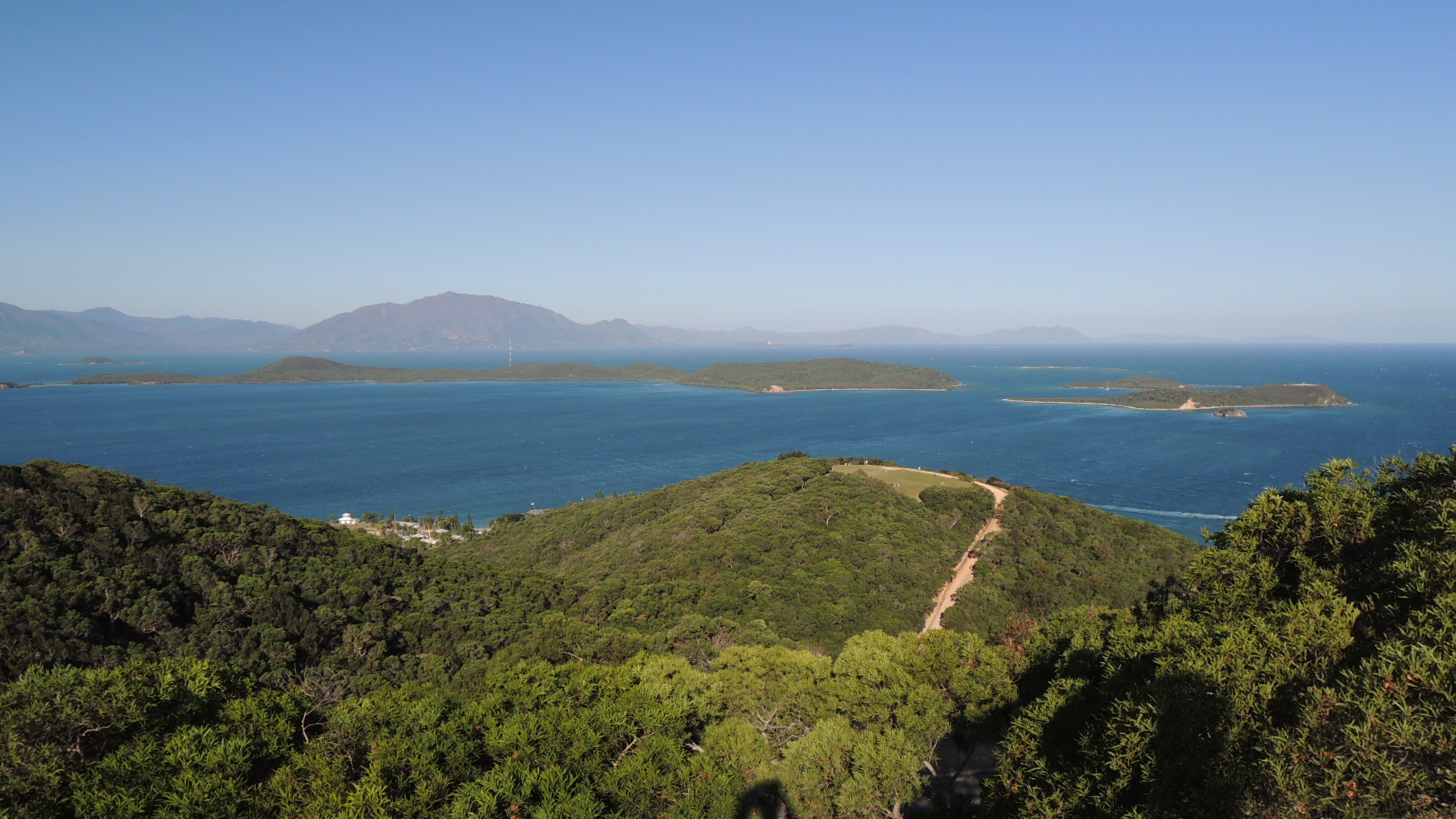
La forêt sèche du Ouen Toro et vue sur la baie de Sainte-Marie.

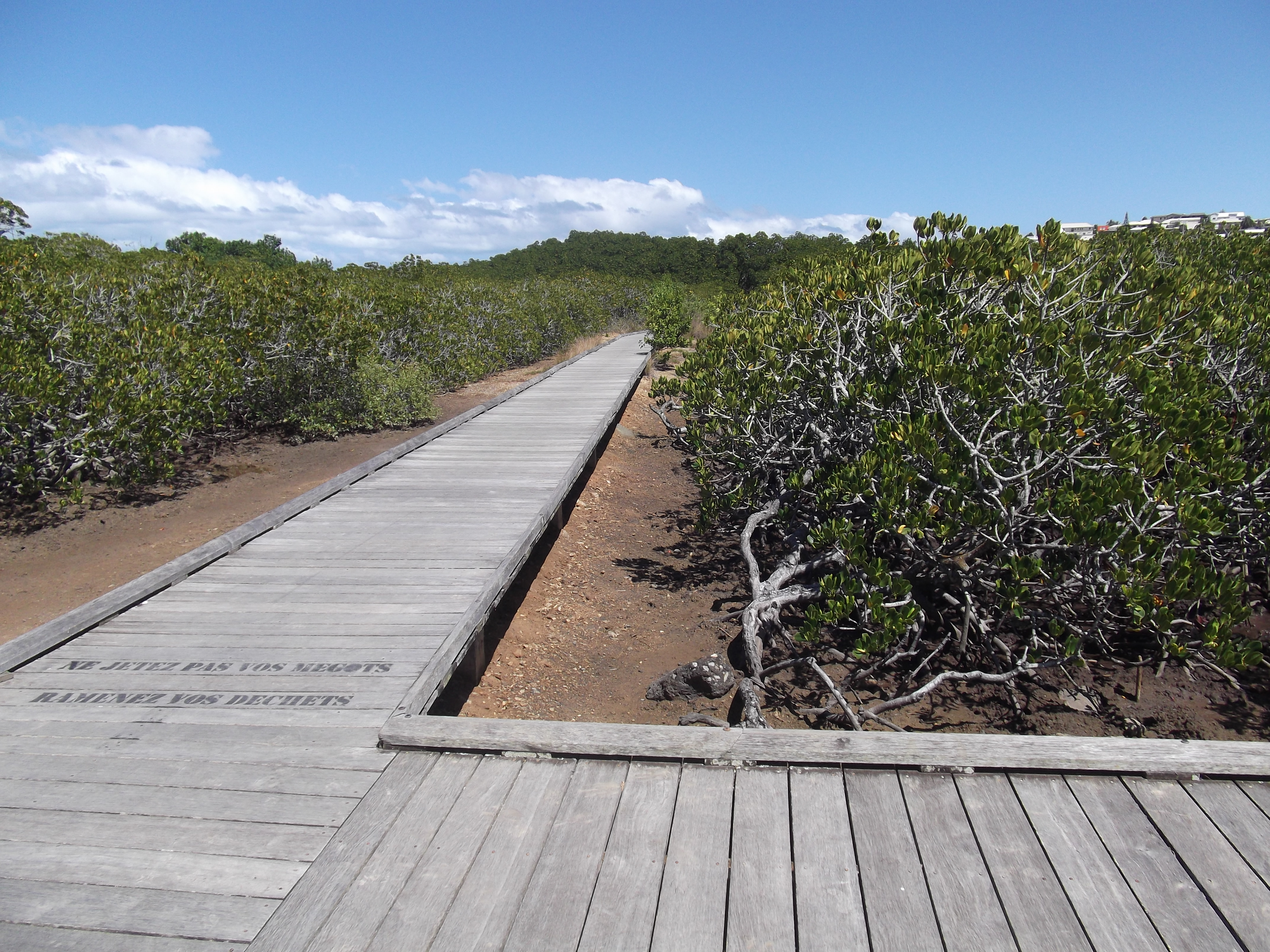
Sentier de découverte de la mangrove dans le quartier de Ouémo

Nouméa possède une végétation de type tropical, appartenant plus précisément à la forêt sèche, paysage classique de la côte Ouest de la Grande Terre. Cette formation végétale recouvre au début du XXIe siècle 100 ha sur le territoire de la commune. Écosystème le plus fortement menacé, sa sanctuarisation est prévue dans le plan d'aménagement et de développement durable (PADD) de la ville, tandis que les principaux espaces verts du chef-lieu sont devenus des zones de protection : le Ouen Toro (40 ha aménagés en sentiers de randonnées pédestres), le parc forestier sur la colline de Montravel (10 ha, traversés par un sentier botanique servant à sensibiliser le public sur la biodiversité locale), Koumourou à l'extrémité occidentale de la presqu'île de Ducos (10 ha) ou Tina à l'est (8 ha, notamment autour du Centre culturel Tjibaou).
S'y ajoutent d'autres formations végétales anciennes comme la mangrove (230 ha sur le littoral), certains palétuviers ayant un âge estimé à plus de 300 ans. Elle aussi fortement menacée par l'urbanisation, elle fait l'objet de mesures de conservation, avec un sentier provincial de découverte à Ouémo à l'ouest, à quoi s'ajoutent des campagnes associatives de nettoyage à Kaméré ou Rivière Salée.

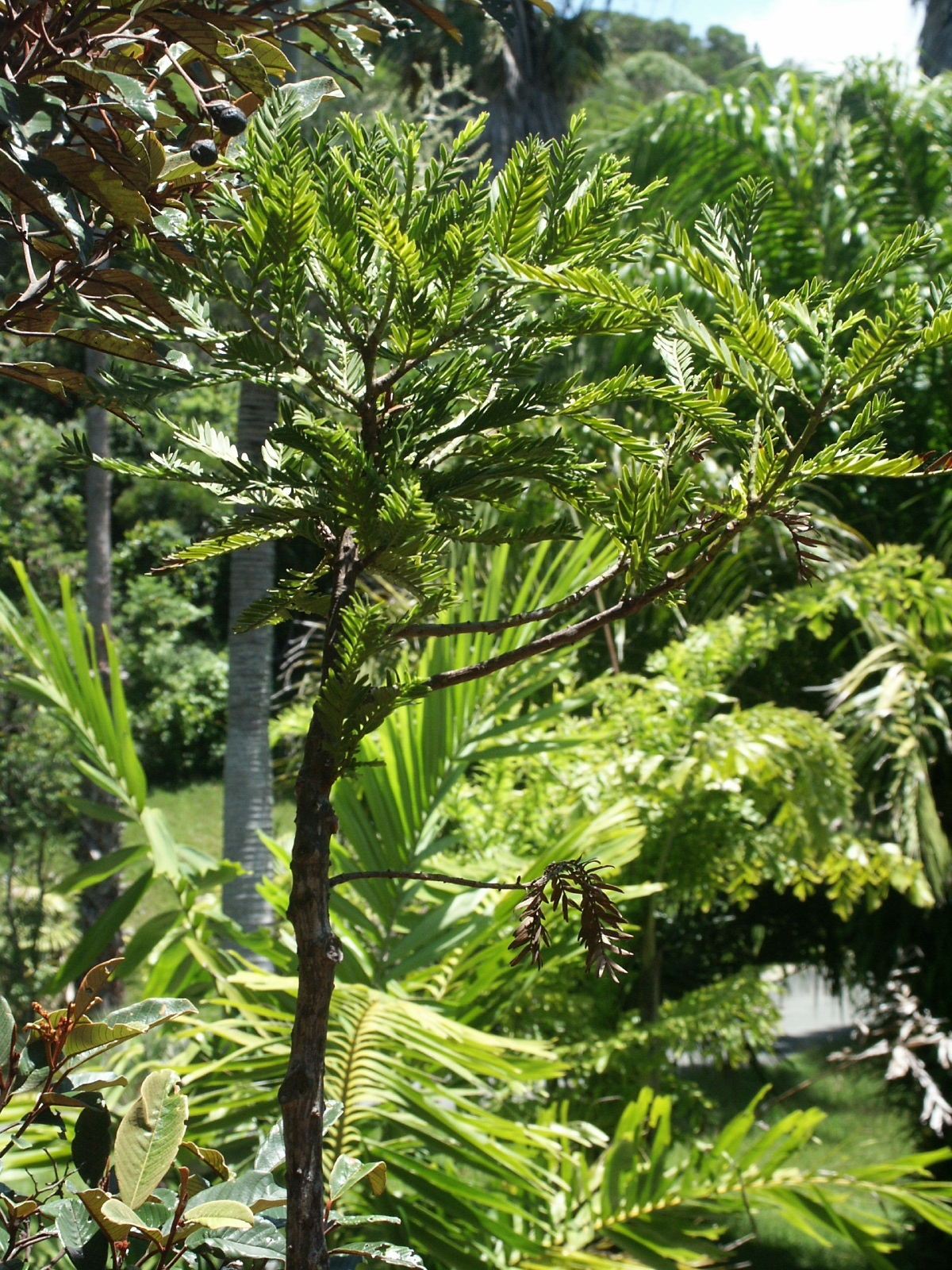
Retrophyllum comptonii ou « bois bouchon de forêt », espèce endémique, au Parc zoologique et forestier Michel-Corbasson.

Par ailleurs, l'aménagement urbain s'est accompagné de l'installation d'arbres et plantes ornementales le long de la voirie ou sur les espaces publics (place des Cocotiers, ancien vélodrome du Receiving, tour des baies, plage de Magenta, etc.) dont des pins colonnaires typiques du Territoire (l'un des emblèmes calédoniens), des cocotiers, des palmiers ou des flamboyants. De plus, la mairie a lancé, dans les années 2010, l'installation de jardins familiaux collectifs dans plusieurs quartiers, parcelles à cultiver par les habitants visant à « favoriser le vivre-ensemble » entre les différentes communautés en associant le modèle horticole kanak (culture d'ignames, maniocs, bananes, haricots ou plantes propres à la médecine traditionnelle) à l'utilisation de fruits et légumes importés (salade, persil, tomates, etc.), tout en l'adaptant au milieu urbain. Ceci reproduit alors de manière planifiée et reconnue par les autorités un système déjà développé dans le cadre des « squats ».
Enfin, en 2013, 56,5 % des logements disposaient d'un jardin ou d'une cour, contribuant à la diffusion d'espèces végétales dans l'espace privé au travers d'arbres fruitiers (bananiers, cocotiers, citronniers, manguiers, goyaviers, arbres à pin, litchi, pommes-lianes, etc.), de plantes ornementales (hibiscus, bougainvilliers, palmiers, etc.) ou de légumes et herbes aromatiques.

#### Risques majeurs
Nouméa est dotée depuis 2014 d'un plan communal de sauvegarde (PCS) et depuis 2019 d'un document d'information communal sur les risques majeurs (DICRIM). Ceux-ci recensent 15 risques majeurs pouvant avoir des effets sur les habitants et l'environnement de la ville, répartis en trois catégories : les risques naturels, sanitaires et technologiques.
Parmi les risques naturels, ce sont surtout les cyclones tropicaux de la saison chaude qui occasionnent les dégâts les plus importants (la combinaison de très fortes précipitations et de vents violents pouvant entraîner des victimes, destructions, inondations, mouvements de terrain, fortes houles, ondes de tempête...) et les plus fréquents sur le territoire nouméen (comme pour le reste de l'archipel néo-calédonien). Ainsi, entre 1880 et 2019, 40 de ces phénomènes météorologiques ont provoqué des dégâts à Nouméa. Un système d'alerte cyclonique en quatre phases ou niveaux (préalerte, alertes 1 et 2, phase de sauvegarde) est déclenché par la présidence du gouvernement néo-calédonien.
Le site de Nouméa et ses potentialités expliquent son choix par les Français pour y installer le chef-lieu de leur nouvelle colonie en 1854, tandis que la présence humaine, fruit d'une histoire relativement récente malgré quelques traces de peuplements pré-européens, a largement contribué à le transformer.

## Histoire
Si la presqu'île nouméenne a pu être occupée dès le Ier millénaire, son histoire connue commence avec la colonisation française au milieu du XIXe siècle. Devenue la capitale d'un Territoire d'outre-mer puis d'une collectivité sui generis française après 1946, elle a connu de profonds bouleversements économiques, sociaux et politiques.

### Avant les Français
La préhistoire de Nouméa reste encore peu connue, transmise par quelques découvertes archéologiques, les récits faits par les premiers Européens ayant pris contact avec les populations locales et une tradition orale construite autour de conflits coutumiers et politiques qui divisent les clans kanaks de l'aire Djubéa-Kaponé.

#### Les récits et contacts des premiers Européens

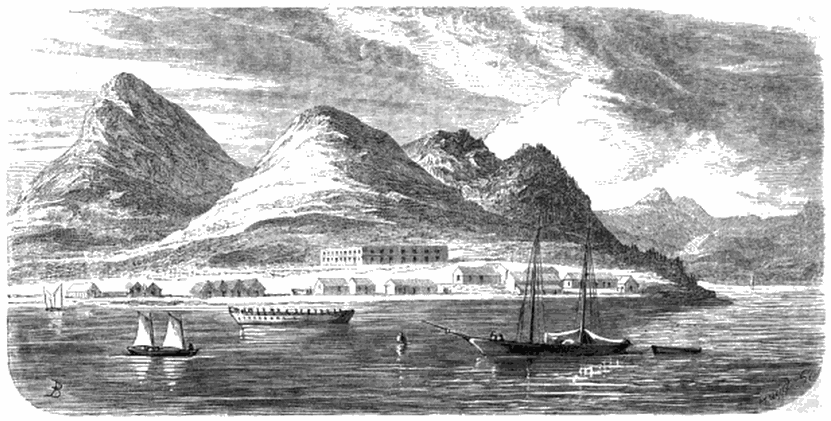
Établissement de l'Anglais Paddon sur l'île Nou, durant les années 1850.

Les premiers contacts d'Européens dans la région de l'actuelle Nouméa ne remontent pas avant les années 1840, surtout du fait de l'installation à une date incertaine à la fin de cette décennie ou au début de la suivante d'un négociant et santalier anglais, James Paddon. En effet, avec la découverte par les navigateurs européens du canal Woodin en 1847 et du passage de la Havannah à la pointe sud-est de la Grande Terre, la baie de Boulari prend de l'importance. Elle devient le débouché d'une voie de navigation pour aller à Sydney, sur la côte Est, et aux Nouvelles-Hébrides.
C'est en découvrant le comptoir de Paddon sur l'île Nou que les militaires français vont décider d'implanter la capitale de leur nouvelle colonie sur la presqu'île lui faisant face, ce qui va devenir Port-de-France. Le capitaine anglais comprend vite, de son côté, tout le parti qu'il peut tirer d'une telle situation. Il fait donc venir cinquante têtes de bétail d'Australie et fait profiter de sa source aux navires de la marine impériale française. Son expérience lui permet d'organiser un service postal avec Sydney, de recruter de la main d’œuvre indigène pour les travaux dans Port-de-France, d'améliorer les relations avec les chefs mélanésiens, et de révéler l'emplacement de gisements de charbon à Boulari.
Quoi qu'il en soit, la plupart des sources des négociants britanniques ou des militaires français témoignent que la presqu'île même était inhabitée (ou quasi inhabitée) lors de la fondation de Port de France. C'est même l'une des raisons qui ont poussé Tardy de Montravel à choisir ce site, espérant alors avoir peu de problèmes liés aux populations locales.

### Période coloniale (1854-1945)
Née moins d'un an après la prise de possession de la Nouvelle-Calédonie par la France, Port-de-France, vite rebaptisée Nouméa, reste une agglomération modeste jusqu'à la Seconde Guerre mondiale, ne se développant légèrement que grâce au bagne et aux activités liées au nickel.

#### Formation

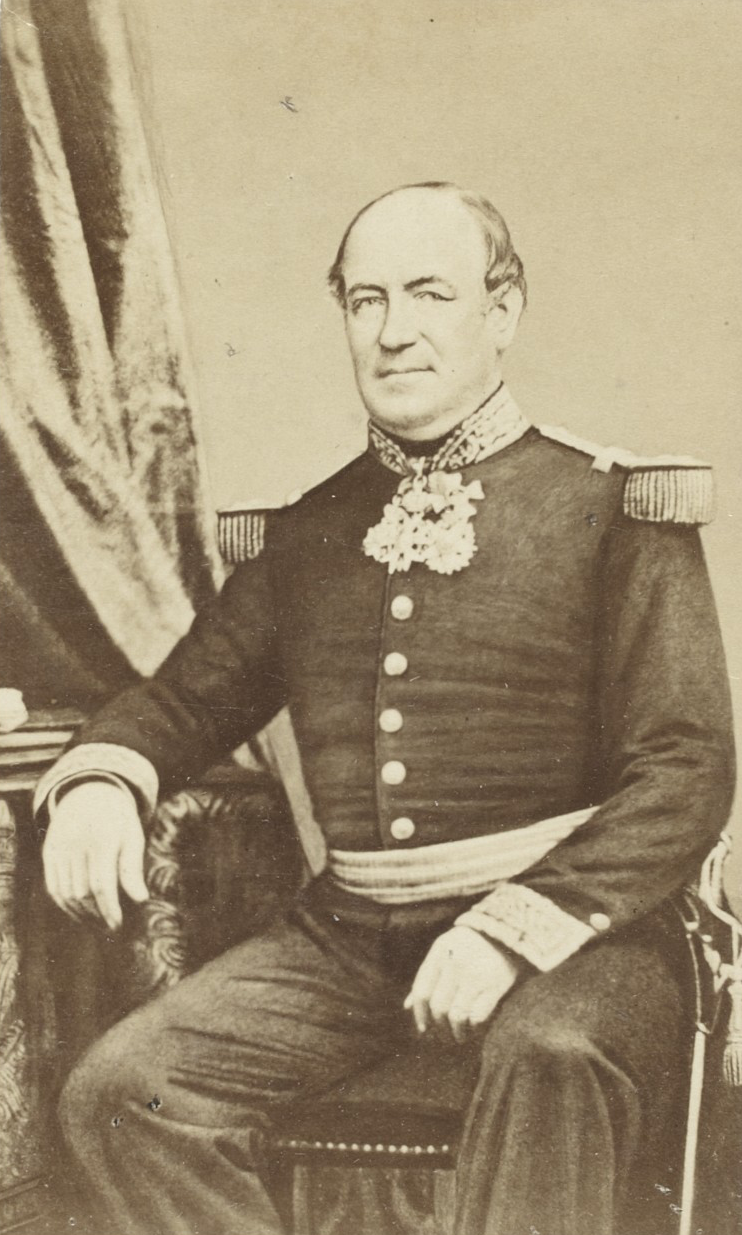
Portrait photographique de Louis-Marie-François Tardy de Montravel, fondateur de Port-de-France. Photographie Franck, éditée en 1882, BNF SG PORTRAIT-428.

Après la prise de possession de la Nouvelle-Calédonie par la France le 24 septembre 1853, la nouvelle administration coloniale cherche un endroit abrité et bénéficiant d'une bonne rade afin d'y créer un poste militaire et d'en faire le chef-lieu de l'île. Finalement, c'est le capitaine de vaisseau Louis-Marie-François Tardy de Montravel (qui a donné son nom à un des quartiers de la ville) qui choisit un site qui lui paraît idéal, une grande rade naturelle en eau profonde, protégée des vents dominants de sud-est et des vents d'ouest par l'île Nou et en face de deux importantes passes dans le récif, sur une presqu'île au sud-ouest de la Grande Terre. Ainsi est fondé le 25 juin 1854 Port-de-France qui se réduit à ses débuts à une simple garnison de militaires concentrés autour du fort Constantine (du nom du vaisseau commandé par Tardy de Montravel).

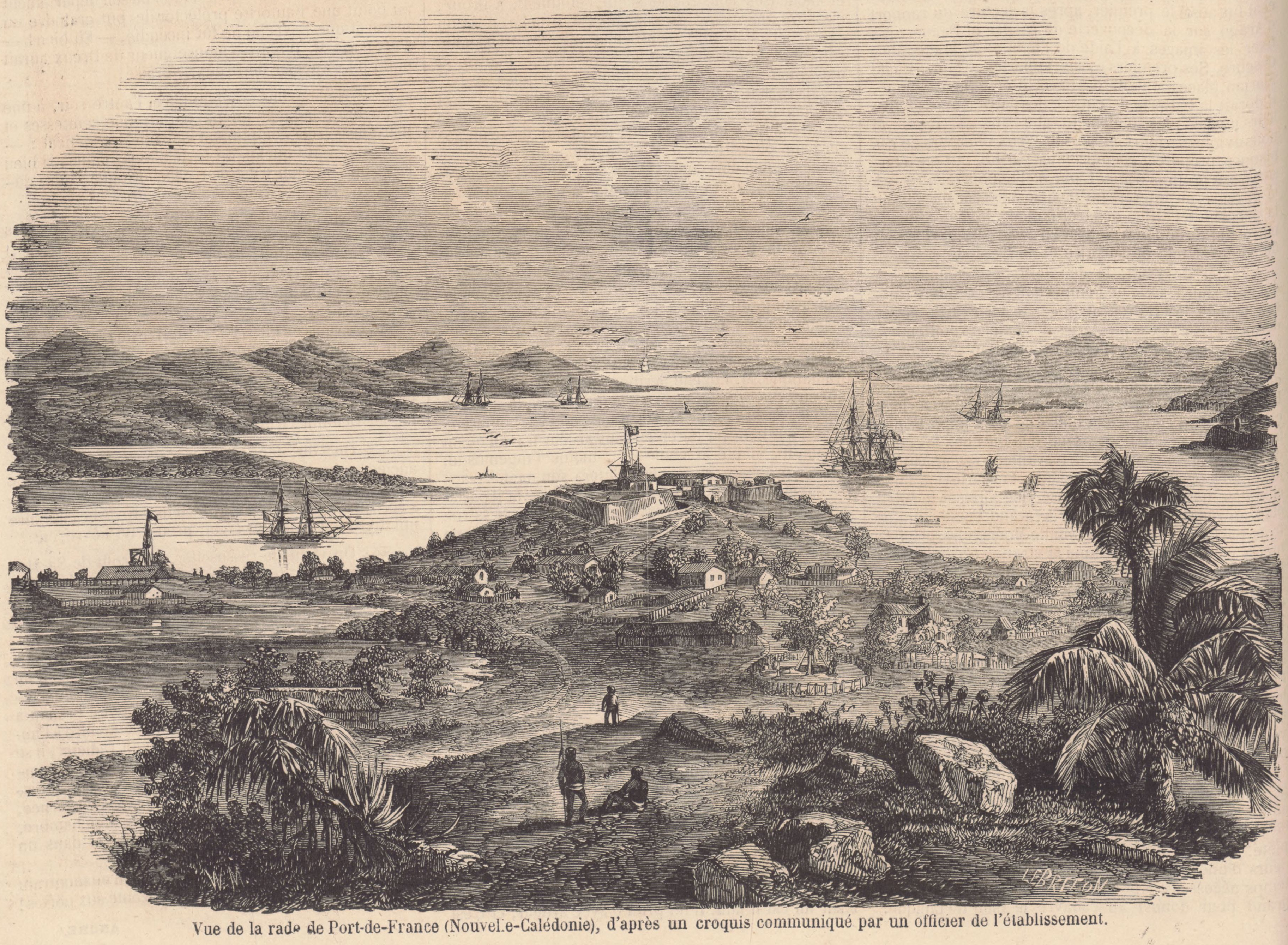
« Vue de la rade de Port-de-France (Nouvelle-Calédonie), d'après un croquis communiqué par un officier de l'établissement », in Fulgence Girard, Le Monde illustré, no 2, 25/04/1857. Y est visible, au centre, dominant la rade, le Fort Constantine.

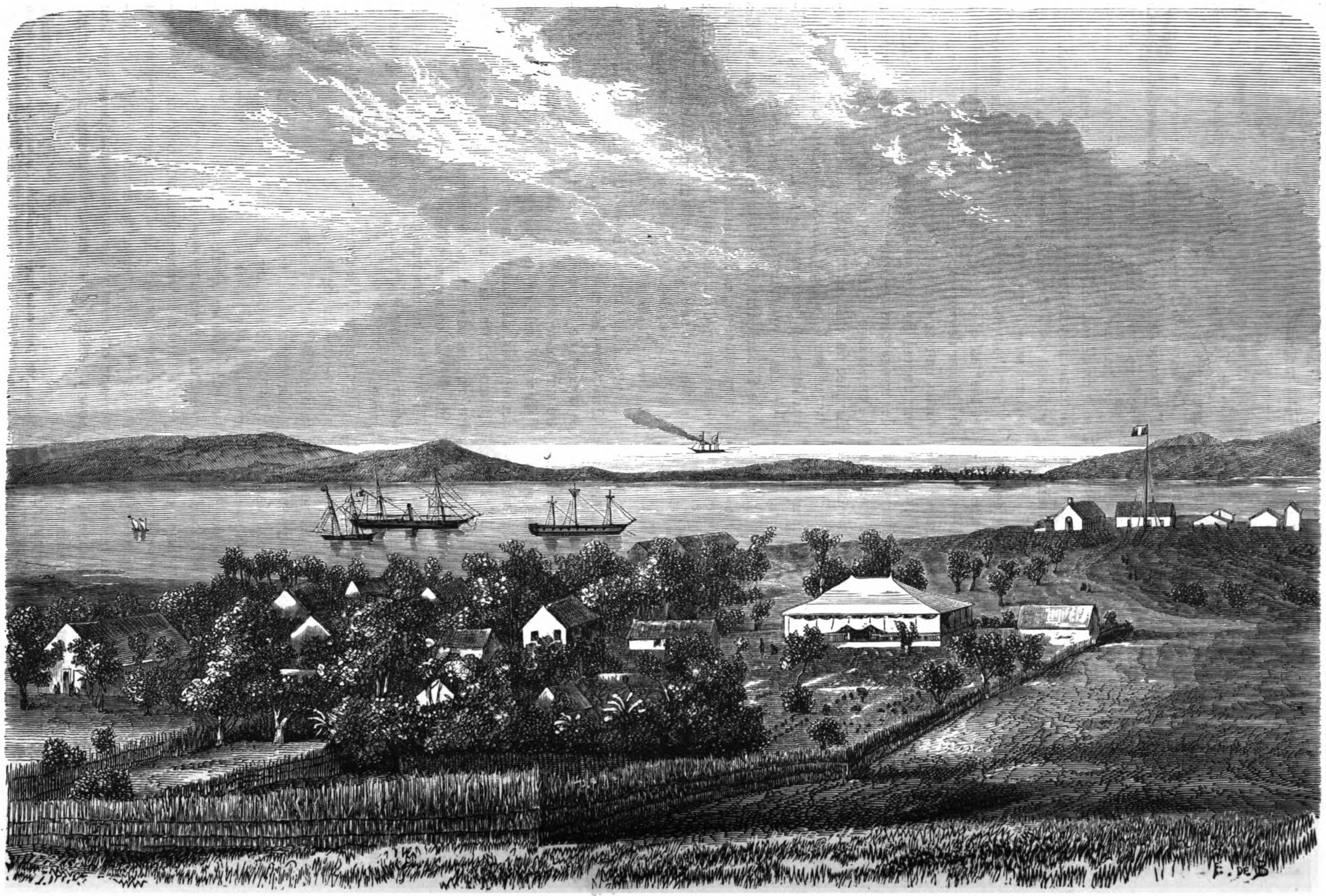
Port-de-France, à la Nouvelle-Calédonie : vue prise de l’intérieur, gravure, Évremond de Bérard, 1861.

Aux militaires et fonctionnaires français s'ajoutent vite, dans les deux premières décennies de son existence, quelques colons, installés sur des concessions rurales dans la presqu'île, ou implantés initialement en « Brousse » mais qui se sont repliés vers cette place forte. Parmi eux, de nombreux Britanniques mais aussi des Allemands venus de l'Australie voisine individuellement.

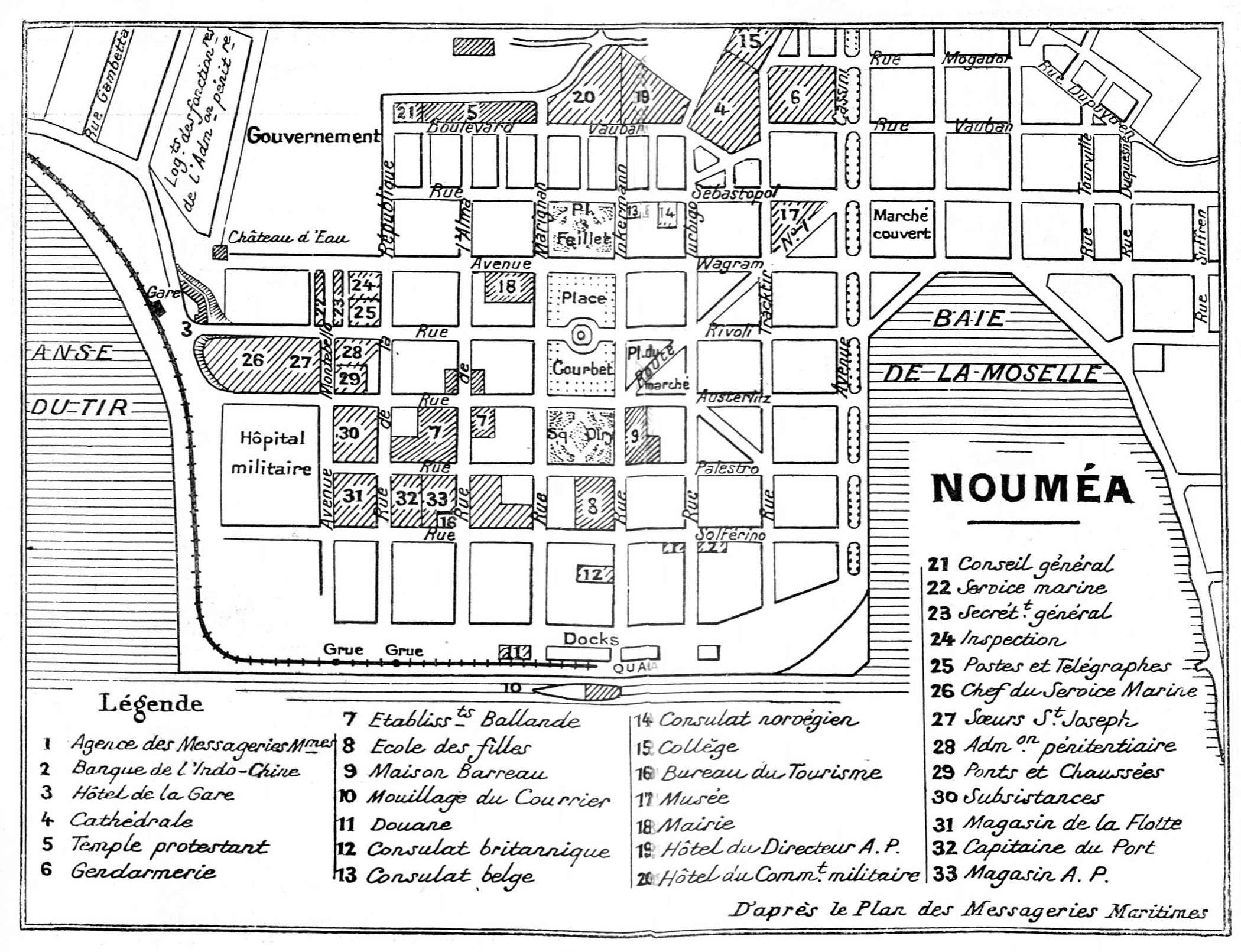
Plan du centre-ville de Nouméa en 1930, rendant compte de son plan en damier imaginé par Paul Coffyn.

Pour organiser cette ville naissante, l'administration coloniale, essentiellement constituée de militaires, entame rapidement une politique de planification et d'aménagement. Dès 1855, un premier plan d'urbanisme est constitué - pour n'être finalement présenté, après plusieurs modifications, qu'en 1860 - par le chef de bataillon du Génie Paul Coffyn (qui a donné son nom à une des collines de la presqu'île).

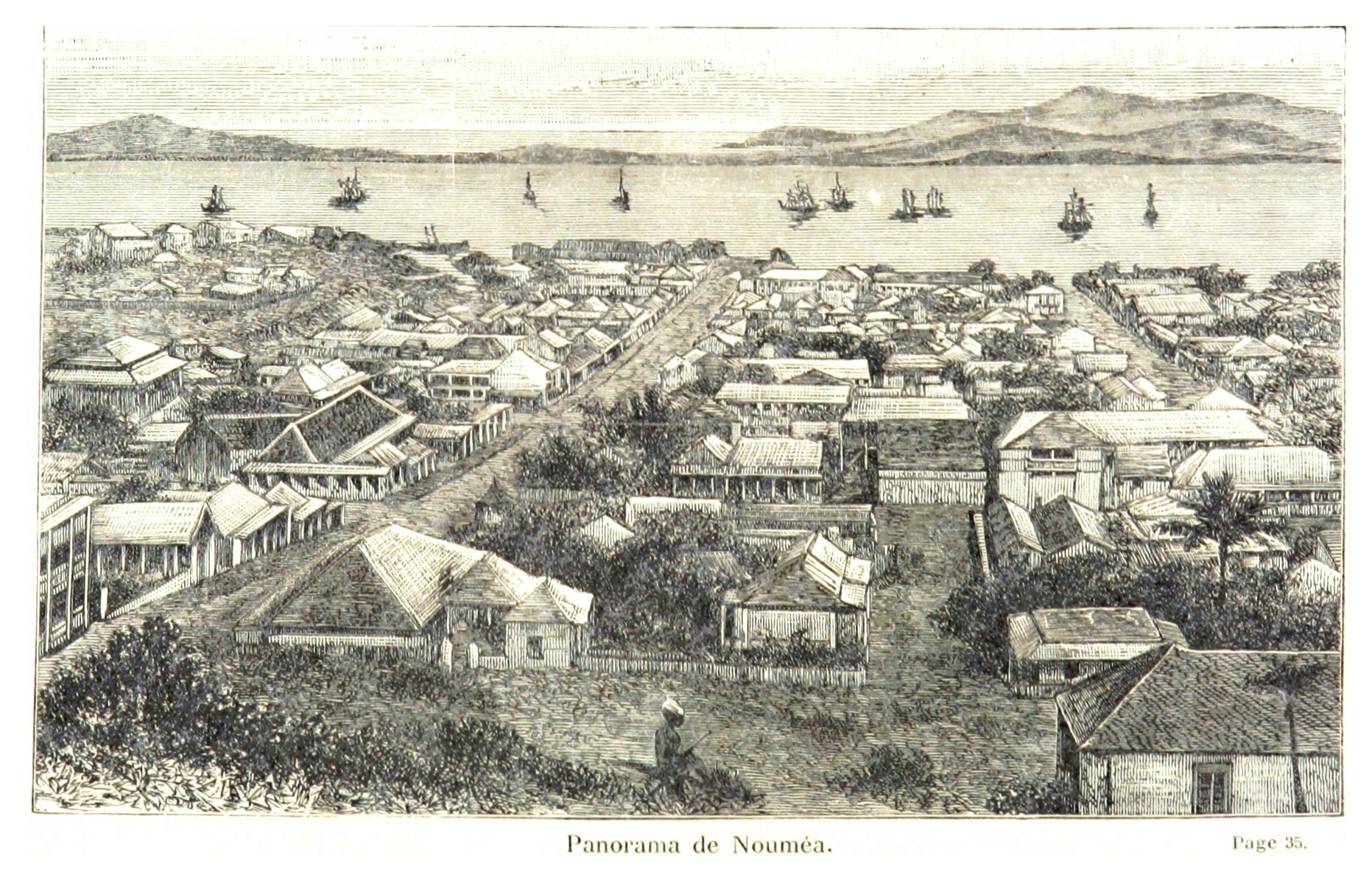
Panorama de Nouméa, gravure, Charles Lemire, 1884.

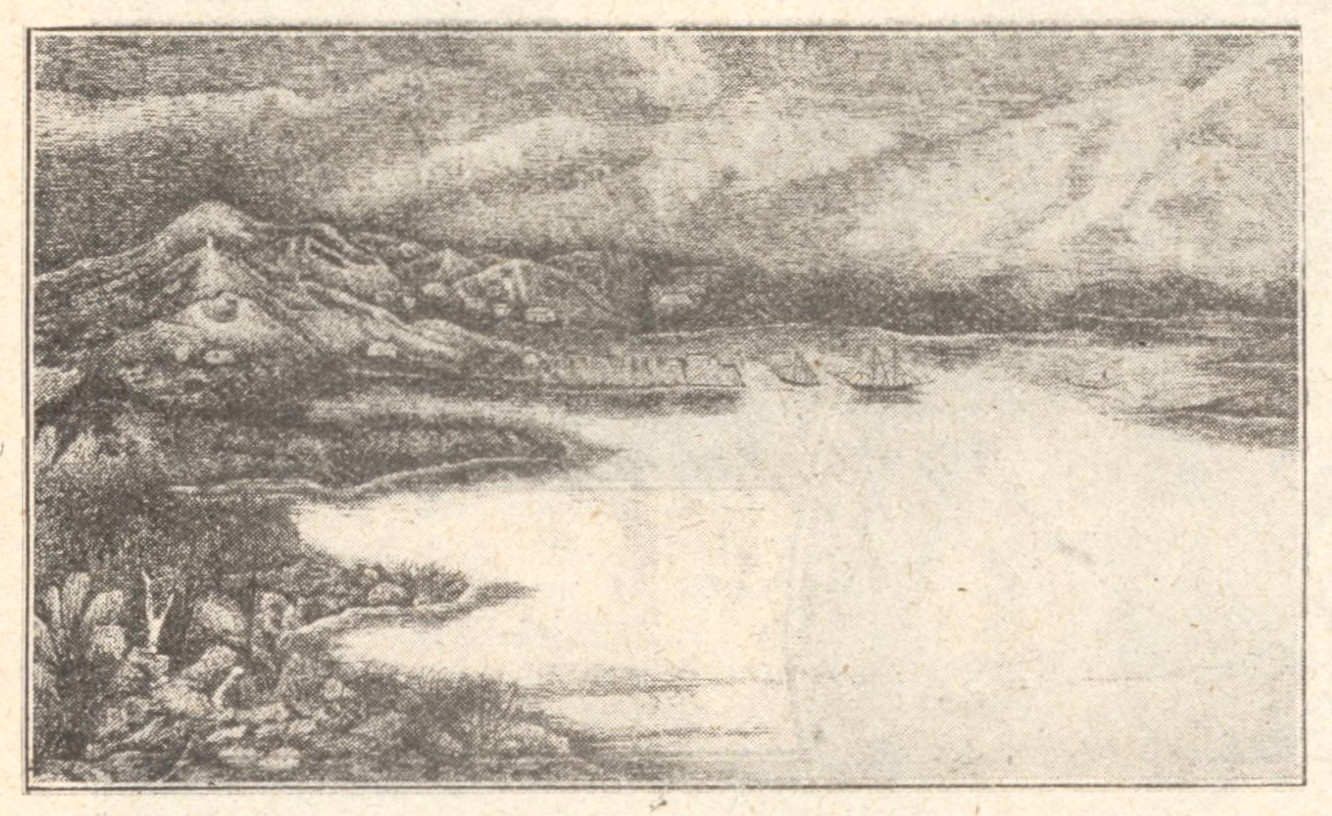
Du côté du cimetière vu du chemin de la forêt noire. Dessin de Louise Michel réalisé en 1875

Par la suite, la ville va connaître plusieurs vagues successives de construction de nouveaux espaces gagnés sur la mer. Malgré ces grands travaux, le coût de la réalisation de ces plans, leur inadaptation à certains aspects de la morphologie du site, les aléas climatiques (les cyclones, comme ceux de 1862, 1869, 1872 et surtout 1880) ou encore les raids mélanésiens (surtout en 1856 et 1857, durant la guerre contre le chef Kuindo) font que, à l'exception de certains bâtiments officiels en pierre, la plupart des constructions sont précaires, vulnérables au feu et aux intempéries, et insalubres. Les conditions sanitaires et d'hygiènes sont souvent difficiles pour les habitants. Ainsi, la lèpre est attestée à partir de 1880 tandis que la peste est présente, sporadiquement, au tournant du XXe siècle.

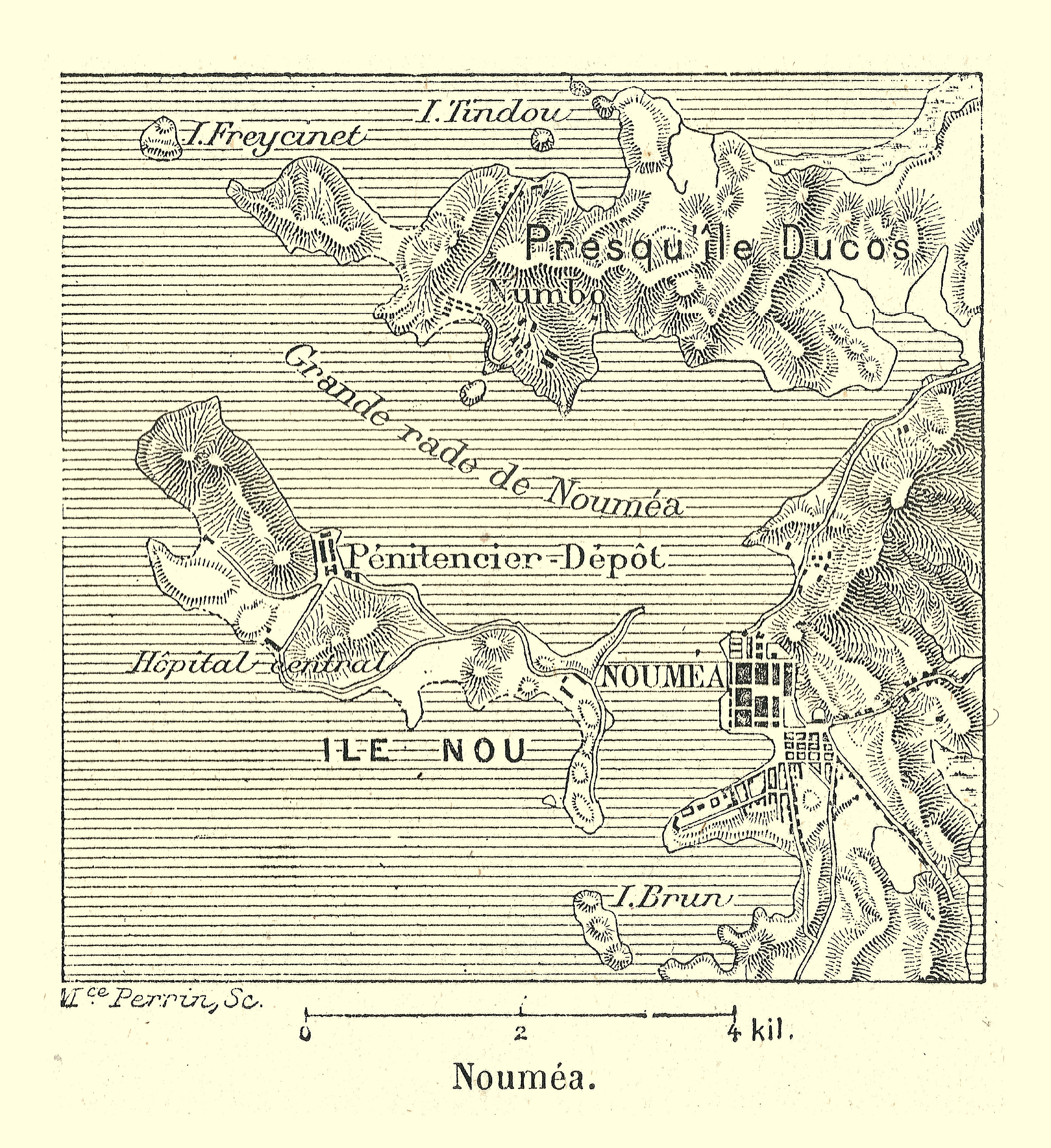
Franz Schrader, Carte de Nouméa, dans Franz Schrader et Louis Gallouédec, Géographie élémentaire de la France et de ses colonies, Paris, Hachette, 1894.

Malgré leur fort interventionnisme dans la gestion de l'aménagement de cette ville naissante, les autorités coloniales songent rapidement à y associer les colons y résidant. Le 26 juin 1859, Port-de-France devient pour la première fois une commune par décision du Commandant pour la Nouvelle-Calédonie : le maire et le corps municipal de 11 membres sont nommés par l'autorité supérieure de la colonie.
Cette première expérience est éphémère, puisque l'institution municipale est dissoute dès le 21 juillet 1860. Elle réapparaît, cette fois-ci de façon définitive, en 1874 : il s'agit encore une fois d'un corps municipal, de 12 membres, entièrement nommé, mais une décision de la Chambre des députés de 1878 va le transformer en conseil municipal, élu pour la première fois en 1879 (le maire toutefois reste nommé par le gouverneur jusqu'au 17 juin 1882),.

#### Le bagne et le nickel

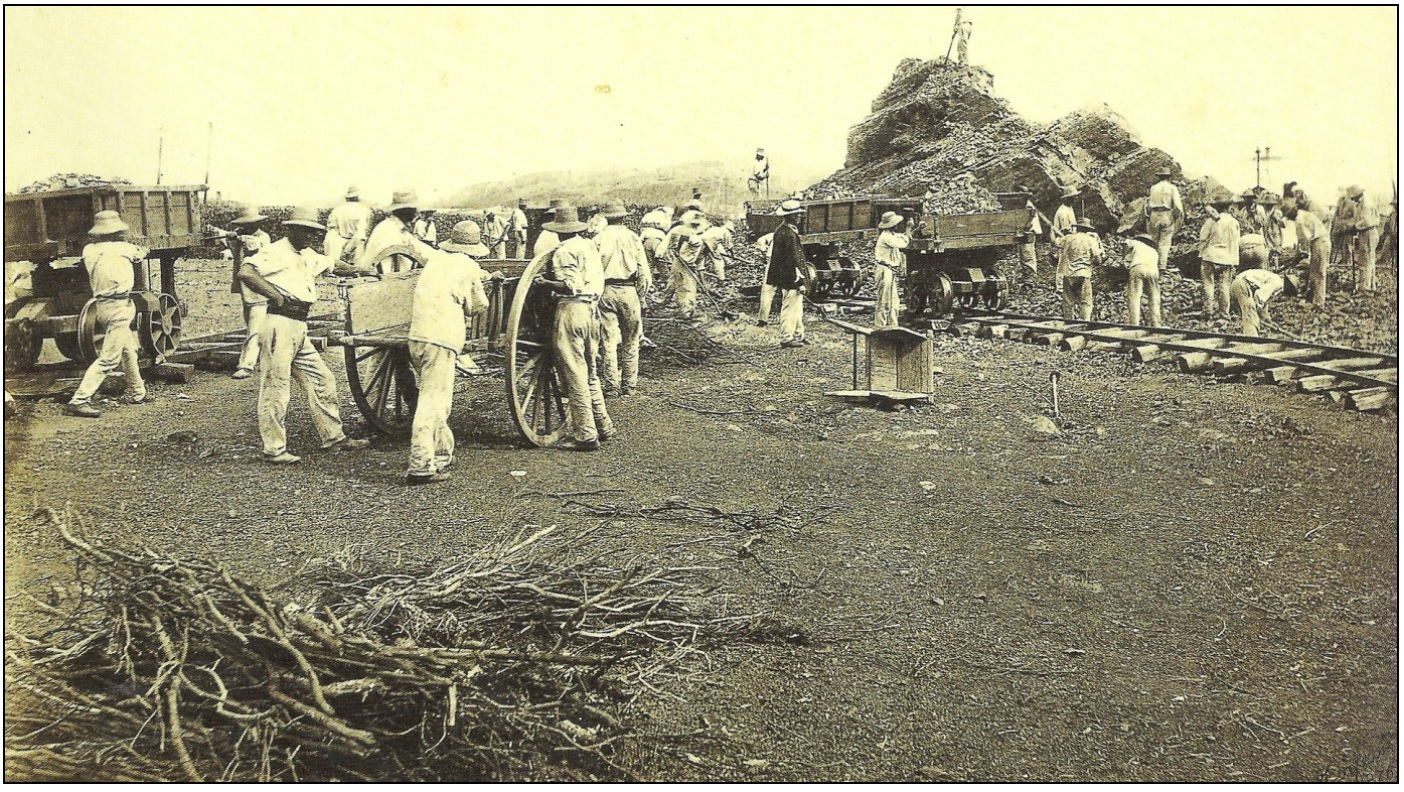
Les « bagnards » sur le chantier d'arasement de la butte Conneau, vers 1875.

La ville va donc lentement se développer avec l'arrivée de colons, de négociants, mais surtout par la présence de 1864 à 1924 du bagne sur l'île Nou dans la rade du chef-lieu puis dans la presqu'île de Ducos (enceinte fortifiée pour accueillir, à partir de 1872, les déportés politiques de la Commune de Paris jugés les plus dangereux ou importants, les autres étant vite envoyés à l'île des Pins).

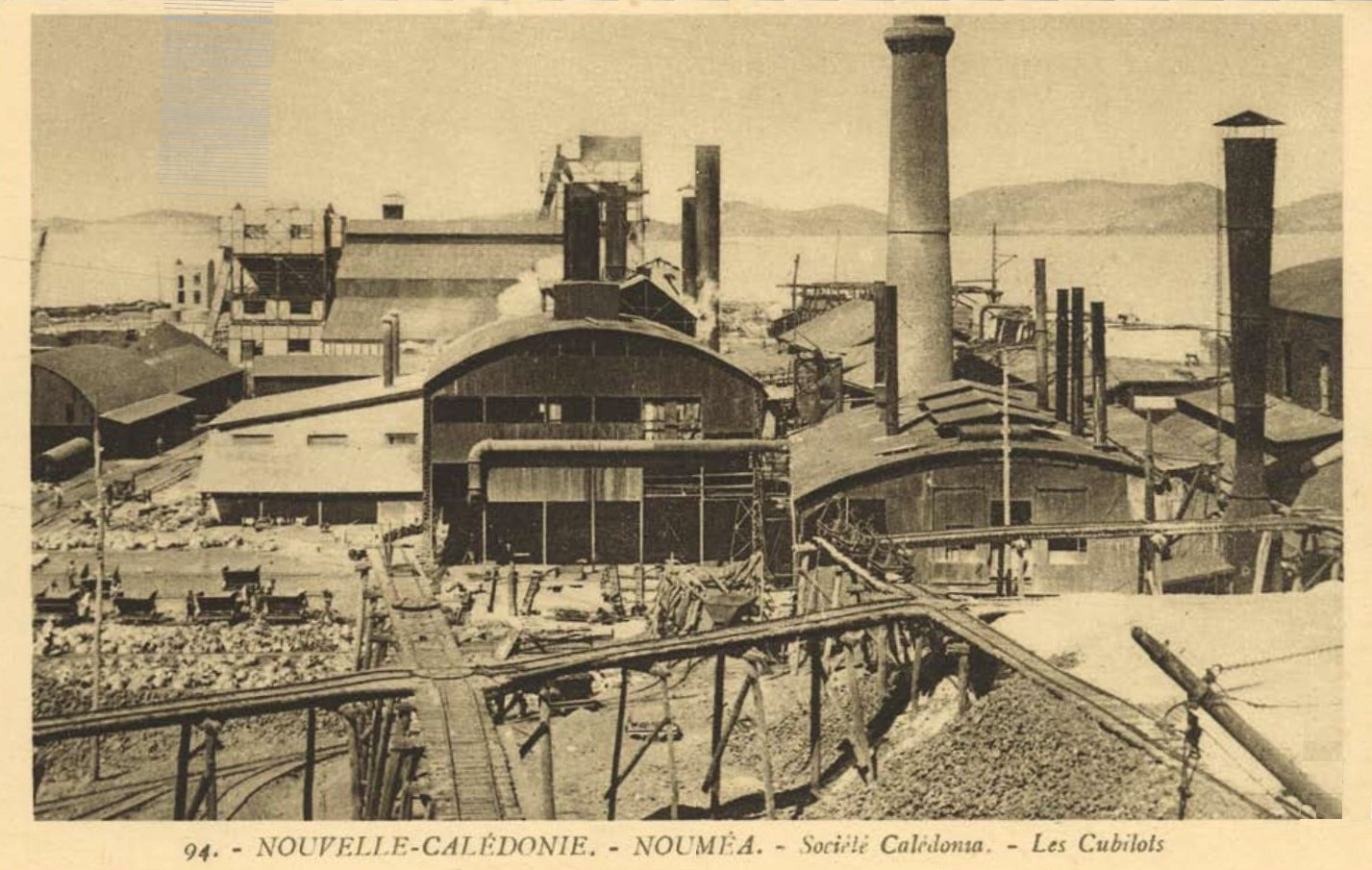
Carte postale montrant les cubilots de l'usine de la société Caledonia à Doniambo à la fin des années 1920.

Mais c'est l'exploitation du nickel qui donne un véritable élan au chef-lieu et qui lui confère son rôle de capitale économique du territoire. L'exploitation de ce minerai, qui a commencé en 1875 à proximité de Nouméa (dans les mines du mont d'Or), attire des capitaux extérieurs et provoque la création de sociétés métallurgiques, dont l'une gérant la première fonderie installée à la pointe Chaleix de 1877 à 1885 fondée par l'industriel britannique John Higginson, bientôt regroupées en 1880 dans la Société Le Nickel (SLN).
Entre 1888 et 1974, la société est principalement détenue par la famille Rothschild et, avec un quasi-monopole en Nouvelle-Calédonie, devient un des tous premiers producteurs mondiaux de nickel.

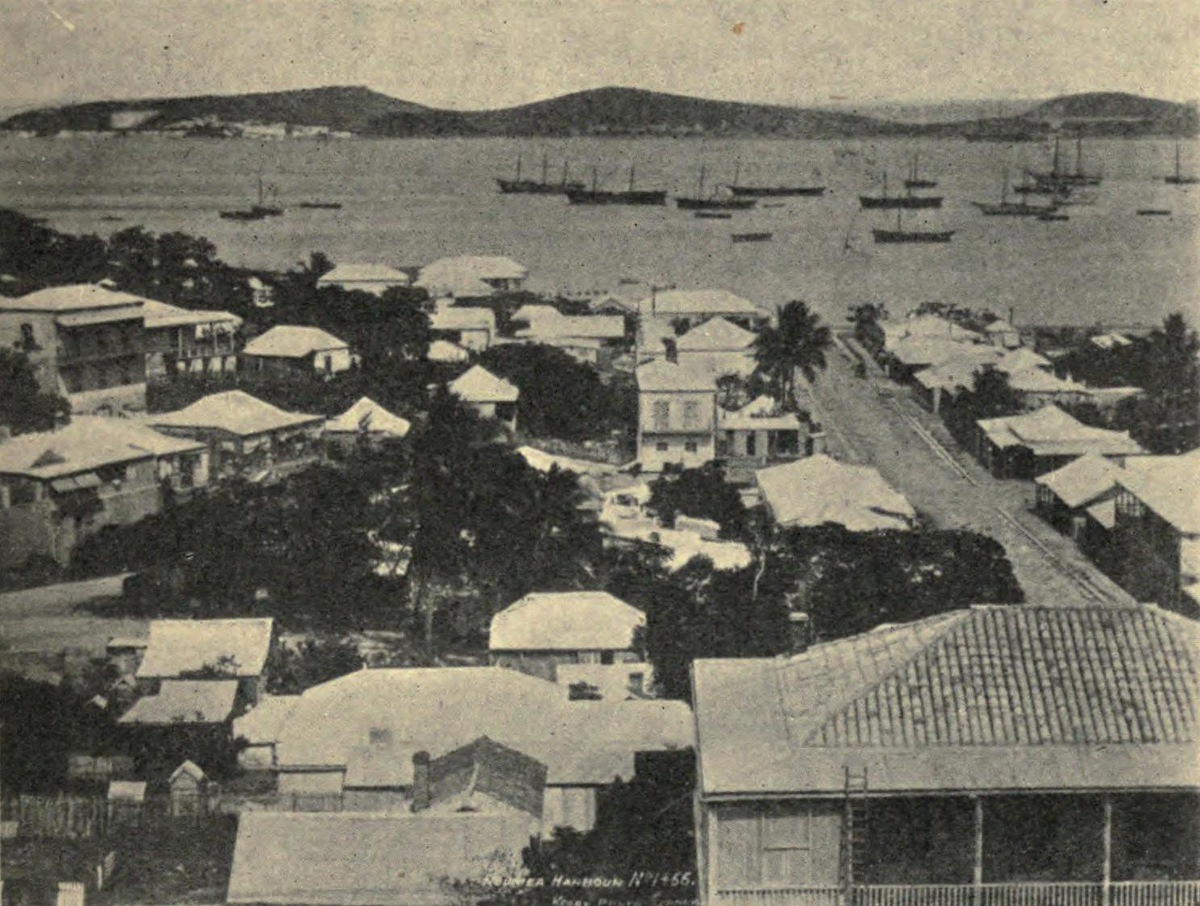
Vue de Nouméa et de sa rade, vers 1906.

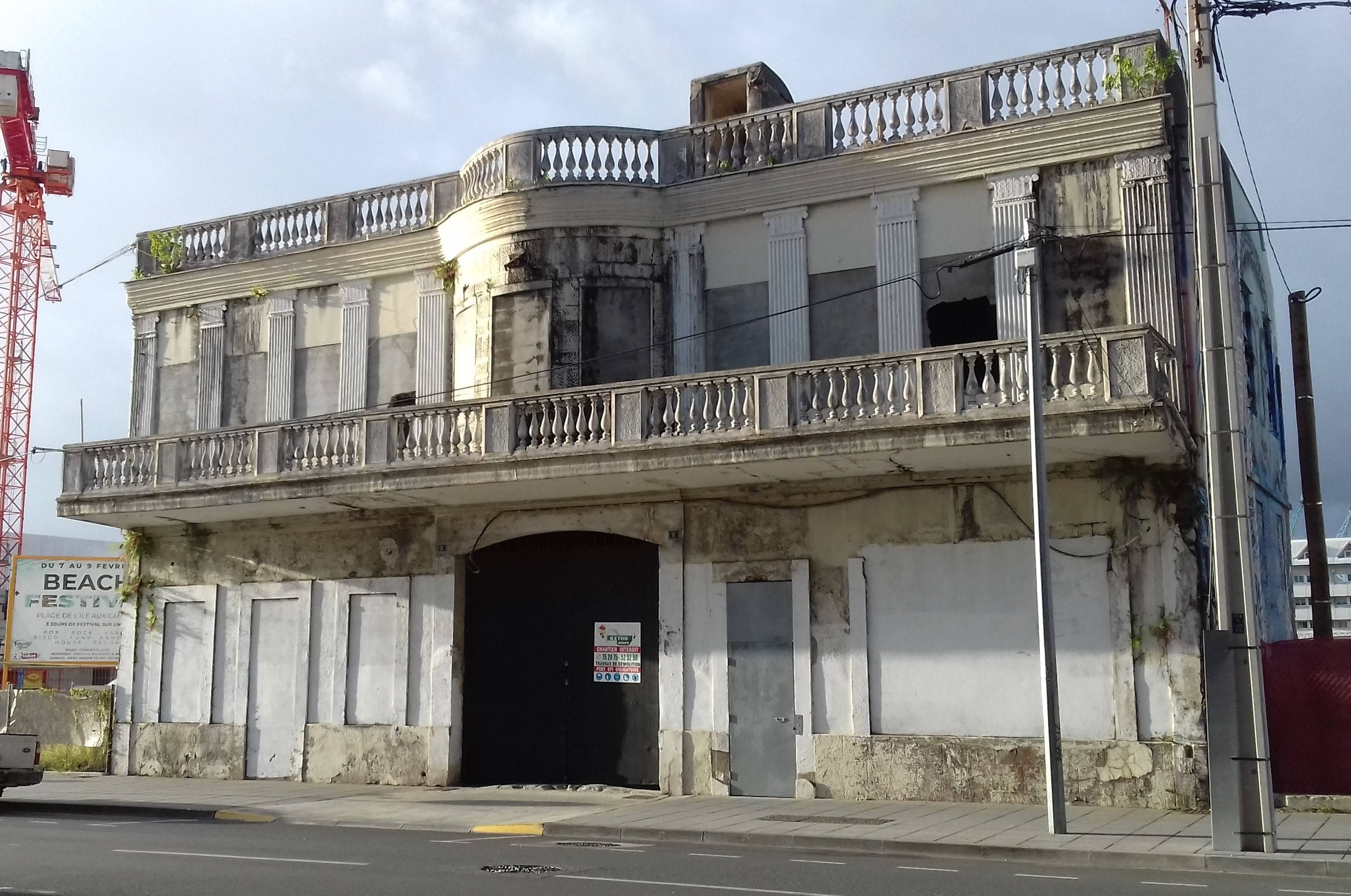
L'immeuble Cheval, construit en 1907 pour le rez-de-chaussée et agrandit d'un étage en 1927, de style néo-Renaissance, avant sa réhabilitation en 2019.

L'or vert permet au chef-lieu de s'agrandir entre les années 1890 et 1920, du fait des investissements et de la main d'œuvre qu'il attire, surtout recrutée parmi les travailleurs asiatiques « engagés » sous contrats (Vietnamiens ou Chân Dăng, Indonésiens, Japonais), parmi les anciens bagnards ou encore parmi les petits colons de Brousse venus dans le chef-lieu à la suite de la faillite de leurs entreprises agricoles.

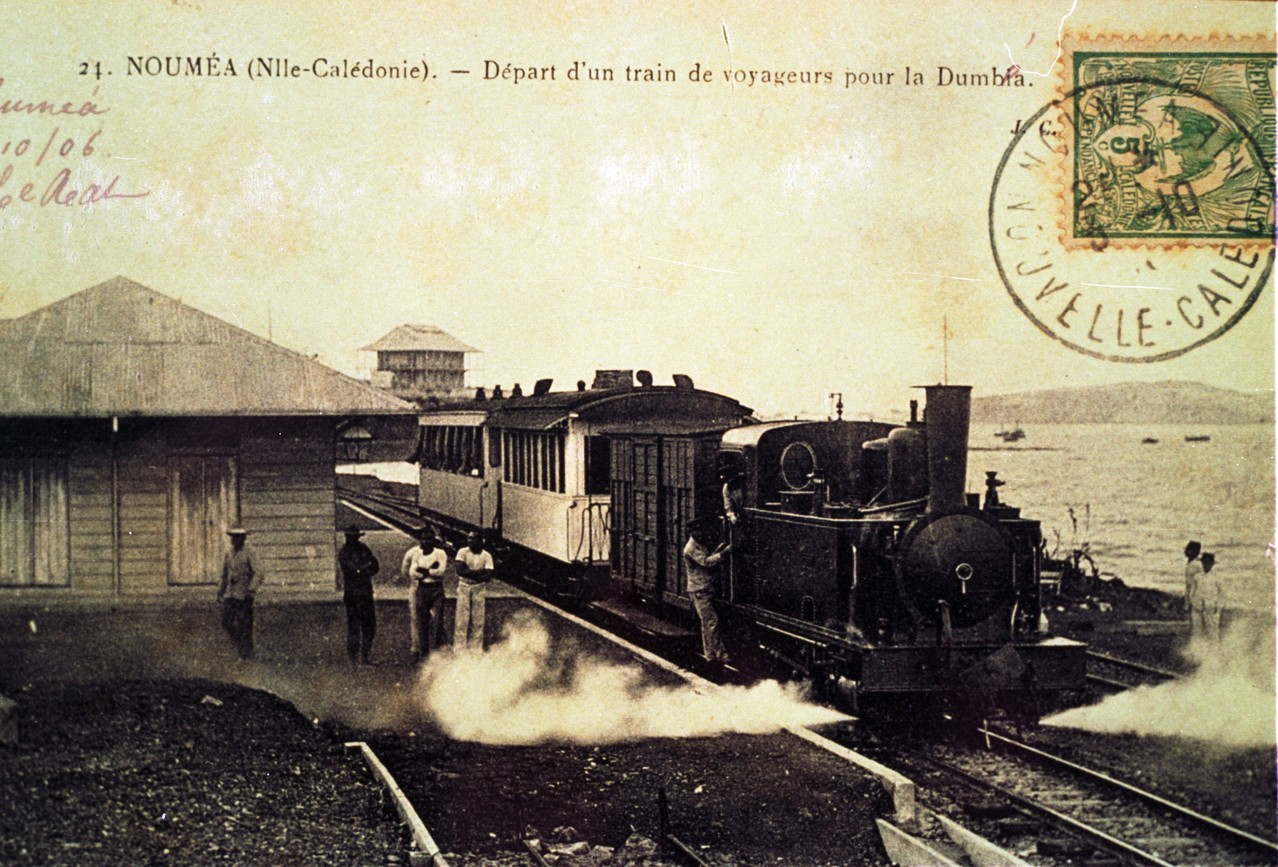
« Nouméa (Nlle-Calédonie) - Départ d'un train de voyageur pour la Dumbia », Carte postale, v. 1910.

Dans ce contexte, entre la fin du XIXe siècle et le début de la Seconde Guerre mondiale, Nouméa s'étend progressivement au-delà des limites du plan Coffyn, dans les vallées qui en partent vers le nord (la Vallée du Tir), vers l'est (la Vallée des Colons) et vers le sud (le Faubourg Blanchot). C'est aussi essentiellement grâce au bagne d'abord puis au nickel qu'elle se modernise lentement, avec l'éclairage public au pétrole (avec 36 réverbères en 1882), puis au gaz de 1883 à 1932 et finalement électrique.
De même, pour les communications avec le reste de la colonie et du monde, le premier réseau télégraphique est mis en place par l'inauguration du câble sous-marin Bundaberg-Téoudié en 1893 tandis que la télégraphie sans fil (TSF) fait son apparition en 1925 avec la station de la pointe de l'Artillerie.
Malgré ces développements, l'industrie du nickel va connaître un important ralentissement du fait de la crise des années 1930, donnant un coup d'arrêt momentané à la croissance urbaine de Nouméa qui va reprendre, et de plus belle, durant la Seconde Guerre mondiale.

#### La Seconde Guerre mondiale

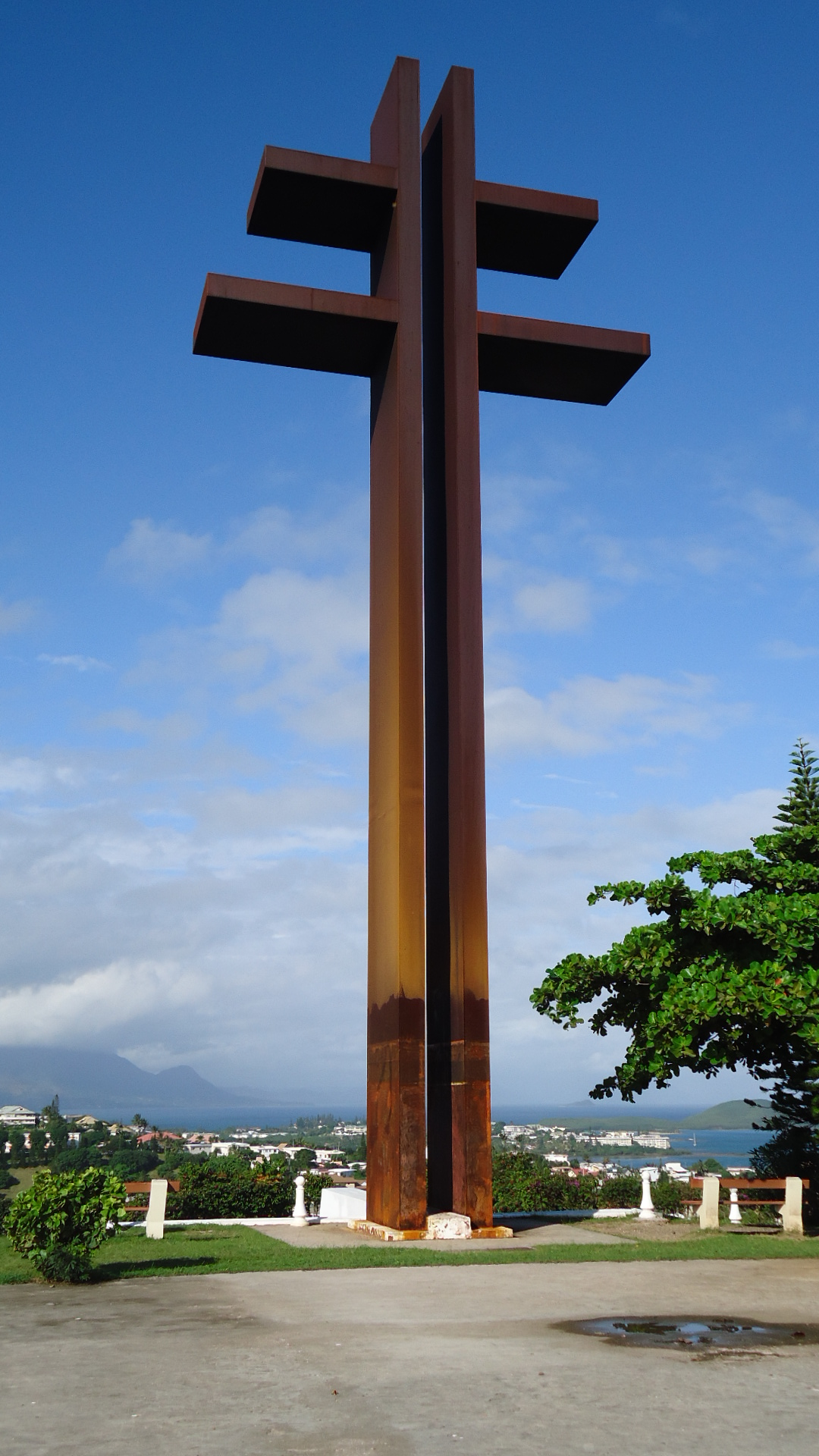
Croix de Lorraine au Mont Coffyn, construite en 1973.

En juin 1940, le Conseil général et le Conseil privé, organe consultatif composé de quatre civils et deux fonctionnaires nommés par le gouverneur, votent à plusieurs reprises en faveur de continuer la guerre contre l'Allemagne nazie aux côtés de l'Empire britannique. Plusieurs notables, derrière le notaire de Nouméa Michel Vergès, en profitent pour demander une réforme donnant plus de pouvoir aux institutions élues par les colons, à travers un « Manifeste à la population ». Le gouverneur en place, Georges-Marc Pélicier, à l'origine lui aussi favorable à une continuation de la guerre mais par la suite hésitant et hostile aux revendications de Michel Vergès, fait publier au journal officiel les décisions du régime de Vichy. Le 2 août 1940, le conseil général décide de « désapprouver le Gouverneur » et « de se mettre en rapport direct avec le général de Gaulle ». Le 4 septembre 1940, le gouverneur Pélicier est remplacé par le colonel Denis, nommé par Vichy pour assurer le maintien de la fidélité de la colonie à l'État français. Dans le reste de l'Empire, plusieurs colonies se sont totalement ralliées à la France libre (les Nouvelles-Hébrides voisines dès le 20 juillet 1940 sous la conduite du commissaire résident de la France dans ce condominium franco-britannique, Henri Sautot, puis le Tchad gouverné par Félix Éboué le 26 août, le Cameroun le lendemain sous l'impulsion du capitaine Leclerc, le Moyen-Congo et l'Oubangui-Chari grâce à Edgard de Larminat le 28 et les établissements français de l'Océanie à la suite d'un référendum le 2 septembre). Une action de force est organisée par le Comité De Gaulle de Michel Vergès, Raymond Pognon (éleveur à Bourail) ou Georges Dubois (ingénieur-géomètre à Nouméa), en lien avec la France libre - qui décide de nommer comme gouverneur Henri Sautot. 

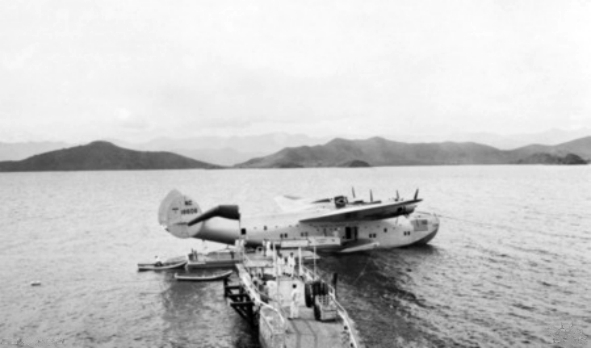
L'hydravion Boeing 314 de la PanAm à Nouméa le 19 avril 1941, avec à son bord le gouverneur de la France libre Henri Sautot.

 Un rassemblement est organisé à l'extérieur de la ville de nuit afin de marcher sur Nouméa au matin du 19 septembre 1940, jour de l'arrivée prévue de Sautot. De nombreux citadins s'associent au cortège. Si le colonel Denis fait installer un barrage pour les stopper à Rivière-Salée, à l'entrée de la ville, les insurgés prennent sans difficulté et sans effusion de sang le contrôle des points stratégiques et Henri Sautot, installé dans l'hôtel du gouverneur à la fin de la journée, peut y déclarer officiellement le ralliement de la colonie à la France libre. Le 18 juin 1973, une croix de Lorraine monumentale a été inaugurée au sommet du mont Coffyn, dominant la baie de l'Orpelinat et le quartier du Trianon.

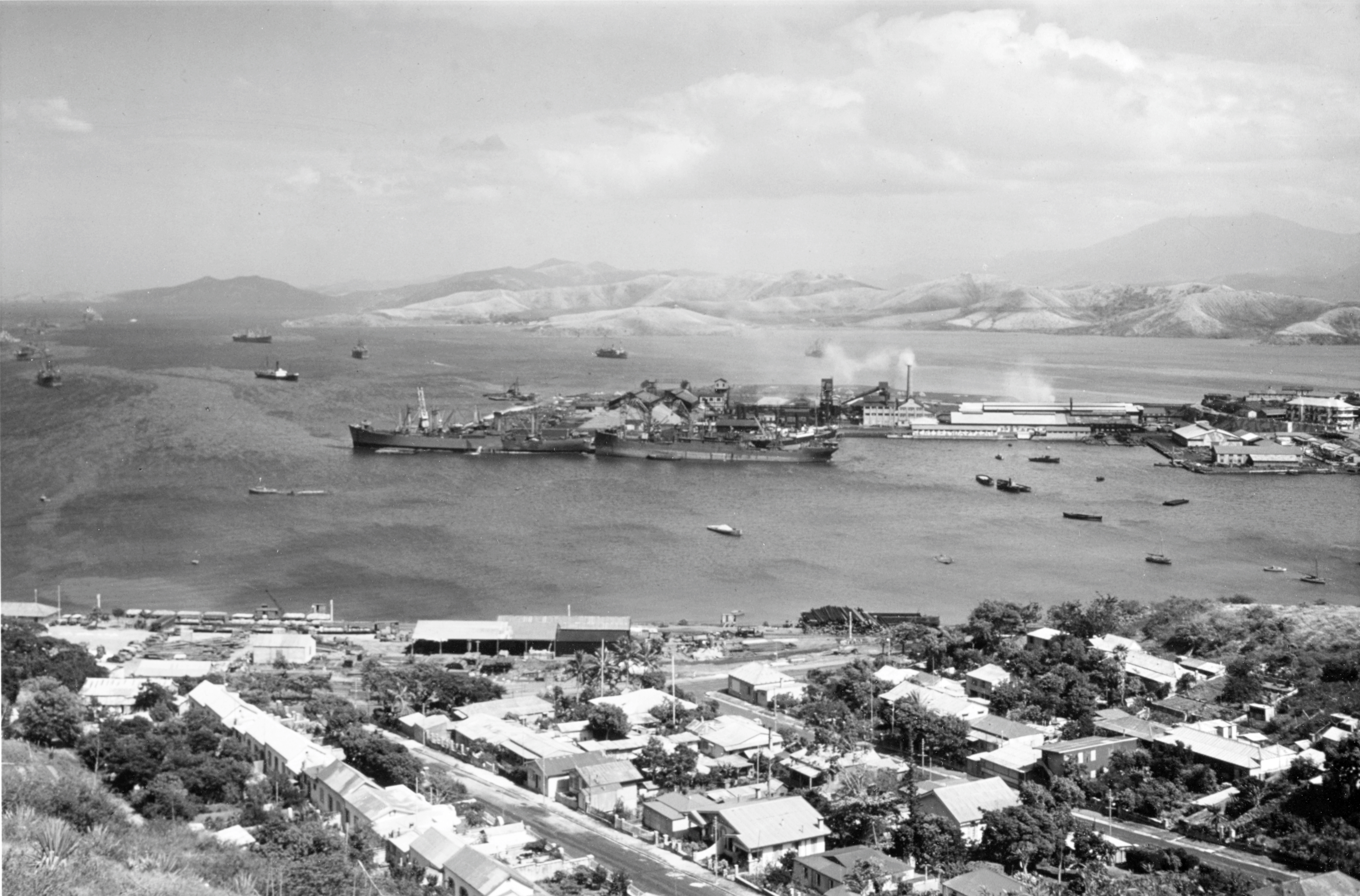
Vue de la Vallée du Tir, du port et de l'usine SLN en novembre 1942.

Après l'attaque de Pearl Harbor par les Japonais le 7 décembre 1941, le gouvernement américain décide de transformer la Nouvelle-Calédonie en base de relais en 1942, en accord avec les autorités de la France libre, et en fait un gigantesque « porte-avions » et sa principale base arrière pour la guerre du Pacifique. Les premiers hommes (17 000) débarquent le 12 mars 1942 à Nouméa, faisant plus que doubler la population de cette petite agglomération (qui ne compte alors qu'environ 10 000 habitants),. Le quartier général de la 23e division d'infanterie de l'US Army (surnommée Americal Division ou Poppy Force), commandée par le général Alexander Patch, est installé à l'Anse Vata dans un nouveau bâtiment appelé le « Pentagone », à côté de l'hôpital militaire (devenu, après le conflit, la Polyclinique de l'Anse Vata). Les Américains apportent avec eux la modernité et marquent profondément les habitants de la ville : Coca-Cola, chewing-gum, dancings (comme la demi-lune du Receiving ou le camp Barnes à l'Anse-Vata), snacks-bars, cinéma et spectacles en plein air (surtout au Motor Pool), matchs de boxe et de catch, entre autres. La nécessaire organisation de la détente et du repos des soldats permet la constitution d'une véritable économie de loisir qui enrichit de nombreux Nouméens, développe et modernise les infrastructures (diffusion de l'électricité, du goudronnage des rues et des routes, aménagement d'aérodromes, adaptation des quais), tandis que l'importation constante de matériel fait du port le deuxième de l'océan Pacifique derrière celui de San Francisco en 1943 (250 000 tonnes manipulées cette année). Les Américains emploient une main d'œuvre importante pour l'entretien du matériel et du réseau routier qu'ils recrutent parmi les « engagés » indonésiens ou Chân Dăng ainsi que parmi les « Indigènes ». Pour travailler en tant que dockers sur le port, ils font venir de nombreux Kanaks des îles Loyauté, qu'ils logent dans le camp de Montravel, contribuant ainsi à augmenter la présence mélanésienne en ville. Les salaires augmentent pour toutes les couches de la société.

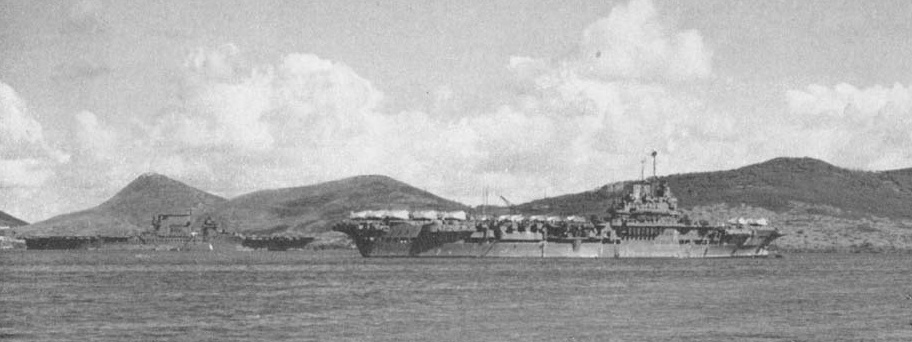
Les porte-avions USS Saratoga (CV-3) et dans la rade de Nouméa en 1943.

Plusieurs quartiers de Nouméa gardent encore la trace toponymique de cette présence : Receiving (ancien quartier du Vélodrome où l'US Army a installé une station radio), Motor Pool (ainsi nommé car utilisé par les Américains pour entreposer et réparer leurs engins motorisés) sont des noms de quartier hérités d'anciennes zones militaires américaines. Certaines demi-lunes en tôle ondulée datant de cette époque jalonnent encore la ville (l'une d'entre elles abritant le musée de la Seconde guerre mondiale, inauguré à l'occasion du 73e anniversaire du ralliement à la France libre le 19 septembre 2013), tandis que les deux aéroports la desservant (celui de Tontouta pour les vols internationaux, et celui de Magenta pour les liaisons domestiques) ont été essentiellement aménagés durant la guerre. Beaucoup de Néo-calédoniens et de Nouméens ont gardé une certaine nostalgie de cette époque, et encore aujourd'hui, de nombreuses cérémonies commémorent tous les ans cette période autour du mémorial américain situé au Port Moselle. Après-guerre, certaines demandes ont été envoyées à Washington pour faire de la Nouvelle-Calédonie le 51e État d'Amérique.

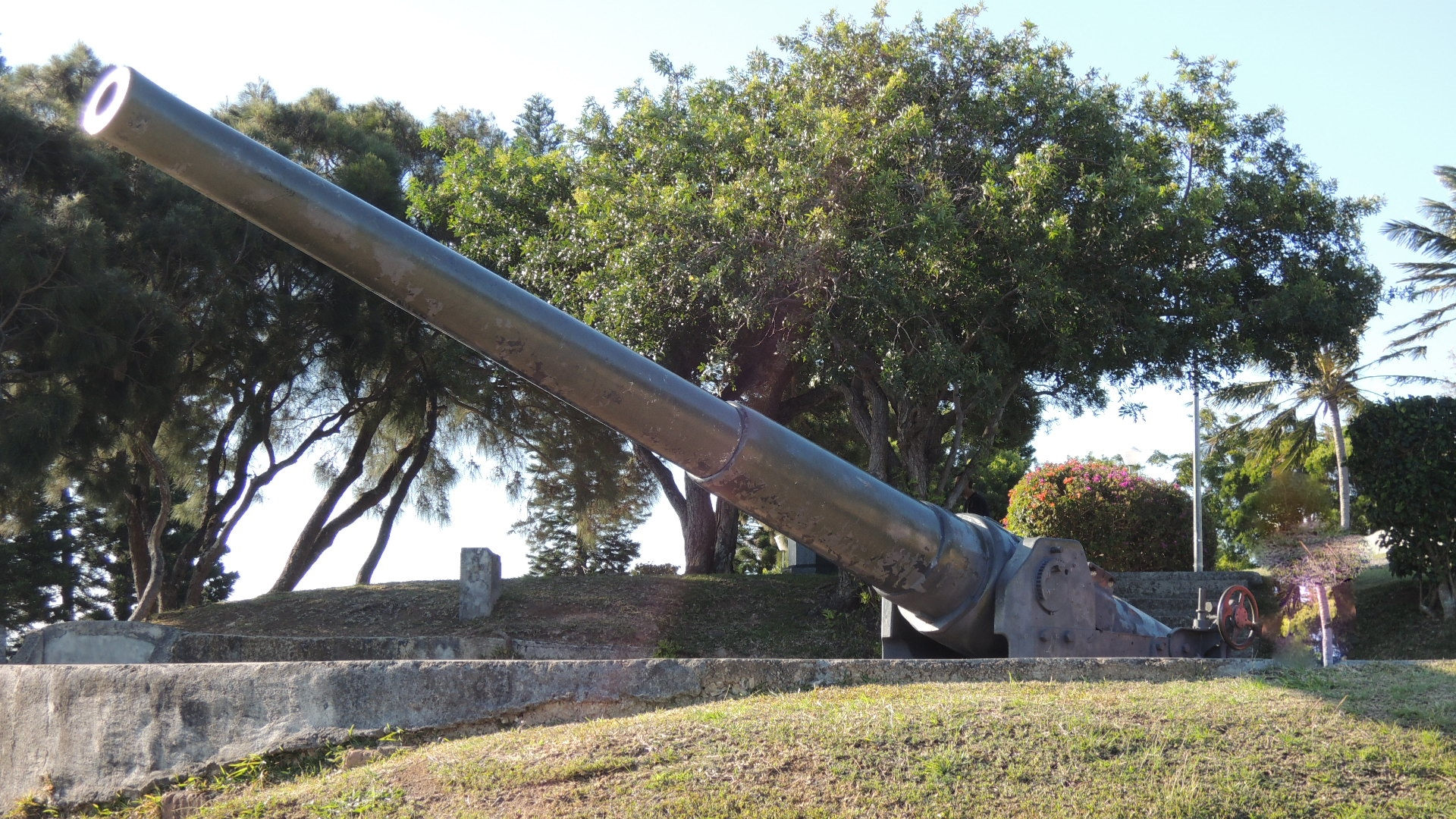
Un des vestiges de la présence militaire américaine : un canon au Ouen Toro.

### Après 1945
La Seconde Guerre mondiale puis l'abandon du statut colonial et de l'indigénat ont entraîné de profondes mutations de la société et de l'économie néo-calédoniennes, le chef-lieu devenant alors un véritable miroir de ces transformations.

#### Le boom du nickel

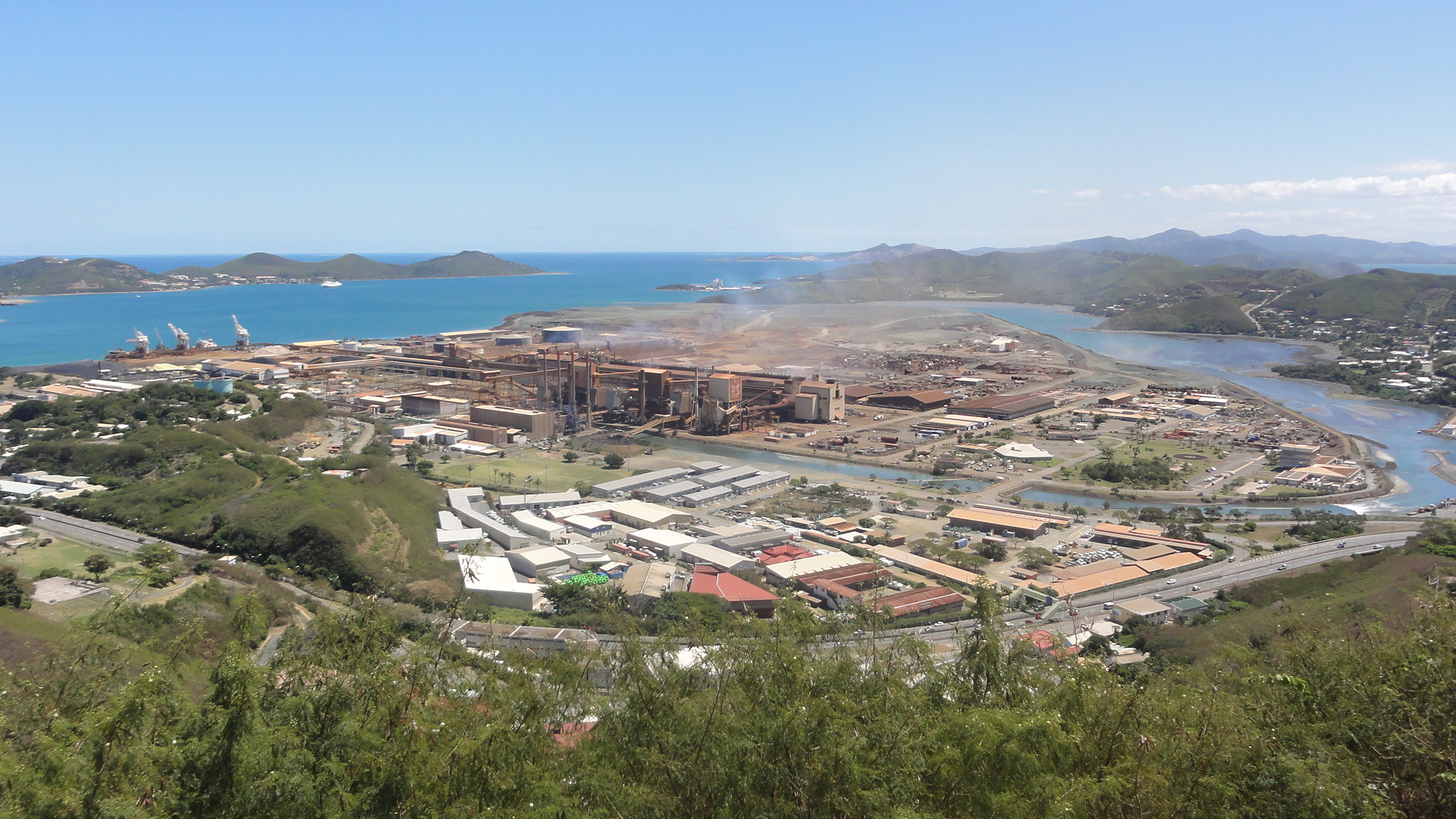
Usine de Doniambo.

La présence de l'US Army a durablement dopé l'économie néo-calédonienne qui va atteindre son apogée dans les années 1960-1970 : c'est l'époque du « Boom du Nickel ». L'or vert permet à l'île de s'enrichir considérablement, et c'est surtout Nouméa qui bénéficie des retombées économiques de cette exploitation grâce à la présence de l'usine SLN de Doniambo. Une véritable zone industrielle se développe autour de cette dernière à Ducos. Principale conséquence de ce boom économique : l'augmentation rapide de la population du fait d'un exode rural relativement important mais surtout d'une forte immigration tahitienne, wallisienne et futunienne, à quoi s'ajoutent de nouvelles arrivées de Métropolitains. En trente ans, entre 1946 et 1976, le nombre d'habitants est ainsi multiplié par six, passant de 10 605 personnes à 56 078 résidents. Ceci s'accompagne alors d'une vague d'extension frénétique et plutôt anarchique de la « capitale » qui s'étale rapidement dans l'ensemble de la presqu'île avec l'utilisation massive du béton et la construction de tours, copiées sur les grands ensembles urbains métropolitains, à Montravel, Rivière Salée, Saint-Quentin à la sortie de la ville ou Magenta. De nouveaux terre-pleins agrandissent le port et font pratiquement de l'ancienne île Nou une presqu'île artificielle. Une voie rapide est aménagée entre 1968 et 1969 pour desservir, depuis le centre-ville, l'usine et les nouveaux quartiers du Nord, en suivant le tracé de l'ancien « petit train de la mine » : la voie express n°1 - Route du Normandie, plus généralement appelée voie de dégagement.

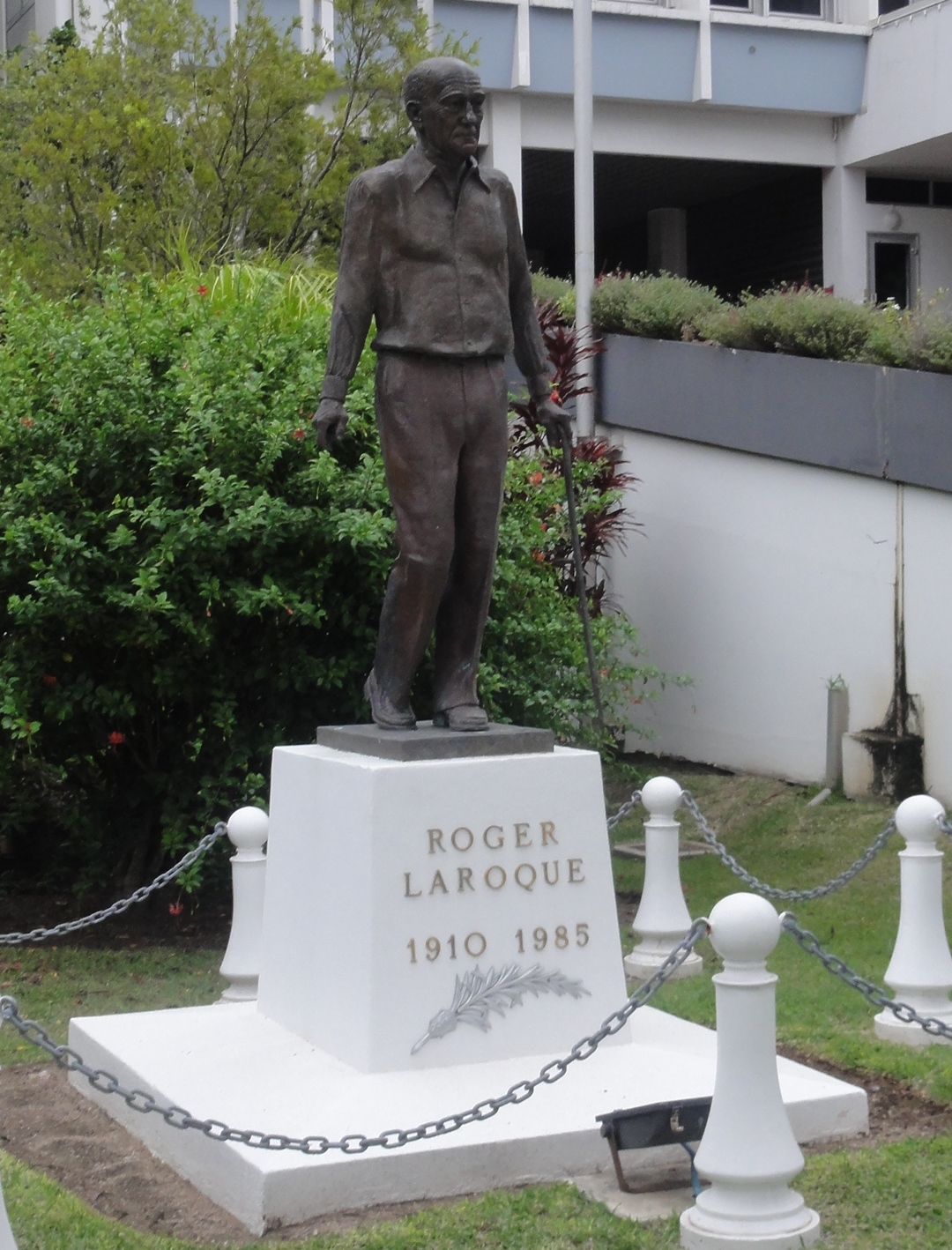
Statue du maire Roger Laroque au pied du nouvel et actuel hôtel de ville, à l'ouest de la place des Cocotiers.

Le développement économique comme l'abolition de l'indigénat en 1946 changent également la composition ethnique de la ville. Jusqu'ici presque exclusivement européenne, Nouméa devient de plus en plus pluriethnique, avec un accroissement important des Kanaks venus avec l'exode rural (ils passent ainsi de 869 travailleurs « indigènes » et un peu moins de 10 % de la population nouméenne à 2 432 « résidents libres » et 11 % en 1956, puis 20 % en 1983,) et l'arrivée des Polynésiens pour travailler comme salariés de l'usine SLN ou dans le bâtiment.

Le logo du festival Mélanésia 2000 en 1975.

À partir de la fin des années 1960, un mouvement de revendication, porté par la première génération de Mélanésiens à avoir pu partir étudier en Métropole (Nidoïsh Naisseline, Élie Poigoune, Jean-Marie Tjibaou, Jacques Iekawé), milite pour une reconnaissance de la culture et d'une identité kanakes : pour eux, l'un des objectifs majeurs de leur combat, qui va évoluer vers le nationalisme et l'indépendantisme dans les années 1970, est d'arriver à une plus forte représentation symbolique des Kanaks dans « Nouméa la blanche ». C'est ainsi qu'est organisé, en 1975, par Jean-Marie Tjibaou, le festival des arts mélanésiens Mélanésia 2000 sur la plage 1000 au nord-est de la presqu'île. Pour répondre à ces aspirations, l'administration et les autorités incorporent de plus en plus de Kanaks au sein de la fonction publique territoriale implantée à Nouméa (outre Jean-Marie Tjibaou, Jacques Iekawé est tout particulièrement chargé d'organiser cette « promotion mélanésienne »), et des mesures financières sont décidées en faveur de la « Brousse » et des Îles. Un centre culturel (futur et actuel centre Ko We Kara), financé par l'État, est inauguré en 1982 à l'entrée nord de la ville, au bord de la voie de dégagement du côté de Ducos, dans le but de servir de « vitrine » de la culture mélanésienne et de « lieu de rencontre culturel pour les Kanak de la Grande-Terre et des îles ». Mais, « rapidement récupéré par les Kanak de la mouvance du parti loyaliste », ce lieu est vite boycotté par les indépendantistes.

#### Les événements (1984-1988)
Ces tensions politiques et ethniques sont exacerbées avec les effets de la crise économique mondiale liée au premier choc pétrolier de 1973 qui touche aussi la Nouvelle-Calédonie. Cela va aboutir à des affrontements brutaux dans les années 1980 qui vont opposer séparatistes du Front de libération nationale kanak et socialiste (FLNKS), emmenés par l'UC de Jean-Marie Tjibaou, et loyalistes dont le principal parti, le Rassemblement pour la Calédonie dans la République (RPCR), est mené par le député nouméen Jacques Lafleur.
Nouméa devient le bastion des anti-indépendantistes et échappe un temps aux affrontements qui ont surtout lieu en Brousse, même si le centre-ville est régulièrement le théâtre de manifestations des deux camps, qui se font parfois face dans la rue mais le plus souvent pacifiquement, comme le 18 mai 1983 à l'occasion de la venue sur le Territoire du secrétaire d'État aux DOM-TOM Georges Lemoine,.
Néanmoins, après la mort le 11 janvier 1985 d'Yves Tual, un jeune « Caldoche » (ou Calédonien d'origine européenne dont la famille est présente dans l'archipel depuis plusieurs générations) de 17 ans tué d'une balle de fusil tirée à distance par des indépendantistes, des émeutes violentes ont lieu à Nouméa.

#### La transformation de la ville
L'application de ces accords et les statuts qui en découlent ont des conséquences directes sur l'espace urbain. Tout d'abord, la nouvelle organisation institutionnelle et l'autonomie accrue de l'archipel, avec de nombreux transferts de compétences, mais aussi son intégration toujours plus poussée dans son environnement régional, entraînent l'implantation d'institutions et administrations nouvelles : au Congrès, qui siège toujours dans le bâtiment de l'Assemblée territoriale qu'il remplace et à l'emplacement de l'ancien Conseil général au boulevard Vauban, s'ajoutent ainsi l'hôtel de la Province Sud (la « Maison bleue », 1989) et celui du Gouvernement de la Nouvelle-Calédonie (2002) à Port Moselle au pied de la pointe de l'Artillerie.
De même, plusieurs revendications des indépendantistes commencent à prendre effet pour rendre la culture mélanésienne plus visible en ville. Le symbole de cette évolution reste la création de l'Agence de développement de la culture kanak (ADCK) en 1989 qui porte la construction du Centre culturel Tjibaou.

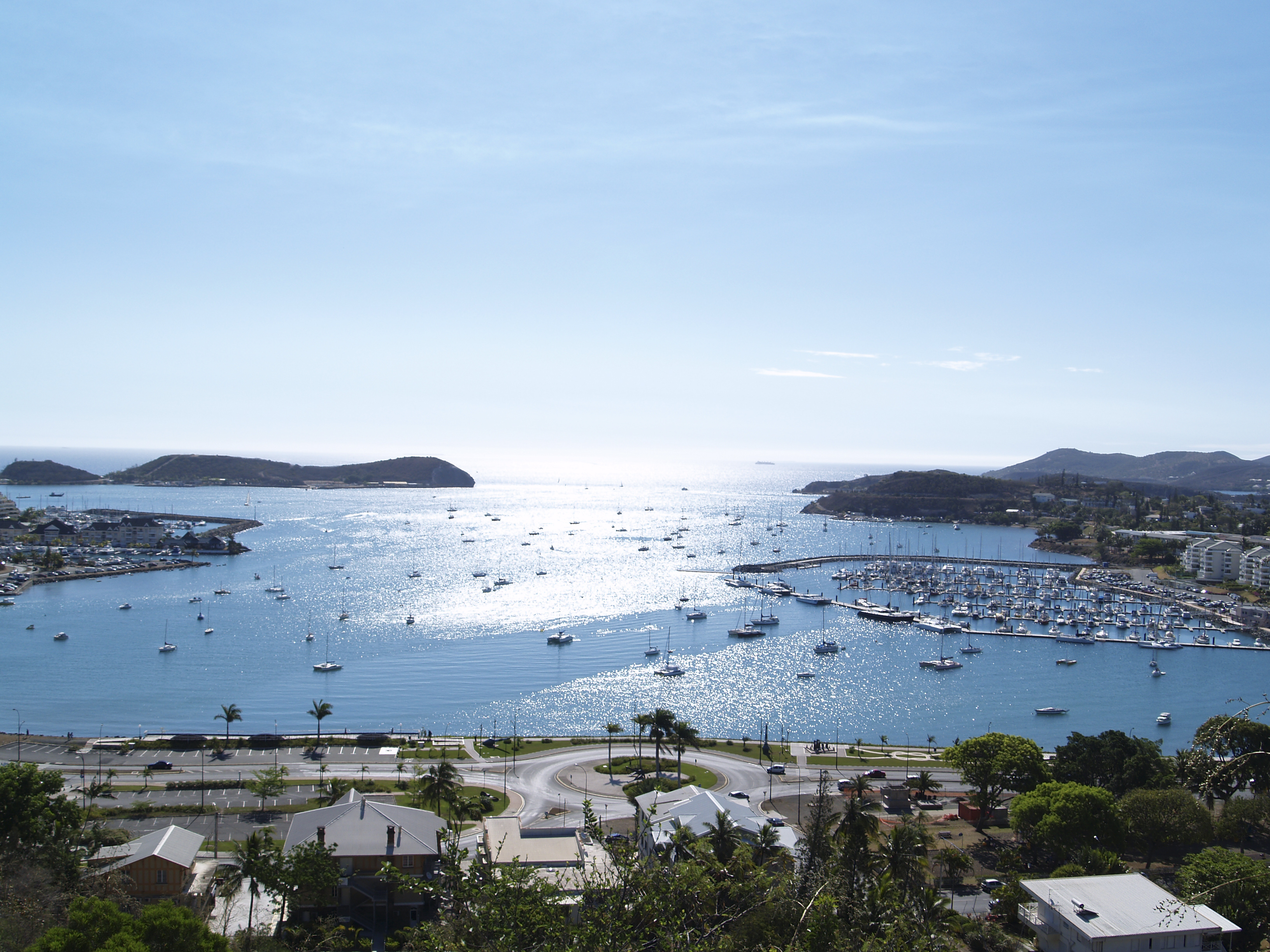
Le « tour des baies » à la baie de l'Orphelinat et ses aménagements : marinas et promenades piétonnières.

Outre ces évolutions entraînées par les différents accords sur l'avenir institutionnel de l'archipel, Nouméa connaît d'importants bouleversements liés à un retour de la croissance démographique. À partir des années 1990, le maire Jean Lèques entreprend une importante politique de réaménagement urbain. Il fait réhabiliter ainsi certains quartiers désaffectés comme Rivière-Salée (qui se voit doter d'une médiathèque municipale en octobre 2000 qui est ensuite agrandie en 2011 ainsi que d'un café-musique baptisé Le Mouv’ en 2001) et Ducos dans la périphérie nord de Nouméa ou encore la Vallée-du-Tir. Les espaces de la place des Cocotiers sont totalement renouvelés : les monuments anciens de la place (la fontaine Céleste, le kiosque à musique, les différents squares) sont restaurés.

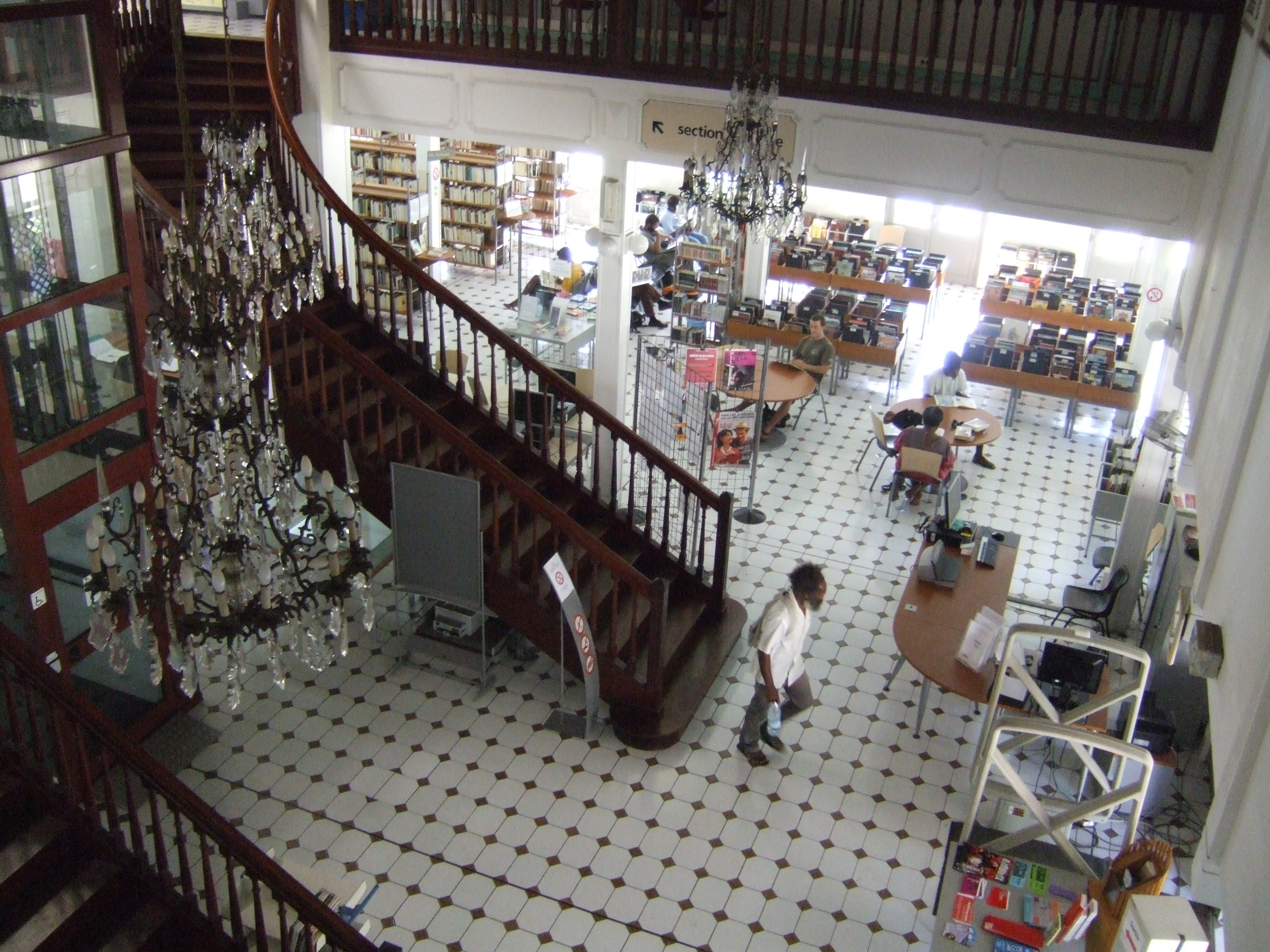
La bibliothèque Bernheim est l'un des exemples du patrimoine historique de la ville rénové depuis les années 1990.

À cette politique s'ajoute une expansion due à la forte augmentation de la population nouméenne (65 110 habitants en 1989, 76 293 en 1996 et 91 386 en 2004), alimentée par un solde migratoire très positif avec une arrivée toujours forte de jeunes actifs Mélanésiens venus de Brousse et plus encore des îles Loyauté. Ce développement démographique a nécessité une intense activité de constructions d'habitats et de nouveaux lotissements ne cessent d'être aménagés dans la presqu'île.

### Au XXIe siècle, entre réussites et difficultés

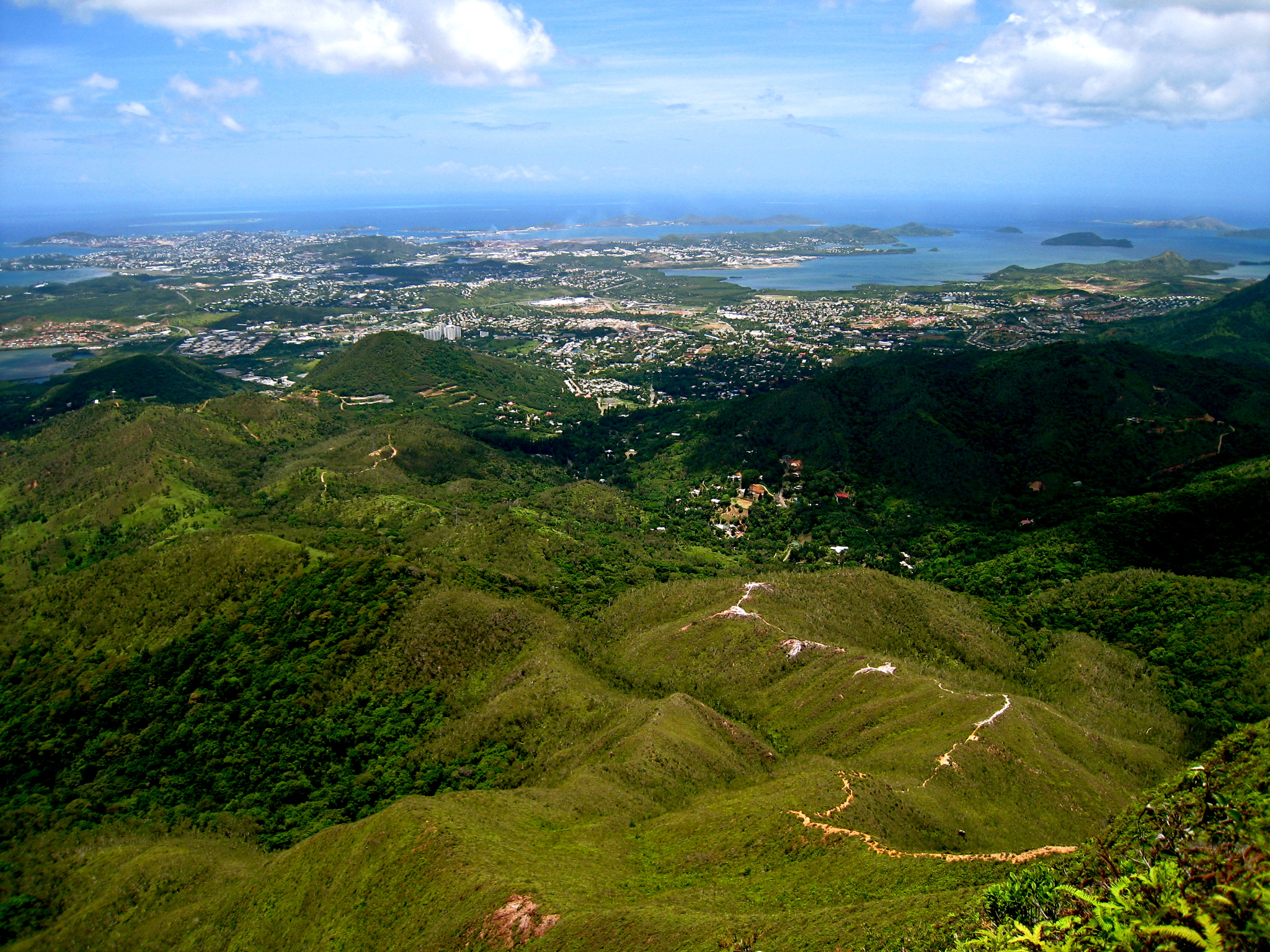
Vue sur l'agglomération de Nouméa depuis le pic Malaoui dans les monts Koghis (Dumbéa), en 2009.

De plus, l'agglomération nouméenne, appelée Grand Nouméa, connaît un processus d'étalement spatial en périphérie de plus en plus important. Aux apports des migrations externes à la ville (nouveaux arrivants polynésiens notamment) s'ajoute, depuis les années 1980, un phénomène de fuite du centre urbain vers la banlieue, favorisé par une popularisation de l'usage individuel de l'automobile, de plus faibles coûts du foncier et de l'immobilier en banlieue et une recherche d'espace de la part de certains habitants issus des classes moyennes ou aisées. Par ailleurs, la ségrégation socio-spatiale entre des quartiers Sud plus aisés et plus majoritairement européens et des quartiers Nord plus populaires et métissés se maintient, amplifié par le développement de zones d'habitat spontané dites « squat ». Des tensions sociales et politiques restent alors fortes, comme en témoignent les émeutes de 2024 qui ont entraîné plusieurs morts et destructions dans l'agglomération.
La transformation progressive de Nouméa d'une simple place militaire française en 1853 à une ville moyenne en pleine expansion au début du XXIe siècle a contribué à en faire un acteur majeur de la vie politique et institutionnelle de l'archipel.

## Administration et politique
Nouméa, de par son poids démographique écrasant (représentant à elle-seule les 2/5e de la population du territoire), est donc déterminante dans la vie politique de la Nouvelle-Calédonie. Elle en est le chef-lieu, de même que son principal bastion de l'anti-indépendantisme.

### Le chef-lieu de la Nouvelle-Calédonie

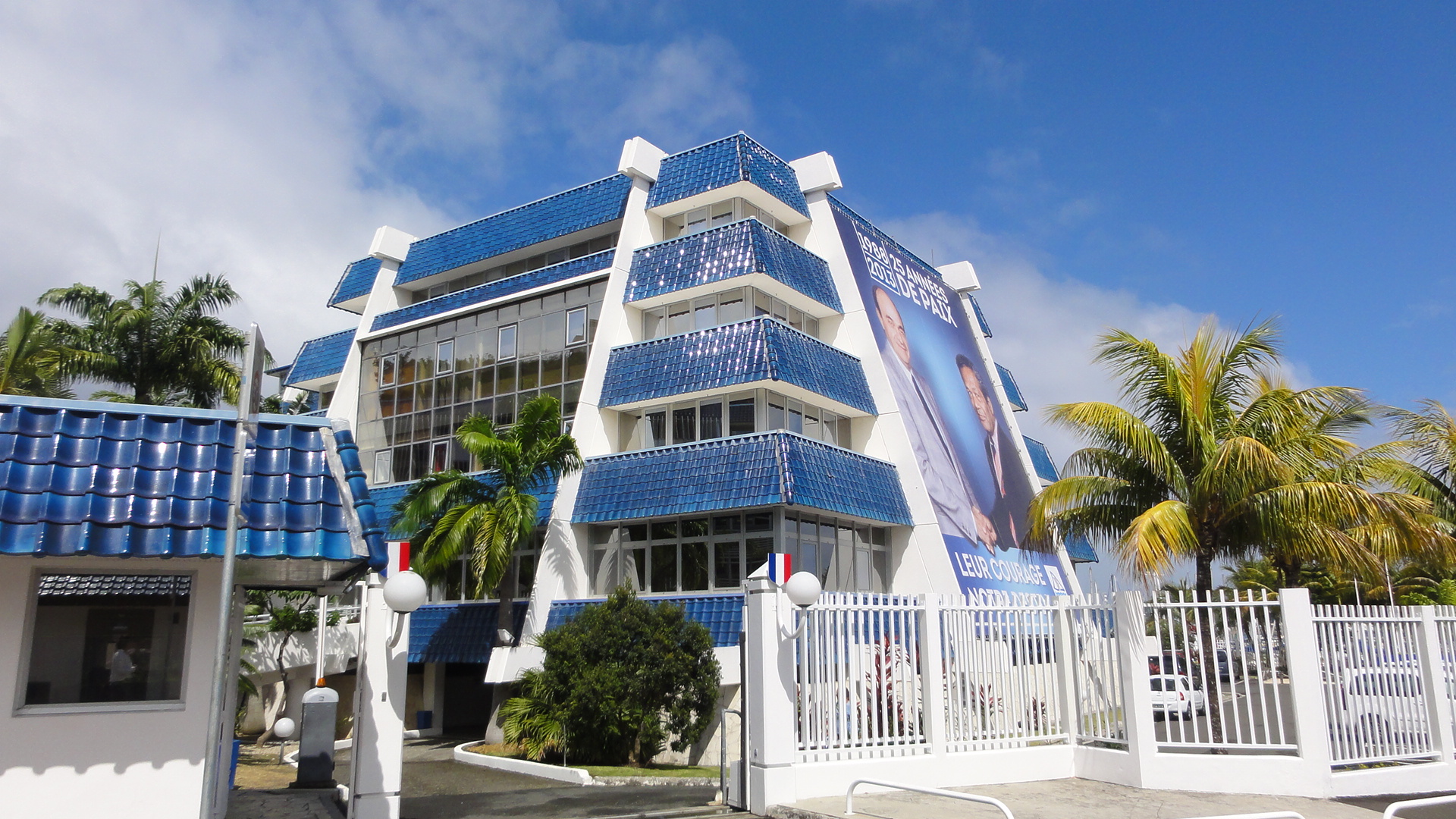
L'hôtel de la Province Sud, dite « Maison bleue », au port Moselle, commémorant le des accords de Matignon en 2013.

Nouméa est le chef-lieu de la Nouvelle-Calédonie, elle est donc le siège du Haut-commissariat (« Haussariat »), résidence du délégué du gouvernement de la République française, ainsi que du Congrès de la Nouvelle-Calédonie (organe législatif du territoire), du gouvernement de la Nouvelle-Calédonie, de l'administration centrale néo-calédonienne, du Sénat coutumier, du Conseil économique, social et environnemental, du vice-rectorat de l'académie, d'une cour d'appel dont la juridiction s'étend également sur Wallis-et-Futuna et de la plupart des établissements publics d'État, locaux ou mixtes.
C'est également le chef-lieu de la Province Sud, elle accueille donc l'Hôtel de la Province (appelée aussi la « Maison Bleue » par les médias locaux). Le centre-ville abrite également le Conseil coutumier de l'aire Djubéa-Kaponé.
Elle est de plus le siège central de la zone de défense et de sécurité de la Nouvelle-Calédonie (qui comprend aussi Wallis-et-Futuna), par conséquent du commandement supérieur des Forces armées de Nouvelle-Calédonie (FANC), du commandement de la gendarmerie et du commissariat central (ou Hôtel de police) de la police nationale pour cette zone. Il s'y trouve deux bases importantes du Régiment d'infanterie de marine du Pacifique - Nouvelle-Calédonie (RIMAP-NC), à la Pointe de l'Artillerie surtout mais aussi la caserne Gally-Passebosc à la limite sud-est du centre-ville (à quoi s'ajoute, dans le Grand Nouméa, celle de Plum au Mont-Dore). Nouméa est également une base navale, installée à la Pointe Chaleix.

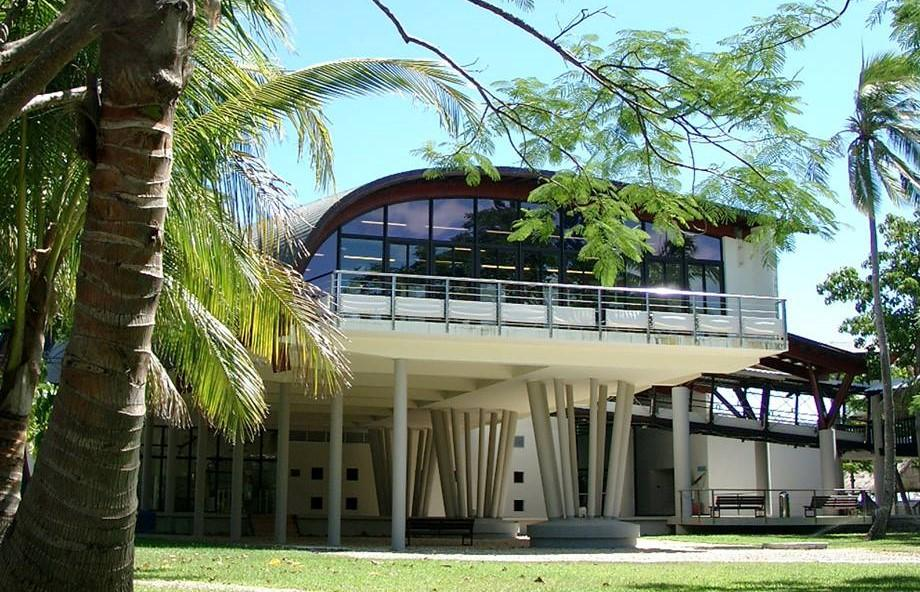
Le siège du secrétariat général de la Communauté du Pacifique à Nouméa.

Pour ce qui est de la coopération internationale, Nouméa est le siège du secrétariat général de la Communauté du Pacifique (ancienne Commission du Pacifique Sud CPS) et de plusieurs consulats. Chaque année, il s'y tient le Forum francophone du Pacifique réunissant les établissements de l'Alliance française et des Instituts français d'Asie-Pacifique, des intellectuels, journalistes, écrivains, artistes francophones de la région, avec tables rondes, manifestations scientifiques, réunions de concertation et événements artistiques ou musicaux.
Mais, surtout, il s'agit de la plus ancienne commune de Nouvelle-Calédonie, dotée de sa propre identité visuelle et qui a développé des relations d'intercommunalité avec ses voisines et de jumelage avec d'autres villes de France métropolitaine ou d'Océanie.

#### L'administration municipale

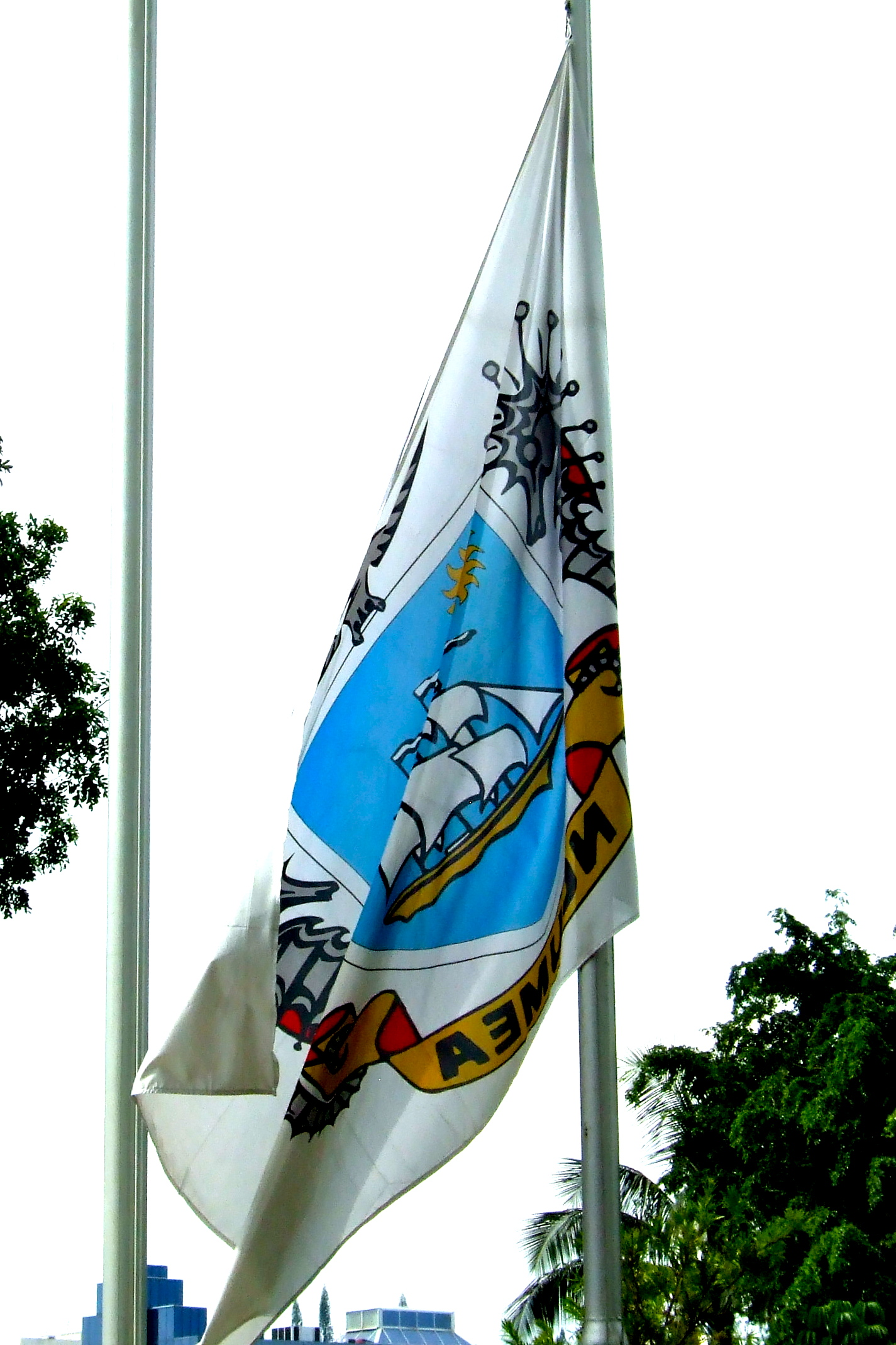
Le drapeau de la municipalité.

Nouméa est la plus ancienne commune de la collectivité néo-calédonienne, constituée depuis 1874. Elle avait déjà eu un premier conseil municipal, désigné par le Gouverneur, lorsqu'elle s'appelait encore Port-de-France, de 1859 à 1860. Son premier maire élu, et non nommé par le gouverneur, fut Eugène Porcheron en 1882. Depuis 2008, le conseil municipal est composé de 53 élus, contre 45 de 1983 à 1995 puis 49 de 1995 à 2008, et comporte 12 postes d'adjoint au maire (il y en avait trois de plus lors de la mandature 2008-2014 et deux de plus de 2014 à 2020). Les élections municipales ont lieu, comme pour les autres communes françaises, tous les six ans, au suffrage universel de tous les citoyens français et européens, selon un scrutin proportionnel plurinominal avec listes bloquées à deux tours et prime majoritaire mis en place à partir de 1983, remplaçant alors le précédent scrutin majoritaire plurinominal. L'hôtel de ville est installé depuis 1975 dans un bâtiment construit spécialement à cet effet, à l'ouest de la place des Cocotiers au centre-ville.
| Période | Période  | Identité      | Étiquette                       | Qualité                                            |
| ------- | -------- | ------------- | ------------------------------- | -------------------------------------------------- |
| 1947    | 1953     | Henri Sautot  | Gaulliste                       | Ancien gouverneur                                  |
| 1953    | 1985     | Roger Laroque | RI puis RPCR-RPR                |                                                    |
| 1985    | 2014     | Jean Lèques   | RPCR-UDF puis Rassemblement-UMP | Président du gouvernement de la Nouvelle-Calédonie |
| 2014    | En cours | Sonia Lagarde | CE-UDI puis LREM                | Députée                                            |

#### Héraldique
| Blason de Nouméa | Blason  | D'azur au vaisseau d'or habillé d'argent accompagné au canton droit du chef d'un soleil non figuré d'or; à la filière d'argent. Ornements extérieursAccompagné en chef d'un cagou éployé d'argent, supporté par deux hippocampes de corail relevant le bandeau d'or frappé du nom de Nouméa. |
| Blason de Nouméa | Détails | Le statut officiel du blason reste à déterminer. |

Les symboles du blason (cagou, vaisseau à voile, hippocampes) ont été définis par Eugène Bizeul, en 1982, à la suite d'un concours public lancé par la mairie en 1976. Cet écusson est ensuite remodelé par l'artiste local Marcel Pétron en 1991 pour prendre sa forme actuelle. Selon la Ville de Nouméa, la goélette représente l'histoire de la commune et du port, l'utilisation du cagou reprend ainsi l'animal endémique devenu emblématique du Territoire, les hippocampes et l'azur plein de l'écu renvoient quant-à-eux au lagon dans lequel se conjuguent le ciel et la mer,

#### Intercommunalité
Pour faire face aux problématiques engendrées par l'étalement urbain et la formation de l'agglomération du Grand Nouméa, le chef-lieu s'est progressivement associé à ses trois communes voisines de Dumbéa, du Mont-Dore et de Païta dans une série de syndicats intercommunaux depuis la deuxième moitié des années 1990. Il s'agit tout d'abord de trois syndicats à vocation unique (SIVU) pour les transports scolaires (Transco) en 1996, l'approvisionnement, la distribution et la gestion des eaux du Grand Nouméa (EGN) en 1998 et pour le traitement des ordures ménagères (TOM) en 2005. Toujours en 2005, une mission intercommunale, devenue l'année suivante le syndicat intercommunal à vocation multiple (SIVOM) du Grand Nouméa (SIGN), a été créée, dans le but de réfléchir au renforcement de l'intercommunalité pouvant amener à la création future d'un établissement public de coopération à fiscalité propre de type « communauté d'agglomération ». Il est chargé également de piloter le volet intercommunalité des contrats d'agglomération signés tous les cinq ans avec l'État et la Province Sud.
En 2010, les trois SIVU ont été supprimés, deux d'entre eux (EGN et TOM) ayant été absorbés par le SIGN, le troisième, Transco, étant fusionné avec les régies des transports des quatre communes (avec surtout la gestion du réseau de bus de la ville de Nouméa, Karuïa) et les services compétents en la matière de la Province Sud (et donc le réseau interurbain CarSud) pour créer le nouveau syndicat mixte des transports urbains (SMTU).
Le SIGN est dirigé par un Comité syndical, son assemblée délibérante constituée de 12 délégués titulaires (et autant de suppléants) désignés par les conseils municipaux des communes membres à raison de six pour Nouméa et de deux pour chacune des trois autres municipalités. Ils élisent en leur sein pour cinq ans son président.
| Période | Période  | Identité        | Étiquette         | Qualité                                                         |
| ------- | -------- | --------------- | ----------------- | --------------------------------------------------------------- |
| 2005    | 2010     | Jean Lèques     | Rassemblement-UMP | Maire de Nouméa                                                 |
| 2010    | 2015     | Georges Naturel | Rassemblement-UMP | Maire de Dumbéa, conseiller provincial du Sud et élu du Congrès |
| 2015    | 2020     | Willy Gatuhau   | AE puis LRC-LREM  | 1er adjoint puis maire de Païta                                 |
| 2020    | En cours | Maurice Pelage  | Rassemblement-LR  | 3e adjoint au maire du Mont-Dore                                |

Le SMTU, pour sa part, est organisé autour d'un Comité syndical de neuf délégués titulaires (et autant de suppléants) désignés par les conseils municipaux ou l'Assemblée de la Province Sud, dont trois pour cette dernière et autant pour le conseil municipal de Nouméa, et un pour chacune des trois autres communes, qui choisissent en leur sein un président et quatre vice-présidents (un par collectivité qui ne détient pas la présidence) pour un mandat de quatre puis trois ans. Le SIGN comme le SMTU siègent dans un immeuble du « Cœur de ville » à Dumbéa, près de la limite nord du territoire nouméen et à côté du lycée du Grand Nouméa et du centre commercial Kenu'in.
| Période | Période  | Identité        | Étiquette                      | Qualité                                                                                |
| ------- | -------- | --------------- | ------------------------------ | -------------------------------------------------------------------------------------- |
| 2010    | 2014     | Gil Brial       | Rassemblement-UMP puis MPC-UCF | 3e vice-président de la Province Sud, élu du Congrès et conseiller municipal de Dumbéa |
| 2014    | 2017     | Marc Zeisel     | CE                             | 10e adjoint au maire de Nouméa                                                         |
| 2017    | 2019     | Philippe Michel | CE                             | Président de la Province Sud jusqu'en 2019 et élu du Congrès                           |
| 2019    | 2022     | Marc Zeisel     | L'AEC-LRC                      | 10e adjoint au maire de Nouméa                                                         |
| 2022    | 2024     | Léa Tripodi     | LOY-MPC                        | Conseillère provinciale du Sud                                                         |
| 2024    | En cours | Naia Wateou     | LOY-LRC                        | Conseillère provinciale du Sud, élue du Congrès et conseillère municipale de Nouméa    |

#### Jumelages
| Ville | Ville      | Pays | Pays             | Période                |
| ----- | ---------- | ---- | ---------------- | ---------------------- |
|       | Gold Coast |      | Australie        | depuis 1992            |
|       | Nice       |      | France           | depuis le 22 août 1985 |
|       | Papeete    |      | France           | depuis le 3 juin 2019  |
|       | Taupo      |      | Nouvelle-Zélande | depuis le 8 mars 1995  |

### Vie politique municipale
La ville de Nouméa est un fief anti-indépendantiste et, du fait des clivages traditionnels de l'échiquier néo-calédonien, de droite. Cependant, longtemps dominée par un parti (le RPCR), sa vie politique locale s'est progressivement complexifiée depuis le début du XXIe siècle. En effet, du fait de l'éparpillement de l'électorat anti-indépendantiste entre plusieurs formations politiques différentes, essentiellement le Rassemblement et l'Avenir ensemble puis Calédonie ensemble, Nouméa, qui reste un bastion de la droite loyaliste calédonienne, n'est plus totalement acquise au RPCR.

#### Longtemps un fief du RPCR (1977-2014)

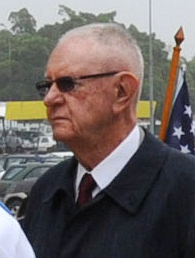
Jean Lèques (ici lors d'un dépôt de gerbe au mémorial américain en 2009) est maire de Nouméa de 1986 à 2014, et maire honoraire de 2014 à son décès en 2022.

Nouméa est longtemps restée un bastion du Rassemblement pour la Calédonie dans la République (RPCR), également appelé après 2004 Rassemblement-UMP puis simplement Le Rassemblement depuis 2014, le parti historiquement dominant du camp anti-indépendantiste créé par Jacques Lafleur. Roger Laroque, qui a dirigé la commune pendant 32 ans (1953-1985), a contribué à fonder le RPCR en 1977. Lors des élections municipales de 1983, les premières où il se présente sous cette étiquette et les dernières auxquelles il participe avant son décès, sa liste emporte près des trois quarts des suffrages exprimés (74,15 %) et la totalité des sièges. Son successeur Jean Lèques, en fonction de 1986 à 2014, a été élu puis réélu au 1er tour de chaque élection municipale jusqu'en 2008 (58,65 % des voix et 37 conseillers sur 45 en 1989, 56,8 % des suffrages et 40 sièges sur 49 en 1995, 53,39 % et 39 élus en 2001).
À la veille des élections de 2008, le conseil municipal était ainsi constitué : 39 élus pour le Rassemblement-UMP (dont le maire et ses 14 adjoints), 4 pour l'autre parti non-indépendantiste Avenir ensemble (issus de deux listes non RPCR en 2001 : « Nouméa, c'est Capital"e" » menée par Sonia Lagarde qui unissait le parti « Alliance » et le Mouvement pour la France local, tous deux opposés à l'Accord de Nouméa à l'époque, la liste avait obtenu en 2001 22,6 % des suffrages, trois des cinq élus de cette liste se sont intégrés à l'Avenir ensemble ; « Tous d'ici » d'Isabelle Ohlen qui est l'unique élue de cette liste formée entre différentes personnalités de la société civile et les indépendantistes modérés de la FCCI et se battant surtout pour la mise en place d'un destin commun, la liste avait obtenu 5,3 % des suffrages), 2 pour le Front national (11,1 %), 2 de la liste « Alternative citoyenne » (7,6 % en 2001, les deux élus sont l'indépendantiste Gérald Cortot de l'Union calédonienne et Jean-Raymond Postic de la société civile) et 2 pour le Mouvement pour la France (qui ont fait sécession du groupe « Nouméa c'est capital"e" » en 2006 pour critiquer la position de l'Avenir ensemble, dont les 3 autres membres de ce groupe sont adhérents, au sujet du corps électoral).
Lors des élections municipales de 2008, Nouméa s'offre non seulement un second tour pour la première fois de l'histoire de la ville, mais également une triangulaire, du fait de la présence de sept listes et de l'émiettement du camp anti-indépendantiste en quatre formations : la liste Rassemblement-UMP du maire sortant, la liste « Changer, c'est capital"e" » menée par l'Avenir ensemble Sonia Lagarde, la liste « Nouméa, la diversité en mouvement » du sénateur de l'Union pour un mouvement populaire (UMP) et du Rassemblement pour la Calédonie (RPC, fondé en 2006 par des dissidents du Rassemblement fidèles à Jacques Lafleur) Simon Loueckhote et le Front national de Bernard Herpin. À cela s'ajoutaient deux listes indépendantistes, dont celle FLNKS appelée « Alternatives citoyennes » du Palika Sylvain Pabouty et celle du Parti travailliste (bras politique du syndicat USTKE) Jean Durut, et enfin la liste de société civile accordiste « Nouméa c'est ma ville » de Jean-Raymond Postic. Lors du 1er tour le 9 mars 2008, trois listes, toutes anti-indépendantistes et dont les trois chefs sont membres de l'UMP, se sont qualifiées pour le second tour : la liste de la majorité sortante de Jean Lèques (11 057 voix, soit 43,49 % des suffrages), la liste Avenir ensemble de Sonia Lagarde (6 290 votes et 24,74 %) et la liste RPC de Simon Loueckhote (3 185 bulletins et 12,53 %), avec une très faible participation de 52,32 % des inscrits. Le Rassemblement-UMP et Jean Lèques remportent à nouveau la ville au second tour le 16 mars 2008, avec plus de 4 000 voix d'avances sur Sonia Lagarde, soit plus de 12 000 suffrages, ce qui leur permet d'obtenir, sans avoir réuni la majorité absolue en voix (49,41 %), la majorité au conseil avec 40 élus sur 53. La liste « Changer, c'est capital"e" » obtient quant-à-elle 33,11 % des suffrages et 9 conseillers municipaux (qui participent quelques mois plus tard, avec des élus d'autres collectivités, à la création du nouveau parti non-indépendantiste Calédonie ensemble sur la base d'une scission de l'Avenir ensemble), et « Nouméa la diversité en mouvement » 17,47 % et 4 sièges (les élus de cette liste, en rupture avec Jacques Lafleur, créent peu de temps après leur propre parti, le Mouvement de la diversité ou LMD), la participation étant légèrement meilleure qu'au second tour, 54,09 % des inscrits s'étant déplacés aux urnes.
Plusieurs bouleversements modifient ensuite la composition du conseil municipal : le médiateur Philippe Blaise quitte le Rassemblement-UMP en février 2011 pour marquer son opposition à la levée du drapeau dit « Kanaky » ou indépendantiste sur les édifices publics (dont la mairie de Nouméa) aux côtés du drapeau national français (une initiative lancée alors par le président du parti, Pierre Frogier), et siège ensuite comme non-inscrit dans l'opposition (tout en fondant sa propre formation politique, le Mouvement républicain calédonien ou MRC), réduisant ainsi le groupe de la majorité municipale à 39 élus sur 53. Toutefois, le même sujet des deux drapeaux provoque la défection de deux conseillères du groupe « Changer c'est capital » (qui passe ainsi de 9 à 7 membres), Jacqueline Bernut et Marie-Laure Lafleur, en avril et mai 2011 : siégeant d'abord aussi comme non inscrites, elles rejoignent rapidement le groupe du Rassemblement-UMP, qui compte donc désormais 41 conseillers. Ce nombre est porté à 42 avec le ralliement de l'une des quatre conseillères de « Nouméa la diversité en mouvement », Gloria Outu, en août 2011.

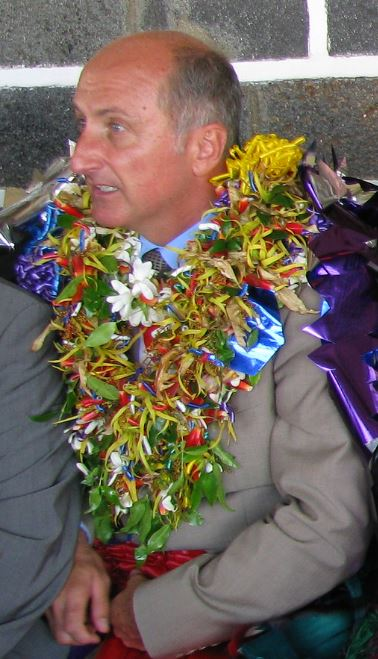
Gaël Yanno, alors député et 1er adjoint au maire de Nouméa, en 2011.

Mais le principal bouleversement intervient en 2013, lorsque le 1er adjoint au maire et ancien député Gaël Yanno, en désaccord avec le président du Rassemblement-UMP Pierre Frogier sur les conséquences à tirer de la défaite du parti aux élections législatives de juin 2012, fait dissidence et crée son propre parti, le Mouvement populaire calédonien (MPC). Il emporte avec lui la quasi totalité des 15 adjoints (11) et 9 des 26 autres conseillers municipaux du Rassemblement-UMP. Ensemble, ils constituent le 30 juin 2013 un groupe distinct de 20 membres tout en revendiquant faire toujours partie de la majorité municipale, (bien que Gaël Yanno et ses partisans aient réussi à faire voter le 25 juin 2013 une diminution de la subvention attribuée par la mairie à la radio anti-indépendantiste, et proche politiquement du Rassemblement-UMP, Radio Rythme Bleu dite RRB, contre l'avis du maire Jean Lèques). Le 6 août 2013, 19 autres conseillers de l'ancienne majorité restés fidèles à Jean Lèques et à la direction du Rassemblement-UMP s'unissent aux 3 élus restants de « Nouméa la diversité en mouvement » pour former un nouveau groupe de 22 membres (le maire, trois adjoints à savoir le 4e adjoint Jean-Claude Briault, le 9e Gérard Vignes et le 11e Jean-Robert Monnier qui décède en février 2014, et 18 conseillers) intitulé « Engagement pour une Calédonie dans la France » (ECF). Les trois derniers membres de l'ancien groupe Rassemblement-UMP (la 13e adjointe et historienne Christiane Terrier, les conseillers Laurent Cassier, qui finit par rejoindre le MPC, et David Tevan) refusent de prendre parti et rejoignent Philippe Blaise parmi les non-inscrits.
À la veille des élections municipales des 23 et 30 mars 2014, le conseil municipal est ainsi composé de trois groupes : celui de l'Engagement pour une Calédonie dans la France coprésidé par Virginie Ruffenach (Rassemblement-UMP) et Christophe Delière (LMD) avec 22 membres dont 19 du Rassemblement-UMP (le maire Jean Lèques, deux adjoints et 16 conseillers municipaux) et trois du LMD ; celui du Mouvement populaire calédonien présidé par Mireille Levy avec 21 membres (11 adjoints, 10 conseillers municipaux), allié avec l'unique élu du Mouvement républicain calédonien (Philippe Blaise continuant à siéger comme non-inscrit) au sein de l'Union pour la Calédonie dans la France (UCF, comprenant aussi, en dehors du conseil municipal, le RPC d'Isabelle Lafleur) ; celui d'opposition « Changer, c'est capital » proche de Calédonie ensemble présidé par Sonia Lagarde, avec sept membres ; deux autres élus non-inscrits (trois en comptant Philippe Blaise), dont une adjointe.

#### Une alternance née d'une recomposition (depuis 2014)
Pour les élections municipales de 2014, les premières sans la candidature de Jean Lèques depuis 1965, trois listes principales s'opposent au sein du camp anti-indépendantiste, à savoir deux issues de la majorité sortante : celle de l'UCF, nommée « Union pour Nouméa », qui a reçu l'investiture officielle de l'UMP et qui est menée par Gaël Yanno, suivi par Isabelle Lafleur du RPC et Philippe Blaise du MRC ; celle de l'ECF (rebaptisé pour la campagne « Front pour l'unité » ou FPU), appelée « Nouméa, une ville pour tous, une ville qui bouge » et tirée par Jean-Claude Briault du Rassemblement-UMP, avec le soutien de Jean Lèques, de l'Avenir ensemble, du LMD et de Didier Leroux ; celle de Calédonie ensemble, dénommée « Avec nous, ça va changer », menée une nouvelle fois par Sonia Lagarde, désormais députée de la 1re circonscription et membre nationalement de l'Union des démocrates et indépendants (UDI) depuis 2012, associée dans un « trio » de tête durant toute la campagne avec le membre du gouvernement Philippe Dunoyer et le médecin kanak Paul Qaeze, par ailleurs président du club de football Gaïtcha FCN. S'y associent deux listes de gauche ou indépendantiste : celle dite du « Mouvement nationaliste unitaire » officiellement soutenue par le FLNKS et en son sein par l'ensemble de ses composantes à l'exception du Palika, dirigée par l'ancien conseiller municipal Jean-Raymond Postic de l'UC et ouverte à la Dynamik unitaire Sud (DUS, dissidence du Palika en Province Sud créée en 2011 par Sylvain Pabouty) et au Parti travailliste ; celle dite d'« Engagement citoyen » unissant, sur le modèle de la liste « Ouverture citoyenne » des provinciales de 2009, des dissidents de l'UC dont la tête de liste Marie-Claude Tjibaou, ainsi que le Palika et la section locale du Parti socialiste. Enfin, le petit parti non-indépendantiste Convergence pays propose lui aussi une liste, menée par Bertrand Cherrier, fils de l'ancien sénateur UDF Lionel Cherrier.

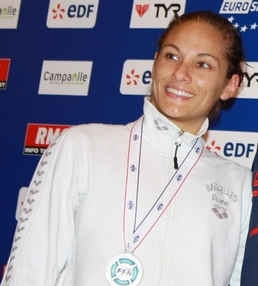
La nageuse Diane Bui-Duyet est une des adjointes au maire Sonia Lagarde depuis 2014.

Au premier tour, Sonia Lagarde, confirmant sa progression continue au sein de l'électorat nouméen depuis 2001, arrive en tête avec 12 431 voix soit 36,28 % des suffrages, devançant de peu Gaël Yanno qui totalise 11 875 votes pour 34,66 %, tandis que Jean-Claude Briault, dernier candidat à dépasser la barre des 10 %, est distancé avec 5 284 suffrages pour 15,42 %. Comme en 2008, la division de la gauche indépendantiste l'empêche de se qualifier pour le second tour et donc d'obtenir des élus, avec 2 351 bulletins (6,86 %) pour le Mouvement nationaliste unitaire de Jean-Raymond Postic et 1 565 (4,57 %) pour l'Engagement citoyen de Marie-Claude Tjibaou. Enfin, Bertrand Cherrier n'obtient que 754 voix, soit 2,2 % des suffrages exprimés. Pour le second tour, les listes de Gaël Yanno et de Jean-Claude Briault fusionnent sous la conduite du premier, tandis que Marie-Claude Tjibaou appelle indirectement ses électeurs à voter pour Sonia Lagarde et que Jean-Raymond Postic demande aux siens de voter blanc. C'est finalement Sonia Lagarde qui emporte le duel face à Gaël Yanno, avec 17 696 voix (51,62 %) et 40 sièges sur les 53 à pourvoir, contre 16 588 (48,38 %) et 13 élus (parmi lesquels Isabelle Lafleur, Philippe Blaise et Jean-Claude Briault, ou encore l'ancienne championne olympique Félicia Ballanger) pour la liste du 1er adjoint sortant. Par conséquent, le 5 avril 2014, Sonia Lagarde devient la première femme à accéder à la mairie de Nouméa, par 40 voix pour contre 13 votes blancs. Elle demande le même jour que soit conféré à son prédécesseur, Jean Lèques, le titre de maire honoraire de la ville. Ce changement de majorité s'accompagne alors d'un important renouvellement de la composition du conseil municipal, avec l'élection de plusieurs personnalités connues dans d'autres milieux que celui de la politique en Nouvelle-Calédonie (comme les champions olympiques ou paralympiques Félicia Ballanger et Pierre Fairbank, la vice-championne d'Europe de natation Diane Bui Duyet, le dirigeant sportif Paul Qaeze, l'actrice Sam Kagy, entre autres).

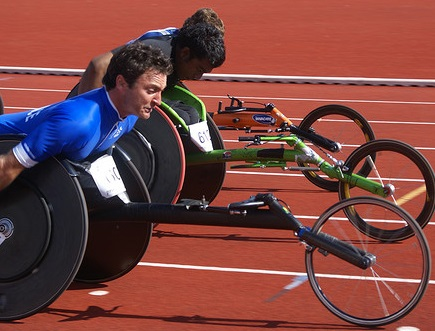
Le champion paralympique Pierre Fairbank est conseiller municipal Calédonie ensemble de 2014 à 2020.

Mais, comme lors de la mandature précédente, les groupes issus des élections sont en permanente recomposition. Tout d'abord, la majorité municipale se scinde en deux en 2015 en raison notamment du refus de Sonia Lagarde de démissionner de son mandat de député (contrairement à un engagement pris au cours de la campagne, et alors que son 3e adjoint, Philippe Dunoyer, était censé prendre sa succession à l'Assemblée nationale), d'un rythme parfois jugé trop lent dans la mise en place des réformes promises, d'une prise de distance de plus en plus affichée de la première magistrate vis-à-vis de la direction de Calédonie ensemble et d'accusations venant de certains membres de la municipalité au sujet d'un manque de concertation au sein de la majorité,. Ainsi, le 23 juin 2015, avec cinq des quatorze autres adjoints et 15 des 25 autres conseillers municipaux issus de « Avec nous, ça va changer », Philippe Dunoyer crée son propre groupe politique au conseil, baptisé simplement « Calédonie ensemble », et en prend la direction. Tout en déclarant et agissant toujours comme faisant partie de la majorité, il justifie cette scission par l'expression d'une sensibilité différente concernant l'intensité et le rythme à donner à l'application du programme de campagne : « C’est un groupe qui est là pour co-construire et proposer une optimisation du fonctionnement municipal. L’affirmation d’une sensibilité qui pense pouvoir faire des propositions, un peu mieux, un peu mieux entendues peut-être. [...] Ça va dépendre de comment ça va se passer. On va faire des propositions, on va voir si elles seront acceptées… ». Ce groupe Calédonie ensemble est rejoint en juillet 2017 par un autre adjoint, Daniel Leroux, chargé jusque-là de l'urbanisme mais qui s'est vu retirer cette délégation pour avoir exposé publiquement ses désaccords avec le maire sur plusieurs projets d'aménagement. Dans l'opposition également, les choses changent, en raison surtout d'évolutions des coalitions au niveau provincial et du Congrès. En juillet 2015, le RPC d'Isabelle Lafleur et plusieurs dissidents du MPC (emmenés par Sonia Backès, ancienne numéro deux du parti et également conseillère municipale de Nouméa) quittent l'UCF pour s'associer aux élus du FPU dans toutes les institutions de l'archipel pour fonder des groupes appelés Les Républicains (en référence au nouveau nom pris nationalement par l'UMP). C'est donc le cas au conseil municipal de Nouméa, où ce nouveau groupe, présidé par Jean-Claude Briault du Rassemblement, est rejoint par les deux seules élues du RPC (Isabelle Lafleur et Félicia Ballanger) et deux dissidents du MPC (Sonia Backès et Gilles Ukeiwé, fils de l'ancien sénateur et fondateur du RPCR Dick Ukeiwé), faisant ainsi retomber le groupe UCF à huit membres. Puis, en juin 2017, à la suite de l'alliance au niveau du Congrès du MPC avec Calédonie ensemble et Le Rassemblement dans une « Plateforme commune », Philippe Blaise et son MRC, qui s'oppose fermement à cette association et se rapproche pour sa part de Sonia Backès, décide à son tour de quitter l'UCF pour siéger comme non-inscrit. Sonia Backès et ses proches, dont Philippe Blaise mais aussi Jean-Claude Briault qui a quitté le Rassemblement, créent alors leur propre parti en décembre 2017, Les Républicains calédoniens, qui entretiennent des bonnes relations avec la maire Sonia Lagarde, bien qu'étant officiellement dans l'opposition. Cela aboutit à la création au niveau provincial et néo-calédonien de la coalition L'Avenir en confiance en février 2019, unissant le Rassemblement (qui n'a désormais plus de conseillers municipaux à Nouméa) aux Républicains calédoniens de Sonia Backès, au MPC et à plusieurs fidèles de Sonia Lagarde (ses adjoints Françoise Suvé et Marc Zeisel ou encore la conseillère municipale du groupe « Avec nous, ça va changer » Valérie Laroque-Daly). Si elle n'adhère pas officiellement à cette alliance, la maire de Nouméa la soutient publiquement pour les élections provinciales du 12 mai 2019 qui en font la nouvelle force majoritaire du Sud et la première formation du Congrès.
Pour les élections municipales du 15 mars 2020, Sonia Lagarde se représente à la tête de la liste « Avec vous, pour Nouméa », qui comprend des élus du groupe « Avec nous, ça va changer » (comme les adjoints Jean-Pierre Delrieu, Chantal Bouye, Françoise Suvé, Tristan Derycke, Diane Bui Duyet, Marc Zeisel, Kareen Cornaille, et Anne-Christine Chimenti), mais aussi des personnalités de L'Avenir en confiance, que ce soit des Républicains calédoniens (la présidente d'honneur de ce parti et conseillère municipale sortante Isabelle Lafleur, les conseillers provinciaux du Sud et membres du Congrès Philippe Blaise et Naia Wateou, ou encore le champion handisport Nicolas Brignone, le conseiller municipal sortant Hnadriane Hnadriane), du Rassemblement-LR (les collaborateurs de membres du gouvernement Cindy Pralong ou Christophe Delière) ou du MPC (le candidat aux élections européennes de 2019 et secrétaire général adjoint du parti Sacha Bénisti, la collaboratrice de Gil Brial Muriel Germain). Elle s'ouvre également à des candidats de la petite liste transformiste et attrape-tout « Construire autrement », qui avait fait campagne sur les thèmes de la lutte contre la corruption et pour dépasser le clivage traditionnel pour ou contre l'indépendance aux provinciales de 2019 (la cofondatrice de l'épicerie solidaire des étudiants Vaimoe Albanese et l'ancien président du Comité jeunesse de Nouvelle-Calédonie Warren Naxue). Elle obtient une nette victoire dès le premier tour, avec 18 689 voix et 63,93 % des suffrages, soit sept fois plus que la liste arrivée deuxième, celle de Calédonie ensemble dirigée par l'avocate et nouvelle élue du Congrès Magali Manuohalalo (8,82 %, 2 élus). Elle obtient ainsi 46 sièges sur 53, avec lesquels elle se fait réélire à la tête de la municipalité le 26 mai 2020 Les indépendantistes, absents du conseil municipal depuis 2008, y font leur retour sous la conduite du militant de l'UC-FLNKS Joseph Boanemoa (8,82 %, 2 conseillers). Viennent ensuite deux autres élus pour le parti communautaire de L'Éveil océanien (ÉO), orienté vers la défense des intérêts des Wallisiens et Futuniens, de la conseillère provinciale et du Congrès Veylma Falaeo (7,02 %), et un seul pour Emmanuel Bérart de Générations NC, dissidence de Calédonie ensemble créée après les provinciales de 2019 (6,05 %).
À la suite des élections municipales de 2020, et à l'installation de la nouvelle municipalité en mai 2020, le conseil est ainsi constitué :

#### Des communes de banlieue toujours dominées par le Rassemblement

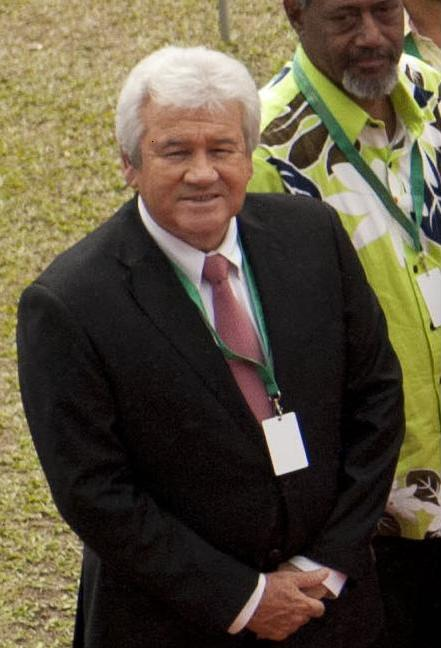
Harold Martin, maire de Païta de 1995 à 2019, a été une des principales figures politiques du Grand Nouméa.

Bien qu'il ait commencé à reculer au sein de l'électorat du chef-lieu lors des élections de 2008, le Rassemblement-UMP a alors renforcé son assise sur le Grand Nouméa en conservant non seulement la commune du Mont-Dore (le maire sortant, Éric Gay, étant réélu dès le 1er tour avec 55,96 % des suffrages et 28 élus sur 35) mais en remportant également celle de Dumbéa qui jusqu'alors lui avait toujours échappé (son candidat, Georges Naturel, a été élu au second tour avec 62,68 % des suffrages et 29 élus sur 35 face au maire sortant Bernard Marant). La quatrième commune du Grand Nouméa, la plus rurale et la plus périurbaine, Païta, reste quant-à-elle le fief du président de l'Avenir ensemble Harold Martin qui a manqué de se faire élire au premier tour à 28 voix près avant de s'imposer assez largement au second tour avec 63,1 % des suffrages et 27 élus sur 33.
Ces trois maires de l'agglomération ont tous été réélus au second tour en 2014, de manière assez aisée mais avec une majorité relative pour Georges Naturel à Dumbéa (46,93 % et 26 élus sur 35 dans une quadrangulaire, contre 28,45 % et 5 sièges à l'ancien maire Bernard Marant qui menait la liste de Calédonie ensemble, 13,23 % et 2 conseillers à l'UCF de Gil Brial et 11,39 % ainsi que 2 élus à la non-indépendantiste sans étiquette Muriel Malfar-Gogo) et pour Éric Gay au Mont-Dore (48,64 % et 27 sièges sur 35 dans une triangulaire, contre 35,56 % et 6 conseillers pour la liste Calédonie ensemble menée par Monique Jandot et 15,8 % pour 2 sièges aux indépendantistes de Jean-Iréné Boano). En revanche, celle de Harold Martin, soutenue par l'ensemble des partis du FPU (et donc par le Rassemblement) depuis le premier tour ainsi que par ceux de l'UCF au second, l'emporte dans un duel serré l'opposant au membre du gouvernement sortant Frédéric de Greslan, de Calédonie ensemble (avec 51,98 % des suffrages et 25 élus sur 33, contre 48,02 % et 8 conseillers). Ce mandat voit deux de ces maires se retirer en 2019 pour laisser leurs sièges à leurs 1ers adjoints respectifs : Harold Martin le 31 janvier 2019 au profit de Willy Gatuhau (premier maire d'origine wallisienne, tous deux ont rejoint entre-temps le nouveau parti loyaliste Les Républicains calédoniens de Sonia Backès, allié au Rassemblement à travers la coalition L'Avenir en confiance) ; Éric Gay le 2 avril 2019 en faveur d'Eddie Lecourieux (lui-aussi membre du Rassemblement).
De nouveau, les exécutifs sortant sont reconduits au second tour en 2020, élection qui est également marquée, comme à Nouméa, par une assez forte abstention et par une certaine poussée des listes indépendantistes et des nouveaux partis (L'Éveil océanien et Générations NC), tandis que Calédonie ensemble confirme sa perte de vitesse dans le Grand Nouméa amorcée aux provinciales de l'année précédente. Ainsi, Georges Naturel obtient un troisième mandat à Dumbéa à la suite d'une nette victoire de sa liste ouverte à toutes les composantes de L'Avenir en confiance lors d'une quadrangulaire (56,86 % des suffrages et 31 sièges sur 39, suivi des 19,42 % pour 4 élus de L'Éveil océanien emmené par le membre du gouvernement Vaimu'a Muliava, 13,31 % et 2 conseillers à Générations NC de Cynthia Jan et 10,38 % avec 2 sièges également pour l'union indépendantiste de Rachel Aucher, permettant à cette famille politique d'entrer pour la première fois au conseil municipal de cette commune, alors que Calédonie ensemble n'avait présenté aucune candidature à Dumbéa). Au Mont-Dore, Eddie Lecourieux est lui-aussi confirmé sous l'étiquette L'Avenir en confiance lors d'une quadrangulaire, mais avec une majorité relative (46,04 % des voix et 26 élus sur 35, contre 28,7 % et 5 conseillers à Générations NC de Nina Julié, 16,04 % aux indépendantistes de Romuald Pidjot qui obtiennent un siège supplémentaire pour arriver à 3 élus et 9,19 % à L'Éveil océanien de Petelo Sao qui est le seul de cette liste à gagner un mandat, Calédonie ensemble avait été la seule formation éliminée au premier tour, sous la conduite de Patrick Laubreaux, avec alors 9,08 %). Enfin, Willy Gatuhau est le seul maire sortant à n'avoir pas reçu l'investiture du Rassemblement, mais sa liste réunissant toutes les autres composantes de L'Avenir en confiance (Les Républicains calédoniens et le MPC) et soutenue (sans fusion) pour le second tour par Générations NC (qui avait reçu, derrière Nicolas Fijalkowski, 9,03 % des suffrages au premier tour), l'emporte assez largement (49,89 % avec 27 des 35 conseillers municipaux, contre 30,13 % et 5 sièges pour la fusion des trois listes de L'Éveil océanien, du Rassemblement et de Calédonie ensemble tirée par Milakulo Tukumuli, et 19,96 % ainsi que 3 élus pour les indépendantistes de Louis Mapou, retrouvant une représentation municipale qu'ils avaient perdue en 1995),.
Ces tendances se retrouvent généralement lors des autres scrutins, qu'ils soient provinciaux, législatifs, sénatoriaux, européens ou présidentiels.

### Représentation provinciale, nationale et européenne
Son importance démographique et son statut administratif donnent à Nouméa un rôle important dans la vie politique locale, mais relativement marginal à l'échelle nationale ou européenne. De ce fait, la participation est plus faible lors des élections présidentielles, législatives et plus encore européennes (tout en étant généralement supérieure à la moyenne néo-calédonienne) que lors des échéances locales. Sur le plan politique, l'émiettement de l'influence du RPCR a commencé à être perçue au cours des élections provinciales du 9 mai 2004, la liste anti-indépendantiste dissidente et opposée à Jacques Lafleur, l'Avenir ensemble, étant alors arrivée en tête devant le parti loyaliste traditionnel non seulement à Nouméa (avec 1159 voix d'avances), mais aussi dans deux autres communes du Grand Nouméa : Dumbéa (commune échappant jusque-là traditionnellement au RPCR) et Païta (fief d'Harold Martin, l'un des fondateurs de l'Avenir ensemble). Calédonie ensemble a, depuis sa création en 2008, augmenté progressivement son assise électorale au sein de l'agglomération. Aux élections législatives de 2012, le candidat de ce parti Philippe Gomès est arrivé en tête dans les trois communes de banlieue, tandis que Sonia Lagarde arrive deuxième au premier tour à Nouméa derrière le candidat du Rassemblement-UMP Gaël Yanno avant de s'imposer au second tour. Lors des élections législatives de 2017, Philippe Dunoyer est le premier candidat de Calédonie ensemble à arriver en tête dans la commune de Nouméa lors de ce type de scrutin.

#### Nouméa dans les élections provinciales néo-calédoniennes
Les communes ne disposent pas d'un nombre de sièges prédéfini au Congrès de la Nouvelle-Calédonie ni dans les assemblées délibérantes des trois provinces, le scrutin se faisant à l'échelle de ces dernières à la proportionnelle plurinominale avec liste bloquée, selon la règle de la plus forte moyenne. Nouméa et les trois autres communes du Grand Nouméa font partie de la Province Sud, dont l'assemblée compte 40 conseillers depuis 1999 (32 de 1989 à 1999) et qui est représentée par 32 élus sur les 54 du Congrès depuis 1989. Auparavant, ces quatre communes ont formé à elles seules une des quatre régions du « Statut Fabius-Pisani » de 1985 à 1988, la Région Sud (Conseil de région de 21 élus, qui siègent également parmi les 46 membres du Congrès). Plus anciennement encore, de 1957 à 1985, Nouméa fut associée à ses deux municipalités limitrophes (Dumbéa et Mont-Dore, qui ont commencé à être progressivement intégrées à son agglomération durant cette période) ainsi qu'à deux territoires moins peuplés (Yaté et l'île des Pins) pour former l'une des quatre circonscriptions d'élection à la proportionnelle de liste de l'Assemblée territoriale de Nouvelle-Calédonie (la 1re, dite du « Sud », pourvoyant successivement 10 sièges sur 30 de 1957 à 1967, puis 16 sur 35 de 1967 à 1979, 17 sur 36 de 1979 à 1984 et sur 42 de 1984 à 1985).
Le corps électoral du chef-lieu est particulièrement touché par les restrictions apportées par l'accord de Nouméa, la loi organique relative à la Nouvelle-Calédonie de 1999 et les modifications apportées en 2007 à l’article 77 de la Constitution. En effet, selon ces dispositions, seuls les citoyens néo-calédoniens, c'est-à-dire ici les personnes résidant en Nouvelle-Calédonie depuis le 8 novembre 1998 au minimum et leurs enfants une fois atteints l'âge de la majorité, peuvent participer au scrutin (il est question de « corps électoral gelé »),. Or, l'agglomération accueillant l'essentiel de l'immigration venant de la France métropolitaine ou du reste de l'Outre-mer, beaucoup de ses résidents se retrouvent exclus de cette liste électorale spéciale. Ainsi, en 2014, ils étaient 57 506 inscrits (incluant citoyens français mais aussi d'autres pays de l'Union européenne) pour le second tour des élections municipales à Nouméa le 30 mars, contre 44 092 pour les élections provinciales du 11 mai suivant. Ce sont ainsi plus de 13 000 électeurs de Nouméa qui ne sont pas inscrits pour voter à ce scrutin, soit environ 23,3 % de la liste générale du chef-lieu. De plus, beaucoup d'habitants de l'agglomération continuent à être inscrits dans une autre commune, tout particulièrement dans les îles Loyauté (il y a ainsi plus d'électeurs inscrits dans cette province en 2014 que d'habitants recensés la même année). Par conséquent, le poids électoral de Nouméa est moins écrasant que sa démographie, puisqu'elle représente 43,1 % des inscrits de la Province Sud pour un peu moins de la moitié de sa population (contre respectivement 41,8 % et 39,8 % dans le reste du Grand Nouméa, ainsi que 15,1 % et 10,2 % pour le Sud rural).

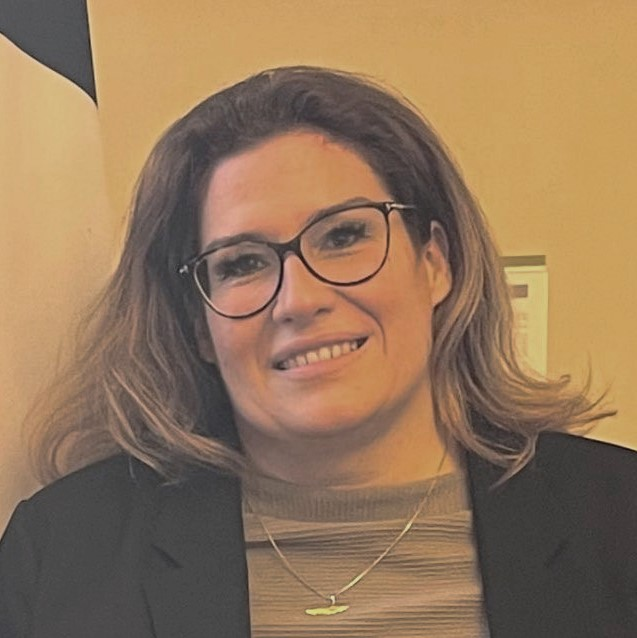
Sonia Backès, présidente de l'Assemblée de la Province Sud depuis 2019, est une ancienne conseillère municipale de Nouméa.

Quoi qu'il en soit, Nouméa et son agglomération occupent toujours une place importante dans la politique provinciale. Au 23 juillet 2019, ce sont 18 des 40 conseillers provinciaux du Sud qui sont implantés à Nouméa, dont 15 des 32 élus qui sont également membres du Congrès (indiqués en gras). Sont également spécifiés en italique ceux qui sont par ailleurs conseillers municipaux, :
- Sonia Backès (présidente de l'assemblée, LOY-LRC)
- Marie-Jo Barbier (LOY-MPC)
- Philippe Blaise (1er vice-président, LOY-LRC-MRC)
- Guy-Olivier Cuénot (APS-RN)
- Philippe Dunoyer (député, CE)
- Veylma Falaeo (L'ÉO)
- Jean-Gabriel Favreau (LOY-LRC)
- Magali Manuohalalo (CE)
- Philippe Michel (CE)
- Sylvain Pabouty (DUS)
- Annie Qaézé (CE)
- Virginie Ruffenach (APS-Rassemblement-LR)
- Alésio Saliga (LOY-LRC)
- Christiane Saridjan-Verger (LOY-LRC)
- Françoise Suvé (LOY-LRC)
- Julien Tran Ap (LOY-MPC)
- Léa Tripodi (LOY-MPC)
- Naia Wateou (LOY-LRC)

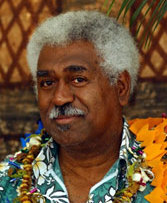
Rock Wamytan, président du Congrès depuis le 24 mai 2019, déjà en place de 2011 à 2012 et de 2013 à 2014, est un ancien conseiller municipal du Mont-Dore dans le Grand Nouméa.

Les trois autres communes du Grand Nouméa disposent pour leur part, au 16 juillet 2021, de 14 conseillers provinciaux dont 12 également membres du Congrès (en gras, les conseillers municipaux étant en italique),, :
- Gil Brial (2e vice-président, LOY-MPC, Dumbéa)
- Brieuc Frogier (LOY-ex-Rassemblement-LR, Mont-Dore)
- Nadine Jalabert (APS-Rassemblement-LR, Mont-Dore)
- Nina Julié (LOY-G-NC, Mont-Dore)
- Maria-Isabella Lutovika (L'ÉO, Mont-Dore)
- Muriel Malfar-Pauga (LOY-LRC, Dumbéa)
- Lionel Paagalua (APS-Rassemblement-LR, Mont-Dore)
- Marie-Line Sakilia (FLNKS-UC, Païta)
- Aloïsio Sako (FLNKS-RDO, Dumbéa)
- Petelo Sao (L'ÉO, Mont-Dore)
- Ithupane Tieoué (FLNKS-UNI-Palika, Dumbéa)
- Aniseta Tufele (APS-Rassemblement-LR, Païta)
- Milakulo Tukumuli (3e vice-président, L'ÉO, Dumbéa-Païta)
- Rock Wamytan (président du Congrès, FLNKS-UC, Mont-Dore)

#### Représentation parlementaire nationale

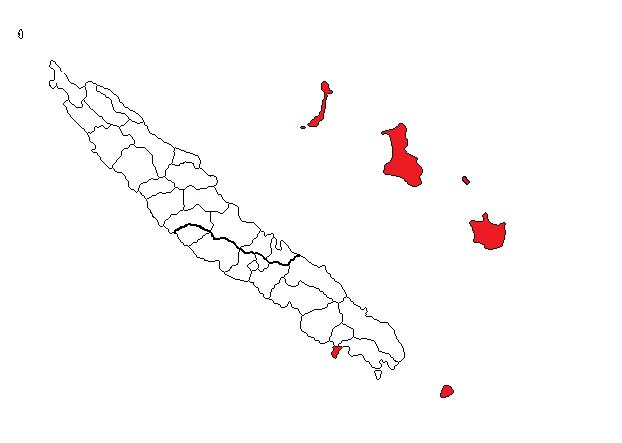
Carte de la première circonscription de Nouvelle-Calédonie.

Depuis 1988, Nouméa est incluse dans la première circonscription de Nouvelle-Calédonie, avec l'île des Pins et les trois communes des îles Loyauté, élisant un député à l'Assemblée nationale au scrutin uninominal majoritaire à deux tours pour un mandat de cinq ans. Elle en constitue l'essentiel de l'électorat, regroupant ainsi 70,8 % des électeurs inscrits de cette circonscription lors du premier tour des législatives de 2012,, 73,3 % en 2017,, 75,1 % en 2022, et 74,9 % en 2024,. De ce fait, la circonscription a toujours, depuis sa création, été représentée par un non-indépendantiste, tous sauf un ayant cumulé au moins momentanément leur mandat parlementaire avec celui de conseiller municipal du chef-lieu, voire d'adjoint pour Gaël Yanno de 2007 à 2012 et Philippe Dunoyer en 2017 et de maire pour Sonia Lagarde de 2014 à 2017. Le titulaire du siège au sein de la XVIIe législature depuis 2024 est Nicolas Metzdorf, le premier « Broussard » élu député de cette circonscription après avoir été celui de la 2e pendant deux ans, président fondateur du parti Générations NC, membre nationalement de La République en marche puis de Renaissance et du groupe Ensemble pour la République. La liste des députés de cette circonscription depuis 1988 est inscrite dans le tableau ci-dessous, montrant une évolution politique comparable à celle des résultats aux élections municipales.
| No | Nom              | Début du mandat | Fin du mandat | Législatures       | Appartenance politique                       | Groupes parlementaires                | Notes |
| -- | ---------------- | --------------- | ------------- | ------------------ | -------------------------------------------- | ------------------------------------- | --- |
| 1  | Jacques Lafleur  | 23 juin 1988    | 19 juin 2007  | IXe, Xe, XIe, XIIe | RPCR (jusqu'en 2006) RPC (à partir de 2006)  | RPR (1988-2002) UMP (2002-2007)       | Président de l'Assemblée de la Province Sud (1989-2004), Conseiller municipal de Nouméa (1983-1997), Signataire des accords de Matignon-Oudinot (1988) puis de Nouméa (1998). |
| 2  | Gaël Yanno       | 20 juin 2007    | 19 juin 2012  | XIIIe              | Rassemblement-UMP                            | UMP                                   | 1er adjoint au maire de Nouméa. |
| 3  | Sonia Lagarde    | 20 juin 2012    | 20 juin 2017  | XIVe               | CE-UDI                                       | UDI                                   | Maire de Nouméa (à partir de 2014). |
| 4  | Philippe Dunoyer | 21 juin 2017    | 9 juin 2024   | XVe, XVIe          | CE UDI (2017-2022) RE (2022-2024) HOR (2024) | LC/UAI/UDI (2017-2022) RE (2022-2024) | 3e adjoint au maire de Nouméa (2014-2017), Porte-parole du gouvernement de la Nouvelle-Calédonie (2016-2017)                                                                  |
| 5  | Nicolas Metzdorf | 18 juillet 2024 | en cours      | XVIIe              | Générations NC RE                            | EPR                                   | Député sortant de la 2e circonscription (2022-2024) |

Auparavant, la ville a été incluse dans une circonscription unique correspondant à l'ensemble de la Nouvelle-Calédonie pour un seul député au vote majoritaire de 1945 à 1978 (avec un député nouméen entre 1945 et 1964, à savoir successivement Roger Gervolino de 1945 à 1951 puis Maurice Lenormand de 1951 à 1964) puis pour deux représentants à la proportionnelle de 1986 à 1988 (l'un des deux sièges étant alors occupé par un conseiller municipal du chef-lieu, Jacques Lafleur). En dehors de ces périodes, Nouméa a fait partie de l'ancienne deuxième circonscription de Nouvelle-Calédonie, dite « circonscription Ouest » car s'étendant sur l'ensemble de la côte Ouest de la Grande Terre, de 1978 à 1986, aux côtés notamment de ses banlieues naissantes du Grand Nouméa. Le député est alors le nouméen Jacques Lafleur.
Pour les élections sénatoriales, Nouméa, en tant que commune de plus de 30 000 habitants, dispose comme grands électeurs de la totalité de ses conseillers municipaux (soit 53 depuis 2008) et de délégués supplémentaires élus par ces derniers à raison de 1 pour 800 habitants en sus de 30 000. Ils étaient ainsi, pour le renouvellement de 2017, 140 délégués du chef-lieu (53 titulaires membres du conseil municipal et 87 supplémentaires, auxquels s'ajoutaient 29 suppléants), soit environ le quart des grands électeurs néo-calédoniens (25,4 %). S'y ajoutaient les 37 représentants de Dumbéa (35 conseillers municipaux et 2 délégués supplémentaires, avec 10 suppléants), les 35 élus communaux du Mont-Dore (avec 9 suppléants) et les 33 de Païta (avec 9 suppléants), soit un peu moins du cinquième (19,02 %) du collège électoral. Ils élisent (avec leurs homologues des autres communes, les 76 conseillers provinciaux, les quatre parlementaires en fonction) deux sénateurs (un seul avant 2011) pour l'ensemble de la Nouvelle-Calédonie pour un mandat de six ans au scrutin plurinominal majoritaire à deux tours. Si les trois premiers élus à la chambre haute du Parlement français (Henri Lafleur de 1947 à 1955 et de 1959 à 1974, Armand Ohlen de 1955 à 1959 et Lionel Cherrier de 1974 à 1983) étaient par ailleurs implantés politiquement à Nouméa, aucun de leurs successeurs à partir de 1983 n'est venu de la capitale. Depuis 2011, deux d'entre eux, Pierre Frogier, ancien président du Rassemblement et élu de 2011 à 2023, puis Georges Naturel, militant de ce dernier parti mais qui n'en avait pas reçu l'investiture et qui a été élu en 2023, membres des groupes UMP puis Les Républicains, ont fait leur carrière politique locale dans le Grand Nouméa, en tant qu'anciens maires du Mont-Dore de 1987 à 2001 et de Dumbéa de 2008 à 2023 respectivement.

#### Un bastion de la droite pour les élections présidentielles
Sur le plan national, les enjeux des élections présidentielles restent dominés à Nouméa comme dans le reste de la Nouvelle-Calédonie, par la question de l'avenir institutionnel de l'archipel. Par ailleurs, Nouméa est, avec Farino, l'une des communes où les électeurs participent le plus à l'élection présidentielle (au-delà de 70 % des inscrits au premier tour et de 75 % au second, allant jusqu'à respectivement 83,19 % et 85,56 % en 1988), avec, comme dans le reste du territoire national, des baisses légères pour le second tour de 2002 et aux deux tours de 2007 mais plus importantes en 2022 (avec le taux de participation le plus bas de l'histoire électorale récente de l'archipel pour ce type de scrutin ainsi que, pour la première fois, moins de la moitié des électeurs inscrits s'étant déplacés pour voter, soit au premier tour 45,63 % remontant légèrement à 47,24 % au deuxième tour), au premier tour de 2002 (61,33 %) et en 2017 (62,95 % au premier tour et, pour la première fois, une participation encore plus faible au second tour, à 62,85 %).
L'électorat nouméen est nettement ancré à droite, du fait du lien historique depuis les années 1970 de celle-ci avec l'anti-indépendantisme en Nouvelle-Calédonie. Plus particulièrement, cette tendance s'exprime généralement au profit du Rassemblement pour la République (RPR) jusqu'en 2002 puis de l'Union pour un mouvement populaire (UMP) devenue en 2015 Les Républicains (LR), formations soutenues localement non seulement par le RPCR devenu ensuite le Rassemblement-UMP puis le Rassemblement-LR, mais aussi par la plupart des personnalités dirigeantes des autres partis non-indépendantistes. Jusqu'en 2022, leurs candidats sont tous largement arrivés en tête au premier tour, souvent avec une majorité des suffrages exprimés (Jacques Chirac en 1988, avec alors le plus haut score jamais obtenu dans la ville au premier tour de ce scrutin, soit 73,4 %, puis en 2002, avec 54,11 %, et Nicolas Sarkozy en 2007, avec 60,55 %,, ainsi qu'en 2012, avec 57,44 %), ou presque (Jacques Chirac en 1995, avec 49,14 %, alors qu'il doit faire face à un autre candidat du même camp, Édouard Balladur, soutenu localement par Jacques Lafleur, qui arrive pour sa part deuxième avec 26,54 %). Les candidats issus de cette famille politique ayant obtenu le moins bon score à Nouméa sont Valérie Pécresse avec seulement 5,43 % des suffrages en 2022, suivie par François Fillon qui, touché par une affaire durant sa campagne, obtient 35,04 % des voix en 2017,. Lors des seconds tours, Nouméa est régulièrement l'une des communes françaises votant le plus pour le candidat de droite, avec un résultat frôlant l'unanimité en 1988 (94,13 % des suffrages exprimés et 79,8 % des inscrits pour Jacques Chirac, alors que la campagne a été marquée par la prise d'otages d'Ouvéa) et toujours supérieur aux trois quarts des voix (à l'exception de 2017 et 2022, François Fillon puis Valérie Pécresse ayant été éliminés au premier tour sur le plan national) avec 87,8 % en 1995 puis 79,45 % en 2002 pour Jacques Chirac, 80,25 % en 2007 puis 77,4 % en 2012 pour Nicolas Sarkozy.
Les candidats successifs du Front national, Jean-Marie Le Pen jusqu'en 2007 puis Marine Le Pen, sont arrivés en deuxième position au premier tour en 1988, en 2002, en 2017 et en 2022. De plus, si Jean-Marie Le Pen se place troisième en 1995, le FN est alors bien la deuxième force politique de cette élection puisque les deux candidats arrivés en tête sont issus du même parti, le RPR. En dehors de cela, Jean-Marie Le Pen est quatrième en 2007, derrière les candidats de droite (Nicolas Sarkozy), du centre (François Bayrou) et de gauche (Ségolène Royal), et Marine Le Pen est troisième en 2012, derrière Nicolas Sarkozy et François Hollande. Quoi qu'il en soit, à l'exception du score réalisé en 2017, le pourcentage de voix obtenu reste alors inférieur aux résultats nationaux de ces candidats, confirmant le poids électoral modeste du Front national dans la commune (le parti ne dispose que de deux conseillers municipaux dans le chef-lieu de 1989 à 2008, et n'y est plus représenté depuis) en oscillant entre 13 % et 14 % (13,64 % en 1988, 13,98 % en 2002 et 13,33 % en 2012). Il retombe d'ailleurs à 10,48 % en 1995 et surtout à 6,7 % en 2007. Lors de l'élection de 2017, Marine Le Pen a cependant effectué le meilleur score obtenu par un candidat d'extrême droite dans cette commune, avec 27,55 % au premier tour (légèrement moins que le score obtenu dans l'ensemble de la Nouvelle-Calédonie), et réussit à faire de Nouméa la plus grande ville de France à avoir voté majoritairement pour la présidente frontiste au second tour (à 50,9 %). Lors des deux tours de scrutin, la percée de la candidate frontiste est tout particulièrement sensible dans les quartiers populaires du Nord et de l'Ouest de la presqu'île. Les médias locaux ainsi que la plupart des responsables non-indépendantistes interprètent cette montée non pas comme une « adhésion aux thèses de Marine Le Pen » mais comme un « message » adressé à l'État pour qu'il réponde à l'insécurité de plus en plus ressentie dans le Grand Nouméa, comme un « rappel » de l'attachement d'une majorité des électeurs au maintien de l'archipel dans la France, comme un rejet exprimé par beaucoup de loyalistes vis-à-vis de candidats de « gauche » (intégrant Emmanuel Macron à ce camp) toujours perçus comme favorables à l'indépendance de l'archipel (même si ce réflexe a eu tendance à s'estomper progressivement depuis le début du XXIe siècle), ou encore comme une inquiétude au sujet de l'application de l'accord de Nouméa et de l'avenir institutionnel,. De même, certains analystes (comme le docteur en géopolitique Pierre-Christophe Pantz) estiment que le nombre important d'abstentionnistes (37,05 % au premier tour, 37,15 % au second), de votes blancs (1,93 % des inscrits mais surtout 5,31 % au second tour) et nuls (0,52 % puis 1,4 %) a pu aider à gonfler le score de Marine Le Pen. De plus, cette percée apparaît momentanée puisque, dès le premier tour des élections législatives en juin suivant, la candidate du FN, Lina Balmelli, retombe à 7,63 % des suffrages exprimés (avec une abstention particulièrement importante, à 59,15 % des inscrits). D'ailleurs, Marine Le Pen, de nouveau candidate, revient au premier tour de la présidentielle de 2022 à un résultat plus proche de ceux traditionnellement obtenus par sa famille politique dans la ville, à savoir 17,5 % des voix (auxquels peuvent s'ajouter cependant les 10,99 % des votes réalisés par Éric Zemmour). Au second tour de ce scrutin, elle ne récolte que 36,35 % des suffrages exprimés dans la commune.
La gauche est pour sa part traditionnellement faiblement implantée à Nouméa, mais a connu une légère progression depuis les années 2000. Le score des candidats passe ainsi de 5,42 % des suffrages au premier tour pour six candidats (dont 3,82 % et le quatrième résultat pour François Mitterrand) puis 5,87 % au second pour le président sortant en 1988 à celui cumulé de 15,95 % répartis entre quatre candidats au premier tour de 2017 (à savoir Jean-Luc Mélenchon qui arrive quatrième et triple son score de 2012 avec 9,72 %, Benoît Hamon qui obtient alors le plus mauvais score pour un candidat du PS en vingt-neuf ans avec 4,34 %, Philippe Poutou avec 1,16 % et Nathalie Arthaud avec 0,73 %) puis à 17,46 % entre six prétendants au premier tour de 2022 (Jean-Luc Mélenchon, encore une fois quatrième mais qui augmente de nouveau son résultat avec 10,12 %, Yannick Jadot avec 4,29 %, Anne Hidalgo qui fait davantage chuter le résultat du PS à 1,32 %, Philippe Poutou à 0,62 %, Fabien Roussel à 0,57 % et Nathalie Arthaud à 0,54 %). Entretemps, Ségolène Royal est la première socialiste à dépasser la barre des 10 % au premier tour (11,24 %, pour monter ensuite à 19,75 % au second tour) en 2007 puis François Hollande est le premier à se placer deuxième dans le chef-lieu néo-calédonien, loin derrière Nicolas Sarkozy, en 2012 avec 13,5 % des suffrages exprimés et à dépasser le cinquième des électeurs s'étant exprimés (22,6 %) au second tour,. Si ce sont toujours les dirigeants indépendantistes qui font essentiellement campagne pour les candidats du Parti socialiste et si la section locale de ce dernier s'associe généralement aux formations séparatistes lors des municipales et des provinciales, le fait que la question néo-calédonienne ait cessé d'être un enjeu de la politique nationale (tous les candidats aux présidentielles depuis la signature de l'accord de Nouméa, à l'exception de ceux du FN, s'engageant à respecter l'accord de Nouméa et à conserver la position neutre adoptée par l'État) a pu faire évoluer ce schéma classique. De plus, plusieurs personnalités issues ou proches de ce camp ont publiquement exprimé un choix « personnel » ou de « cœur » pour le maintien de l'archipel dans la République française (Michel Rocard,, Emmanuel Macron,,, voire Jean-Luc Mélenchon). Allant dans le sens de cette évolution, la fédération néo-calédonienne du PS, qui change alors son nom pour devenir Les Progressistes, appelle officiellement à voter « non » à l'indépendance.
D'ailleurs, une partie assez importante des dirigeants du centre-droit ou de la droite loyaliste nouméenne ou grand nouméenne, d'abord méfiante à son égard, a rallié progressivement La République en marche et Emmanuel Macron. C'est le cas surtout, dès le 1er tour de l'élection de 2017, de la maire du chef-lieu Sonia Lagarde, de la conseillère municipale Isabelle Lafleur - toutes deux ayant été nommées par la direction nationale de LREM responsables de son comité politique local en mai 2018 - ou encore de l'un des principaux collaborateurs de Sonia Backès, Christopher Gygès. Alors peu connu localement et représentant une offre politique nouvelle, différente des clivages politiques traditionnels en Nouvelle-Calédonie, il arrive toutefois à se classer troisième du premier tour avec 14,28 % et monte jusqu'à 49,1 % au second tour. Par la suite, après la visite d'Emmanuel Macron en mai 2018, d'autres personnalités le rejoignent, surtout parmi la jeune garde de Calédonie ensemble qui va contribuer un an plus tard à la création de la dissidence Générations NC (la mont-dorienne Nina Julié et la dumbéenne Cynthia Jan, par exemple) ou qui vont rester au contraire fidèles au parti de Philippe Gomès (comme les conseillers municipaux de Nouméa Annie Qaézé et Pierre Fairbank),. Enfin, la gestion par l'État de la pandémie de Covid-19 (surtout à partir de la détection du variant dit « Delta » et des premiers décès liés à cette maladie dans l'archipel en septembre 2021) et l'organisation du dernier référendum prévu par l'accord de Nouméa sur la question de l'indépendance le 12 décembre 2021, jugées positivement par la classe politique non-indépendantiste, entraînent une nouvelle vague de ralliement pour le président sortant en vue de l'élection présidentielle de 2022. C'est le cas tout particulièrement en janvier 2022 de la présidente de l'assemblée provinciale du Sud, dirigeante des Républicains calédoniens et ancienne conseillère municipale de Nouméa, Sonia Backès, et le mois suivant du député UDI et porte-parole de Calédonie ensemble Philippe Dunoyer (comme les deux autres parlementaires issus de son parti). Ainsi, avant même la déclaration officielle de candidature de l'intéressé, un comité de soutien est créé à la fin du mois de décembre 2021 sous la présidence de Sonia Lagarde et la coordination de Christopher Gygès, et où se retrouvent plusieurs autres membres du conseil municipal de Nouméa (les adjoints Jean-Pierre Delrieu et Françoise Suvé ou la conseillère Isabelle Lafleur pour la majorité, ainsi qu'Emmanuel Bérart de Générations NC pour l'opposition), des élus des autres communes du Grand Nouméa (le maire Les Républicains calédoniens de Païta Willy Gatuhau, les conseillères Nina Julié et Cynthia Jan pour Générations NC) ou des membres nouméens du Congrès (Alesio Saliga des Républicains calédoniens). Cela permet au président sortant d'arriver largement en tête de l'élection de 2022, avec 42,98 % des suffrages exprimés au premier tour puis 63,35 % au deuxième tour.

#### Nouméa et l'Europe

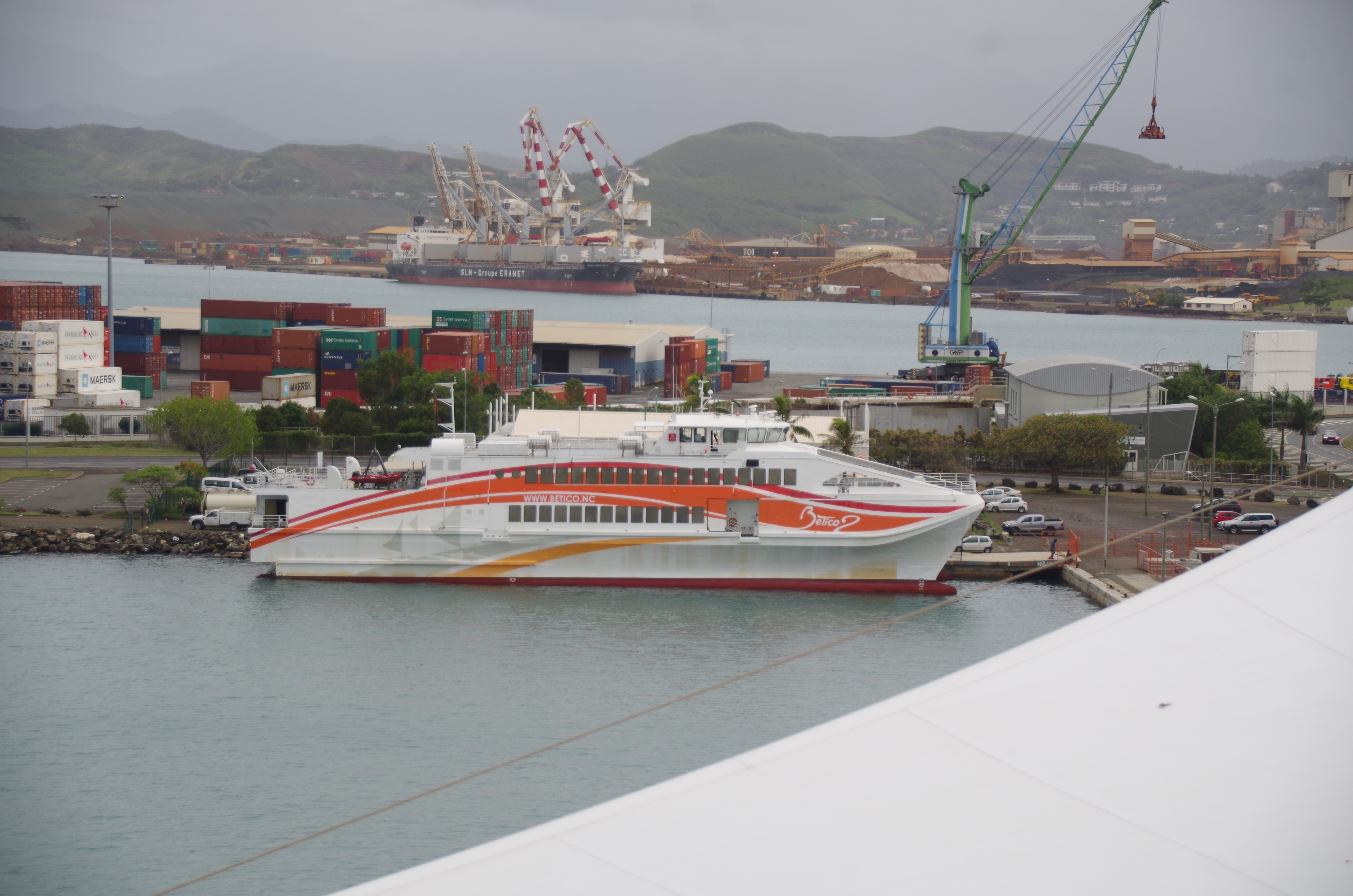
Vue sur le Betico 2 sur le quai « FED » (1er plan, ainsi nommé car aménagé grâce au fonds européen de développement), le port autonome (2e plan) et le quai des minéraliers desservant l'usine SLN de Doniambo (arrière plan), en 2018.

Comme la droite néo-gaulliste à laquelle il reste fortement lié, l'électorat nouméen a évolué sur la question de l'intégration européenne, tout en se mobilisant peu lors des différents scrutins portant sur le sujet. Il est ainsi passé d'un certain euroscepticisme, en votant majoritairement « non » au référendum sur le traité de Maastricht du 20 septembre 1992 (Jacques Lafleur ayant lui-même rallié les positions de Charles Pasqua et Philippe Séguin, le vote du chef-lieu a alors contribué à faire de la Nouvelle-Calédonie la seule collectivité ultramarine à voter contre ce texte), à une certaine europhilie. En effet, en témoigne la mobilisation plus importante qu'ailleurs en Nouvelle-Calédonie pour le référendum sur le traité établissant une constitution pour l'Europe du 29 mai 2005 (avec une participation à Nouméa supérieure à 50 %, quand elle n'est que de 15 % dans le Nord et de 12 % aux Loyauté) et, cette fois, pour choisir assez massivement le « oui ».
Si, territorialement, comme le reste de la Nouvelle-Calédonie, en tant que pays et territoire d'outre-mer (PTOM), Nouméa ne fait pas partie de l'Union européenne, ses habitants sont des citoyens participant aux élections du Parlement européen depuis 1979. Plus particulièrement, la ville est incluse dans la circonscription Outre-Mer qui dispose de trois députés européens élus au scrutin proportionnel de liste à un tour depuis sa création en 2004 jusqu'à sa disparition en 2019 (avant 2004 et après 2019, il n'existe aucune circonscription, les listes étant présentées à l'échelle nationale) et, en son sein, de la section Pacifique qui détient obligatoirement un de ces trois sièges à partir de sa mise en place en 2009. Les taux de participation restent assez faibles, même s'ils sont supérieurs à la moyenne néo-calédonienne, avec 29,06 % des inscrits en 2009 (sept points de plus que pour l'ensemble de l'archipel, Nouméa est alors la troisième commune ayant le plus voté, après Farino et Boulouparis), puis 32,68 % en 2014 (cinq points et demi de plus que la participation totale de la collectivité, et le quatrième taux après ceux de Farino, de Moindou et de La Foa), 25,68 % en 2019 (six points et demi de plus que pour toute la Nouvelle-Calédonie, et la deuxième plus forte mobilisation après celle de Farino toujours) et seulement 21,8 % dans un climat d'émeutes en 2024 (mais malgré tout huit points et demi de plus que pour toute la Nouvelle-Calédonie, et une nouvelle fois la deuxième plus faible abstention après Farino).
En 2009 et 2014, les listes de l'UMP et de ses alliés, menées pour la section Pacifique par le néo-calédonien de Kouaoua Maurice Ponga (élu puis réélu député européen à ces occasions), sont arrivées assez nettement en tête, avec successivement 67,41 % puis 50,91 % des voix, suivies par les formations centristes avec 10,24 % pour « Outre-Mer solidaire » soutenue par le MoDem et François Bayrou en 2009 (menée pour la section Pacifique par la polynésienne Nicole Bouteau et avec le nouméen Didier Leroux en dernière position, pour aucun élu) et 18,6 % pour l'alliance UDI-MoDem baptisée « L'Alternative » en 2014 (menée pour l'océan Pacifique par le conseiller municipal Calédonie ensemble du Mont-Dore originaire de Lifou Léonard Sam, avec aucun élu une nouvelle fois). En 2019, aucune liste de ces familles politiques, désormais formées au niveau national, ne présente de candidat néo-calédonien en position éligible : la liste Renaissance de la majorité présidentielle en place (unissant La République en marche, le MoDem, Agir, le Mouvement radical et l'Alliance centriste), menée par Nathalie Loiseau, arrive, comme dans l'ensemble de la France, deuxième avec 23,71 % ; celle d'« Union de la droite et du centre » rassemblant Les Républicains, Les Centristes et le CPNT derrière François-Xavier Bellamy, retombe uniquement à la troisième place, soit le plus mauvais résultat pour cette formation à des européennes dans le chef-lieu, avec 15,12 %.
Le vote eurosceptique évolue pour sa part de 3,66 % (et le cinquième score) pour la liste Libertas unissant le Mouvement pour la France (MPF) à Chasse, pêche, nature et traditions (CPNT) en 2009 à 18,23 % au travers de trois listes en 2014 (dont surtout 15,87 % et le troisième résultat pour le Rassemblement bleu Marine emmené par le FN, qui n'avait présenté aucun candidat en Outre-mer cinq ans auparavant) puis 34,07 % répartis entre quatre formations en 2019 (avec avant tout, comme au niveau national, le succès de la liste du Rassemblement national, nouveau nom du FN, dirigée alors par Jordan Bardella, qui arrive en tête avec 27,25 % des voix). Enfin, l'électorat nouméen a choisi à 17,71 % des listes de gauche en 2009, dont surtout 10,24 % (et le deuxième score à égalité avec les centristes) pour celle « Europe Écologie avec Daniel Cohn-Bendit, Eva Joly et José Bové » (alors qu'elle ne comporte aucun néo-calédonien), mais aussi 4,24 % à celle du PS (qui ne comporte qu'une personnalité originaire de l'archipel, le responsable du programme de formation Cadres avenir Daniel Roneice, en position non-éligible) et 3,23 % pour l'« Alliance des Outre-mers » soutenue par le Front de gauche (et portée, localement, par les indépendantistes). Lors du renouvellement suivant en 2014, cette proportion retombe à 11,48 % dont 7,33 % à « Choisir notre Europe » (alliance du PS et du Parti radical de gauche menée pour la section Pacifique par Marie-Claude Tjibaou), 1,9 % à « L'Union pour les Outremer » soutenue par le Front de gauche (qui reste essentiellement incarnée en Nouvelle-Calédonie par les indépendantistes et en tout premier lieu l'UC), 1,52 % aux autres indépendantistes de Régions et peuples solidaires et 0,73 % à la coalition entre Lutte ouvrière et Combat ouvrier. Les listes de gauche remontent et font une percée en 2019, en totalisant 23,78 % des votes, grâce surtout à la montée du vote écologiste (12,17 % des suffrages exprimés nouméens ont choisi alors la liste Europe Écologie Les Verts de Yannick Jadot, qui arrive quatrième, suivi en cinquième place par Urgence écologie de Dominique Bourg et où figurait en 20e place la Néo-calédonienne Martine Cornaille, avec 4,55 %). Mais ils chutent à nouveau en 2024 à 11,81 % répartis entre 13 listes dont 5,02 % pour « Réveiller l'Europe » unissant le PS à Place publique de Raphaël Glucksmann.
Plusieurs infrastructures à Nouméa ont été financées totalement ou partiellement par l'Union européenne, tout particulièrement au travers du Fonds européen de développement (FED), parmi lesquelles des aménagements visant à améliorer la continuité territoriale interne à l'archipel dont surtout les liaisons avec les îles (le « quai FED » du port, l'amélioration de l'aéroport de Magenta, entre autres), la formation professionnelle (la construction du centre de formation des apprentis ou CFA de Nouméa, l'extension de la Maison des artisans, etc.) ou le tourisme (la construction du nouvel Aquarium des lagons, par exemple). Mais, la population de la ville et de son agglomération connaissant l'un des niveaux de vie les plus élevés de Nouvelle-Calédonie, les programmes européens servent avant tout à favoriser un certain rééquilibrage économique et de développement entre le Grand Nouméa d'une part et la « Brousse » et les îles d'autre part.
Centre administratif et politique de la collectivité néo-calédonienne, lieu d'expression du pouvoir local comme de celui de l'État, Nouméa est devenu le pôle urbain d'une agglomération à la démographie dynamique et multiculturelle, très différente de celle du reste de l'archipel.

## Population et société
Nouméa constitue la ville-centre d'une agglomération exerçant une très forte macrocéphalie dans l'organisation du territoire néo-calédonien. La société qui s'y est développée est marquée par une démographie en constante évolution et par une rencontre de multiples influences culturelles, très spécifique par rapport à celle de la « Brousse » et des Îles.

### La démographie urbaine de Nouméa et de son agglomération
La commune compte 94 285 habitants au dernier recensement de 2019, mais, depuis les années 1980 essentiellement, l'agglomération s'étend bien au-delà des limites communales.

#### La définition statistique de la ville

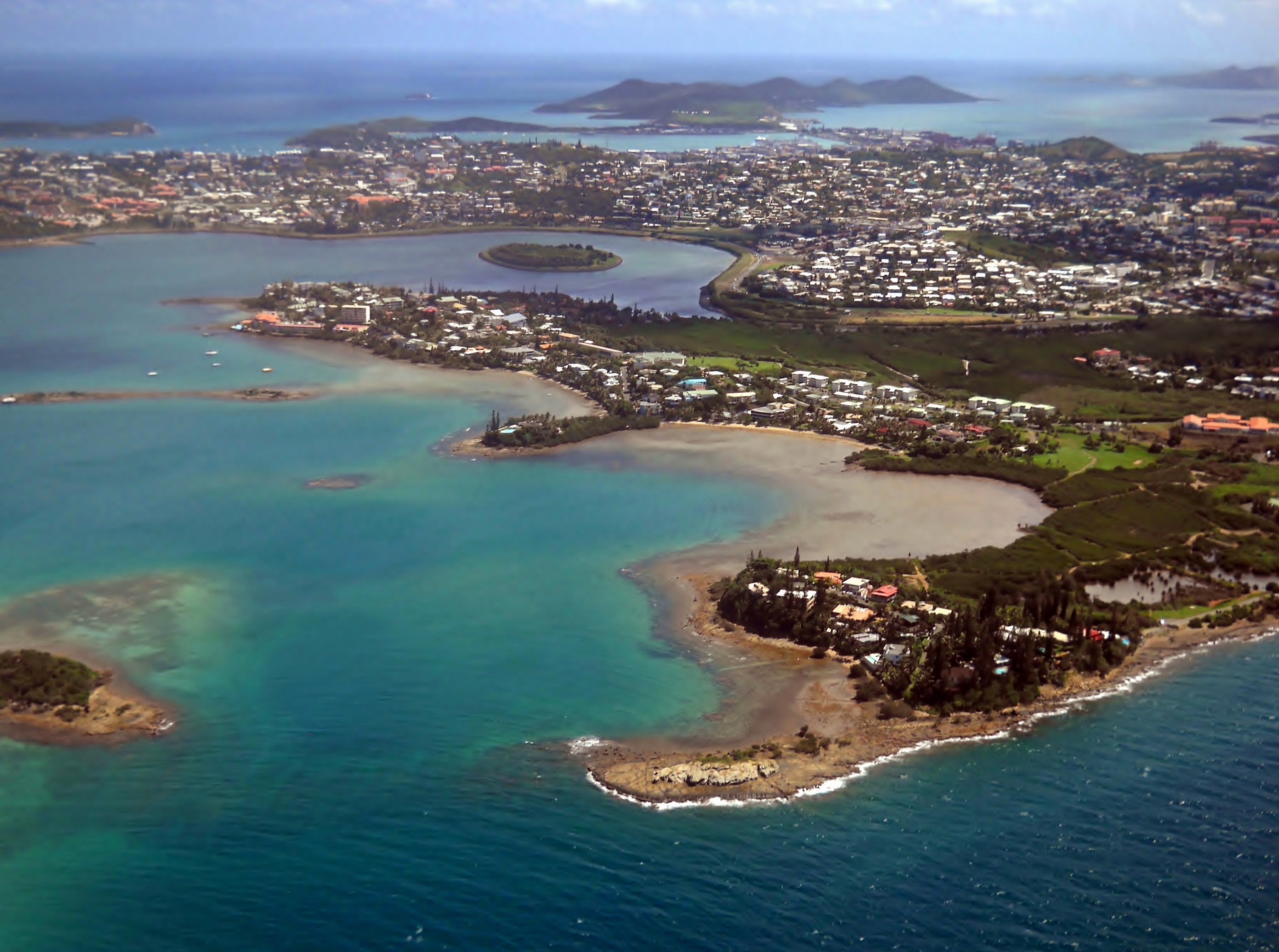
La continuité du bâti sur la presqu'île de Nouméa, vue depuis le sud-est.

Au début du XXIe siècle, la continuité du bâti s'étend sur pratiquement toute la commune de Nouméa (sur 37,15 km2, soit plus de 80 % de son territoire, et alors qu'il ne s'étendait en 1978 que sur 24 km2), mais également dans le nord-ouest de la commune du Mont-Dore (quartiers de Yahoué, Pont-des-Français, Conception, Robinson, Boulari et Saint-Michel, comprenant 14 298 habitants en 2014, soit 52,65 % de la population de la commune, puis 15 230 personnes et 55,14 % en 2019, sur environ 19 km2) et dans le sud de celle de Dumbéa (quartiers de Cœur de Ville, Koutio, Auteuil, Dumbéa-sur-mer et de la plaine Adam, pour 24 806 résidents en 2014, à savoir 77,98 % des habitants de la commune, puis 28 724 habitants et 80,07 % en 2019, sur environ 14,5 km2),. Ainsi, l'unité urbaine de Nouméa est composée de ces trois communes, pour 158 893 habitants en 2014 et 157 778 en 2019. En son sein, l'espace bâti continu comprend pour sa part 139 030 personnes en 2014 et 138 239 résidents en 2019 sur quelque 70,5 km2 et pour une densité respective de 1 978 hab./km2 puis 1 961 hab./km2. Le géographe Jean-Christophe Gay arrive à un résultat similaire en 2014, puisqu'il arrive à un « espace d’habitat continu nouméen » séparé de « 130 000 habitants environ », ce qui « la place aux environs du 50e rang français, côtoyant La Rochelle, Poitiers ou Fort-de-France ».

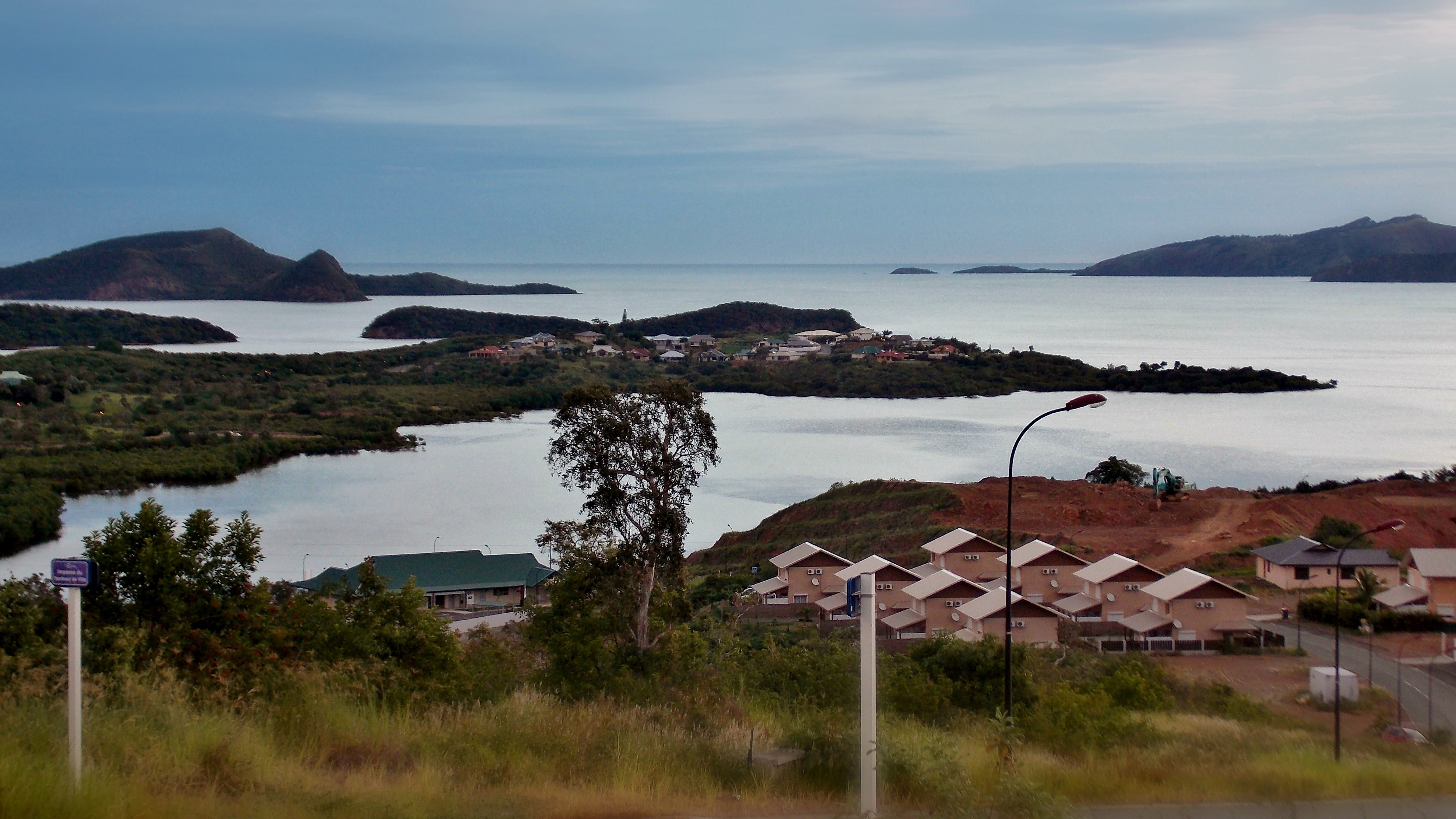
La Zone d'aménagement concerté de Dumbéa-sur-mer en cours de développement en 2015.

Et si l'aire urbaine puis l'aire d'attraction n'ont jamais été officiellement définies sur un plan statistique, les autorités et les géographes l'assimilent généralement au concept d'« entité territoriale homogène » (ETH) utilisé pour désigner les différents bassins d'emploi de la Nouvelle-Calédonie dans son Schéma d'aménagement (NC 2025). Il correspond alors au Grand Nouméa par réunion des communes de Nouméa, Mont-Dore, Dumbéa et Païta, ensemble qui comporte ainsi 163 723 habitants en 2009, 179 509 en 2014 et 182 341 en 2019, soit les deux tiers de la population totale de l'archipel (66,67 % en 2009, 66,79 % en 2014 et 67,18 % en 2019),,,. Selon cette délimitation, cela placerait cet ensemble à nouveau aux environs de la 50e place française, proche de celles de Saint-Denis de La Réunion, d'Angoulême ou de Valence. Plus précisément, le Schéma de cohérence de l'agglomération nouméenne (SCAN) adopté en 2010 définit une « aire urbaine principale » limitée à une faible portion de ces quatre territoires communaux. Elle comprend tout d'abord une « aire urbaine centrale » qui s'étend sans enclave sur environ 45 km sur une bande littorale allant de la presqu'île de N'Dé et du col de la Pirogue à Païta au nord-ouest jusqu'à Plum au Mont-Dore au sud-est. Elle regroupe le pôle urbain en bâti continu présenté ci-dessus, de nombreux territoires naturels ou agricoles en constant recul, et les zones périurbaines étalées en « doigts de gant » le long de la Voie express 2 et de la Route territoriale 1 au sud-est du territoire communal de Païta (le village éponyme devenu un véritable centre-ville, les nouveaux quartiers résidentiels et lotissements de Savannah, Bernard, Beauvallon, Val Boisé, Ondémia ou des Scheffleras-Mont-Mou, les tribus de N'Dé, Naniouni et du col de la Pirogue, les zones industrielles, commerciales ou artisanales Ziza, Zico et Zipad ainsi que l'installation de stockage des déchets de Gadji ou la base de recherche en sciences vétérinaires et agronomiques de Port-Laguerre, soit environ 14 140 habitants et 68,6 % de la population communale en 2014, passé à 20 827 personnes et 84,79 % en 2019) ainsi qu'au centre-nord et à l'ouest de Dumbéa (les quartiers résidentiels de Nakutakoin, Katiramona-Sud, Nondoué, de la Couvelée, de la plaine de Koé ou des Koghis, pour quelque 7 000 résidents en 2014 et 7 149 en 2019), et le long des routes provinciales 1 et 2 sur le littoral centre-ouest du Mont-Dore (les quartiers résidentiels de la Coulée, du Vallon-Dore, de Mont-Dore-Sud et de Plum, ainsi que la tribu de Saint-Louis, soit 12 290 personnes et 45,26 % des habitants de la commune en 2014 puis 11 979 résidents et 43,37 % en 2019). Le SCAN de 2010 intègre ensuite à cette « aire urbaine principale » deux « satellites » excentrés qui se sont organisés autour de l'aéroport international de Nouméa-La Tontouta à l'extrémité nord-ouest de la commune de Païta (2 000 personnes en 2014, 1 976 habitants en 2019) et du site industrialo-portuaire de Goro-Prony à l'extrémité sud-est du Mont-Dore.

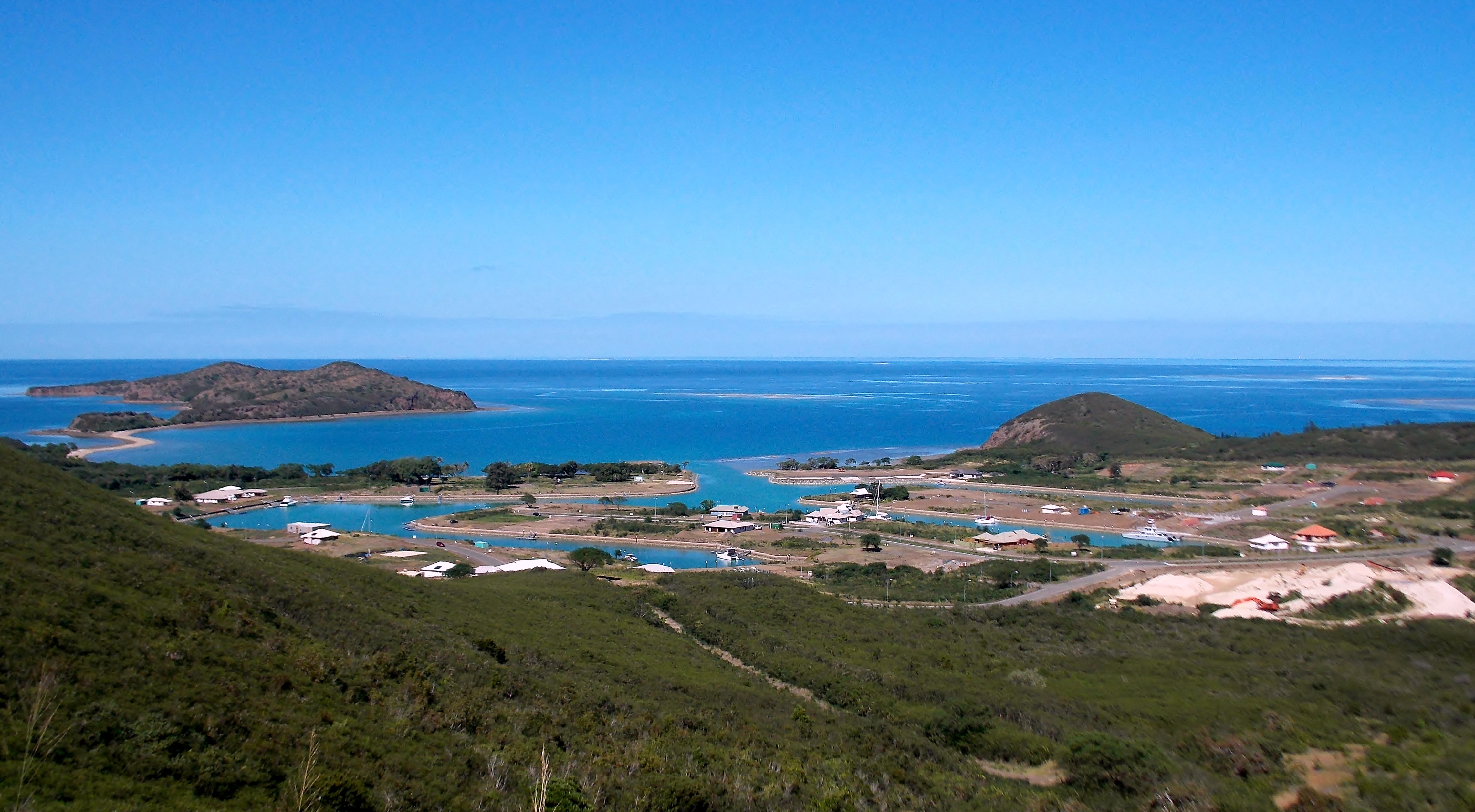
Nouveau lotissement dans la baie de Tiaré au nord-ouest de Païta, en 2014.

La couronne périurbaine comptait alors au recensement de 2014 environ 33 430 personnes, population passée cinq ans plus tard à 39 955, réparties sur un espace délimité, selon le SCAN de 2010, de 230 km2, pour une densité de 145 hab./km2 en 2014 et 174 hab./km2 en 2019. Selon cette définition, l'aire urbaine en elle-même totalise ainsi 172 460 habitants environ en 2014 puis 178 194 individus en 2019 (la quasi totalité, ou 96 % en 2014 et 97,7 % en 2019, de la population des quatre communes) sur 300 km2 (représentant moins d'un cinquième, plus précisément 18,27 %, du territoire cumulé de ces quatre communes), soit une densité de 575 hab./km2 en 2014 et de 594 hab./km2 en 2019. Toujours selon le SCAN, en 2004, sur ces 300 km2, 38 % étaient urbanisés et 62 % étaient encore recouverts par des espaces naturels et agricoles, mais il était alors prévu que d'ici 2020 plus de la moitié de ce territoire serait urbanisé (à 52 %). Cet étalement urbain s'explique par une croissance démographique qui reste particulièrement dynamique, tant sur le plan de l'accroissement naturel que par le solde migratoire.

#### Une agglomération jeune mais vieillissante

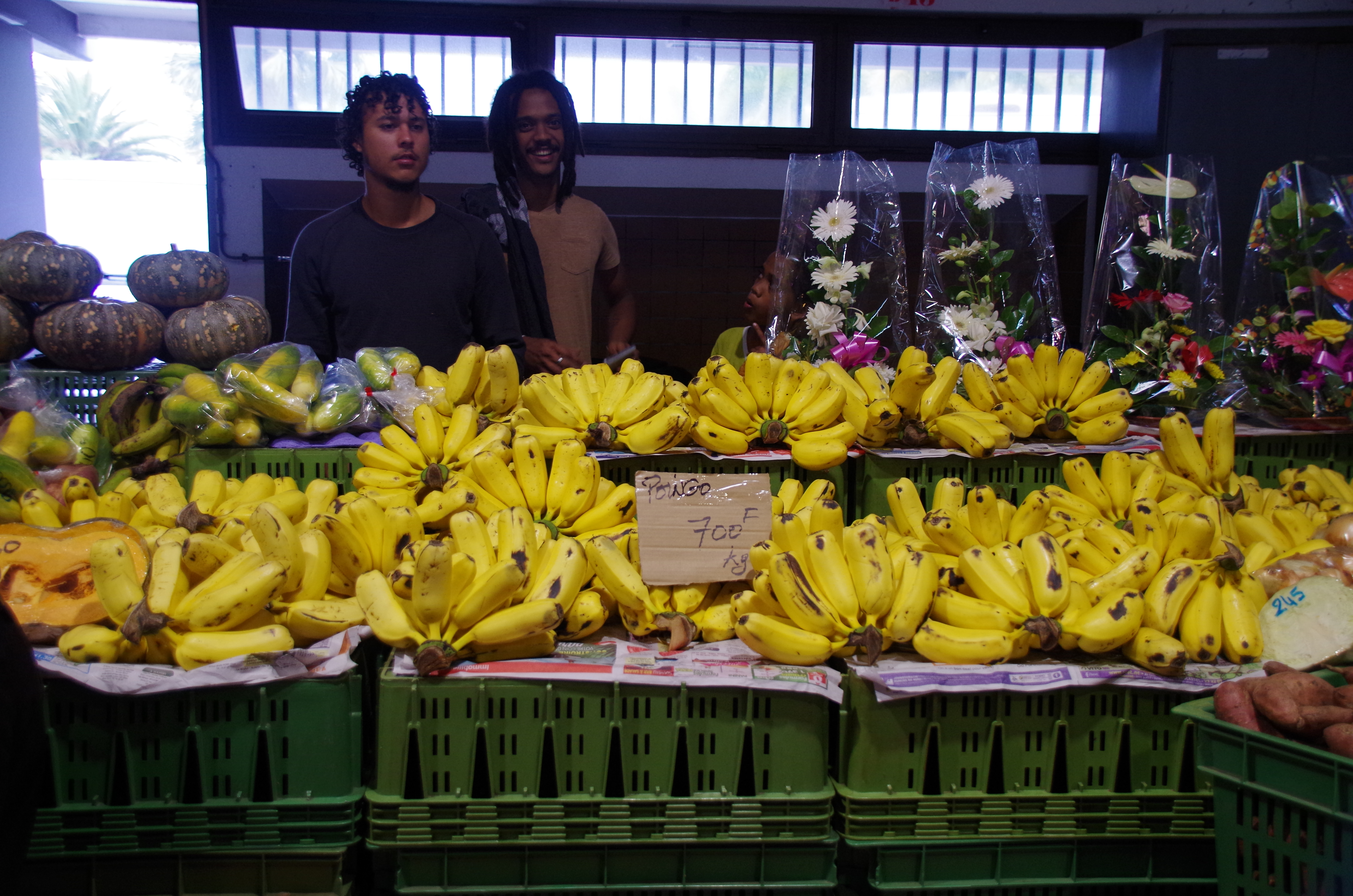
Jeunes tenant un étal au marché de Nouméa, en 2018.

La population reste jeune, même si la part des moins de 30 ans a tendance à se réduire. Alors qu'ils représentaient encore plus de la moitié des habitants de la commune en 1996 (52,7 %, les moins de 20 ans constituant alors à eux seuls plus du tiers de la population, soit 33,7 %), ils ne regroupent plus en 2004 que 48,1 % des résidents (et la part des moins de 20 ans est retombée à 30 %), 46,3 % en 2009 (les classes d'âge de 0 à 20 ans se maintiennent toutefois à 30,9 %), 43,35 % en 2014 (la proportion des moins de 20 ans diminue également à 28,35 %) et 39,91 % en 2019 (26,42 % de 19 ans ou moins). La part des plus de soixante ans a, quant à elle, augmenté et correspond en 2004 à 10,4 % des Nouméens, à 12,74 % en 2009 (11,6 % dans l'ensemble du Grand Nouméa), à 14,35 % en 2014 et à 17,05 % en 2019. L'âge moyen est, en 2004, de 31,9 ans, puis, en 2009, de 33,3 ans, et de plus de 35 ans en 2014, ce qui est supérieur à la moyenne territoriale mais aussi à celle des trois autres communes du Grand Nouméa (31 ans en 2009). Les quartiers les plus jeunes sont ceux du Nord de la presqu'île ainsi qu'en banlieue (l'âge moyen est ainsi de 25 ans encore en 2009 à Kaméré sur la presqu'île de Ducos ou aux Scheffleras à Païta), et les plus âgés sont ceux de l'hypercentre et du Sud de Nouméa (42 ans en moyenne en 2009 à l'Orphelinat ou à la Baie des Citrons),,,,.

#### Phases démographiques
| 1854 | 1864  | 1887  | 1891  | 1911  | 1921  | 1926   | 1931   | 1936  |
| ---- | ----- | ----- | ----- | ----- | ----- | ------ | ------ | ----- |
| 129  | 1 200 | 8 000 | 8 712 | 8 847 | 9 936 | 10 226 | 12 237 | 8 994 |

| 1946   | 1951   | 1956   | 1963   | 1969   | 1974   | 1976   | 1983   | 1989   |
| ------ | ------ | ------ | ------ | ------ | ------ | ------ | ------ | ------ |
| 10 605 | 11 450 | 22 235 | 34 990 | 41 853 | 59 052 | 56 078 | 60 112 | 65 110 |

| 1996   | 2004   | 2009   | 2014   | 2019   | - | - | - | - |
| ------ | ------ | ------ | ------ | ------ | - | - | - | - |
| 76 293 | 91 386 | 97 579 | 99 926 | 94 285 | - | - | - | - |

Plusieurs phases ressortent de ces statistiques :

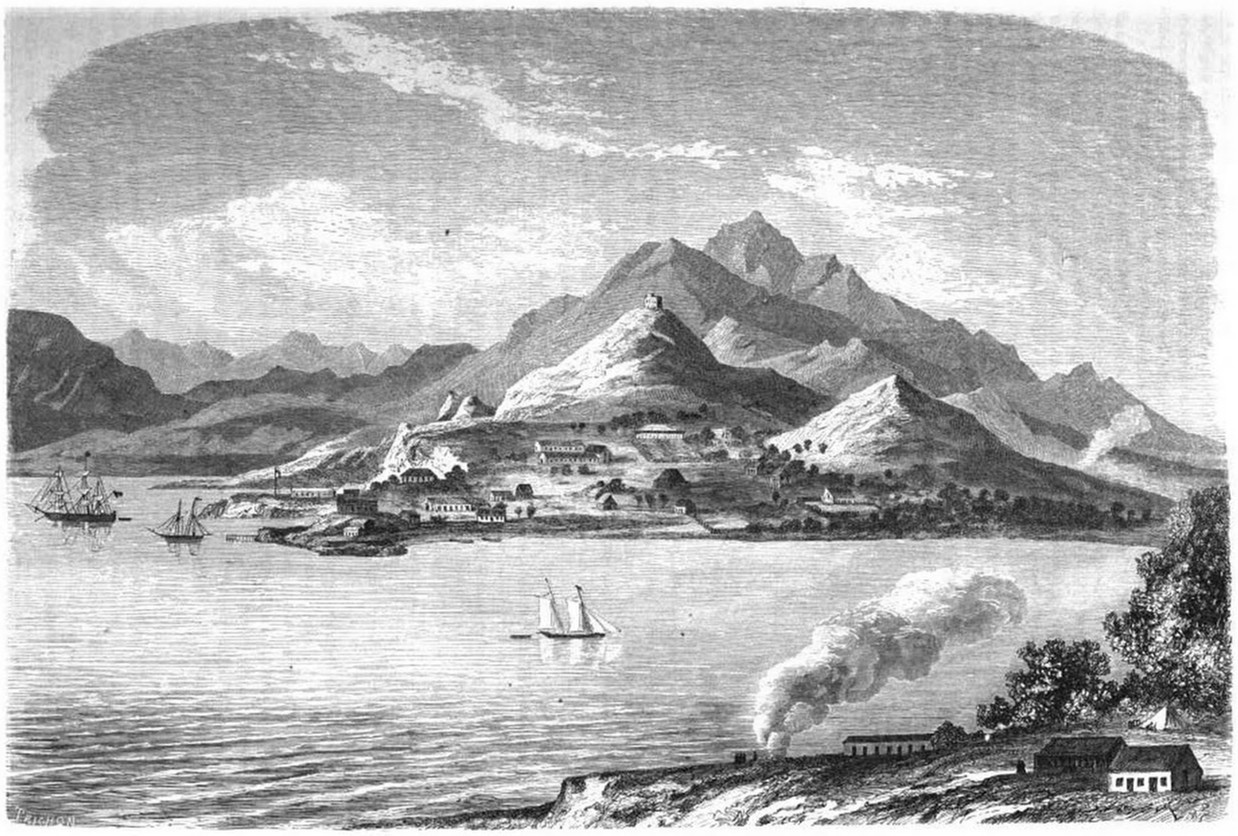
Port-de-France, simple comptoir et camp militaire, vers 1860.

- une phase d'installation (1854-1864) : avant l'installation du bagne, le chef-lieu reste une petite bourgade mais commence à se développer avec l'arrivée de premiers colons « pionniers ». Mais la population de Port-de-France reste essentiellement composée de militaires et d'hommes célibataires.
- la période du bagne (1864-1891) : la population augmente rapidement en raison de l'apport démographique important des « bagnards ». Néanmoins, un ralentissement de cette augmentation s'observe en 1887 et 1891, essentiellement dû au fait que cette période correspond à un moment où les premiers bagnards ayant terminé leur peine à Nouméa commencent le doublage (obligation de rester dans la colonie pendant un temps correspondant à leur peine et servant à forcer les anciens « forçats » libérés à rester dans la colonie) en Brousse.
- la fin du bagne et la colonisation Feillet (1891-1921) : la décision du gouverneur Paul Feillet de « fermer le robinet d'eau sale » en 1894 et donc de fermer le bagne provoque le départ de la population pénitentiaire de la presqu'île. De plus, la nouvelle vague de colonisation lancée par le nouveau gouverneur (les colons Feillet) concerne essentiellement la brousse, ce qui fait que la ville stagne sur le plan démographique durant cette période.
- un renouveau dans les années 1920 (1921-1931) : la population nouméenne recommence à augmenter dans les années 1920, en raison de la période d'essor économique sur le plan international (les « Années folles »), du développement de l'industrie du nickel mais aussi des échecs de colonisation de la brousse (colons Feillets et « nordistes ») qui poussent certains « broussards » à venir s'installer dans le chef-lieu.
- les années 1930 (1931-1936) : chute démographique due à la crise économique.

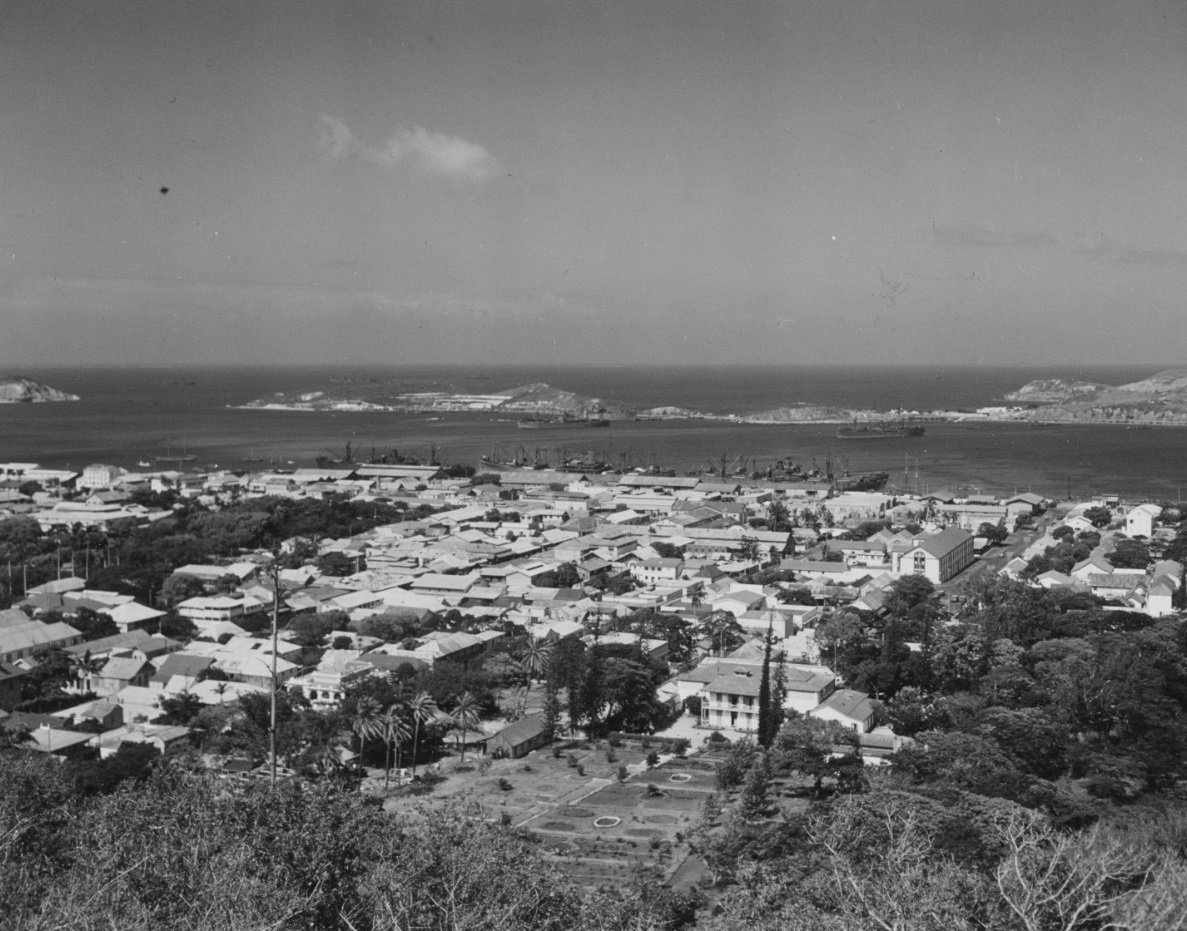
Vue du centre-ville, du port et de la rade en 1942.

- la présence américaine (1936-1946) : la présence américaine apporte un nouveau style de vie ainsi que des « dollars » qui redonnent un certain dynamisme à la capitale.
- la hausse de l'après-guerre (1946-1969) : hausse qui peut s'expliquer par un contexte international de hausse démographique et d'essor urbain (le « baby boom ») mais aussi par l'abolition du code de l'indigénat qui donne le droit aux kanaks de se déplacer et de s'installer où ils le souhaitent. Certains sont donc attirés par l'aspect économique et occidental du chef-lieu. L'immigration wallisienne et futunienne commence également à se mettre en place. La population a presque triplé en 12 ans (1951-1963).

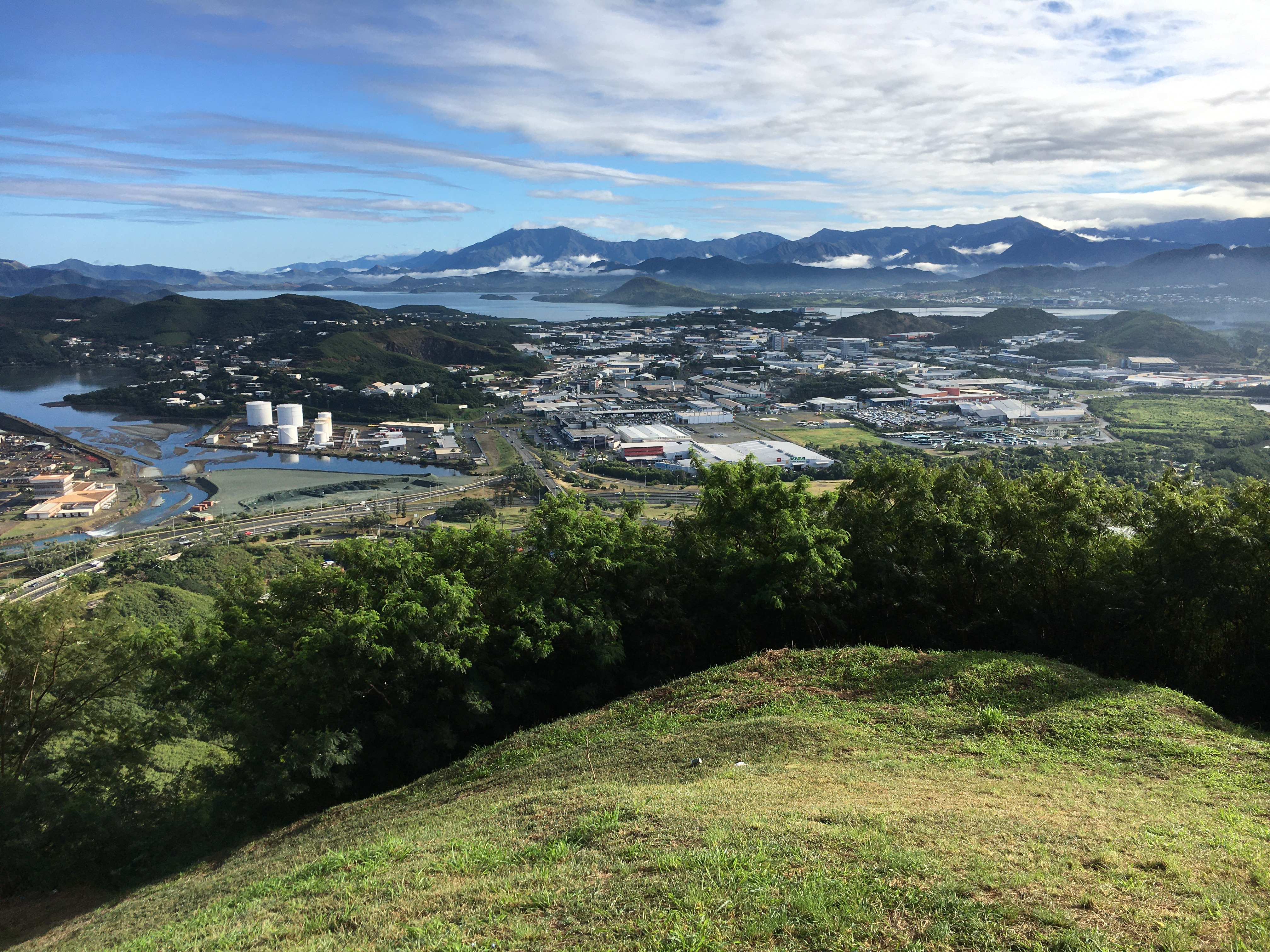
Depuis les années 1960 et 1970, Nouméa s'est surtout développée vers le nord (vue du quartier de Ducos et, au loin, les banlieues de Dumbéa).

- le boom du nickel (1969-1974) : l'essor économique considérable lié au cours élevé du nickel provoque un boom démographique considérable à Nouméa qui voit sa population augmenter de plus de 17 000 personnes en 5 ans. Cet essor économique s'accompagne d'une expansion urbaine et de l'immobilier assez anarchique.
- une dépopulation liée à la crise du premier choc pétrolier (1974-1976) : pour la première fois depuis la fin de la guerre, Nouméa perd de sa population (beaucoup retournent en Métropole et cette dépopulation touche tout le Territoire). Mais cette baisse est de courte durée.
- le retour à la hausse (1976-1989) : durant cette période, la population de Nouméa recommence à augmenter doucement. Tout d'abord, la ville a réussi à contrebalancer son déficit migratoire dû aux gens quittant le Territoire pour la Métropole par un solde positif de la Brousse vers le chef-lieu (la crise touchant aussi le milieu rural, certains Broussards se rendent à Nouméa pour avoir plus de chance de trouver du travail). À cela s'ajoutent les « Événements » des années 1980 durant lesquels de nombreux Européens de Brousse (les « Broussards ») se réfugient à Nouméa pour fuir les affrontements.
- le nouveau boom démographique et l'étalement urbain (1989 - 2014) : du fait du retour à la stabilité politique et sociale, à quoi s'ajoute un nouveau boom du nickel durant les années 2000, l'essor urbain ne s'arrête pas tout en étant désormais marqué par une périurbanisation de plus en plus forte.
- un troisième recul démographique (2014 - 2019) : en raison de cette périurbanisation mais aussi par un ralentissement économique connu par la Nouvelle-Calédonie au cours des années 2010, la population de Nouméa baisse alors (−5,6 %) au profit des communes du Grand Nouméa, et en particulier de Dumbéa (+12,8 %) et Païta (+19,1 %).

### Une ville cosmopolite
Bien que peuplée pendant longtemps de manière majoritaire par des descendants d'Européens, Nouméa est une ville particulièrement cosmopolite. Le brassage ethnique est assez important et le phénomène de ghettoïsation n'existe pas ou peu, bien que certains quartiers (comme Montravel ou Rivière-Salée) soient essentiellement mélanésiens et d'autres plus européens (Tina, Val Plaisance, Faubourg-Blanchot). Ce multiculturalisme a permis ainsi de faire se côtoyer différentes communautés, religions et langues.

#### Communautés
Le chef-lieu a longtemps été appelé « Nouméa la Blanche » du fait de sa forte proportion de population européenne, mais celle-ci a baissé, en raison surtout des flux migratoires mélanésiens : près de la moitié des Nouméens en 1996, à 49,9 %, ils sont tombés à 43,4 % en 2009, à 43,23 % en 2014 et à 39,15 % en 2019. D'autre part, cette communauté reste fortement concentrée dans cette commune (56,7 % de la population européenne de l'archipel en 1996 puis 59,1 % en 2009, 59,02 % en 2014 et 56,36 % en 2019 résident à Nouméa, et respectivement 80,9 % puis 85,1 %, 84,55 % et 85,33 % dans son agglomération). De plus, les métis (catégorie nouvelle à partir du recensement de 2009) représentent 7,96 % des résidents du chef-lieu et 9,96 % dans l'agglomération en 2009, puis 7,87 % et 10,05 % en 2014, ainsi que 10,22 % et 12,59 % en 2019.

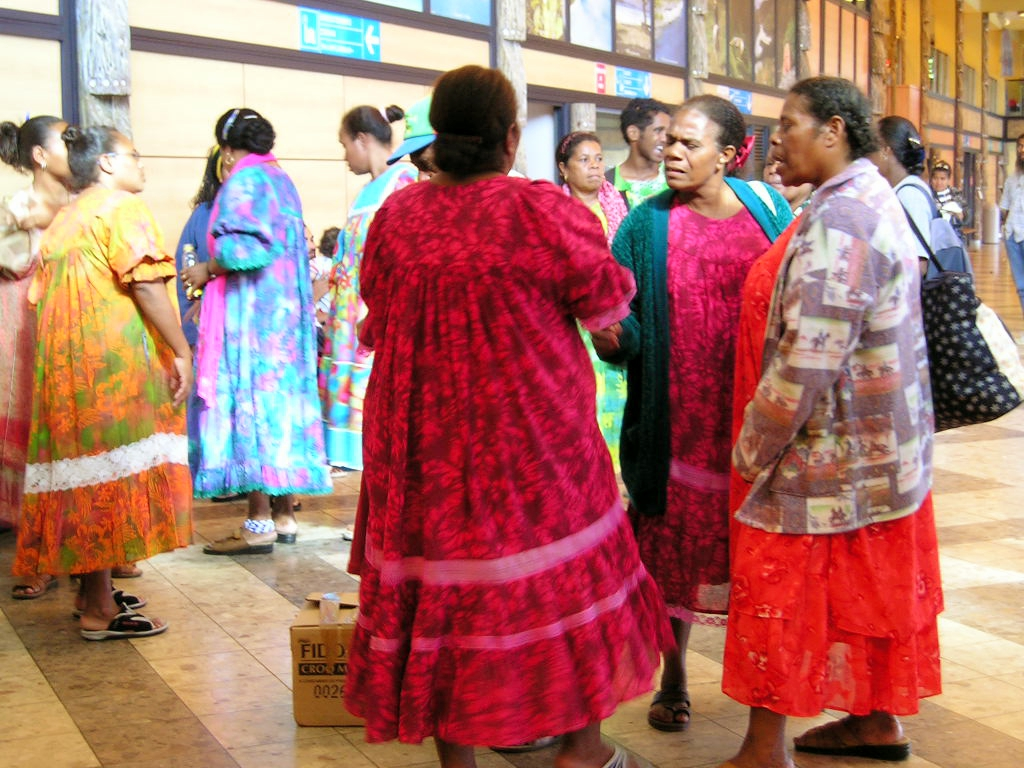
Femmes kanakes dans l'aérogare de Magenta.

Un important mouvement migratoire de la Brousse, et des tribus, vers la ville a permis d'augmenter la population mélanésienne : en 2009 puis en 2014 et en 2019, environ les deux cinquièmes (39,02 % en 2009, 40,08 % en 2014 et 42,98 % en 2019, contre 29,51 % en 1996) des Kanaks vivent désormais dans le Grand Nouméa, dont une majorité de moins en moins nette (63,62 % en 2009, 56,5 % en 2014, 52,22 % en 2019) dans la ville-centre. Les Mélanésiens représentent ainsi environ un quart (25,21 % en 2009, 23,79 % en 2014, 26,62 % en 2019) des Nouméens, et de même au sein des Grands Nouméens (23,43 % en 2014, 26,36 % en 2019).

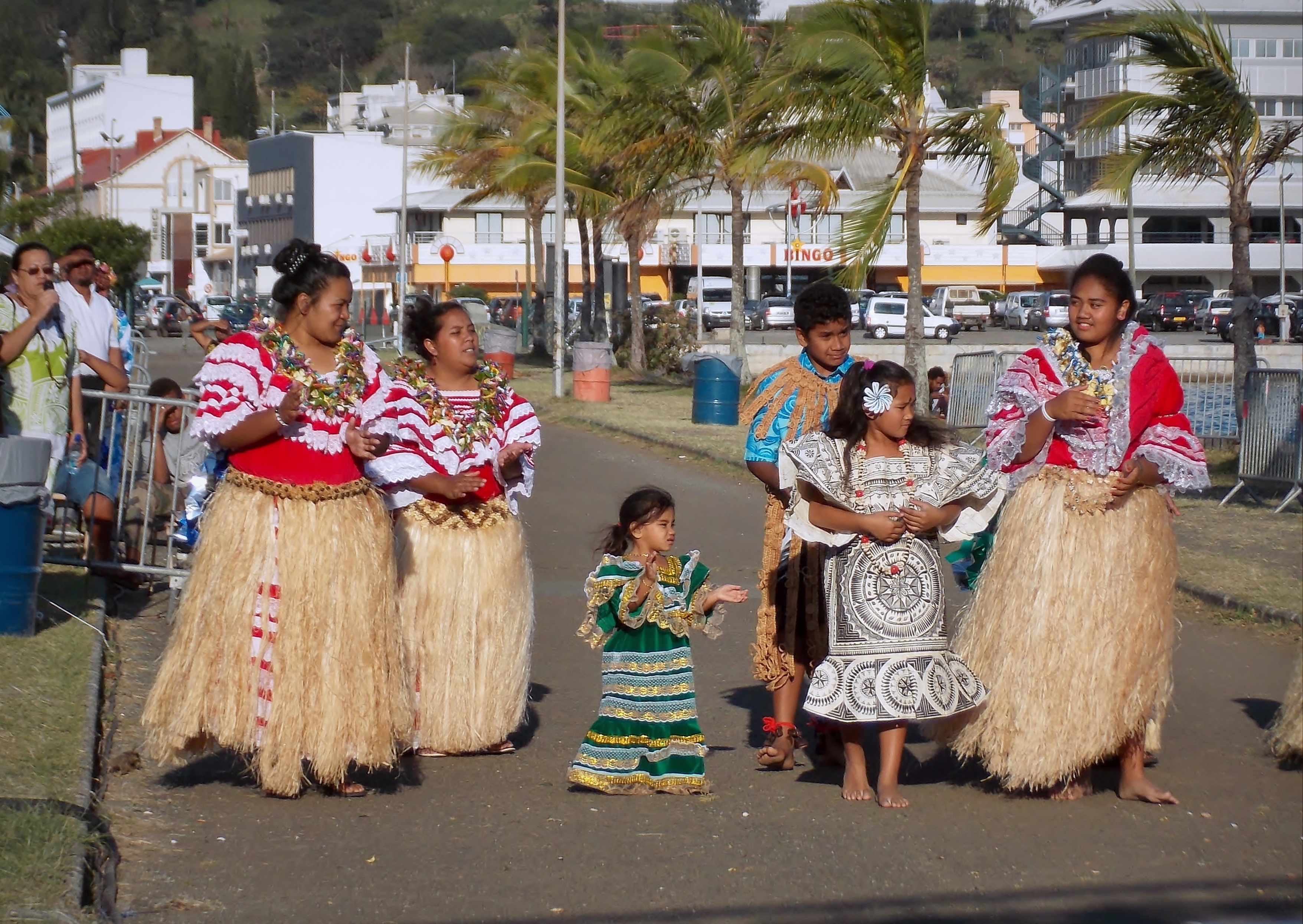
Wallisiens et Futuniens effectuant une danse sur le port, en 2013.

C'est aussi dans le Grand Nouméa que se concentre la population wallisienne et futunienne, plus importante qu'à Wallis-et-Futuna, non seulement dans la ville même (7,66 % de la population en 2009 puis 6,67 % en 2014 et 6,1 % en 2019), mais surtout dans les communes de banlieue où ils représentent 19,12 % des habitants en 2009 puis 17,62 % en 2014 et 17,6 % en 2019 (avec 22,5 % de la population en 1996, ils représentaient la deuxième communauté, devant les Mélanésiens, tout en égalant presque les Européens à Païta, puis sont devenus le troisième groupe en étant dépassés par les Kanak en 2009 puis 2014 avant de retrouver la deuxième place, toujours derrière les Mélanésiens mais devant les Européens, avec 19,83 % de la population de cette commune en 2019). Des Tahitiens sont également présents avec 2,06 % de la population nouméenne et 2,77 % dans l'ensemble du Grand Nouméa en 2009.

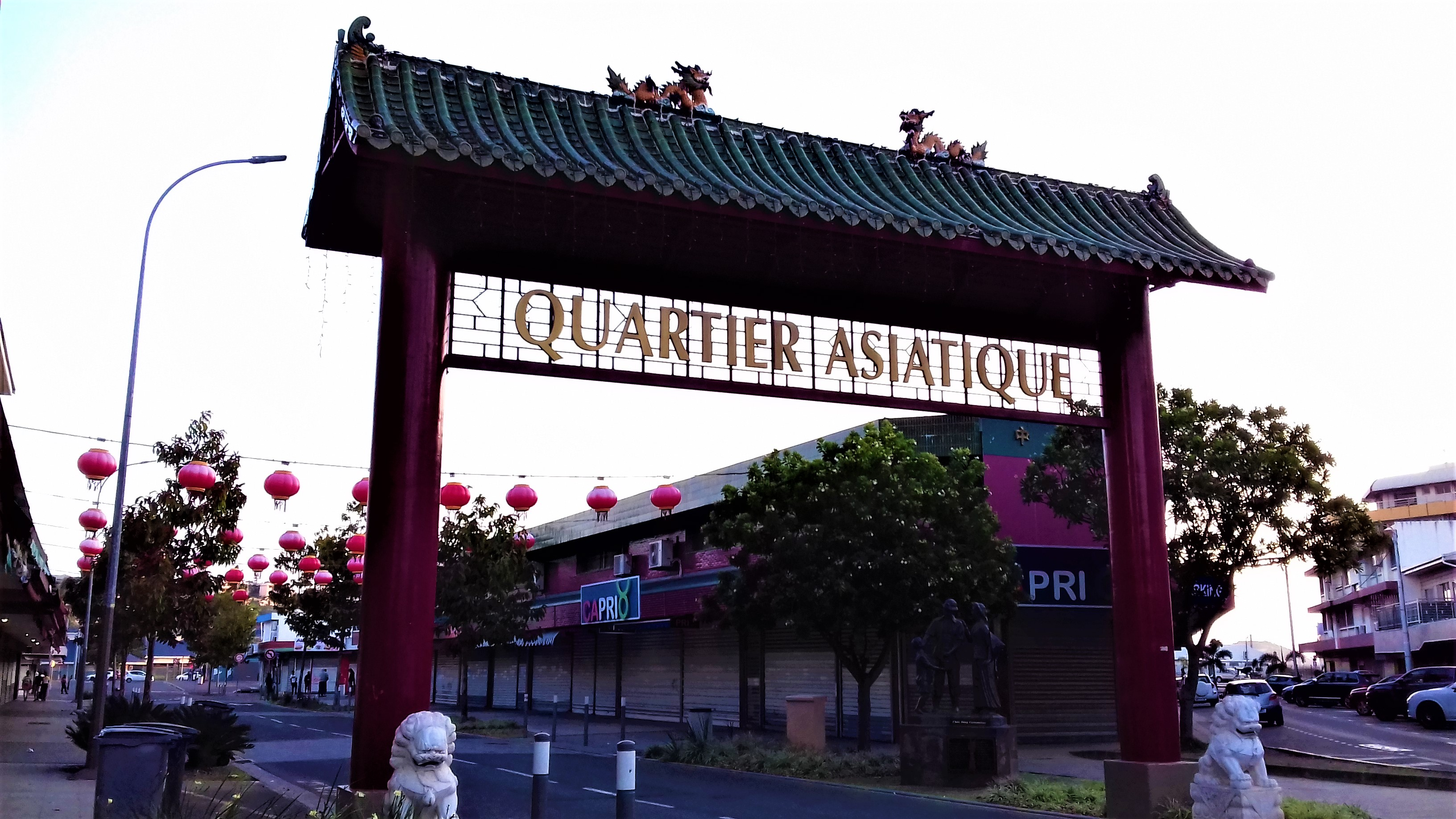
L'entrée du quartier asiatique, dit « Chinatown », au centre-ville.

À cela s'ajoute une communauté asiatique non négligeable, essentiellement des Indonésiens (1,6 % à Nouméa et 2,1 % dans le Grand Nouméa) et des Vietnamiens (1,8 % des Nouméens et 1,39 % de l'agglomération), mais aussi quelques Chinois,. La plupart des commerces de proximité, magasins d'alimentation et épiceries sont tenus par ces derniers, si bien que ce type de commerce est généralement désigné en langage courant au sein de la population locale par l'expression « Chez le Chinois », tandis que le quartier compris au centre-ville entre l'avenue de la Victoire au sud, la place des Cocotiers au nord, la rue du général Mangin à l'ouest et l'avenue du Maréchal Foch à l'est, et où se concentrent plusieurs de ces commerces, est généralement appelé le « Chinatown » de Nouméa.
En 2014 et 2019, la catégorie statistique des « Autres et non déclarés » telle que publiée par l'ISEE incluait les Tahitiens, les Ni-Vanuatu, les différentes communautés asiatiques, ainsi que la catégorie en très forte augmentation de ceux qui ont souhaité se définir comme « Calédoniens » ou un terme équivalent, préférant se fondre dans un ensemble se rapprochant du principe de « destin commun » tel que défini dans l'accord de Nouméa et refusant une formulation ethnique de leur identité. Ces « Autres et non déclarés » totalisent ainsi 18,44 % des habitants de la ville et 20,51 % de l'ensemble de l'agglomération en 2014, puis respectivement 22,4 % et 18,75 % en 2019.

#### Religions

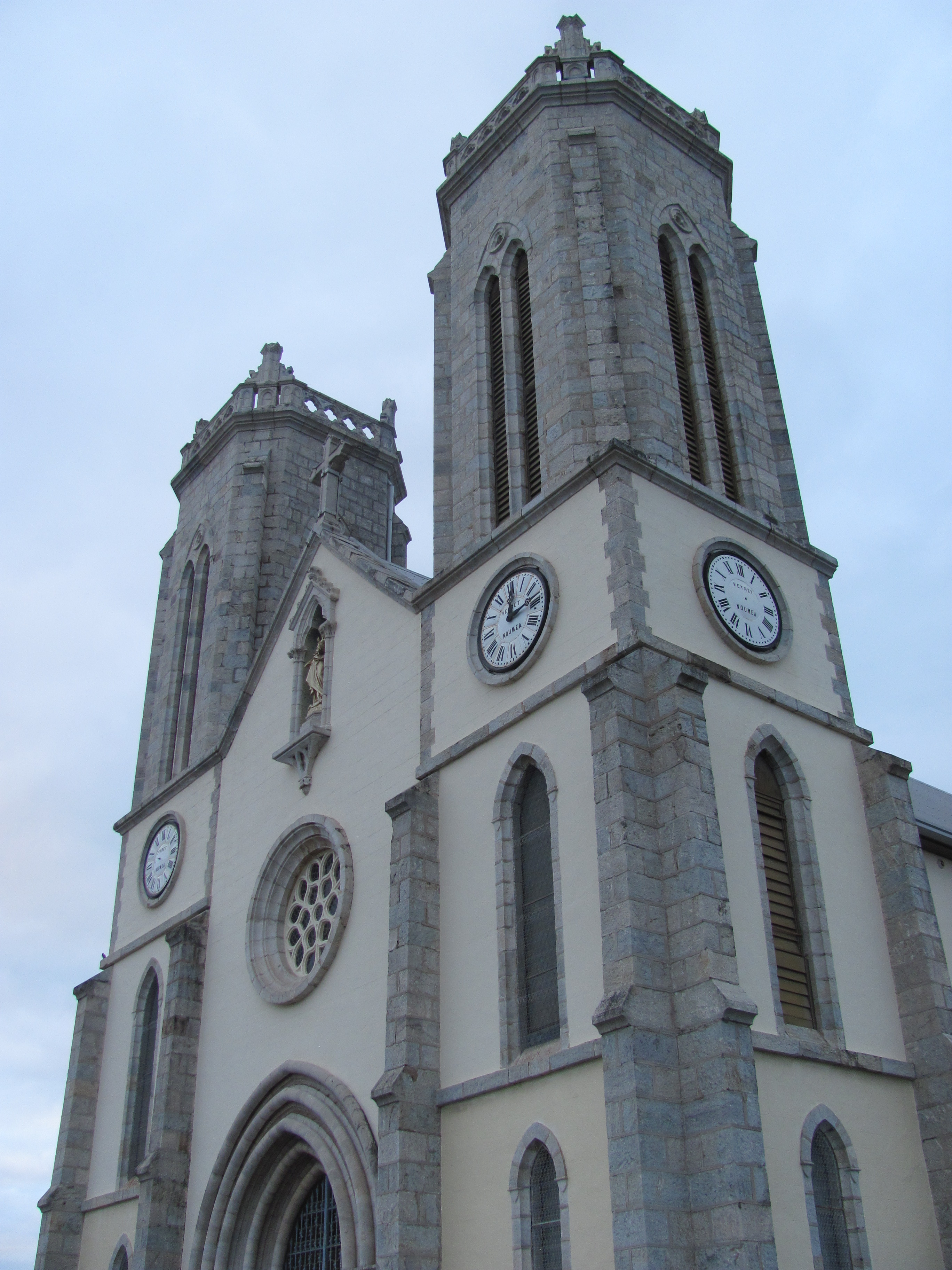
La façade orientale de la cathédrale Saint-Joseph.

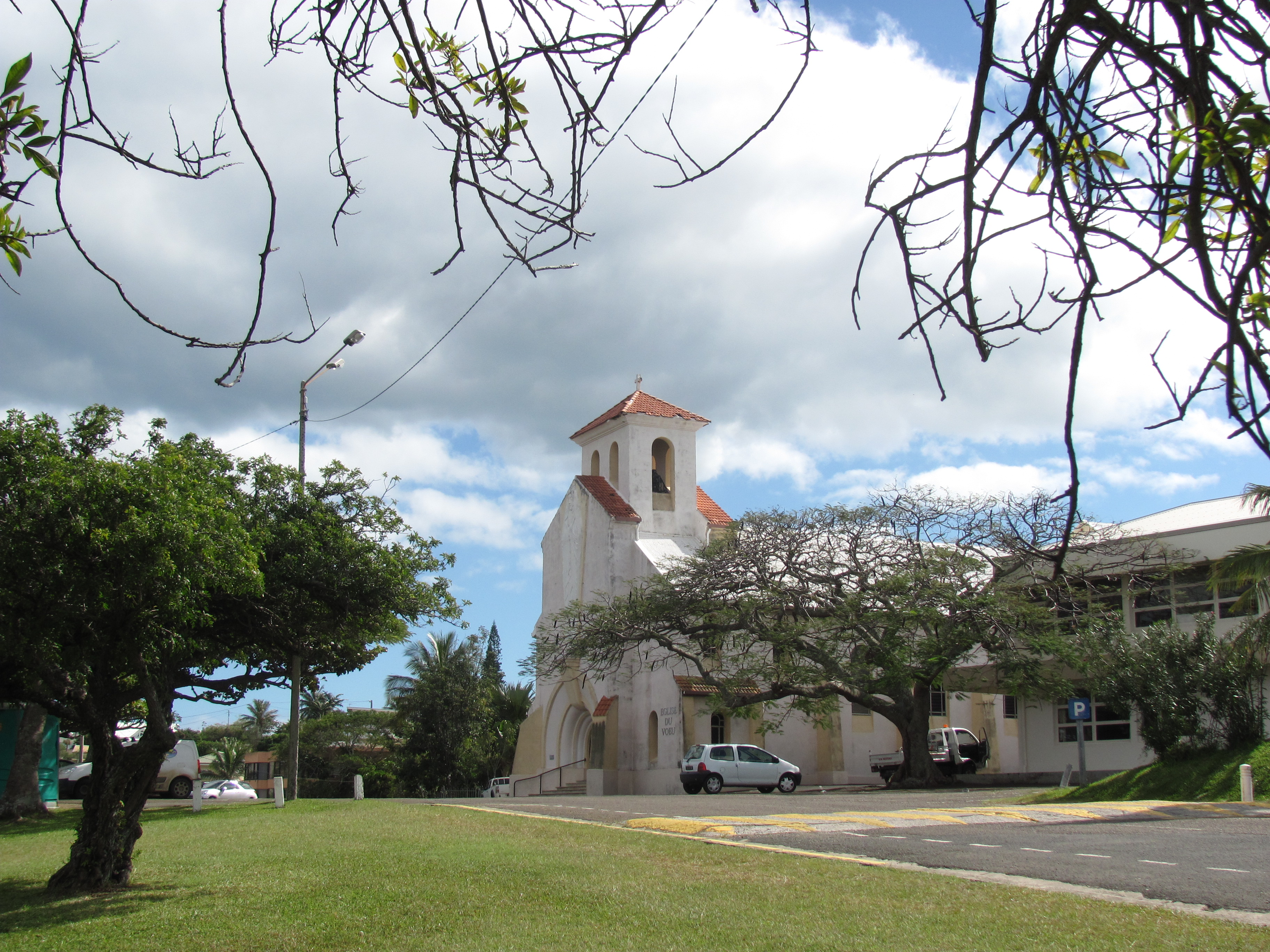
L'église catholique du Vœu.

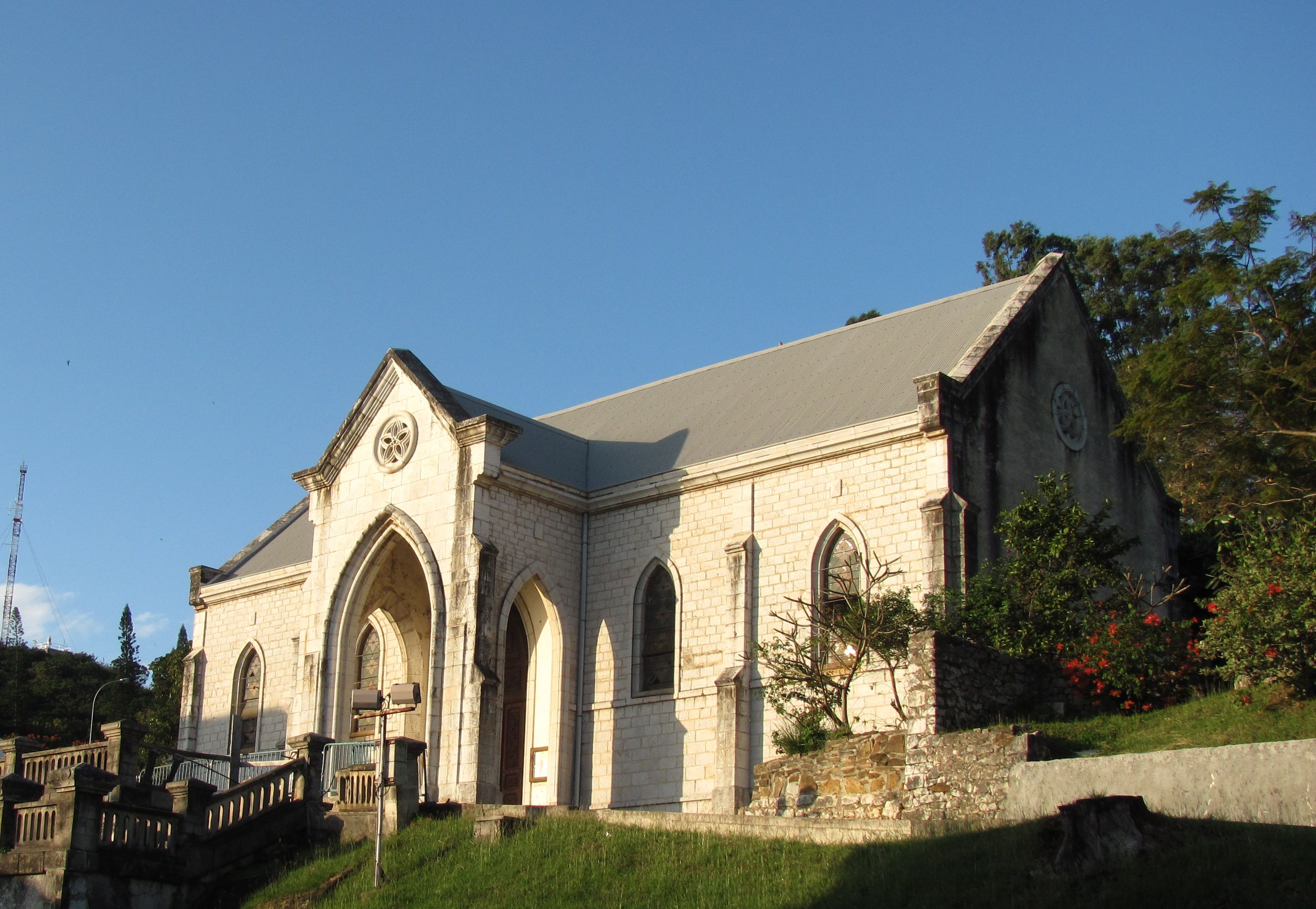
Le Vieux Temple protestant.

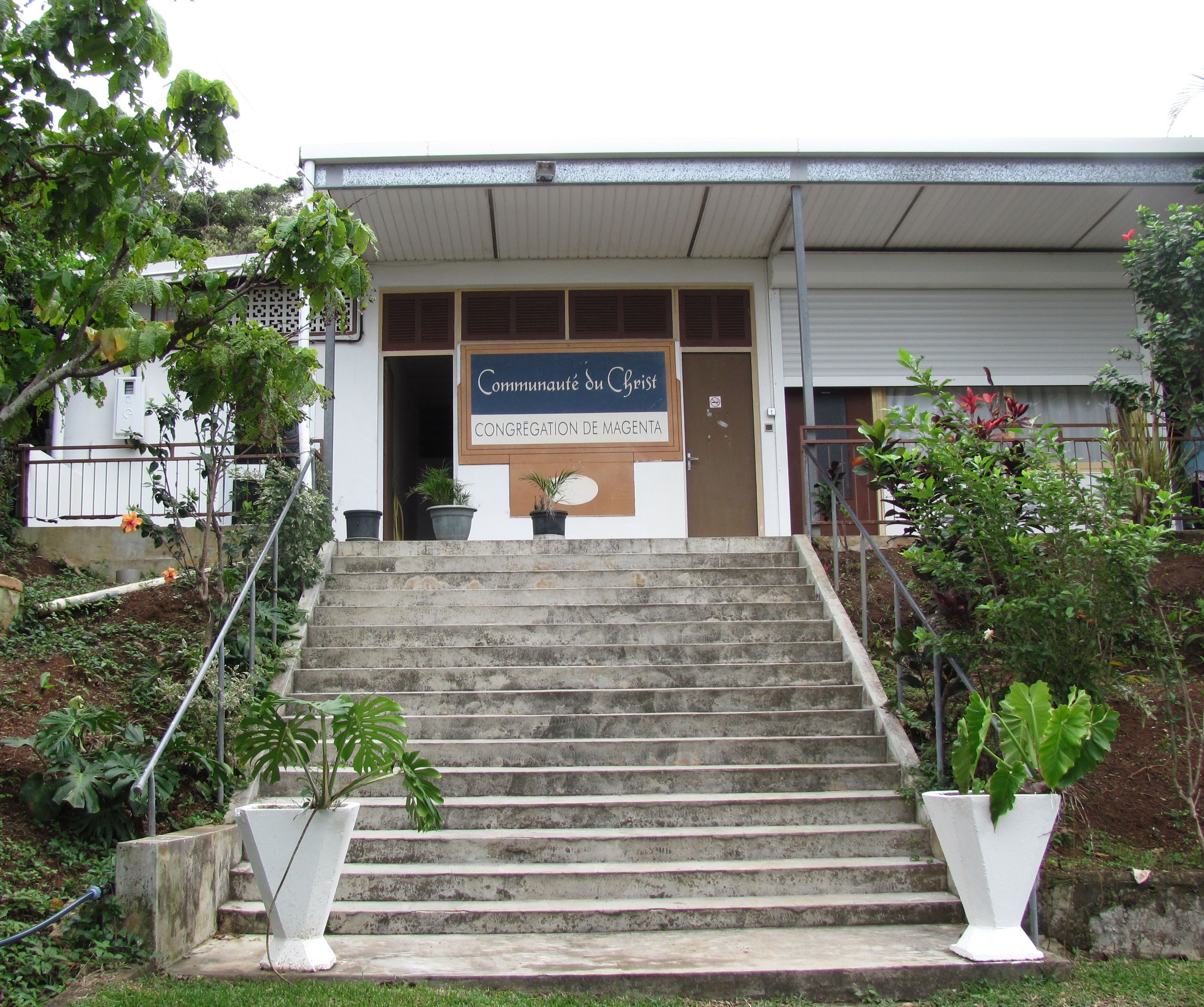
La Communauté du Christ à Magenta.

La religion dominante est le christianisme (catholicisme et protestantisme). La Nouvelle-Calédonie a fait l'objet dès avant la prise de possession par la France d'une lutte entre missionnaires protestants et catholiques, et les colons européens, français ou anglo-saxons, installés à Port-de-France y ont tout de suite mis en place leurs cultes. Ces deux religions sont donc bien implantées dans la capitale. Siège d'un diocèse créé en 1847 et élevé en archidiocèse métropolitain en 1966, Nouméa accueille plusieurs églises, ainsi qu'une cathédrale inaugurée en 1897. Les principales églises sont l'église du Vœu, l’église Saint-Jean-Baptiste de la Vallée des Colons, l’église Saint-Michel de Montravel, et la ville comporte six paroisses (cathédrale, secteur pastoral de Saint-Jean-Baptiste de la Vallée des Colons, Bon-Pasteur de la Vallée du Tir, église du Vœu, Rivière-Salée, Saint-Michel de Montravel). L'actuel archevêque de Nouméa est Mgr Susitino Sionepoe, ordonné prêtre en 1993 pour la Société de Marie, présent en Nouvelle-Calédonie de 1996 à 2006 puis de 2007 à 2012, nommé évêque de Wallis-et-Futuna en 2018 et choisi en 2025 pour succéder en tant qu'archevêque à Mgr Michel Calvet, lui-même en place depuis 1981.
La population européenne est majoritairement de tradition catholique, même si plusieurs familles « caldoches » issues de colons anglais, allemands ou de certaines régions françaises (d'Alsace, Lorraine, des Cévennes...) restent protestants. De même, les Wallisiens et les Futuniens suivent presque tous le rite romain. En revanche, la population mélanésienne est plus partagée, et la communauté tahitienne majoritairement réformée. Le principal culte protestant est celui de l'Église protestante de Kanaky Nouvelle-Calédonie (ÉPKNC), appelée jusqu'en 2013 Église évangélique en Nouvelle-Calédonie et aux îles Loyauté (ÉÉNCIL), une Église réformée rattachée à l'Alliance réformée mondiale (ARM). Le Vieux Temple, voisin de la cathédrale et inauguré en 1893, domine la place des Cocotiers. Le consistoire de Nouméa de l'ÉPKNC comporte deux paroisses : celle du Vieux Temple et celle de Montravel. Une autre Église protestante historique est née d'un schisme local au sein des missions réformées néo-calédoniennes en 1958 : l'Église évangélique libre de la Nouvelle-Calédonie (ÉÉLNC), rattachée à l'Union des Églises évangéliques libres (UÉÉL), historiquement plutôt implantée hors de la ville mais qui y dispose depuis 1983 d'un culte, d'abord organisé chez l'habitant puis sous des constructions temporaires jusqu'à l'érection d'une salle de prière en 1987 doublée d'un internat en 1988 finalement devenu le centre et temple Néwéré dans le quartier de Rivière-Salée.

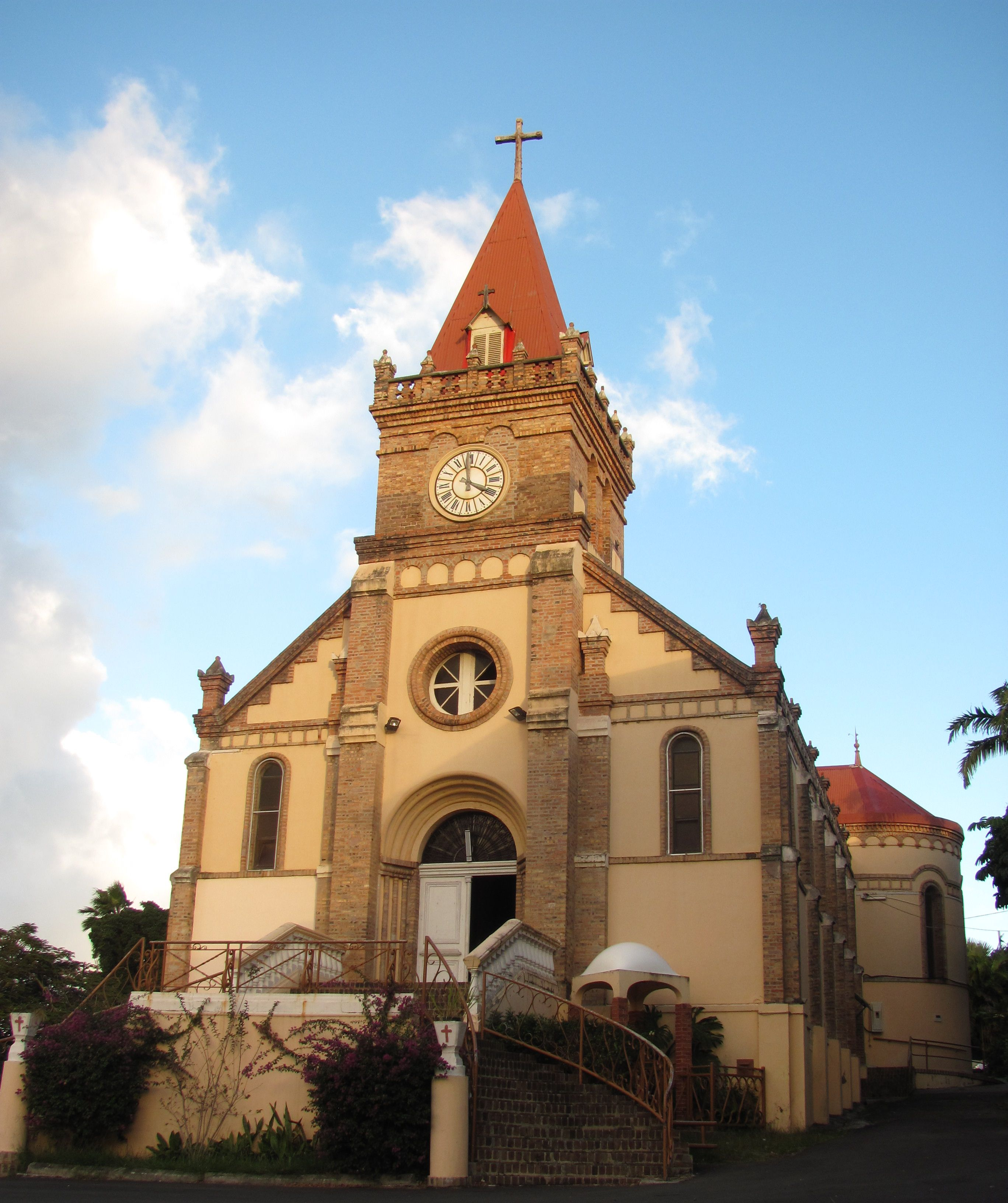
L'église Saint-Jean-Baptiste de la Vallée des Colons, 2013.

Il existe aussi des établissements privés sous contrat confessionnels, dont les collèges catholiques de Champagnat de la Vallée des Colons, de Saint-Joseph de Cluny de l'Anse Vata, le lycée protestant Do Kamo (lié à l'ÉPKNC) également situé à la Vallée des Colons.
De nombreuses autres Églises protestantes, pour la plupart venant des États-Unis, sont présentes, en particulier les 4 000 témoins de Jéhovah (une salle d'assemblées dans le quartier de Normandie, à la périphérie nord-est de la ville, à la limite avec le Mont-Dore), les pentecôtistes (trois églises pour 3 000 adeptes : la plus importante entre les quartiers du Septième Kilomètre et de Normandie à la périphérie nord, sur la rue Jacques Iekawé près de Dumbéa, une autre au Faubourg Blanchot au sud-est du centre-ville et une troisième dans le quartier du Logicoop à Ducos), les 2 000 adventistes (une église à la Vallée des Colons), les 1 400 mormons (le « pieu » de Nouméa a été créé le 27 mai 2012 avec cinq églises paroissiales toutes situées à Nouméa : à Magenta, en face de la plage et de l'aéroport à l'est, à la Vallée des Colons à l'est du centre-ville, au Quartier latin au sud du centre-ville, au Septième Kilomètre au nord-est, à Rivière-Salée au nord) ou encore les sanitos (nom en Océanie des membres de la Communauté du Christ, fondée en 1966, installée à Magenta).

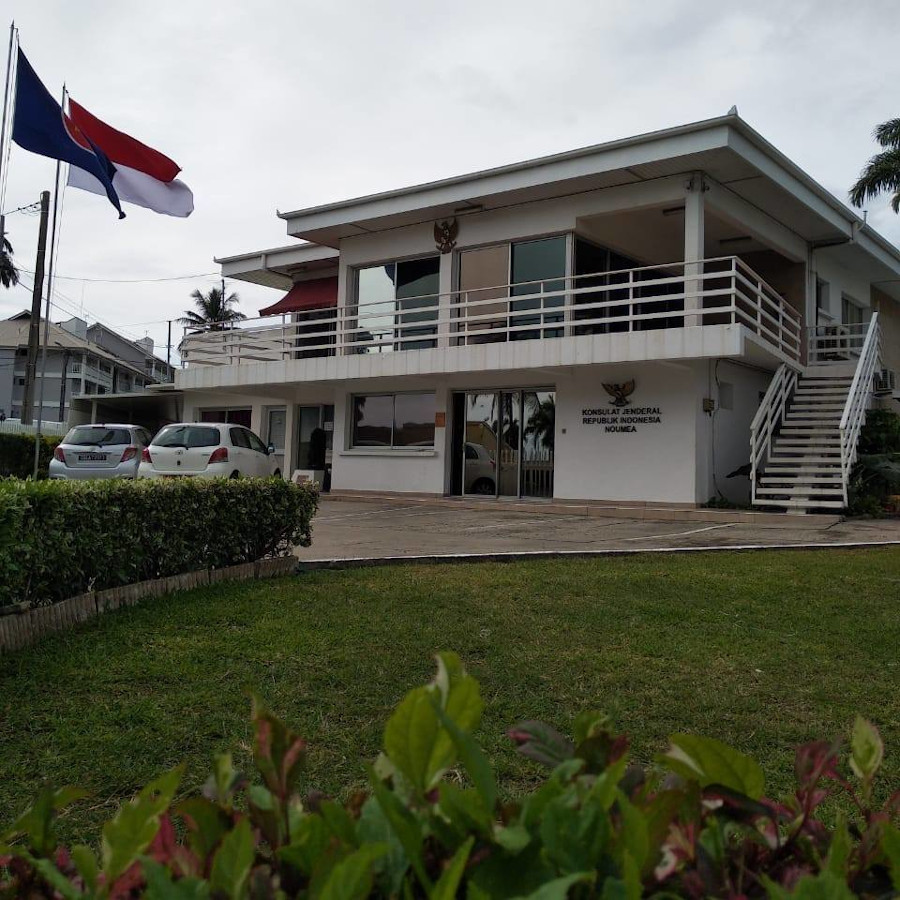
Le consulat général d'Indonésie à Nouméa est l'un des lieux où s'organisent les fêtes, cérémonies ou manifestations musulmane à Nouméa.

Une communauté musulmane est également présente, puisant l'essentiel de ses fidèles au sein des Indonésiens d'origine. L'Association des musulmans de Nouvelle-Calédonie dénombre ainsi 3 000 croyants, à 80 % des Indonésiens, dont 200 à 300 pratiquants. Cette communauté acquiert en 1978 une villa de style colonial à la Vallée des Colons, à l'est du centre-ville, et la transforme en salle de prière avant de faire construire sur le terrain, en 1986, le Centre islamique de Nouméa. Il comporte une salle de prière, une bibliothèque, deux classes, deux salles d’eau, une salle pour les repas, et trois studios. Outre des cours religieux ou d'arabe, la consultation de la bibliothèque ou les prières, le Centre islamique organise les manifestations des fêtes du calendrier islamique, même si certains évènement ont également lieu au consulat général d'Indonésie, situé quant à lui au quartier de la baie de l'Orphelinat au sud du centre-ville, comme les tarawih au moment du Ramadan. L'actuel imam, Mustafa Hameed, est diplômé de l'Université islamique de Médine.
Une communauté vietnamienne, ancienne, implique celle de cultes bouddhistes (néanmoins minoritaires). Ils sont essentiellement regroupés au sein de l'Association bouddhique de Nouvelle-Calédonie, rattachée à la Congrégation bouddhique vietnamienne unifiée d'Australie et de Nouvelle-Zélande, qui pratique un bouddhisme mahāyāna de tradition vietnamienne. L'Association dispose, comme lieu de méditation, de la pagode Nam Hai Pho Da, qui fait partie du foyer vietnamien situé à l'entrée de Tina, à côté de l'aéroport de Magenta. De plus, un centre bouddhiste mahāyāna de la Nouvelle Tradition Kadampa, le Centre Kailash, a été créé à la Vallée-du-Tir et donc au nord du centre-ville.
Une petite communauté juive séfarade (une cinquantaine de membres), est présente, constituée officiellement en 1987 avec une synagogue à la Vallée des Colons et un centre communautaire juif à Tina.
Le Bahaïsme regrouperait 800 adeptes.
Une loge maçonnique est installée à l'Orient de Nouméa en 1868. Un temple maçonnique est construit, grâce à la bienveillance des autorités et de l'industriel John Higginson, sur la colline du sémaphore, à l'emplacement actuel de la FOL. Ouvert de 1878 à 1893, abandonné en 1940, il a été loué aux Américains, puis détruit en 1963.

## Morphologie et sociologie urbaines

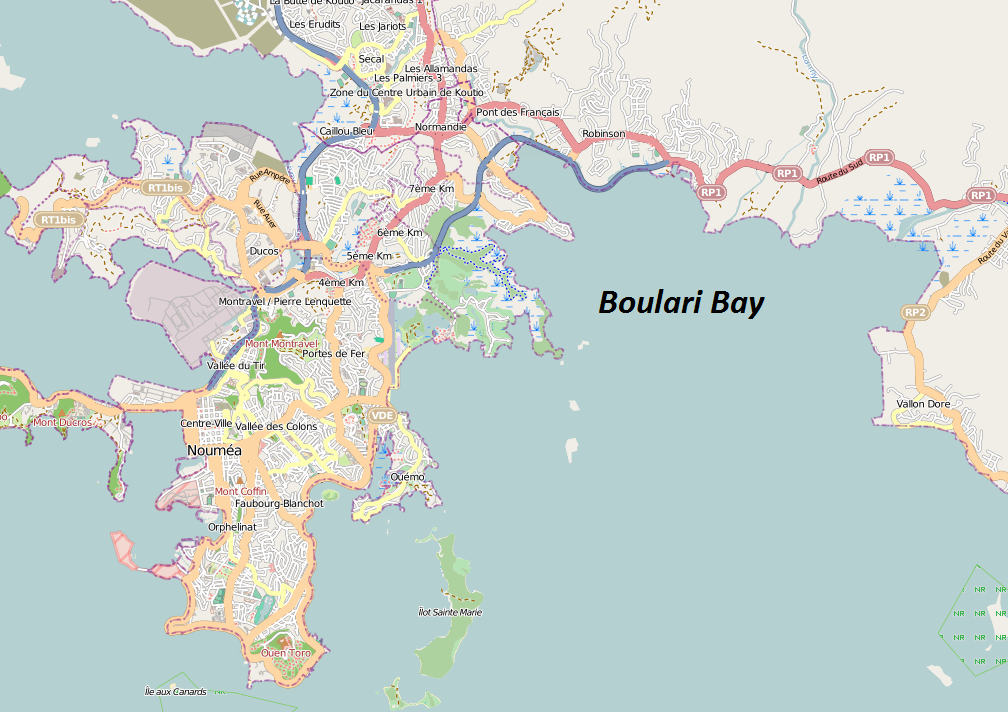
Plan de Nouméa, centré sur la baie de Boulari à l'est

La ville de Nouméa est divisée en plusieurs secteurs administratifs. Elle a aussi une banlieue qui englobe les villes du Mont-Dore, de Païta et de Dumbéa. Il s'agit du Grand Nouméa qui se différencie de la brousse néo-calédonienne.
Une ségrégation socio-spatiale Nord-Sud est assez marquée. Le géographe Jean-Christophe Gay classe l'espace urbain nouméen en quatre types de quartiers :
- les « quartiers aisés », aussi appelés « quartiers Sud », car comprenant essentiellement et historiquement les quartiers les plus méridionaux de la presqu'île (Val Plaisance, Ouémo, Anse Vata, Baie des Citrons, Receiving, Motor Pool, Trianon, Orphelinat et Artillerie), qui constituent également le pôle touristique de la ville. Mais ces quartiers aisés incluent aussi, à la limite nord-est de Nouméa, la zone résidentielle plus récente de Tina. Ils cumulaient en 2009 20 118 habitants, soit un cinquième (20,6 %) de la population nouméenne, puis 21 039 personnes (22,3 %) en 2019. Jean-Christophe Gay décrit ainsi ces quartiers en 2009 : « Les quartiers aisés se caractérisent par des indicateurs socioéconomiques favorables. Un tiers de la population environ a un niveau supérieur ou égal à bac+3, contre moins de 15 % pour l’ensemble de Nouméa et 10 % pour le Grand Nouméa. Le revenu fiscal médian y est le double de celui de Nouméa, les salariés du public ou les cadres y sont surreprésentés et le chômage très faible. Vivant dans des logements bien équipés, la population y est plus âgée, majoritairement pas née en Nouvelle-Calédonie, et très largement d’origine européenne, dont un tiers à peu près est arrivée très récemment (il y a moins de cinq ans). »
- les « quartiers intermédiaires » correspondent à l'espace central de la presqu'île avec les quartiers historiques et les plus anciennement bâtis (Centre-ville, Quartier latin, Vallée du Génie, Faubourg Blanchot et Vallée des Colons) ainsi qu'un quartier du Sud (N'géa, encore considéré comme aisé en 1989, mais devenu plus mixte avec le développement à partir de la fin des années 1990 du lotissement Tuband) et plusieurs quartiers du Nord (Magenta, Haut-Magenta et Aérodrome, P.K. 6 et 7, mais aussi les Portes de Fer encore classées comme un quartier aisé en 1989). Ils totalisaient en 2009 44 233 habitants, soit près de la moitié (45,33 %) des Nouméens, puis 44 302 personnes (46,99 %) en 2019. Pour Jean-Christophe Gay, la « Vallée-des-Colons est l’archétype de cet ensemble, présentant une certaine mixité sociale et communautaire, où d’aucuns voient le creuset de l’âme calédonienne ».
- les « quartiers populaires », ou « quartiers Nord », développés autour de l'usine SLN de Doniambo, de la zone industrielle de Ducos (qui pourtant n'est pas intégrée par le géographe dans cet ensemble) et de la Voie express n°1 - Route du Normandie (dite aussi « voie de dégagement » ou « VDO »), à la limite nord de la presqu'île (Vallée du Tir, Montagne coupée, Montravel et Doniambo, P.K. 4, Rivière-salée et Normandie, et Ducos, Tindu, Logicoop et Kaméré au cœur de la presqu'île de Ducos). Peuplés de 29 594 habitants en 2009, soit un peu moins d'un tiers (30,33 %) des Nouméens, ils sont ceux qui ont perdu le plus d'habitants au profit de l'agglomération puisque leur population est redescendu à 24 312 personnes et plus qu'un quart (25,8 %) des habitants de la ville-centre. Selon Jean-Christophe Gay : « Au nord, les quartiers populaires se différencient par le poids de la population océanienne et par l’importance des logements sociaux. La part des ouvriers et des employés y dépasse les deux tiers contre la moitié pour l’ensemble de la commune. Le chômage, la taille des ménages ou la part des moins de 20 ans sont également supérieurs à la moyenne ».
- parmi ces derniers, Jean-Christophe Gay distingue quatre « quartiers marginalisés », ainsi classés « en raison de la présence des squats habités par une population majoritairement kanak, très peu diplômée et peu motorisée, occupant des logements souvent insalubres et sans électricité » (Nouville, la zone industrielle de Ducos, ainsi que Numbo et Koumourou à l'extrémité ouest de la presqu'île de Ducos). Ils étaient habités en 2009 par 3 634 personnes, soit 3,7 % de la population du chef-lieu, puis 4 632 habitants (4,9 %) en 2019. Selon Christian Jost, « à Nouméa, l’habitat informel représente environ 5 % des surfaces bâties de la ville[209] ».

Voici une liste des quartiers classés par secteurs :

### Centre
Centre-ville

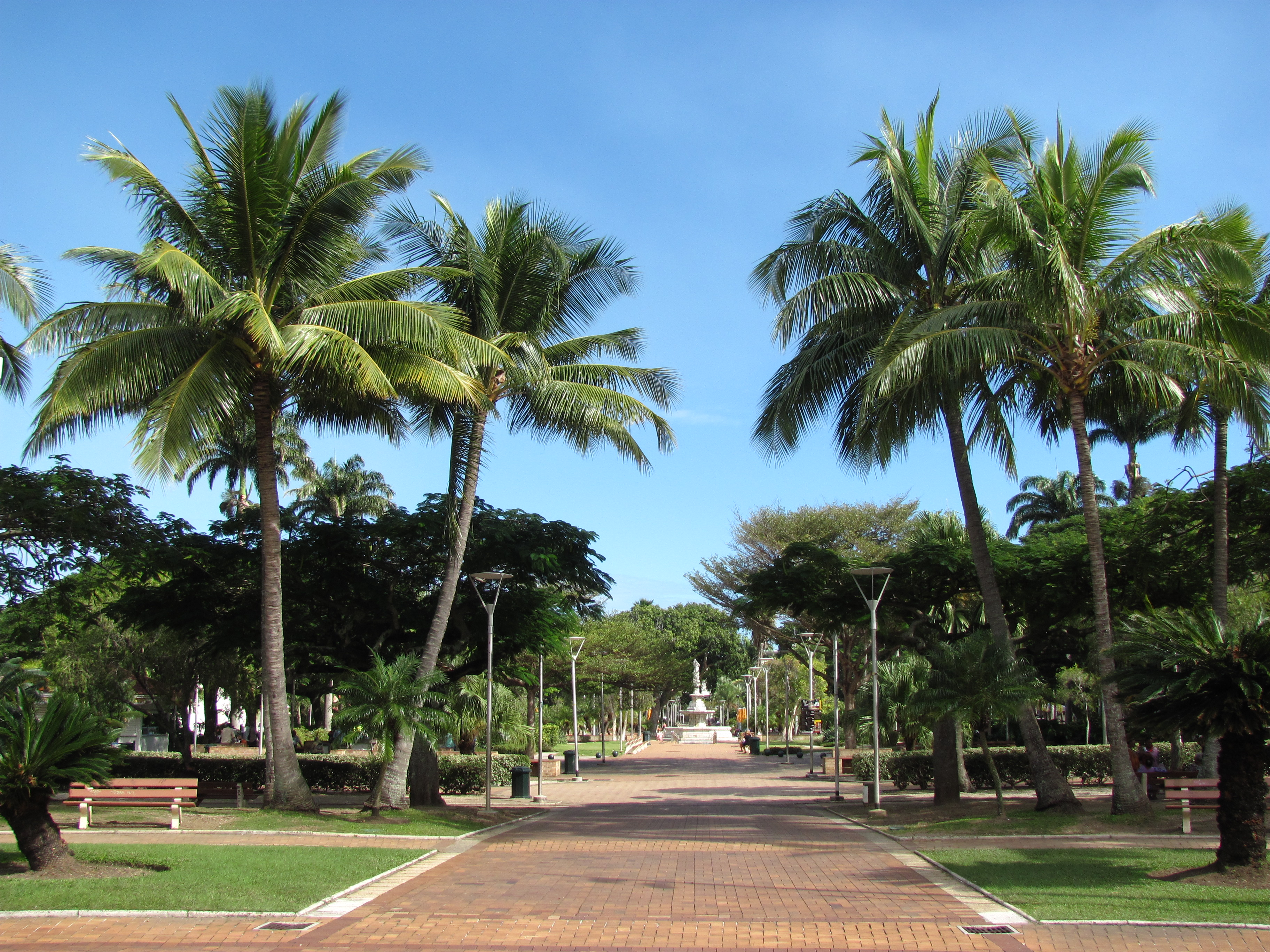
La perspective de la place des Cocotiers, vue vers l'ouest, espace ouvert au cœur du plan en damier du centre-ville.

Le centre-ville, ou centre historique, est le vieux quartier colonial. Il est organisé autour de la place des Cocotiers et dispose de nombreux monuments historiques, dont la fontaine Céleste (km 0 des routes calédoniennes) et le kiosque à musique sur la place des Cocotiers, ou encore la cathédrale Saint-Joseph et le « Vieux temple » protestant en hauteur. Plus loin au nord se situe l'ancien centre hospitalier territorial (CHT) Gaston-Bourret, construit à l'emplacement du tout premier bâtiment de Port-de-France : le fort Constantine. À côté de la place, le centre ville s'organise selon un plan en damier et accueille de nombreux magasins de vêtements, d'articles culturels (librairies et disquaires), de hi-fi, des bijouteries et des boutiques de luxe. S'y trouvent également de nombreux sièges sociaux des entreprises locales ou des bâtiments administratifs ou institutionnels (le Haut-commissariat de la République ou « Haussariat », l'Hôtel et de nombreux services du gouvernement, le Congrès, l'Hôtel de ville, le Vice-rectorat). À l'exception des quelques monuments et maisons historiques de style colonial (dont l'ancienne mairie devenu le musée de la ville) ou art déco plus anciens, le bâti est dominé par des immeubles datant majoritairement de la période dite du « Boom du nickel » (années 1960 et 1970), marquant ainsi le centre-ville d'une certaine verticalité et où le béton prévaut.
Quartier Latin

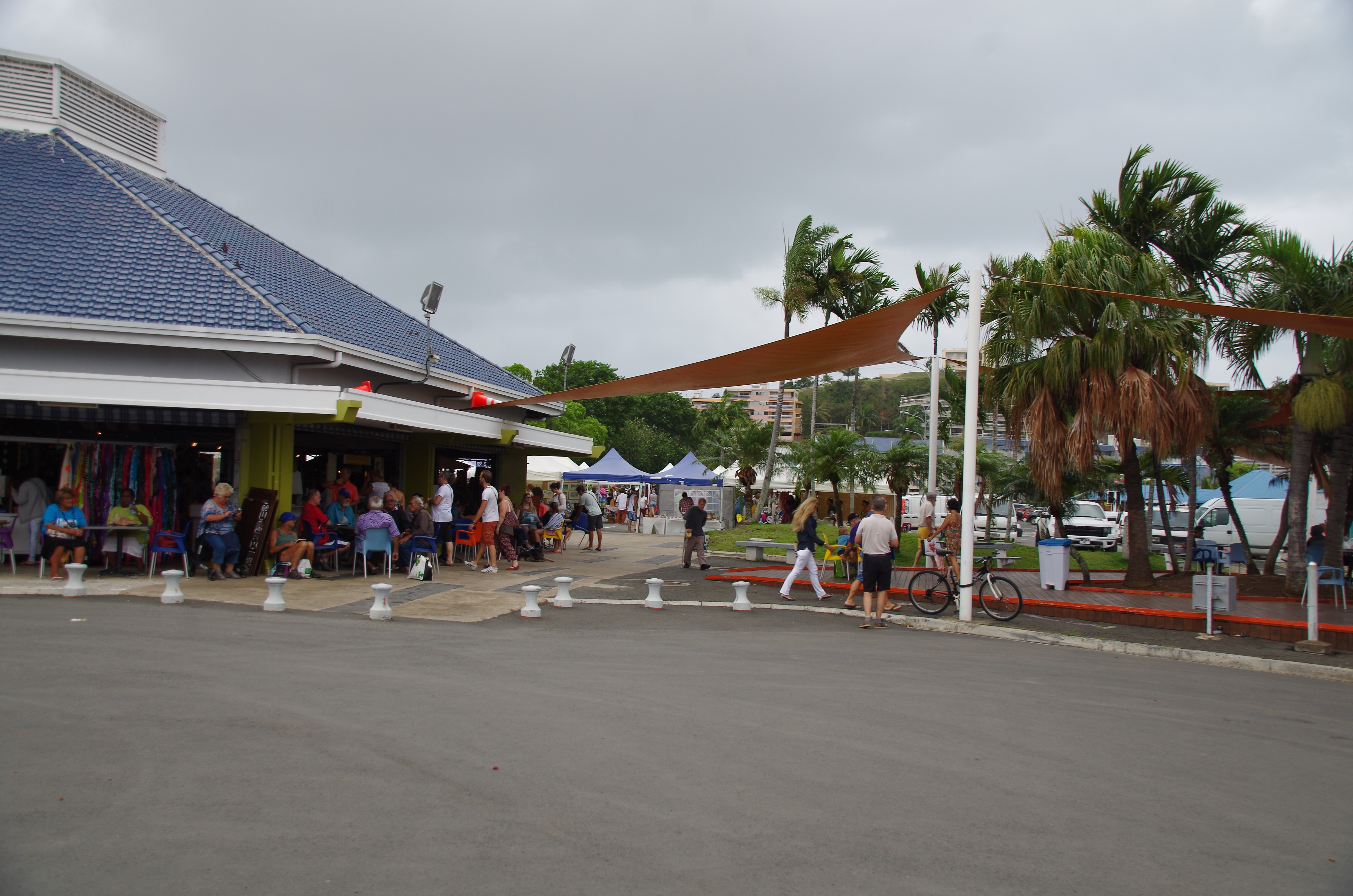
Le marché couvert du Port Moselle, en décembre 2018.

Le Quartier latin (appelé ainsi parce qu'il était à l'origine séparé du centre-ville par une large bande de mer, rappelant le quartier latin de Paris) est tout aussi touristique que le vieux centre et est tout aussi ancien. S'y trouvent notamment le Musée de Nouvelle-Calédonie (« Musée territorial »), le marché municipal et quelques restaurants et bars ainsi que le principal port de plaisance de la ville, le Port Moselle, aménagé sur des espaces gagnés sur la mer, ainsi que l'hôtel de la Province Sud. Le plan en damier domine toujours, appuyé sur de grands axes qui délimitent le quartier au nord et à l'ouest : respectivement l'avenue de la Victoire - Henri Lafleur, bordée par de nombreux immeubles, sièges sociaux de banque (d'où le surnom d'« avenue des banques »), large boulevard à terre-plein central boisé et servant de parc de stationnement qui ouvre une perspective sur le monument aux morts de la Première Guerre mondiale de la place Bir-Hakeim et sur la caserne Gally-Passebosc, bâtiment de style colonial du XIXe siècle ; la rue Georges Clemenceau, l'avenue Foch et la rue de Sébastopol, grandes artères reliant le centre-ville aux quartiers sud. Le bâti est dense et aussi plutôt vertical (bien qu'avec des immeubles moins élevés qu'au centre-ville), mêlant majoritairement art déco et constructions de la période du boom avec quelques survivances de bâtiments plus anciens.
Vallée du Génie

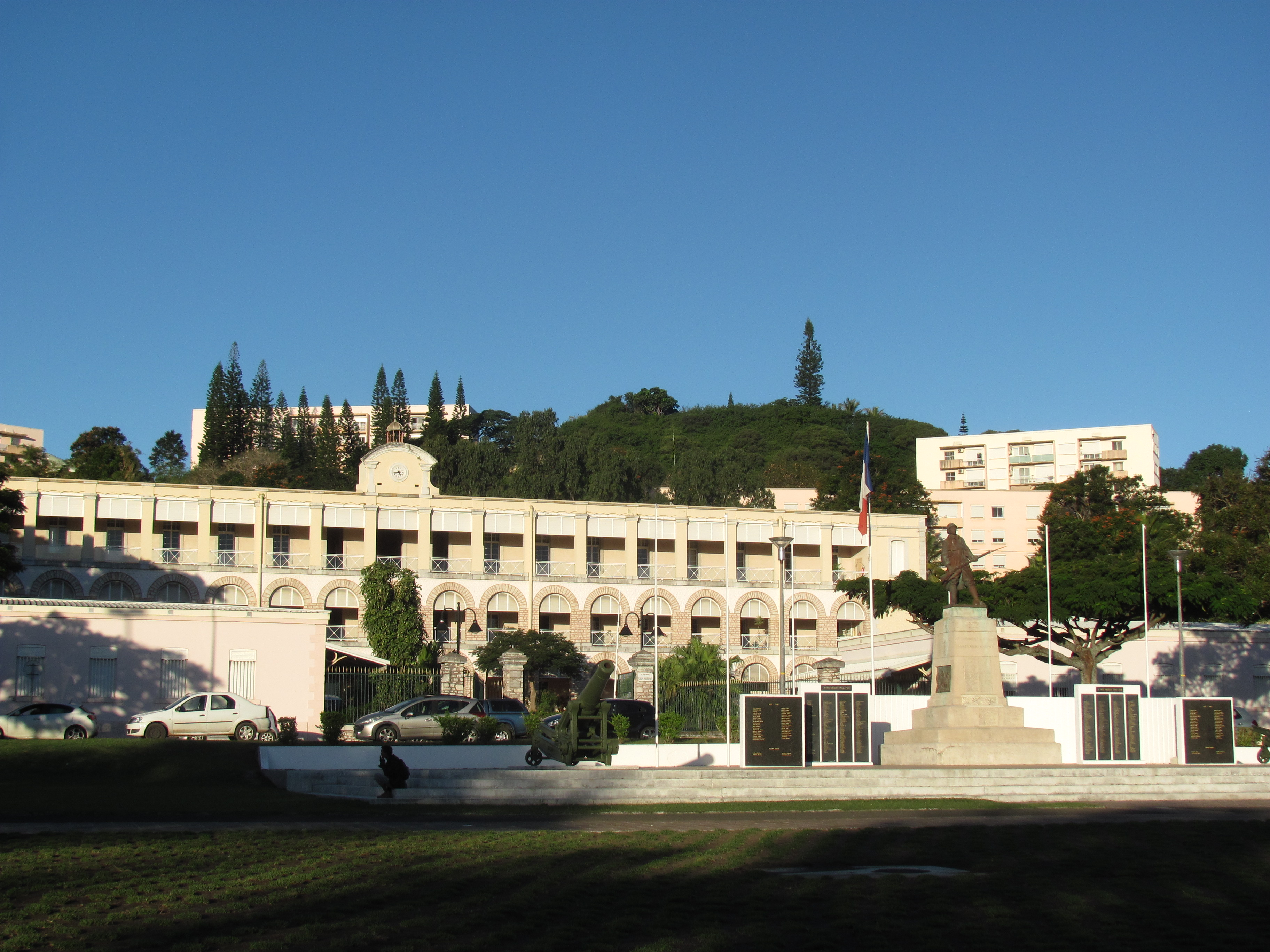
La caserne Gally-Passebosc et la place Bir Hakeim, lieu des principales commémorations civiles et militaires, marquent la limite sud-est du centre-ville et l'entrée du quartier de la vallée du Génie.

Ce quartier tire son nom du fait qu'il accueillait au XIXe siècle et au début du XXe le bataillon du génie de Nouvelle-Calédonie. Il s'agit aujourd'hui d'un quartier résidentiel à habitat essentiellement individuel avec jardins datant de l'après-guerre, lotissement créé pour les anciens volontaires de la Seconde Guerre mondiale en 1945, il avait auparavant été un quartier militaire puis ouvrier dans l'entre-deux-guerres. Il est dominé par la corniche du Sémaphore sur laquelle a été installée la salle de spectacle de la Fédération des Œuvres Laïques (FOL) de Nouvelle-Calédonie. Le réseau viaire, limité à trois rues, garde une trame hippodamienne quoique moins régulière que dans le centre et le Quartier Latin, s'appuyant sur l'axe principal du quartier, la rue Olry, qui relie l'avenue de la Victoire au sommet de la colline du Sémaphore. À l'entrée de la vallée se trouve la caserne Gally-Passebosc, du nom de l'officier qui fut chargé de la répression de la révolte mélanésienne du Grand chef Ataï en 1878 et qui fut tué au cours de cette campagne. Devant a été aménagée la place Bir Hakeim et son monument aux morts de la Première Guerre mondiale. C'est sur cette place qu'ont lieu les grandes cérémonies de commémoration des différentes guerres et les dépôts de gerbes.
Artillerie Nord
La pointe de l'Artillerie sépare le Port Moselle de la baie de l'Orphelinat et constitue la limite sud du vieux Nouméa. Ce quartier accueille le plus vieux collège de Nouméa, le collège George-Beaudoux (initialement appelé collège Lapérouse) ainsi que le principal lycée du territoire, le lycée Lapérouse, et le lycée hôtelier Escoffier. C'est aussi une importante base militaire, d'où son nom.
Nouville

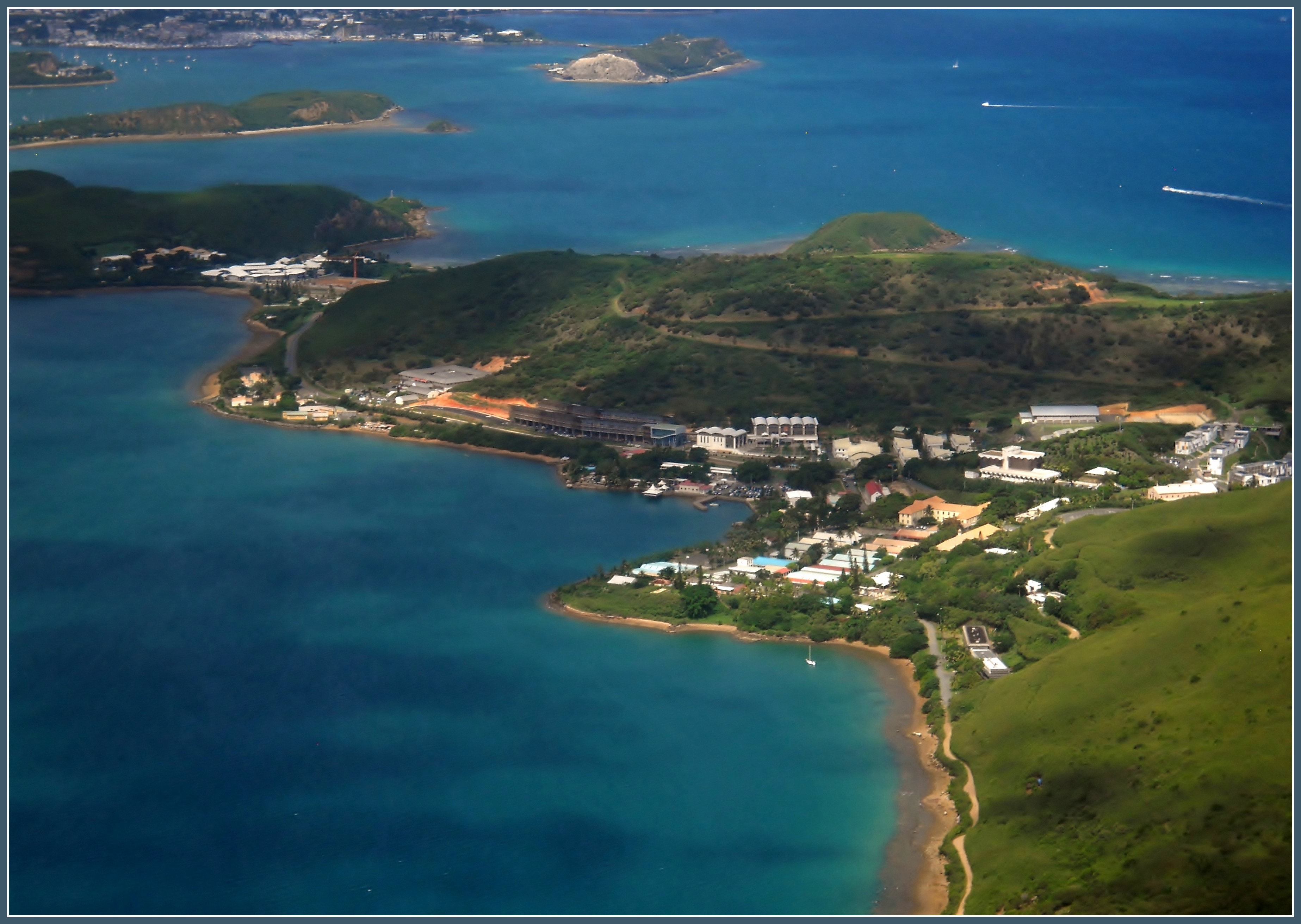
Vue aérienne de Nouville, au niveau du campus universitaire.

La presqu'île artificielle de Nouville (ancienne île Nou, où l'administration pénitentiaire était installée) accueille toujours, sur sa côte sud-est, le centre d'arrêt du Camp Est, rappelant l'ancienne fonction pénitentiaire de l'île Nou qui marque toujours l'espace par de nombreux vestiges des équipements du bagne aujourd'hui réhabilités et reconvertis (théâtre de l'île ou le campus dit des « Ateliers » de l'université sur la côte nord, le CHS Albert-Bousquet sur la côte sud, le centre pénitentiaire, etc). Mais elle est devenue au tournant du XXIe siècle le véritable centre universitaire de la capitale. Le lycée général et technique Jules-Garnier qui accueille plusieurs classes préparatoires aux grandes écoles, est implanté sur la côte sud-est, à l'entrée de la presqu'île, depuis 1975, et l'Université française du Pacifique puis Université de la Nouvelle-Calédonie s'y est progressivement regroupée sur la côte nord depuis les années 1980 : d'abord localisation des sièges de la faculté de Sciences et Technique et de celle de droit depuis 1987, ils sont rejoints par l'Institut universitaire de formation des maîtres (IUFM) en 2005 tandis que d'importants travaux sont engagés la même année pour transformer le site de Nouville en un grand campus réaménagé afin d'accueillir à partir de la rentrée 2012 le département des Lettres, Langues et Sciences humaines, jusque-là installé à Magenta. Les archives territoriales de Nouvelle-Calédonie y sont installées depuis la fin des années 1990 et un pôle hôtelier a été aménagé dans l'anse du Kuendu, à la pointe nord-ouest de la presqu'île. L'urbanisation a toutefois peu marqué cet espace de Nouméa, entravée notamment par une emprise foncière toujours importante de l'armée, et le bâti est relativement peu dense, aux fonctions majoritairement non résidentielles, à l'exception de l'habitat spontané de l'un des principaux squats de Nouméa qui s'est développé le long de la rue du contre-amiral Joseph du Bouzet, sur les versants sud de la principale colline de Nouville, entre le Sénat coutumier et le CHS Albert-Bousquet.

### Quartier-Sud

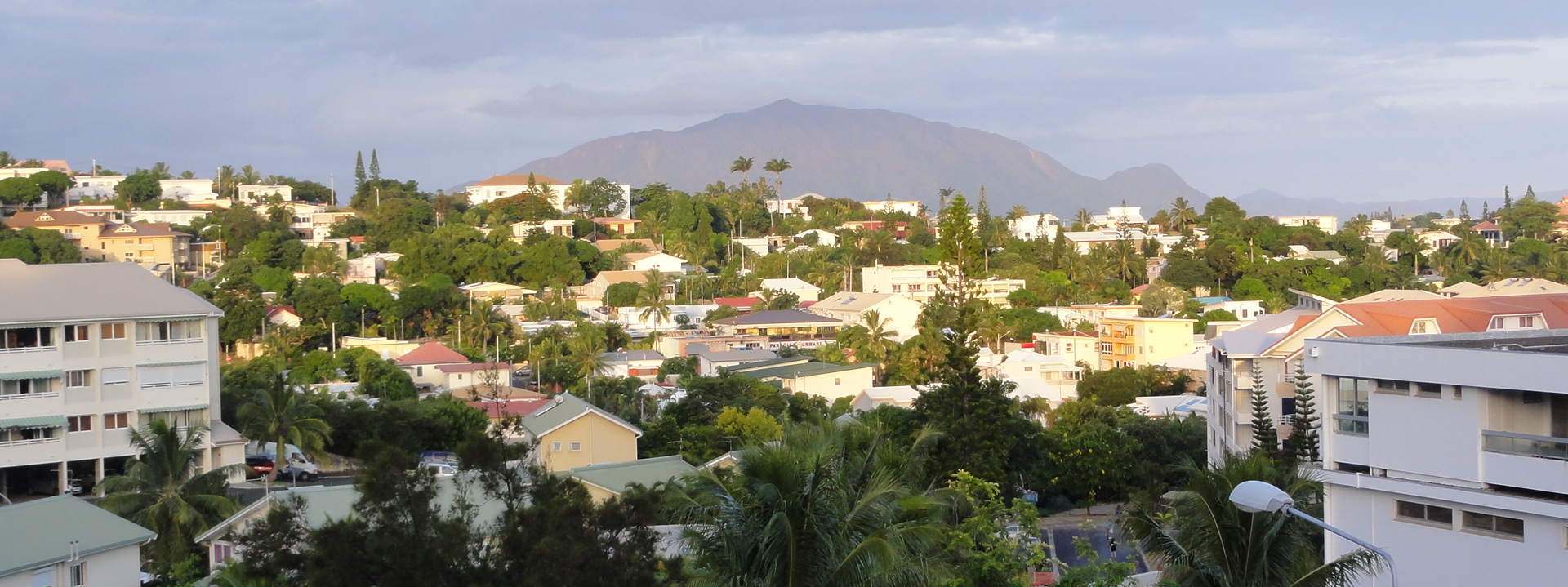
Le quartier résidentiel du Trianon

Avec son aquarium et ses plages, il s'agit de la partie la plus touristique de Nouméa, offrant un véritable paysage de Riviera, notamment autour de la baie des Citrons et de l'anse Vata où se trouvent de nombreux hôtels (qui se sont élevés en hauteur à partir des années 1990), restaurants, bars et boîtes de nuit. La baie de l'Orphelinat sert quant à elle de port de plaisance, entouré d'immeubles d'habitat collectif relativement aisé, et la Côte Blanche, à l'extrémité sud de la baie de Sainte-Marie, de base nautique. D'importants chantiers de planification urbaine ont été menés à la fin du XXe siècle et au début du XXIe siècle le long de ce « tour des baies », aménageant des promenades avec circuits piétonniers et cyclistes, arbres (notamment palmiers et cocotiers, flamboyants) et mobilier urbain (comprenant, dans la baie de l'Orphelinat, d'anciennes balises maritimes).

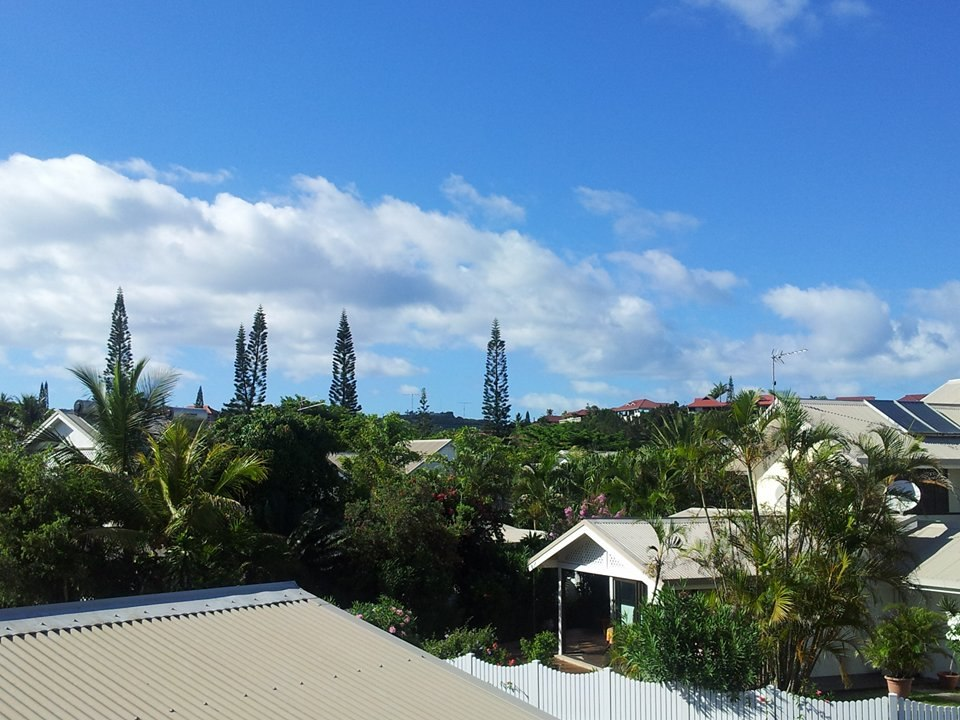
Quartier N'Géa à Nouméa.

À cela s'ajoutent les quartiers résidentiels, majoritairement européens et dominés par un habitat individuel avec jardins, du Receiving, de Motor Pool, du Trianon, de Val Plaisance (avec son hippodrome) et de N'Géa. Y sont situés deux collèges publics, le collège Jean-Mariotti et le collège de Tuband, mais aussi un collège privé, Saint-Joseph de Cluny, et un lycée privé, Blaise-Pascal. Il y a 13 900 habitants. L'urbanisation s'y est développée après la Seconde Guerre mondiale, essentiellement à partir des années 1960. Des immeubles d'habitat collectif ont ensuite été sporadiquement implantés à partir des années 1980, avant d'être plus particulièrement privilégiés au tournant du XXIe siècle sur les versants de la colline du Ouen Toro par exemple. Le lotissement Tuband, aménagé dans les années 2000, marque un retour à un habitat individuel, avec des terrains réduits et aux formes et au style standardisés (fortement inspirés des maisons coloniales, avec un retour de toits en pente dont la couleur rouge marquent fortement le paysage urbain, quand les toits plats et blancs avaient été privilégiés dans les constructions depuis 1945).

### Rivière-salée
Le quartier de Rivière-salée fut réalisé à partir de la fin des années 1960 et jusqu'en 1982 sur des remblais construits au début du XXe siècle pour permettre le passage à l'époque du « Petit-train » de la mine. Ce quartier tient son nom, mentionné sur les cartes dès 1859, de la présence de vastes marécages. Pendant longtemps délaissé, il a fait l'objet ces dernières années d'une véritable politique de réhabilitation qui comprend la construction en 2000 d'une médiathèque (33 000 documents dont 4 000 CD) et en 2001 d'un Café-musique « Le Mouv' ». S'y trouve aussi le collège de Rivière-Salée, classé zone d'enseignement prioritaire ZEP, et le lycée professionnel Petro-Atiti. Ce quartier est peuplé de 9 000 habitants, majoritairement mélanésiens et polynésiens mais aussi européens. Il constitue la limite nord de la ville de Nouméa, vers la commune de Dumbéa.

### Secteur Saint-Quentin
Le secteur de Saint-Quentin est peuplé de 7 500 habitants et constitue la périphérie nord-est de la ville, donnant sur la commune du Mont-Dore. Ce secteur administratif de Nouméa est en pleine expansion. Il comprend divers quartiers résidentiels à l'attractivité variée : les 6e et 7e km ainsi que le quartier de Normandie sont assez populaires. Ils comprennent les tours de Saint-Quentin à la sortie de la ville, qui vont être progressivement vidées de leurs habitants et détruites afin de construire des logements pavillonnaires, ainsi que le cimetière du 5e kilomètre, le plus récent et le plus important du chef-lieu, ou encore le collège de Normandie… C'est dans les années 1990 qu'a été aménagé le nouveau quartier résidentiel de Tina, divisé en Tina-sur-Mer et Tina-municipal. Puis dans les années 2000 du lotissement Tina-Presqu'Île. Des lotissements pour personnes aisées y ont été installés, ainsi qu'un golf de 18 trous et une piste cyclable à Tina-sur-Mer.

### Presqu'île de Ducos

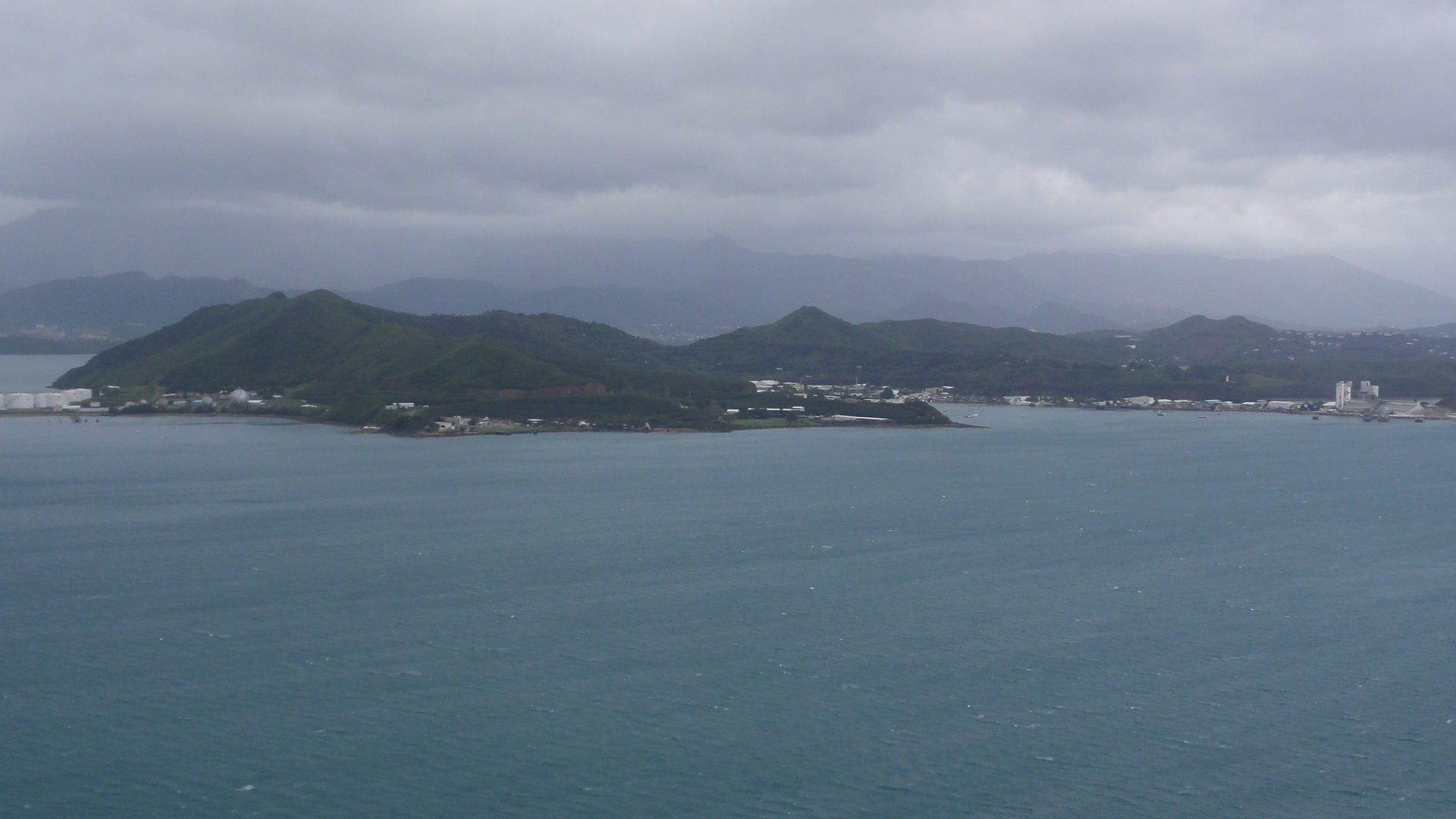
Presqu'île de Ducos

Ducos est une presqu'île : c'est le centre économique et industriel de Nouméa où de nombreuses entreprises sont installées. La presqu'île de Ducos compte 7 500 habitants et constitue la partie nord-ouest de Nouméa. À l'origine, Ducos appartenait à l'administration pénitentiaire qui y avait installé un centre où étaient emprisonnés les condamnés jugés les plus dangereux.
Aujourd'hui, elle comprend la zone industrielle de Ducos située à proximité de l'usine SLN de Doniambo. Autre cœur industriel de la presqu'île, le quartier de la baie de Numbo, ancien site pénitentiaire, et dont les activités sont centrées autour du chalandage, de la construction navale et de la cimenterie. Enfin, peut être citée, à l'extrémité ouest de la presqu'île, la pointe Koumourou (ce qui signifie « trou profond » ou « trou bleu ») qui a d'abord servi à l'installation d'une batterie d'artillerie et qui sert aujourd'hui au stockage des hydrocarbures et de gaz destinés à l'approvisionnement de la Nouvelle-Calédonie.
Ducos englobe également des quartiers résidentiels : certains sont assez anciens, comme le quartier même de Ducos ou encore celui de Tindu datant aussi de l'administration pénitentiaire au XIXe siècle. Ces anciens quartiers font l'objet d'une politique de réhabilitation depuis ces dernières années. Mais des quartiers plus récents ont également été aménagés, comme celui du Logicoop (loti entre les années 1960 et 70) et la zone d'aménagement concerté (ZAC) de Kamere dont la réalisation a commencé dans les années 1990 et qui devrait compter à terme entre 2 500 et 3 000 habitants. S'y trouve le collège de Kamere.

### Secteur de Magenta

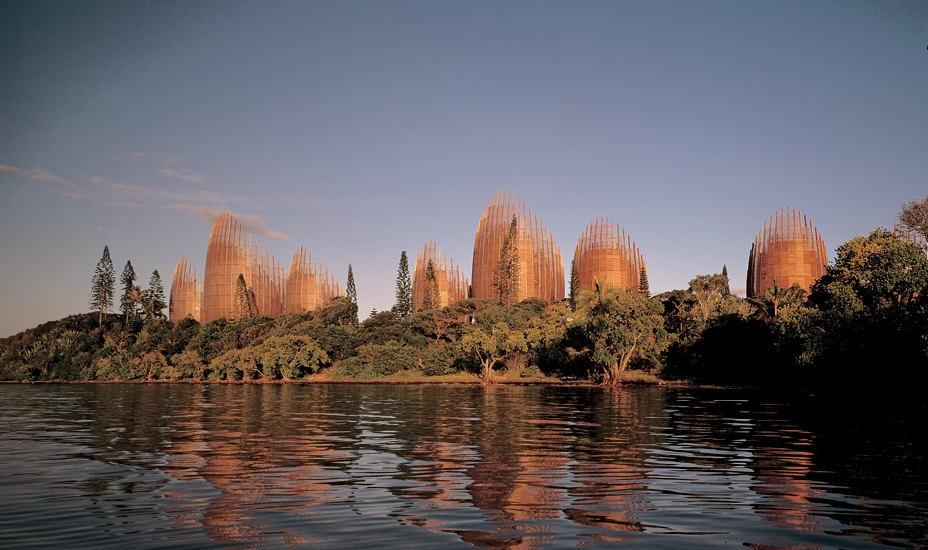
Le Centre culturel Tjibaou

Ce secteur est un des centres les plus dynamiques, et également l'un des plus cosmopolites du chef-lieu avec ses 14 000 habitants. Son cœur reste le quartier de Magenta proprement dit, où se trouvent l'aérodrome domestique de Nouméa, l'ancien site de la faculté des Lettres, langues et sciences humaines de l'université de Nouvelle-Calédonie (qui a été déplacée vers Nouville en 2012) ainsi que le stade Numa-Daly (construit en 1966 à l'occasion des 2e Jeux du Pacifique, il porte le nom d'un ancien footballeur français ayant joué à l'Olympique de Marseille). Peuvent également être cités la clinique de Magenta qui accueille les services de pédiatrie et d'obstétrique du centre hospitalier territorial (CHT), ainsi que le plus important collège de la ville. Le quartier du Haut-Magenta sert de lien entre le centre-ville et les quartiers résidentiels de la périphérie. S'y trouve également, dans les hauteurs, le parc zoologique et forestier. Autour de ces deux pôles importants se sont développés les quartiers pleinement résidentiels de la presqu'île de Ouémo, des Portes de Fer et du Quatrième kilomètre avec son vieux cimetière, créé dans les années 1880 et toujours en expansion. Le Centre culturel Tjibaou se trouve dans ce secteur administratif.
Enfin, ce quartier est probablement celui où la plus grande mixité sociale peut être observée. Ainsi, les quartiers pavillonnaires des classes moyennes de Ouémo, du Haut-Magenta et d'une partie des Portes de Fer côtoient les tours de Magenta, situées entre le stade et le CHT, et les logements sociaux pavillonnaires construits récemment dans les hauteurs entre les Portes de Fer et l'aérodrome et accueillant une population essentiellement wallisienne ou mélanésienne.

### Faubourgs
Le secteur du Faubourg contient 11 000 habitants. Il s'agit des plus anciens quartiers résidentiels du chef-lieu formant la périphérie directe du centre-ville.
Vallée des Colons

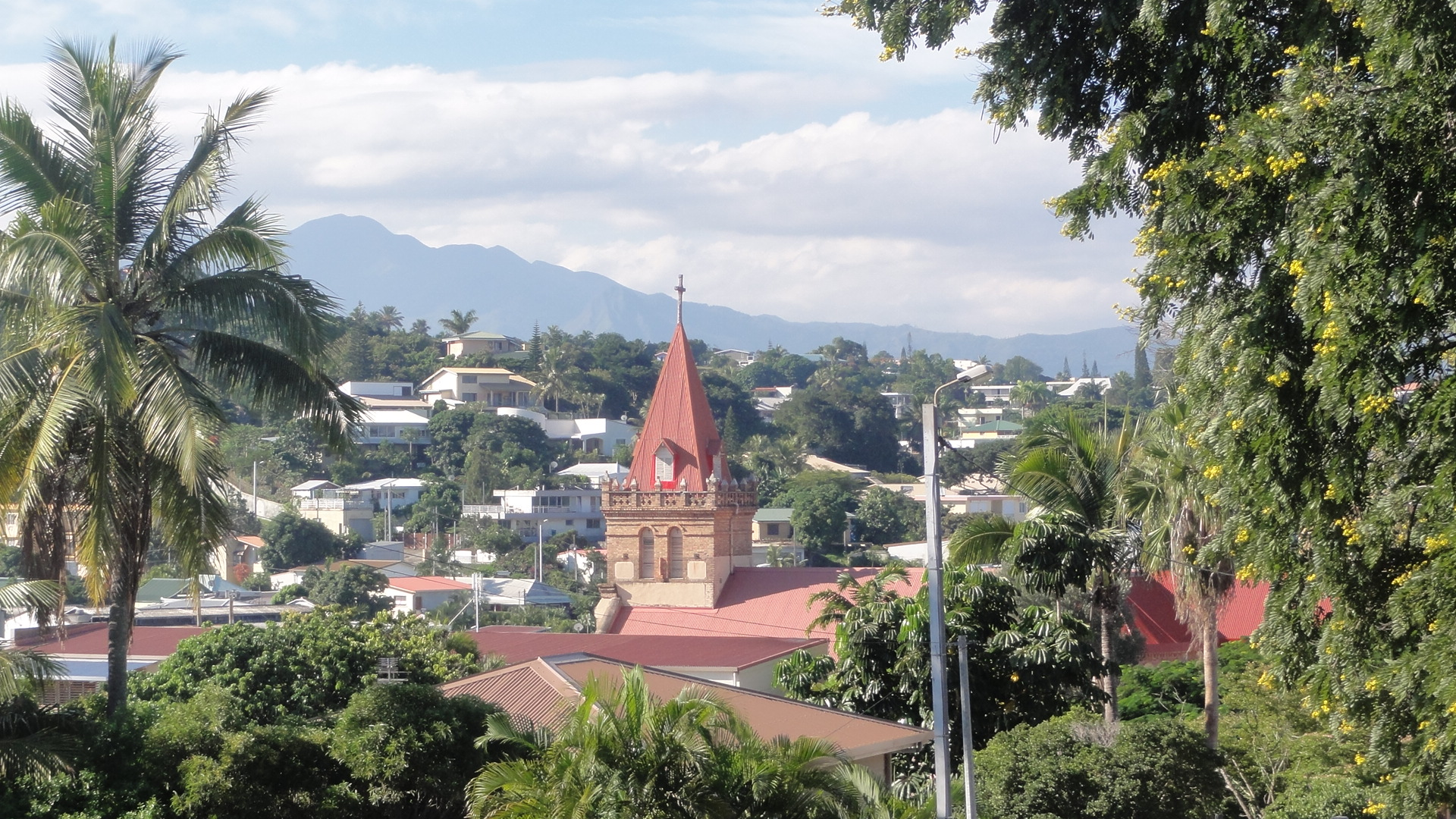
Vue du quartier de la Vallée des Colons, avec au premier plan le clocher de l'église paroissiale Saint-Jean-Baptiste.

Ce quartier tient son nom du fait que c'est là que les premiers colons civils se sont installés à l'époque où Port-de-France n'était encore qu'une base militaire. Elle est organisée autour de la rue Auguste-Bénébig (ancienne route coloniale 13 puis route territoriale 13) qui relie le centre-ville à Magenta. C'est un quartier résidentiel. Le collège catholique de Champagnat et le lycée protestant Do Kamo y sont situés. C'est un quartier très cosmopolite. Quartier historique, il comprend également plusieurs bâtiments classés monuments historiques comme le château Hagen (maison de style colonial qui sert aujourd'hui à des expositions et à des activités culturelles), l'église Saint-Jean-Baptiste de la Vallée des Colons ou encore les anciens bâtiments de l'actuelle clinique Magnin.
Faubourg Blanchot

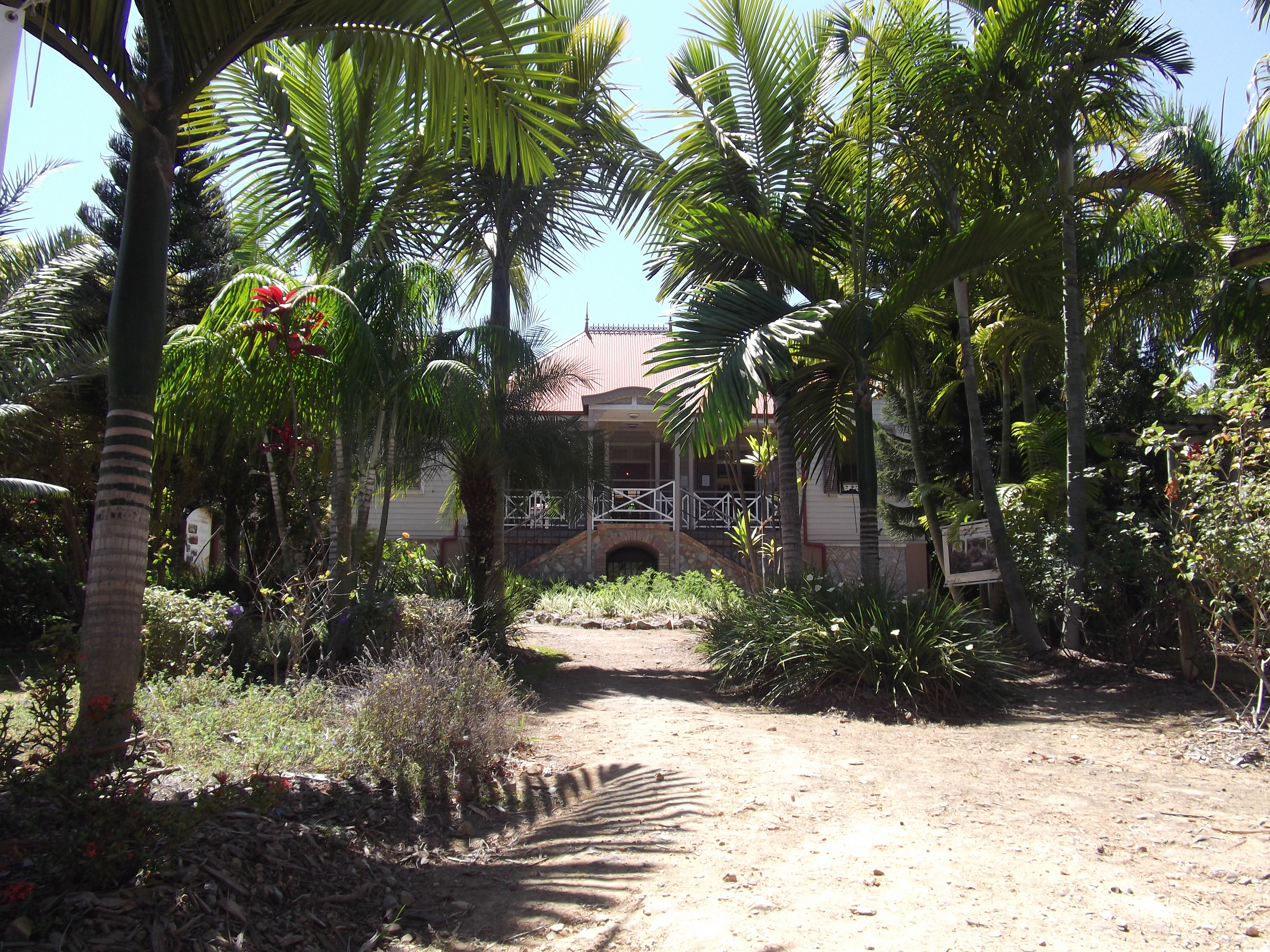
La Maison Célières, ancienne villa coloniale devenue emblématique du Faubourg Blanchot.

Ce quartier est tout aussi ancien que la Vallée des Colons. Il est, lui aussi, organisé autour d'une artère principale, la rue du Port Despointes, qui relie le centre-ville à la baie de Sainte-Marie. La maison Célières, l'un des principaux modèles en matière d'architecture coloniale, s'y trouve. Cette demeure, délabrée depuis la mort de son dernier propriétaire et occupée par des squatteurs, a fait l'objet d'une restauration très importante visant à lui redonner son apparence d'origine. Autre monument historique, l'ancienne prison civile (qui a servi de 1881 à 1939) dans laquelle est aujourd'hui installé le Centre d'Art, dit aussi « Théâtre de Poche ».

### Secteur de Montravel
La population de ce secteur, le plus populaire de Nouméa, est de 7100 habitants. Ce secteur comporte donc en tout premier lieu le quartier de Montravel, de loin le plus récent, avec ses tours HLM. Ce quartier abrite essentiellement une population d'origine mélanésienne mais aussi wallisienne. À proximité, se trouve le site de l'usine de Doniambo et le port industriel de la ville. Mais le secteur de Montravel ne comporte pas que le quartier de Montravel, puisque s'y ajoute celui de la Vallée du Tir, habité depuis le XIXe siècle (avec le site du premier cimetière du chef-lieu). Ce quartier, qui s'étale sur les flancs sud de la colline de Montravel, a fait l'objet depuis ces dernières années d'une forte politique de réhabilitation.

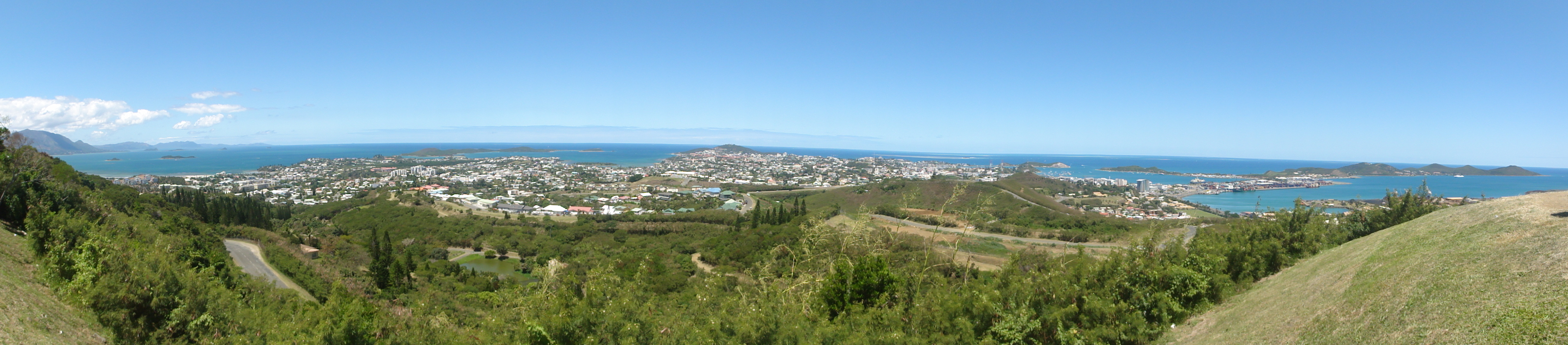
Panoramique depuis la colline de Montravel.

### Un phénomène particulier: les squats

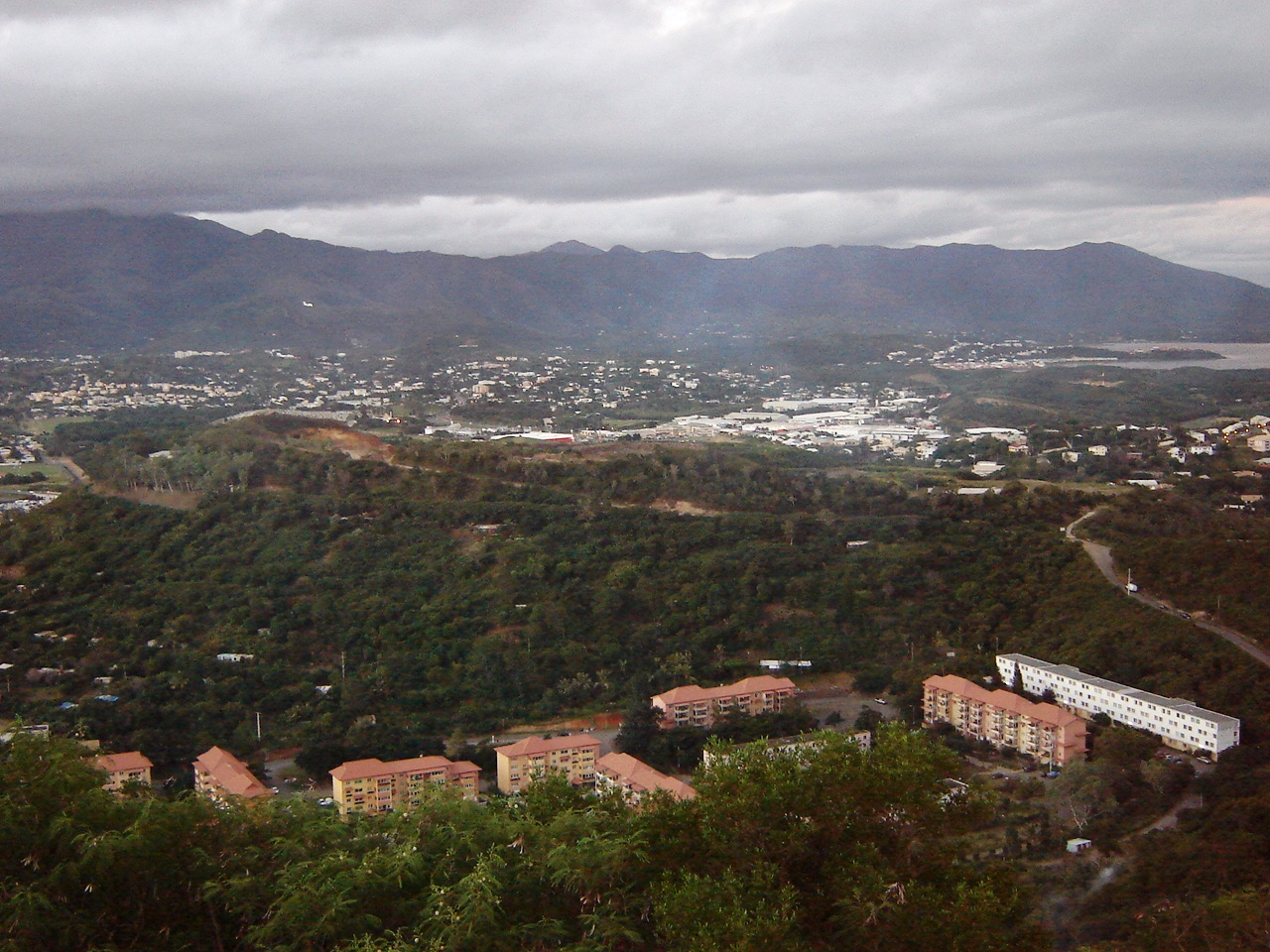
Squats sur les versants de la colline de Montravel, voisins de la cité Pierre Lanquette.

Il s'est développé à Nouméa depuis les années 1980-90 un type particulier d’habitat : ce que les Nouméens appellent généralement les squats. Ceux-ci consistent en des habitations construites en matériaux de récupération (généralement en tôle ondulée), sur des terrains vagues privés ou publics appartenant notamment à la municipalité aux abords de la ville (les plus importants sont ceux situés à la limite entre les communes de Dumbéa et de Nouméa en bordure de voie express, suivi du squat de Montravel et d'autres dans la végétation de type mangrove entre Magenta et la presqu'île de Ouémo, derrière le Centre hospitalier spécialisé de Nouville, aux abords de l'aéroport de Magenta à l'entrée de Tina, sur les rives de la baie de Koutio - Kaméré au nord-ouest de la presqu'île). Plusieurs visions et opinions s'opposent concernant ces squats :
- pour certains, il s'agit de Mélanésiens fraîchement arrivés de brousse qui, éprouvant des difficultés à trouver du travail, ne réussissent pas à se loger et n'ont pas les moyens de se payer une habitation décente. La solution se trouve donc dans un développement de la politique de construction d'habitations aux loyers abordables avec une priorité pour reloger les squatteurs. C'est en partie pour cette raison qu'ont été créés les nouveaux logements sociaux de type pavillonnaires à Ducos (Logicoop, Kaméré) ou aux Portes de Fer (sur les hauteurs qui séparent les quartiers déjà existants de l'aéroport de Magenta). Mais la politique de la Société immobilière calédonienne (SIC) et du gouvernement est souvent jugée insuffisante par certaines associations ou encore par la ligue des droits de l'homme de Nouvelle-Calédonie[211].
- parmi les critiques les plus virulentes des squats et des squatteurs, se trouvent notamment les citadins, propriétaires ou locataires de logement pleinement intégrés dans les espaces urbains traditionnels, quelles que soient leurs communautés ou leurs catégories socio-professionnelles. Comme le souligne Dorothée Dussy, « c'est au sein des populations non Océaniennes dont les familles sont les plus anciennement installées en Nouvelle-Calédonie que le rejet des squateurs s'exprime de la façon la plus virulente », tout en précisant que « quant aux Océaniens de Nouméa vivant hors des squats, ils se déclarent en grande majorité contre l'existence des squats, déplorent leur développement et n'imaginent pas squatter eux-mêmes ». Pour eux, le fait qu'il y ait des squatteurs relève d'un « manque de volonté » ou d'une « mauvaise volonté », d'une transgression sociale. De plus, la présence de squats est souvent associée au développement de la criminalité[212].
- de nombreux sociologues et anthropologues, parmi lesquels la chercheuse Dorothée Dussy, considèrent de plus en plus les squats comme un type d'habitat assez spécifique, différent des bidonvilles des pays du Tiers-Monde. Ainsi, pour un nombre croissant de spécialistes, les squatteurs seraient des Mélanésiens qui auraient été obligés de quitter leur tribu pour des raisons variées (essentiellement économiques ou professionnelles, mais également du fait d'une redéfinition voire d'un délitement en cours de l'organisation en tribus) et qui, ne s'adaptant pas au mode de vie européen de la ville, auraient recréé un espace de vie semblable à celui qu'ils avaient laissé en tribu (ainsi, l'organisation sociale, les noms donnés par leurs habitants aux squats, le développement de jardins vivriers, notamment d'arbres fruitiers tropicaux, rappellent le clan typique mélanésien). Le squat serait donc une récupération du mode de vie traditionnel Kanak aux abords d'un environnement plus européen, la ville[213]. Cependant, pour certains urbanistes, dont François Serve de l'Université de Montréal, les politiques de logement actuellement en vigueur dans le Grand Nouméa tendent encore à nier cette spécificité des squats (notamment par la construction de logements sociaux jugés trop peu « océaniens » dans l'architecture des logements ou par l'absence de jardins qui permettraient de maintenir le lien à la terre important dans la société mélanésienne) alors que, selon eux, ces derniers se situent au carrefour de la création d'une identité urbaine kanak[214].

Une enquête menée en 2006, renouvelée en 2008, par l'institut Taylor Nelson Sofres à la demande de la Province Sud recense la population des squats dans le Grand Nouméa à 8 148 habitants, dont 6 080 (74,6 %) permanents, qui se répartissent comme suit : 3 931 à Dumbéa, 3 661 à Nouméa, 510 au Mont-Dore et 42 à Païta.

## Économie

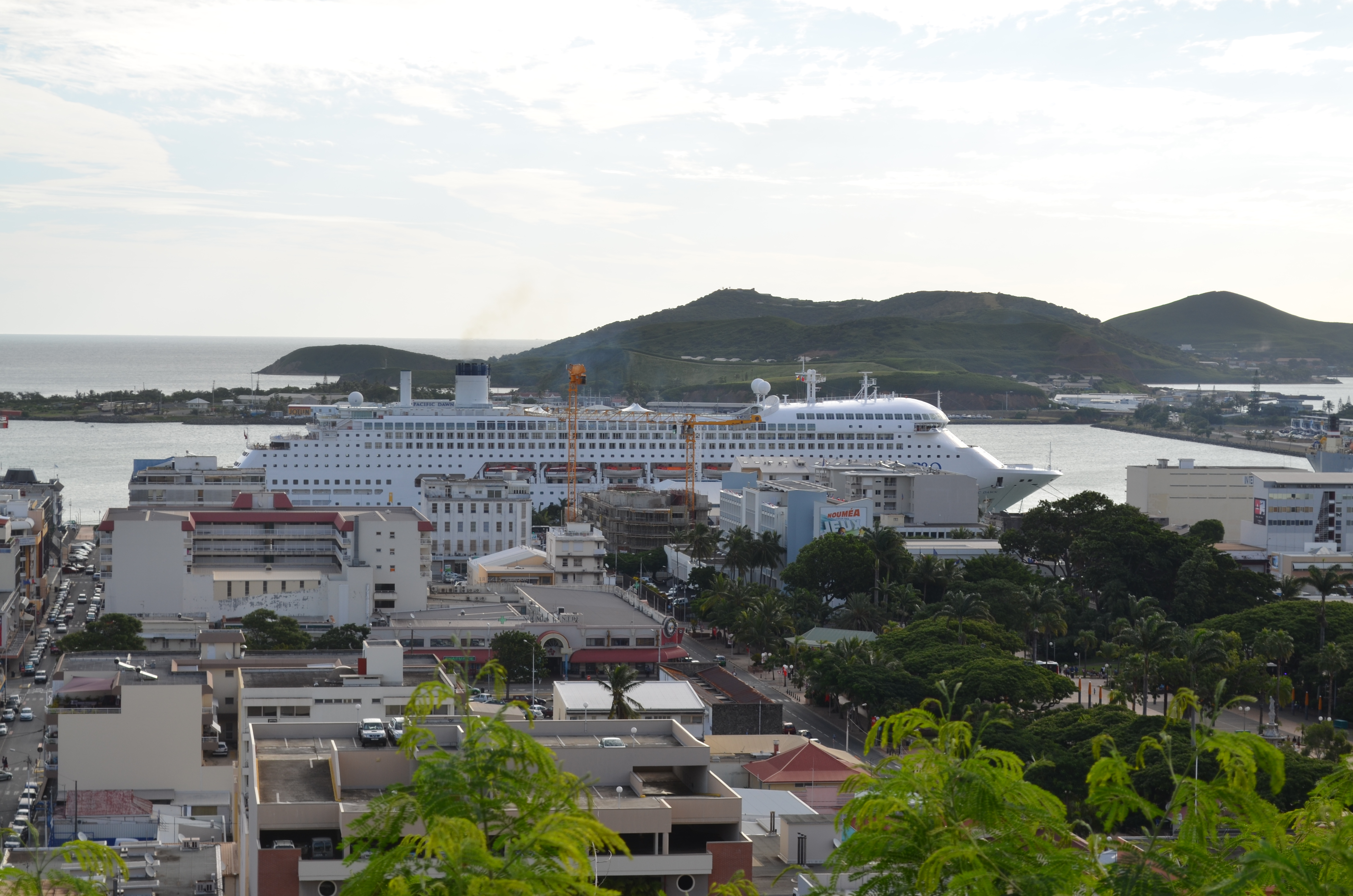
Vue du centre-ville et du port de Nouméa avec un paquebot à quai.

Nouméa reste le principal centre économique et industriel ainsi que le premier port de l'archipel. La population active s'élevait à 48 432 individus en 2019, dont 4 810 chômeurs (soit un taux de chômage de 9,9 %). Au 31 décembre 2021, 29 434 établissements (c'est-à-dire les lieux où les entreprises exercent leurs activités), pour 28 708 entreprises, étaient enregistrés comme implantés à Nouméa auprès du Répertoire d'identification des entreprises et des établissements (RIDET), soit 44,88 % du total néo-calédonien (45,3 % pour les entreprises).

### Le secteur secondaire
Le secteur secondaire représentait en 2019 6 908 travailleurs (14,26 % de la population active nouméenne), et 4 582 établissements (y compris des industries extractives) enregistrées au RIDET au 31 décembre 2021 (pour le même nombre d'entreprises), soit 15,57 % des établissements nouméens (et 15,96 % des entreprises nouméennes) à cette date et 43,91 % du total des établissements du secteur secondaire en Nouvelle-Calédonie (proportion qui s'établit à 44,34 % pour les entreprises).

#### L’activité industrielle

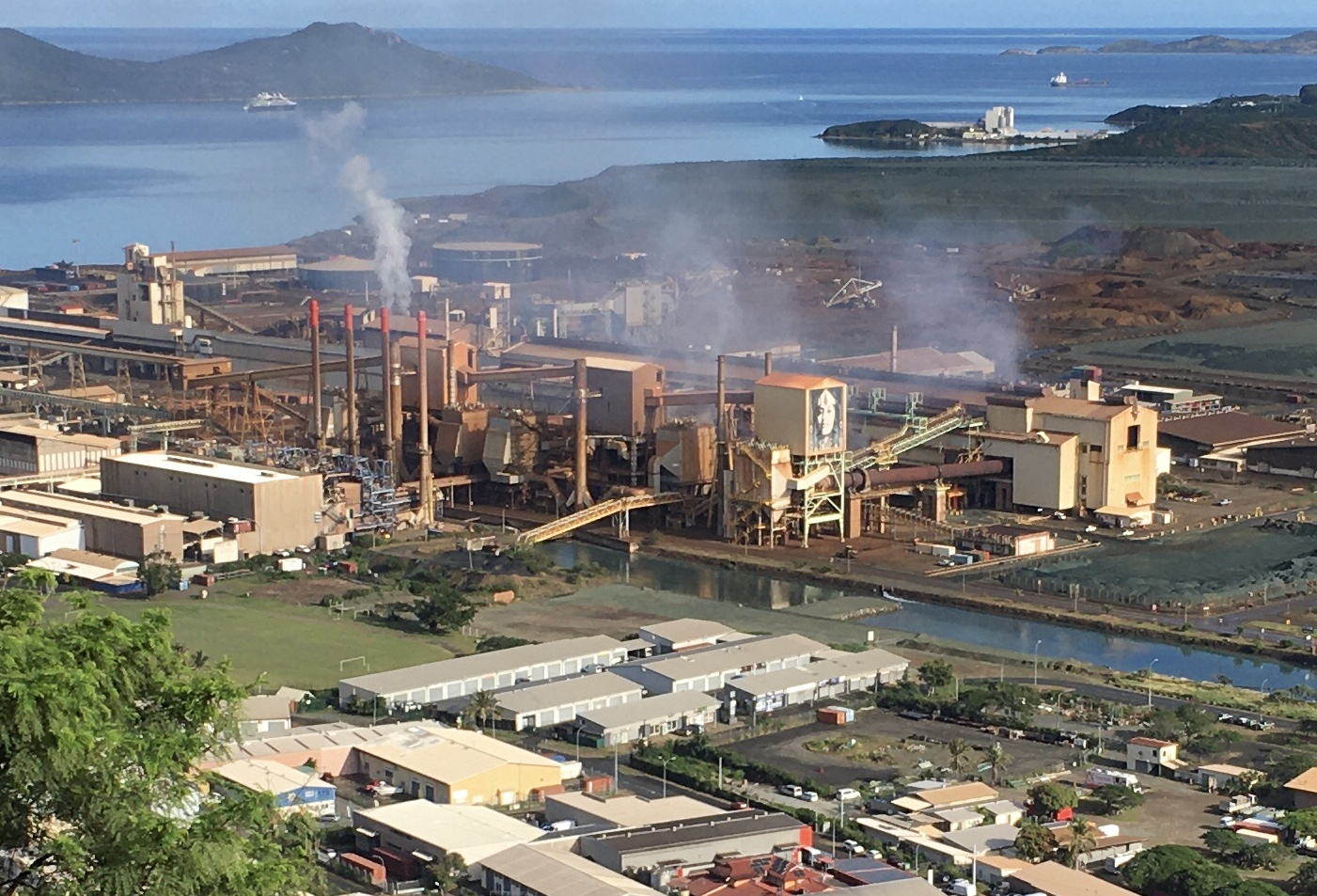
L'usine SLN de Doniambo, en 2021.

La presqu'île de Ducos est le principal poumon industriel de Nouméa et plus généralement de la Nouvelle-Calédonie, avec les quartiers de Doniambo (usine métallurgique de la SLN et son port), Ducos industriel et les baies de Numbo et des Dames. Des zones d'activité sont également implantées dans d'autres quartiers du nord de Nouméa, notamment au Sixième kilomètre le long de la Voie de dégagement est (VDE). Le secteur industriel (donc hors construction) représentait en 2019 3 638 personnes soit 7,51 % de la population active nouméenne, et au 31 décembre 2021 16 établissements d'industries extractives (23 entreprises) et 1 431 d'industries manufacturières (1 407 entreprises).
L'économie du chef-lieu est, comme pour le reste de la Nouvelle-Calédonie, centrée autour du traitement du nickel. L'usine Eramet-SLN située sur la presqu'île de Doniambo, entre le secteur industriel de Ducos et le port de commerce, est ainsi longtemps restée la seule usine de traitement et de transformation du minerai de nickel (saprolite) dans l'archipel (jusqu'à l'entrée en phase de test de l'usine du Sud à Goro en 2009 et celle de l'usine du Nord à Vavouto en 2014). Elle a produit 54 359 tonnes de minerai transformé (ferronickel et mattes) en 2011 et fait l'objet depuis 2003 d'une politique de modernisation de son équipement pour porter sa capacité de production de 60 000 à 75 000. Elle a connu un pic à 62 383 t en 2006. Cette usine reste l'un des principaux employeurs de Nouméa puisque 1 382 salariés y travaillaient en 2004, et la seule entreprise du secteur marchand de Nouvelle-Calédonie à dépasser les 1 000 employés à la fin de l'année 2010.

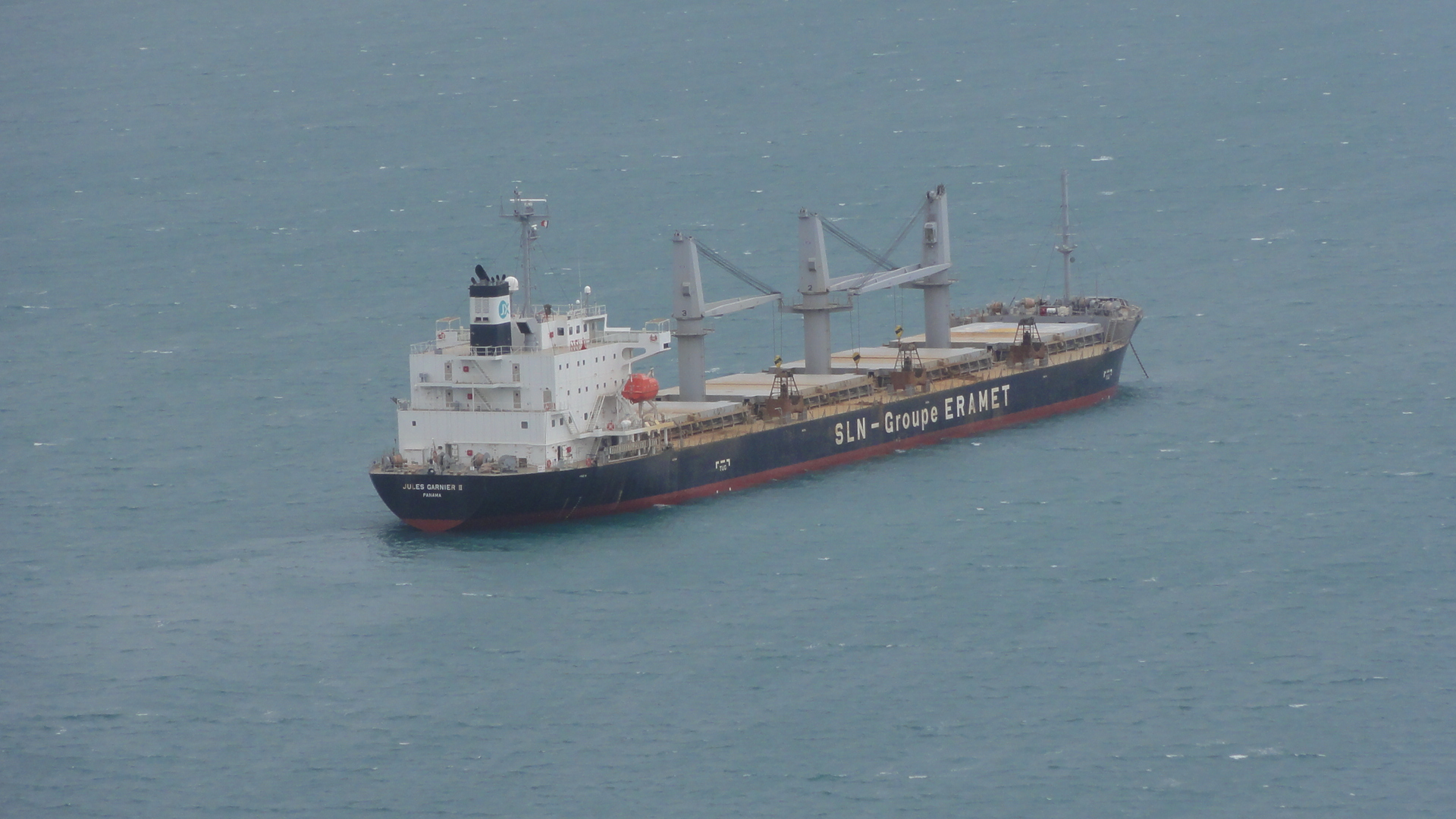
Un minéralier de la SLN.

Bien sûr, la transformation du nickel n'est pas la seule activité industrielle de Nouméa, mais elle reste prépondérante et la seule véritablement exportatrice. Plus généralement, la production de biens intermédiaires (comprenant donc cette activité métallurgique) domine, avec en tout 2 193 individus travaillant dans ce secteur en 2009, soit 47,97 % de la population active industrielle. Hors métallurgie, les entreprises spécialisées en biens intermédiaires représentent ainsi quelque 800 travailleurs. Peuvent être cités les produits plastique ou caoutchouc (Cellocal pour les emballages ou les Établissements de Saint-Quentin ESQ pour les tubes plastiques), la cimenterie (Holcim Nouvelle-Calédonie qui est le nouveau nom des « Ciments de Numbo »), par exemple.
Le secteur de l'agro-alimentaire est également présent avec notamment des usines de production de boissons (telles que la Société Le Froid, avec 192 salariés en 2011, qui produit à la fois ses propres jus de fruits, sirops et sa bière mais qui travaille surtout sous licence de grandes marques comme Coca-Cola, ou encore la Grande Brasserie de Nouvelle-Calédonie dite GBNC qui employait 200 personnes en 2008 et qui produit une bière, la Number One, qui a reçu plusieurs prix sur les salons internationaux), de produits laitiers (secteur dominé par le Groupe Calonne, implanté essentiellement au Sixième Kilomètre à Nouméa mais aussi dans des communes de Brousse telles que Bourail et comptant en tout 120 salariés en 2011, qui, par le biais de ses trois entreprises Socalait, Tennessee farm laiterie et Mikonos, produit des yaourts, glaces, fromages, chocolats et jus de fruit sous licence ou locaux, tels le camembert « Le Broussard », les yaourts Tennessee farm, les jus de fruit Tarumba et les chocolats Lapita) ou de confiserie-chocolaterie industrielle (Biscochoc qui produit, sous licence ou avec ses propres marques, des tablettes, barres chocolatées, pâte à tartiner, rochers et confiseries, avec 70 employés hors-saison environ pouvant grimper à 100 en campagne en 2012). L'agroalimentaire employait ainsi en 2009 722 individus (15,8 % des actifs industriels) et représentait 152 établissements (146 entreprises, dont 5 pour les boissons) inscrites dans la ville au 29 octobre 2014.
Vient ensuite la production des biens d'équipement, avec en 2009 675 travailleurs. Cela concerne surtout les produits mécaniques (la chaudronnerie et la soudure avec, par exemple, la société CTM) ou la construction navale essentiellement localisée dans la baie de Numbo. Les biens de consommation pour leur part comprennent avant tout l'imprimerie (à travers les activités de presse du quotidien Les Nouvelles calédoniennes ou l'imprimeur Artypo, en tout 204 établissements enregistrés au RIDET au 29 octobre 2014) ou l'habillement (139 établissements à la même date, beaucoup de production artisanale, notamment dans le quartier de Chinatown au centre-ville, mais aussi la marque Tricot rayé).

#### La construction
Le secteur du bâtiment et des travaux publics (BTP) joue un rôle important dans l'économie nouméenne, avec 4 915 travailleurs en 2009 (10,27 % de l'ensemble des actifs et 51,81 % de ceux travaillant dans le secteur secondaire) et 3 849 établissements (70,99 % des établissements du secteur secondaire) pour 3 814 entreprises (71,46 % des entreprises du secteur secondaire) au 29 octobre 2014). Parmi les principales entreprises figurent la succursale locale de Colas (basée à Ducos, qui domine le marché local pour les infrastructures routières et qui est fin 2010 la plus importante société de construction néo-calédonienne, et la première entreprise du secteur marchand, en nombre d'employés, supérieur à 300), la société Ardimanni et Benedetti (ARBE, fondée en 1967 et dont le siège social est situé dans le quartier de Koutio à Dumbéa, entreprise locale avec un effectif moyen de 300 personnes), l'entreprise Dumez GTM Calédonie (filiale de Vinci construction terrassement, spécialisée dans le génie civil et premier terrassier de l'archipel, implantée depuis 1969 avec son siège dans le quartier d'Auteuil à Dumbéa), ou encore plusieurs marques de Cofely (Endel Nouvelle-Calédonie pour la maintenance industrielle ou la Socometra pour les installations de production d'énergie). Cette importance s'est particulièrement accentué durant les années 2000 avec l'urbanisation du Grand Nouméa, l'agrandissement du parc du logement social ainsi que les grands travaux portés par la bonne santé économique de la Nouvelle-Calédonie durant cette période (par exemple, dans la région de Nouméa, les chantiers de usine du Sud puis du médipôle de Koutio, l'agrandissement de l'aéroport international de Nouméa - La Tontouta et du campus universitaire de Nouville, l'aménagement de Dumbéa-sur-mer ou d'infrastructures sportives nouvelles pour les Jeux du Pacifique de 2011).

### Les services

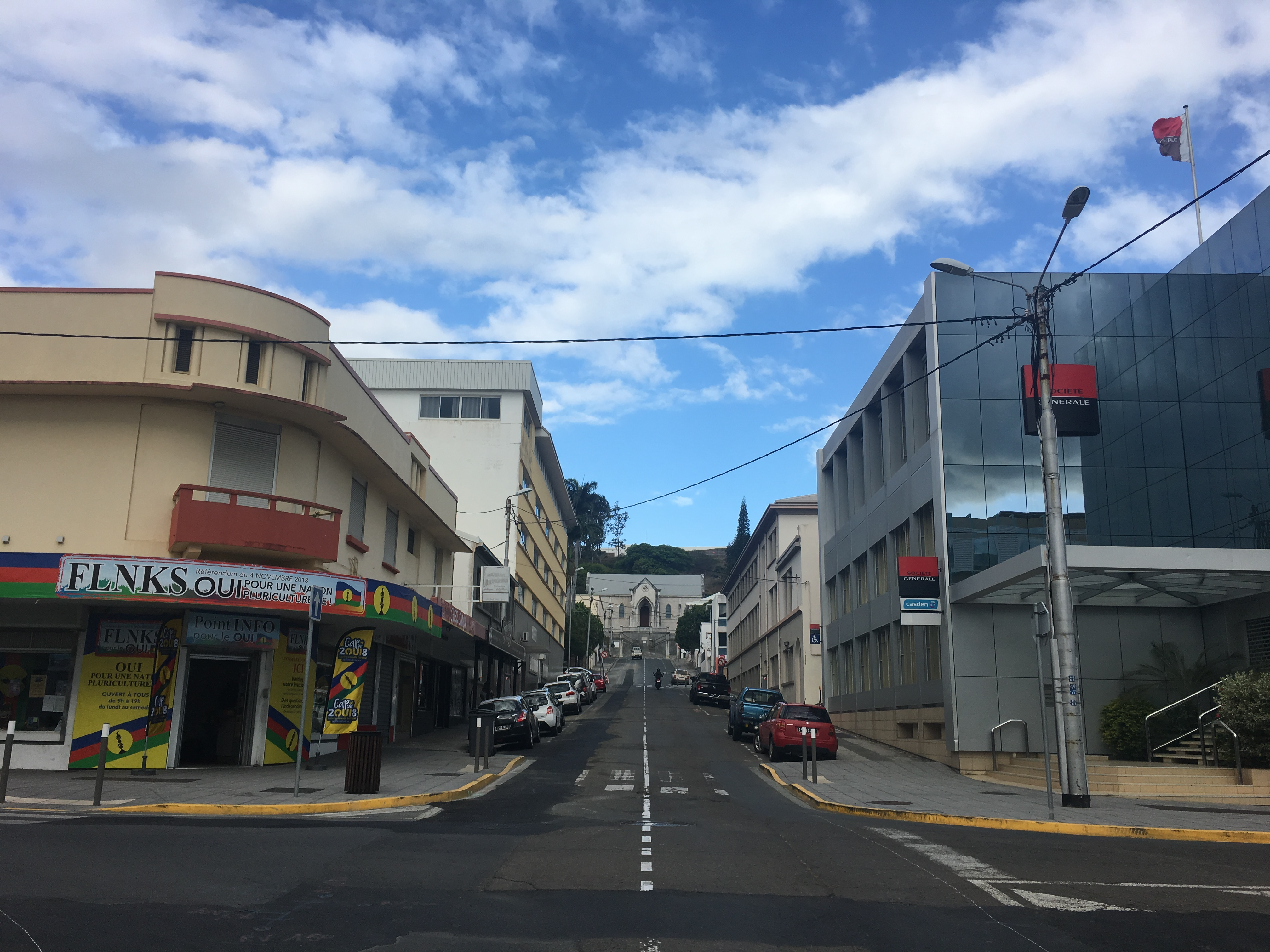
La rue de l'Alma, dans le centre-ville, est l'une des principales artères commerçantes de l'agglomération.

Le secteur tertiaire est de loin le plus développé à Nouméa, et représentait plus de 77 % de la population active de la capitale en 1996. La fonction publique notamment emploie un nombre considérable de Nouméens, du fait du statut de chef-lieu détenu par la ville, que ce soit l'État, la Nouvelle-Calédonie, la Province ou la commune.
Nouméa est le siège de la Chambre de commerce et d'industrie de Nouvelle-Calédonie. Elle gère l’aéroport international de La Tontouta et celui domestique de Magenta.

#### Le port de commerce de Nouméa

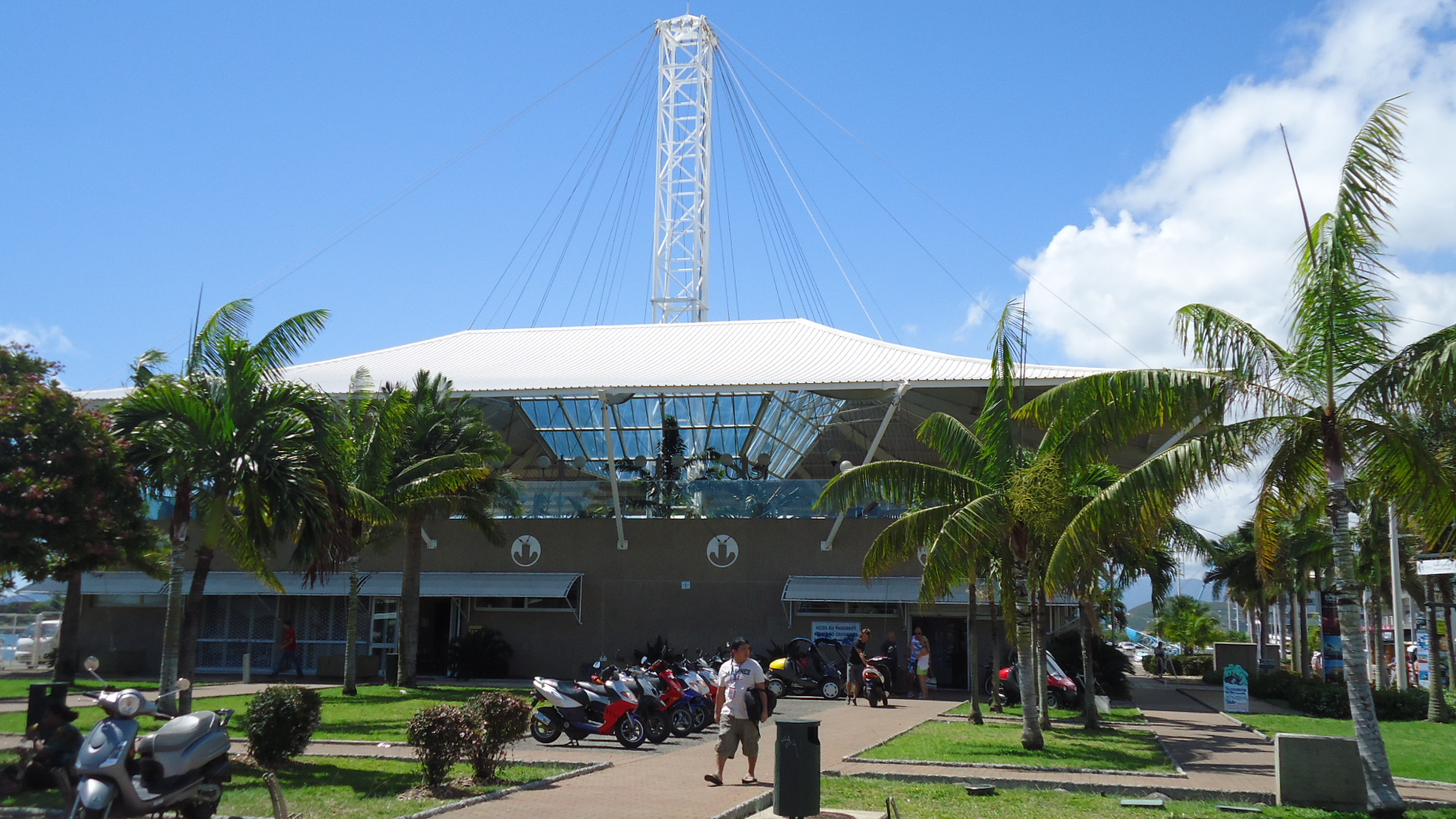
La Gare maritime du port de Nouméa, en 2013.

Les infrastructures portuaires de Nouméa sont concentrées sur la côte ouest de la presqu'île, entre les baies de Numbo, des Dames, de la Moselle, de l'Orphelinat et des Pêcheurs, formant la grande (nord-ouest) et la petite rade (sud-ouest) aux abords du centre-ville et de Nouville. Elles sont gérées par le Port autonome de Nouvelle-Calédonie, un établissement public à caractère industriel et commercial (EPIC) qui gère également le port de Wé à Lifou, et accueillent des activités variées (commerce international ou de cabotage, pêche, transports inter-îles, croisiérisme, plaisance, services de halage).
Le port de commerce de Nouméa reste de petite taille à l'échelle internationale avec un trafic total de 4 481 milliers de tonnes en 2020. Néanmoins, il est le 8e port de commerce français (et le premier d'Outre-mer) en termes de tonnage, et reste un géant en Nouvelle-Calédonie (représentant 97 % des importations de marchandises de l'archipel, contre 3 % pour l'aérien) et, dans un certain sens, dans le Pacifique insulaire. Sur plus de 1 000 ha, il peut accueillir des navires de 250 m et au tirant d'eau de 10,5 m,.

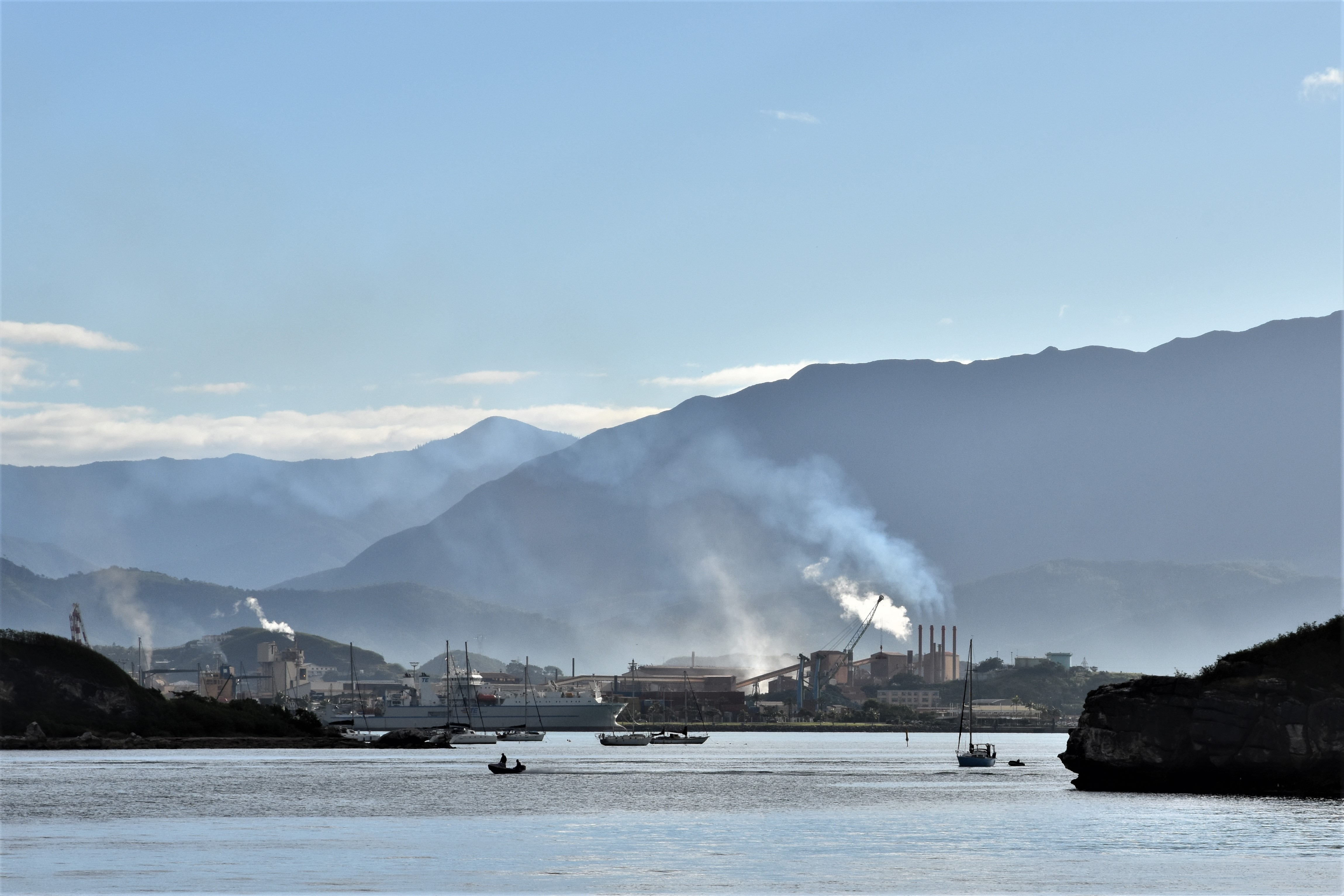
Vue depuis l'entrée de la grande rade sur les installations portuaires desservant l'usine SLN de Doniambo, en 2018.

L'essentiel de son trafic domestique est constitué par le débarquement de minerai de nickel venu de l'intérieur (2 872 milliers de tonnes) pour approvisionner l'usine de Doniambo. Le commerce international pour sa part ne représente finalement, débarquements et embarquements confondus, que 1 493 milliers de tonnes. La balance commerciale est largement déficitaire (les sorties ne représentant que 9,14 % des entrées en 2020, ce ratio s'établissant à 22,87 % pour le trafic extérieur) car le principal produit néo-calédonien exporté en volume, le minerai de nickel, l'est depuis les nombreux centres de chargement de la Brousse. En vérité, l'essentiel des exportations depuis le port de Nouméa concernent le ferronickel produit dans les usines métallurgiques de l'île, ce qui concerne des volumes relativement modestes (190 milliers de tonnes en 2020, soit plus des deux tiers, ou 68,26 % du total des sorties vers l'international cette année-là). Tandis qu'au contraire Nouméa est le principal point d'arrivée des marchandises importées, à savoir non seulement des matières premières (dont la part des débarquements, en volume, est largement la plus importante) minérales solides (pour les alliages opérés par l'usine de Doniambo par exemple), pétrolières (à la baie des Dames, représentant près des deux-cinquièmes, ou 38,25 %, du volume des importations en 2020) et de construction, mais aussi des produits manufacturés, essentiellement des produits alimentaires d'importation, des véhicules, des produits chimiques et des biens de consommation.

#### Commerce

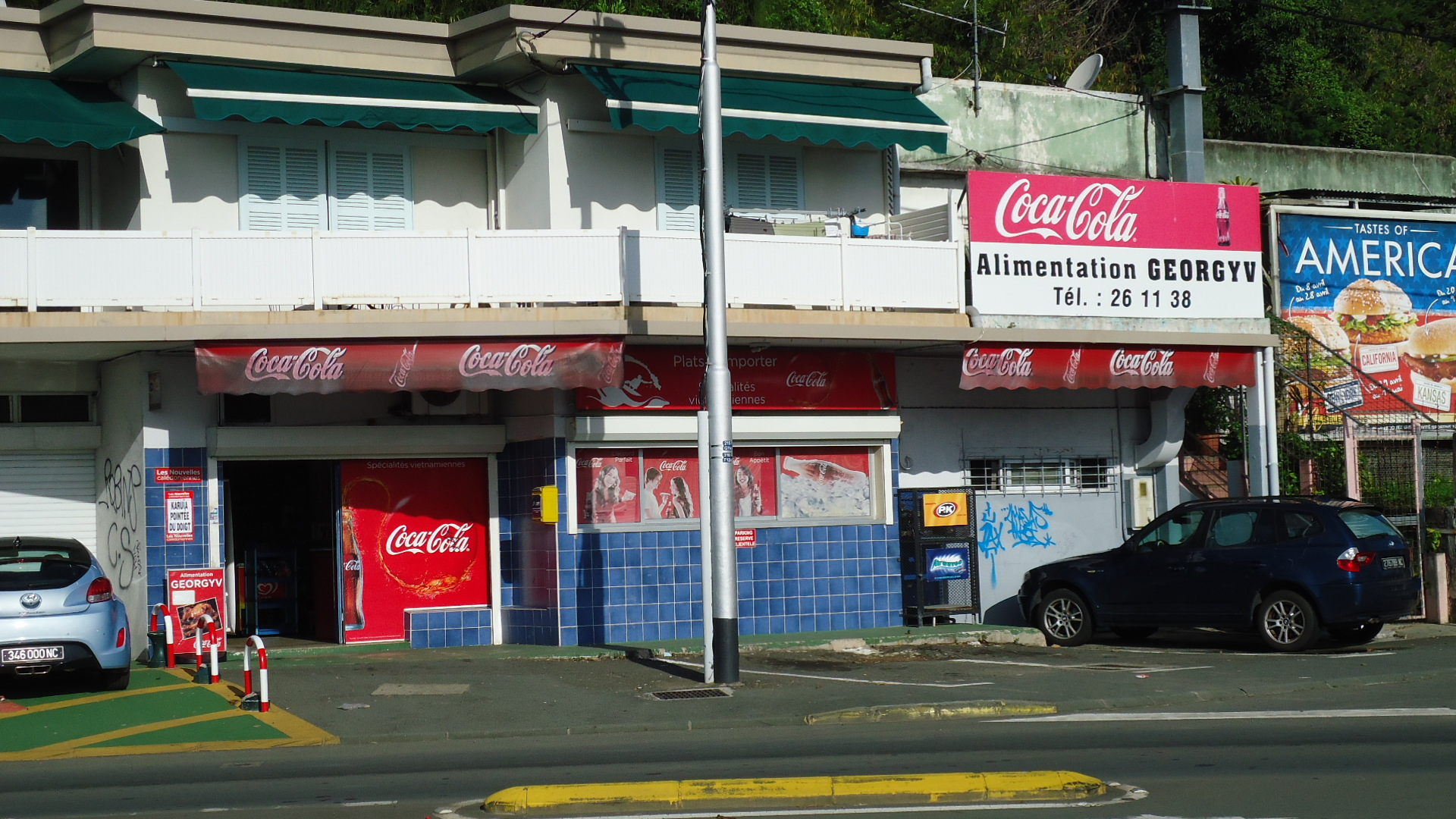
La plupart des épiceries ou magasins d'alimentation sont tenus par des Asiatiques d'origine, surtout Vietnamiens. L'expression populaire désigne ces commerces par le terme générique « Chez le Chinois ». Ici, à l'Anse du Gaz, dans le quartier de l'Orphelinat.

### Tourisme

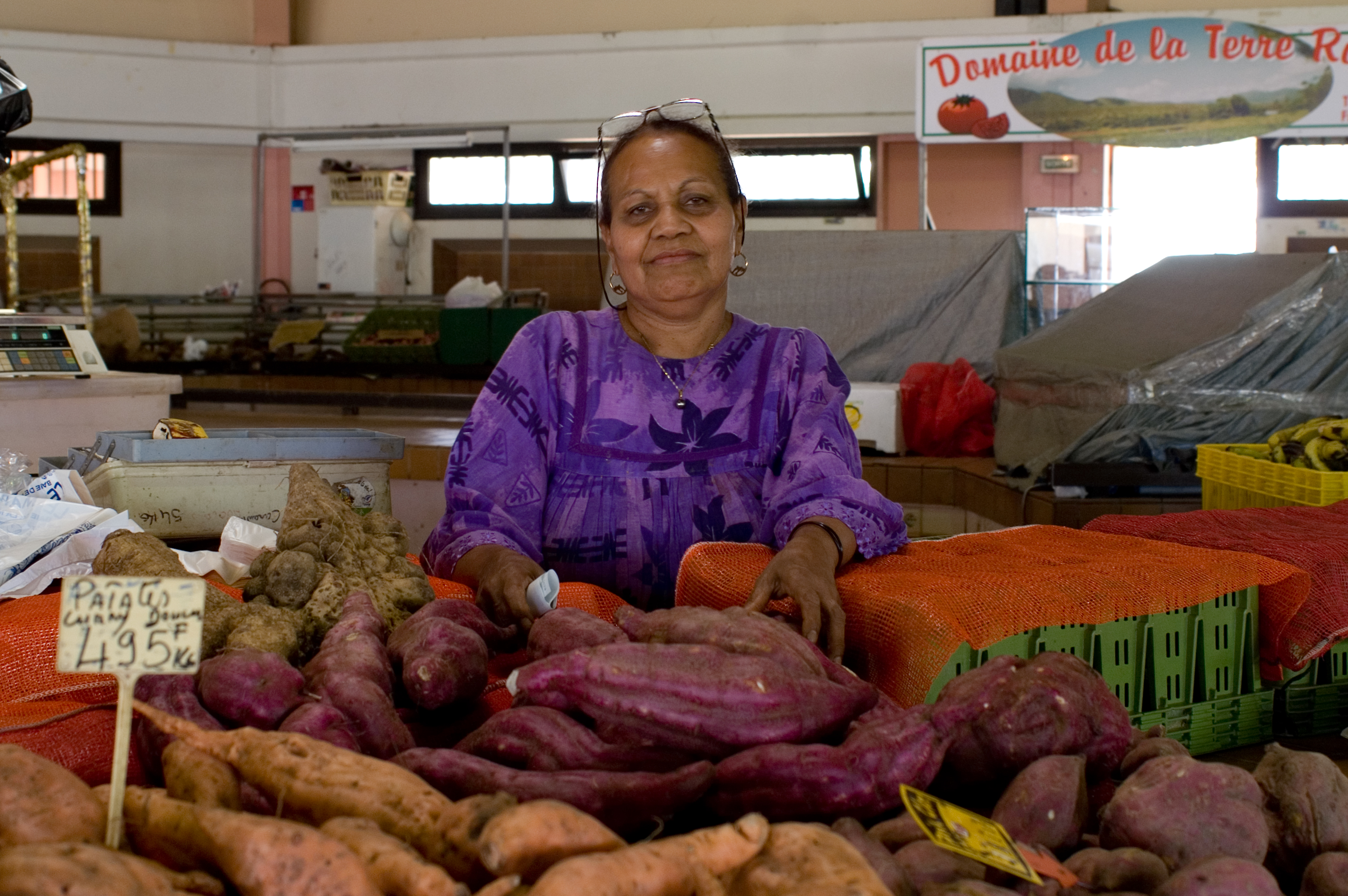
Le marché de Nouméa.

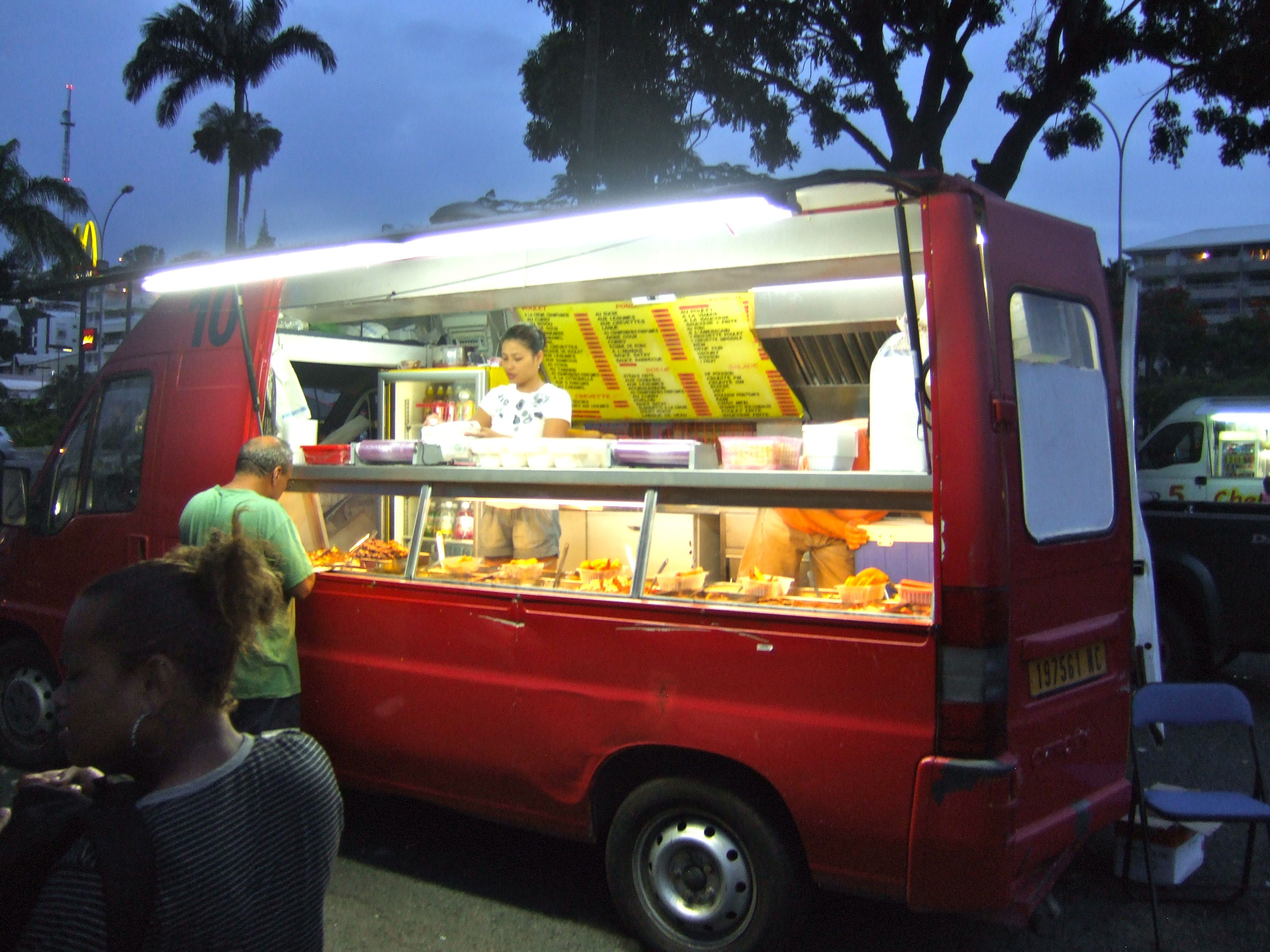
Une « roulotte » asiatique du Port Moselle.

C'est un secteur en devenir qui a du mal à se développer, cependant l'année 2018 enregistre une année record pour le tourisme calédonien.

#### Croisièrisme
Cela vaut bien sûr pour l'ensemble du territoire. Toutefois, Nouméa a bénéficié sur le plan touristique du choix de la société de transport maritime « P&O » de créer une croisière partant de Sydney et faisant quelques sites en Nouvelle-Calédonie, dont Nouméa. De plus, de par la concentration des activités économiques et culturelles à Nouméa, le chef-lieu est devenu un lieu de passage obligé pour tous les touristes séjournant en Calédonie.

#### Hôtellerie
Elle accueille deux des trois hôtels classés cinq étoiles de Nouvelle-Calédonie (le Méridien de l'Anse Vata et le Coral Palms Island Resort sur l'îlot Maître) et trois des quatre hôtels quatre étoiles (le Nouvata Park Royal, le Ramada Plaza et la Promenade, tous trois sur l'Anse Vata). La ville concentre ainsi, avec une offre de 25 établissements et 1 554 chambres en 2004, 65,2 % de la capacité hôtelière de la Nouvelle-Calédonie et 82,1 % de celle de la Province Sud. Le taux d'occupation est relativement élevé, s'élevant à 61,9 % en 2006 (comparativement aux 49,3 % de la Province Sud hors Nouméa), allant jusqu'à 71,1 % pour les unes et deux étoiles. La fréquentation hôtelière a représenté cette même année 167 515 arrivées et 612 562 nuitées, essentiellement concentrées dans les trois étoiles et plus (52,1 % des arrivées et 47,8 % des nuitées).

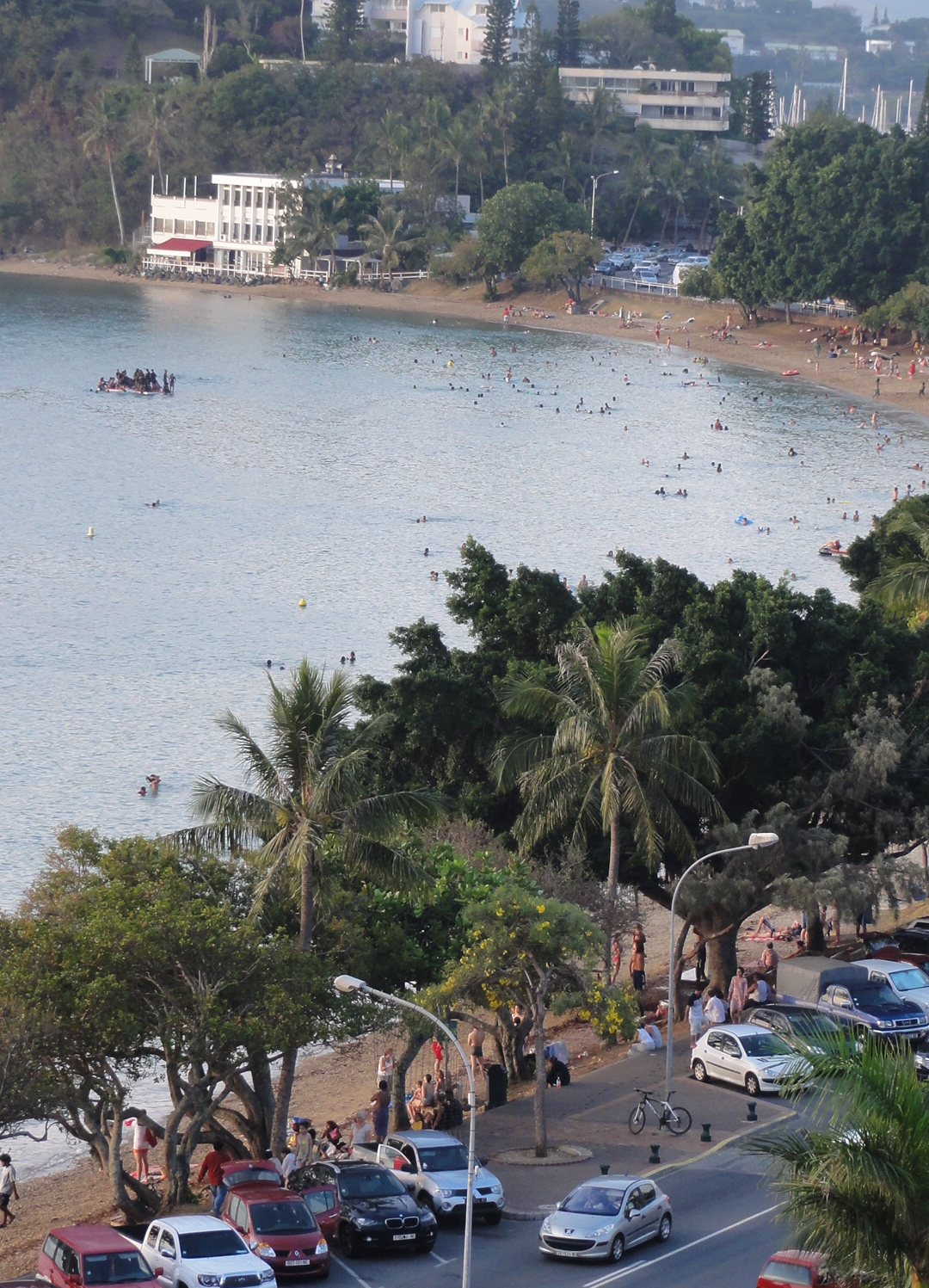
La Baie des Citrons : un des endroits les plus fréquentés de Nouméa

#### Patrimoine
Nouméa, véritable ville jardin, propose de nombreux sites aux touristes, que ce soit des monuments construits par l'homme ou des panoramas naturels fournis par les nombreuses collines du chef-lieu, le tout desservi par deux « Petits trains » touristiques colorés sur pneus.

#### Activités liées à la mer
Nouméa est tournée vers la mer, il est normal que l'essentiel de ses loisirs soit également orienté vers le nautisme. Mais la ville, qui a longtemps souffert de son éloignement, commence à connaître une activité culturelle et touristique de plus en plus diversifiée.
Les plages de l'Anse Vata et de la Baie des Citrons sont bordées d'hôtels (dont un cinq étoiles, le Méridien), de restaurants (dont un restaurant panoramique tournant, le 360°, et un autre construit sur pilotis sur l'eau, Le Roof), de casinos (deux), de bars et de boîtes de nuit. « L'Anse » et la « Baie D » sont les rendez-vous de la jeunesse nouméenne les soirs, que ce soit en boîte ou bien pour montrer ses voitures « tunées » et pour les courses automobiles (illégales) sur l'Anse Vata. D'autre part, le « tour des baies » est aménagé en promenades piétonnières pavées (promenade Roger Laroque longeant la baie des Citrons et l'Anse Vata) ou non (promenade Pierre Vernier qui longe une partie de la baie de Sainte-Marie).

## Culture

### Musées et centre mémoriel

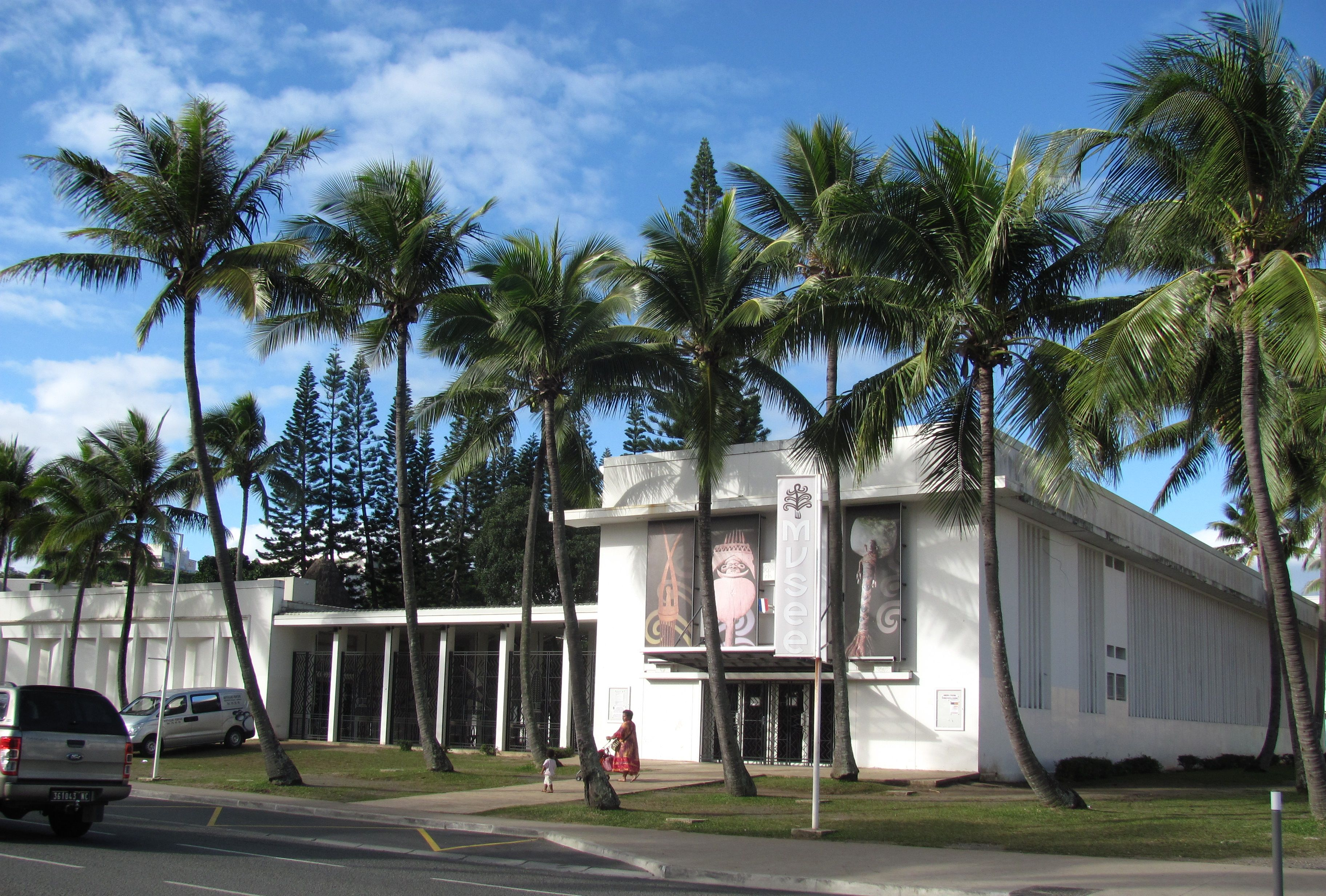
Le musée de Nouvelle-Calédonie.

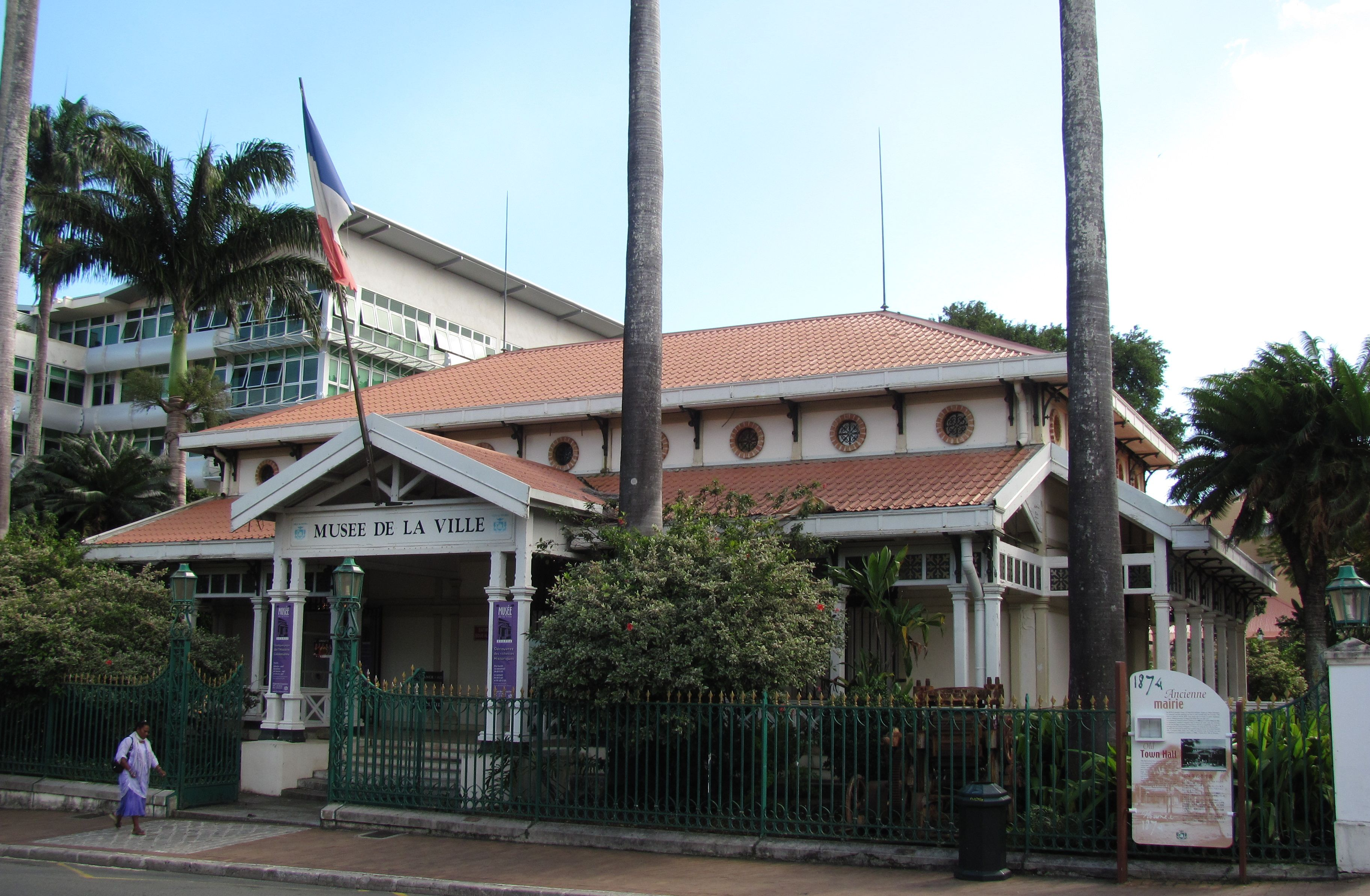
Le musée de la Ville, installé dans l'ancienne mairie.

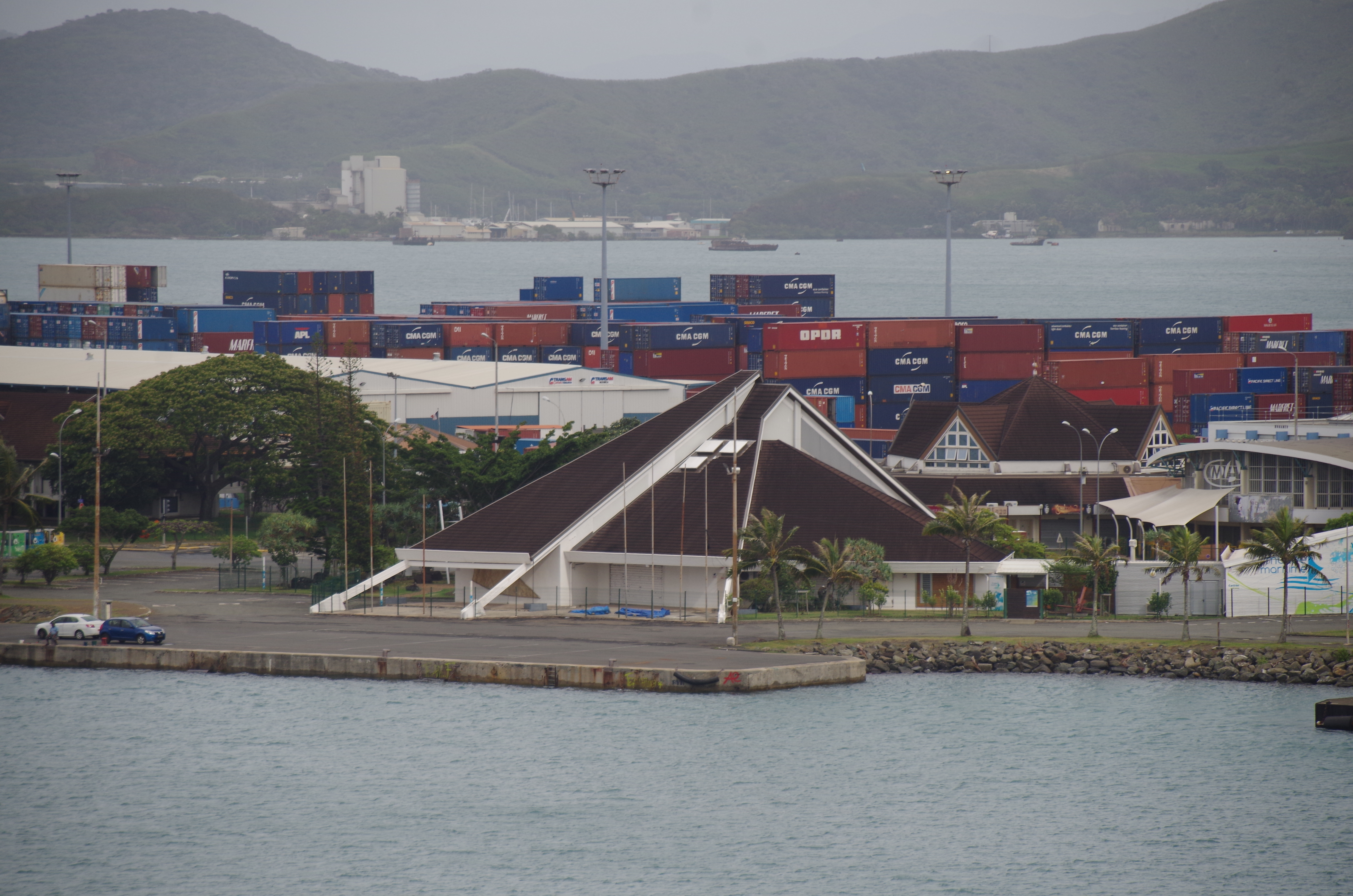
Le musée maritime, sur les quais du port autonome.

Plusieurs musées ou centres mémoriels ont été constitués à Nouméa, soit par la ville, par la Province, par la Nouvelle-Calédonie ou par des associations. Ils sont, depuis 2021, au nombre de cinq, même si l'un d'entre eux est désormais fermé pour répondre à un projet de restructuration.

#### Musée de Nouvelle-Calédonie ou Muz
Le musée de Nouvelle-Calédonie offre un aperçu des arts premiers kanaks ou océaniens en général, il s'agit du plus ancien établissement muséal de Nouvelle-Calédonie puisqu'il est l'héritier, avec la bibliothèque Bernheim dans les bâtiments de laquelle il a été installé jusqu'en 1971, de l'ancienne « bibliothèque-musée coloniale » fondée en 1905. Situé en face du port Moselle, au bord du Quartier latin, et relevant du gouvernement de la Nouvelle-Calédonie, il est fermé au public à partir du 1er juillet 2019 afin d'être entièrement remanié (nouveaux locaux, parcours muséographique remanié) pour une réouverture sous le nom de « Muz » prévue en octobre 2024,,.

#### Musée de la Ville
Le musée de la Ville, ouvert en 1996, est installé dans ce qui fut la mairie de Nouméa de la fin du XIXe siècle aux années 1970, aux abords de la place des Cocotiers. Outre ses collections sur l'histoire de Nouméa, il est à l'origine de nombreuses manifestations et expositions sous l'impulsion de la mairie, tout en étant agrémenté d'un jardin planté d'essences odorantes.

#### Musée du Bagne puis Site historique du bagne de l'île Nou
Situé à Nouville, dans l'ancienne boulangerie pénitentiaire, le musée du Bagne a été créé par la Province Sud en 1996. Mais, peinant à se développer et n'offrant que des visites ponctuelles sur réservation, il fait l'objet à partir de 2011 d'un projet scientifique et culturel visant à en faire un véritable « musée introductif » au nouveau centre mémoriel consacré au bagne. Ce « site historique du bagne de l'île Nou » est ouvert au public en mai 2021. L'association Témoignage d'un passé y propose des expositions permanentes dans cet ancien Musée, des visites guidées une à deux fois par mois pour le grand public ou à la demande pour les scolaires (avec ateliers) des vestiges de l'ancien pénitencier-dépôt, des visites personnalisées à la demande, deux manifestations annuelles (la Nuit des Illuminés, pendant la saison fraîche, et la « Balade contée » de l'ancien hôpital devenu le CHS Albert-Bousquet) ou diverses animations (le « Tour du Bourreau » en nocturne, l'« Evad'Tour » en bus pour découvrir d'autres bâtiments non présentés dans la visite classique, le jeu de piste « En quête d'évasion », des expériences en réalité virtuelle),.

#### Musée maritime de Nouvelle-Calédonie
Le projet de constituer un musée maritime a été lancé en 1994 par les associations consacrées à l'archéologie sous-marine Fortunes de mer et Salomon. Il s'installe dans le bâtiment de l'ancienne gare maritime, mis à disposition par le port autonome de Nouméa, pour être ouvert au public en 1999 et est entièrement rénové et agrandi en 2013. Il conserve des pièces ramenées par les expéditions sur les épaves des navires de l'explorateur français du XVIIIe siècle Jean-François de La Pérouse à Vanikoro, organisées par ces associations et Alain Conan.

#### Musée de la Seconde Guerre mondiale

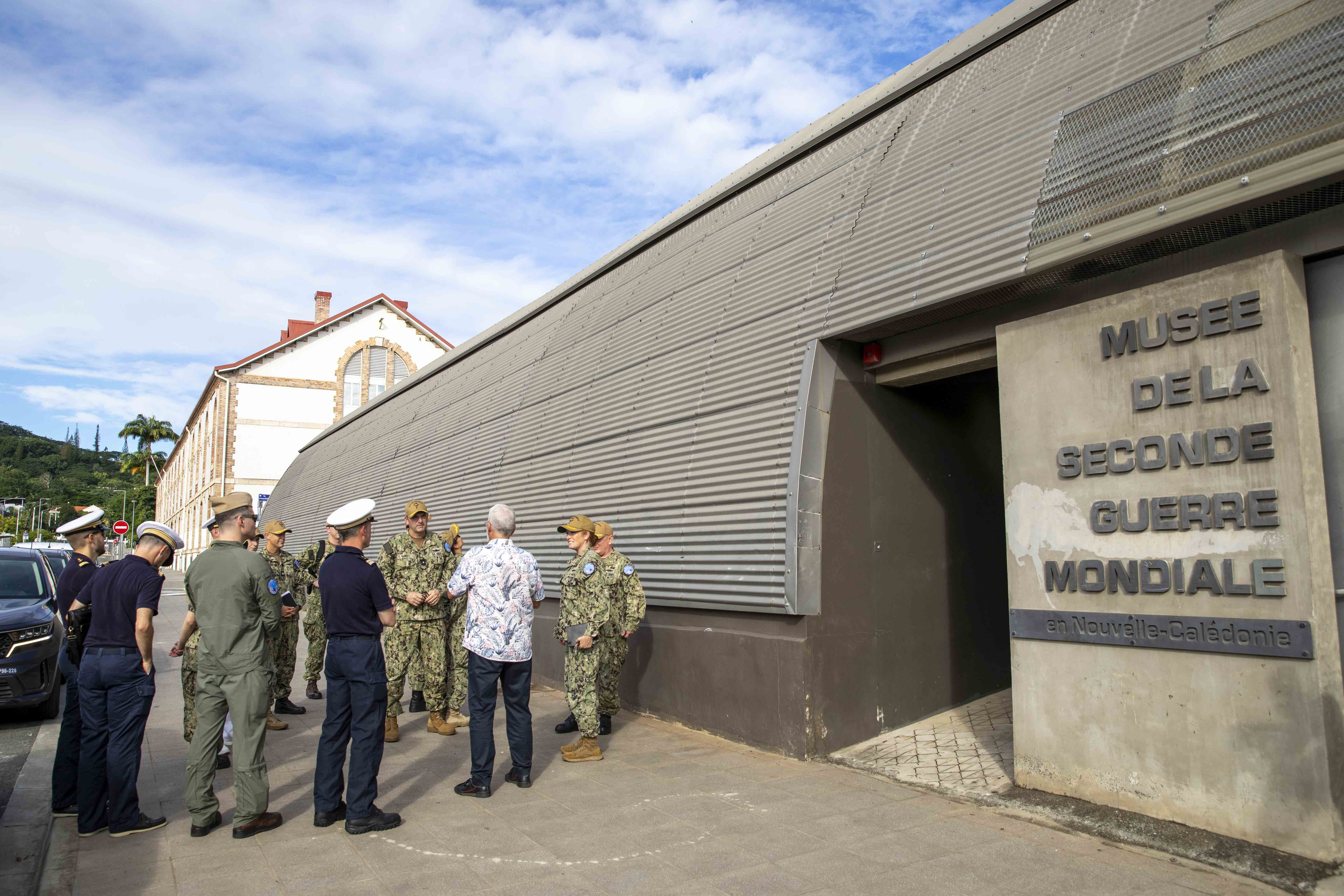
Le musée de la Seconde guerre mondiale, en avril 2025.

Ouvert en 2013 par la ville de Nouméa dans une ancienne demi-lune américaine du centre-ville, il conserve des objets et documents de la Seconde Guerre mondiale à travers une exposition permanente sur deux niveaux, un espace d'exposition temporaire, un centre de documentation et un espace de repos et de détente.

### Centre culturel Tjibaou

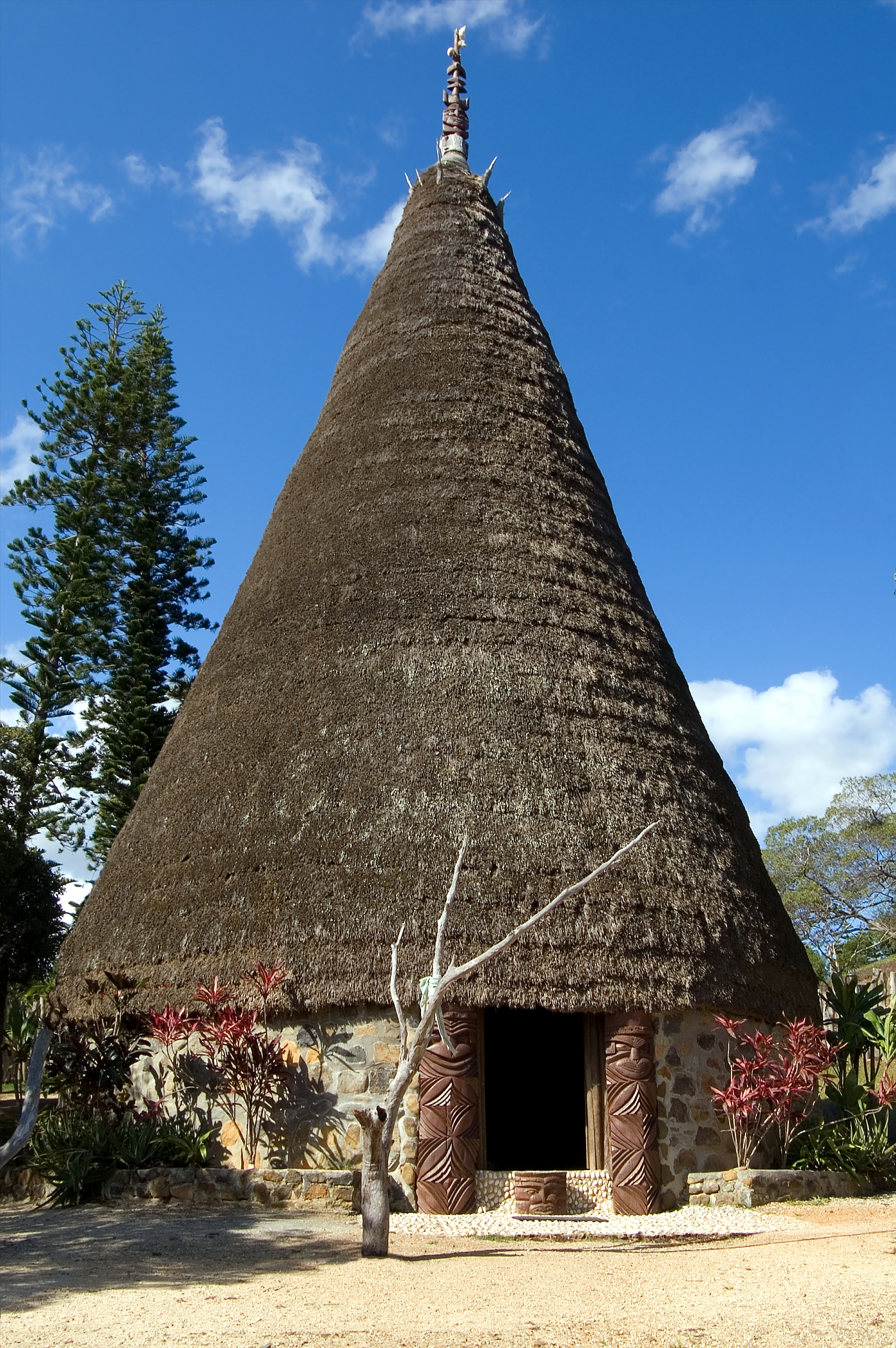
Une case traditionnelle kanake au centre culturel Tjibaou.

Le centre culturel Tjibaou est un établissement public destiné à promouvoir la culture kanake, créé en 1989 et installé dans ses locaux en 1998. Ce centre regroupe :
- un musée,
- une médiathèque,
- un palais des congrès,
- un centre de spectacle,
- un pôle de recherche et de création et
- un parc paysager et botanique.

### Lieux d'étude et de création artistique

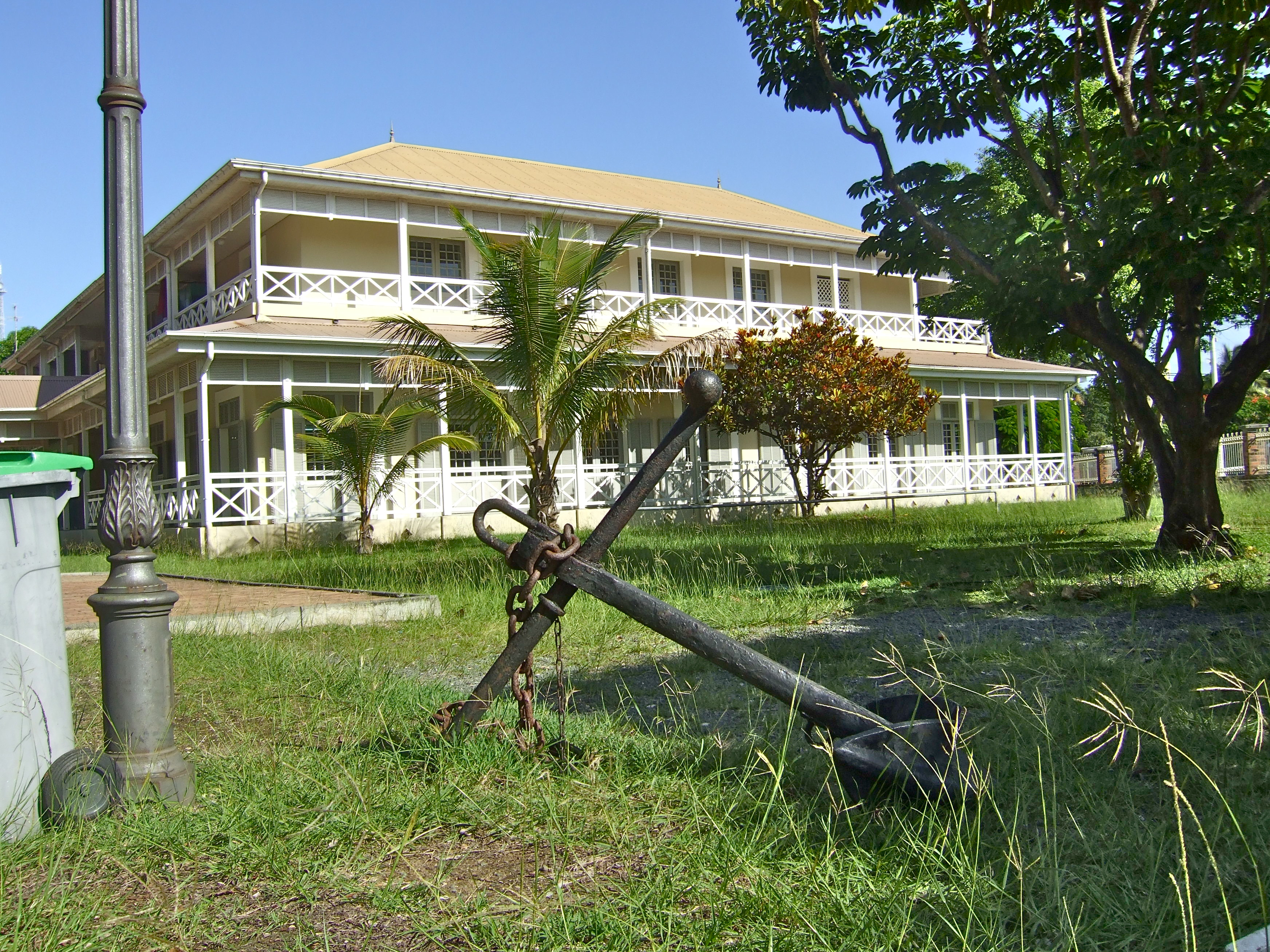
La Bibliothèque Bernheim

La ville dispose également d'un conservatoire de musique (ancienne École territoriale de Musique ETM), de deux théâtres (théâtre de l'île à Nouville et théâtre de Poche au Faubourg Blanchot), d'une salle de spectacle (Fédération des œuvres laïques FOL), de deux bibliothèques ou médiathèques (la bibliothèque Bernheim, territoriale, au centre-ville et la médiathèque municipale de Rivière-Salée), d'un café musiques (le Mouv’ à Rivière-Salée, salle de concert de 400 places qui accueille surtout des artistes et des groupes locaux) et de deux complexes cinématographiques (le multiplex de 12 salles CinéCity situé entre le centre-ville et le port, et l'ancien complexe de trois salles du Rex qui, entre le centre-ville et le Quartier latin, sert uniquement pour des festivals et projections scolaires ou privées). Plusieurs centres ou foyers culturels sont destinés aux activités culturelles des différentes communautés présentes dans l'agglomération : le centre culturel provincial Ko Wé Kara (salle des fêtes pour des mariages coutumiers ou pour l'organisation de spectacles traditionnels) à l'entrée nord de la ville vient s'ajouter au centre culturel Tjibaou et à l'Académie des langues kanak pour la promotion de la culture kanake ; les trois foyers socio-culturels communautaires, proches les unes des autres à l'entrée du quartier de Tina Golf et près de l'Aéroport de Magenta, à savoir le Foyer wallisien et futunien (créé en 1972 et géré par l'association éponyme), le Foyer vietnamien (créé en 1974 et géré par l'Amicale vietnamienne) et le Foyer tahitien (créé en 1978 et géré par l'association Tahiti Nui).

### Manifestations culturelles

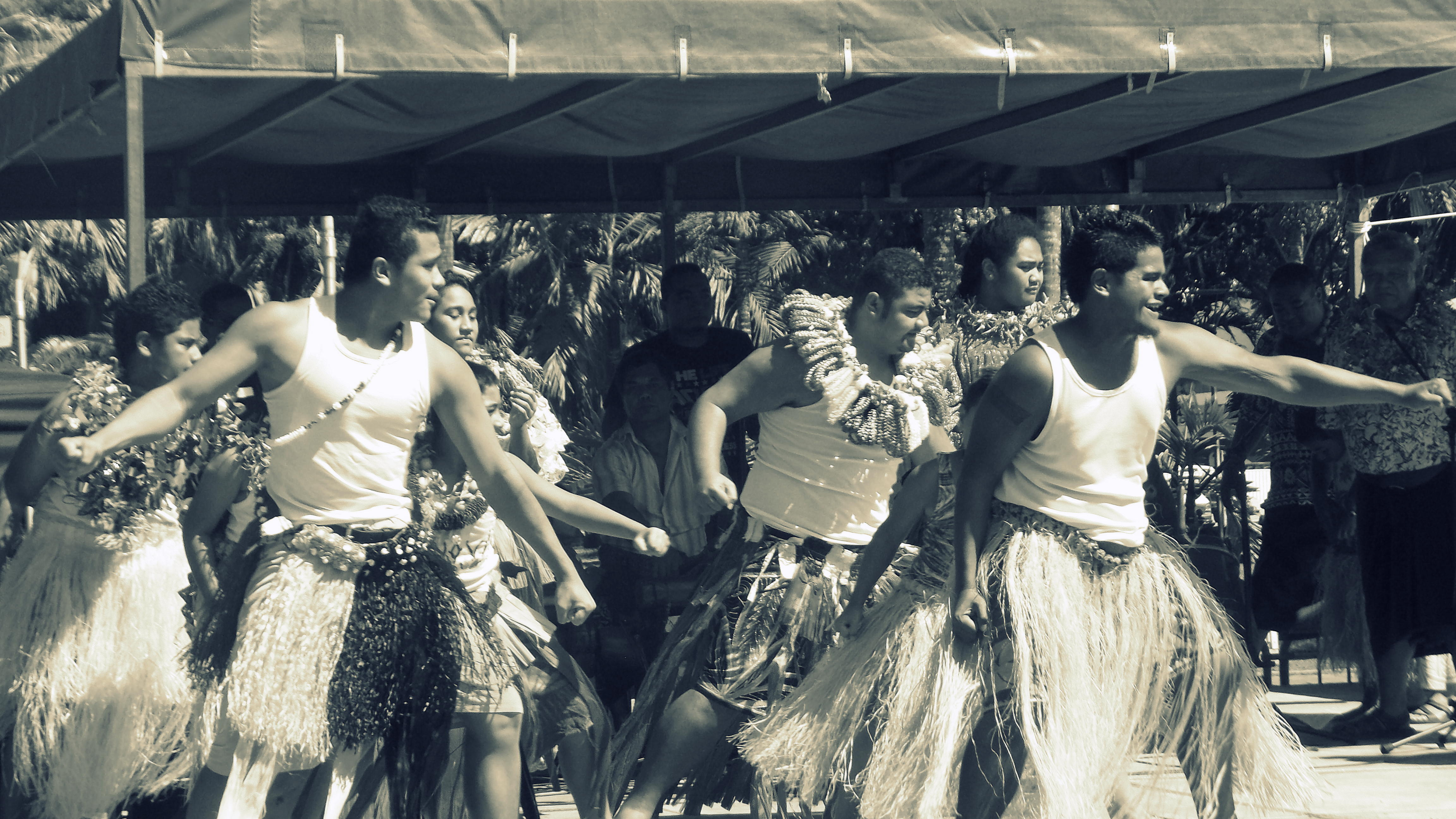
Danse effectuée par des Wallisiens et Futuniens lors des « jeudis du Centre Ville » en 2016.

De plus, Nouméa accueille désormais plusieurs festivals annuels. Tout d'abord, le festival musical Live en août (réunit des groupes de rock, blues, rhythm and blues, jazz, pop, funk mais aussi de folk irlandais venant essentiellement d'Australie ou de Nouvelle-Zélande mais aussi de tout le Pacifique et qui se produisent dans les salles de spectacle et les bars dans une ambiance très anglo-saxonne) créé en 1991 par la Grande brasserie de Nouvelle-Calédonie (GBNC) d'abord sous le nom de Jazz en août avant de prendre son nom actuel en 1998. En 1995 eut lieu la première édition de la Biennale Équinoxe (spectacle de rue, cirque, cinéma, théâtre, danse, musique avec à chaque édition un thème différent, celle de 2005 ayant eu pour thème l'aérien et le feu, avec des troupes venant du Territoire, du Pacifique mais aussi d'Europe) qui a donc lieu tous les deux ans au mois d'octobre. Le Festival Femmes Funk, créé en 1997 par l'association Towanda Prod., a lieu tous les ans dans plusieurs points du Territoire en commençant, pendant trois jours à la fin du mois de septembre ou au début de celui d'octobre, à Nouméa ou Grand Nouméa (jusqu'en 2008 inclus et depuis 2012 au Centre culturel Tjibaou, de 2009 à 2011 au centre culturel du Mont-Dore), et offre plusieurs concerts ouverts ou fermés (surtout funk ou encore groove, musiques du monde, blues, folk, avec des artistes locaux, régionaux et internationaux) ainsi que des stands de restauration, des ateliers d'initiation à l'artisanat traditionnel local et un village enfant.

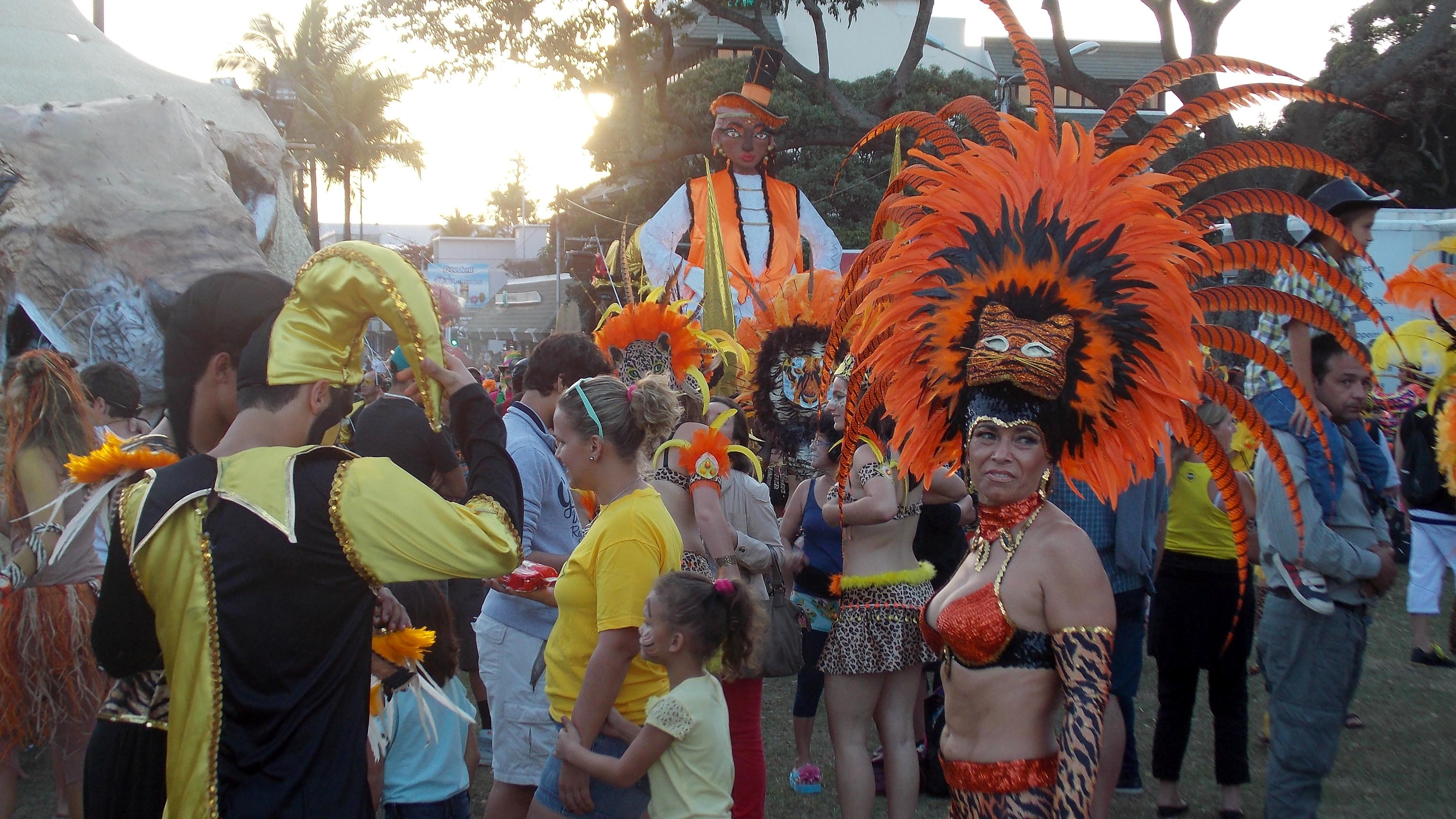
Le carnaval de Nouméa en 2014.

Les « jeudis du Centre Ville » se tiennent toutes les semaines sur la place des Cocotiers (auparavant, il s'agissait des jeudis de l'Anse Vata) et suivant un thème différent à chaque fois. Ils permettent de faire découvrir des produits typiquement calédoniens à travers plusieurs stands et donnent un aperçu de la vie culturelle calédonienne avec des animations diverses (chants, danses, théâtre de rue, cirque, jeux).

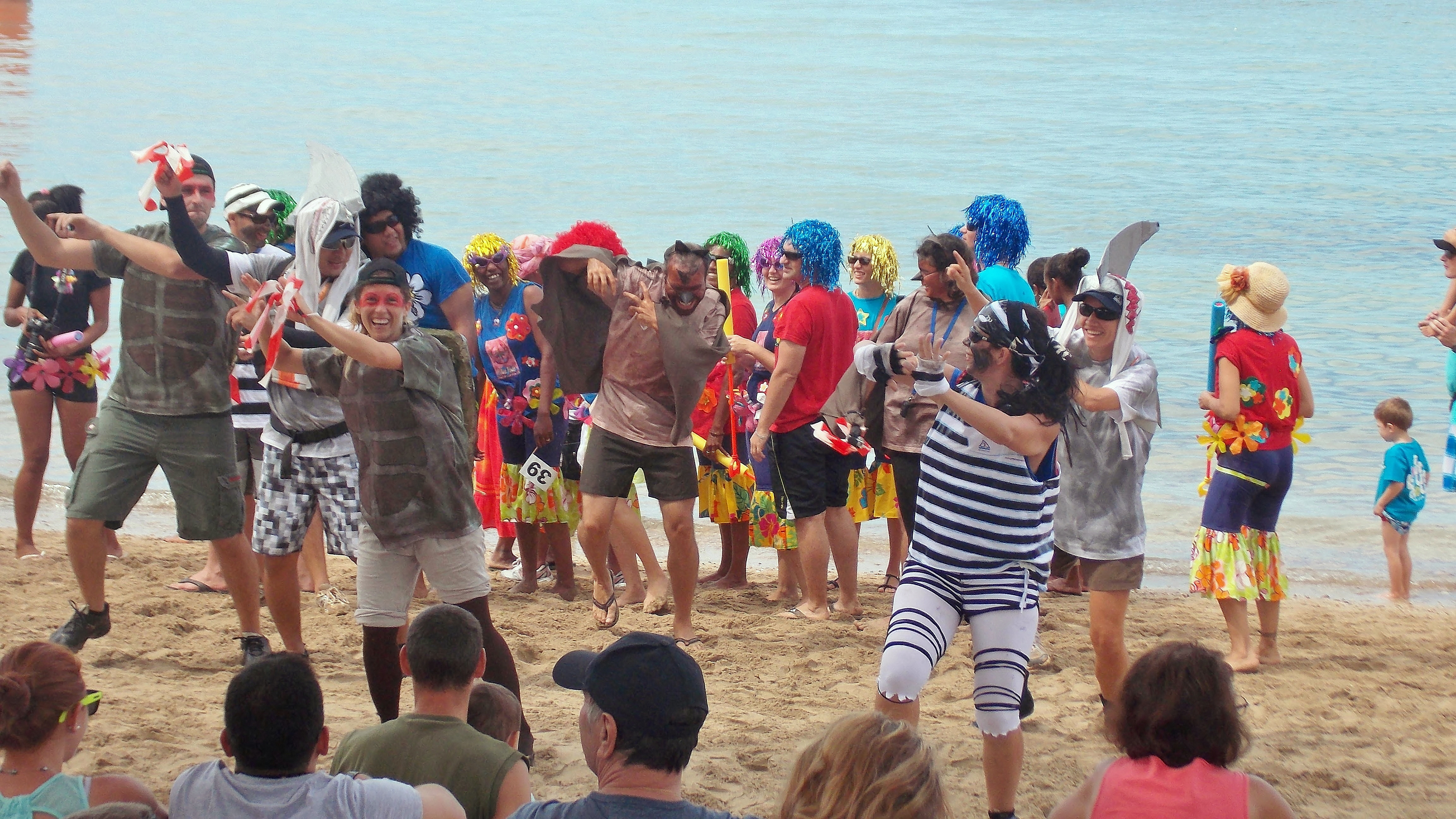
Animations populaires sur la plage de l'Anse Vata à l'occasion de la « régate des touques » de 2014.

Un carnaval a lieu chaque année, sans discontinuer depuis 1987. Se déroulant à l'origine le long de l'Anse Vata jusqu'en 1991, à l'époque où son organisation était associative, il est depuis 1992 géré par la municipalité et se tient autour du centre-ville. Jusqu'en 2012, il avait lieu en avril, puis a été déplacé en pleine saison fraîche, au mois d'août ou au début du mois de septembre. Réunissant jusqu'à 1 500 carnavaliers issus de 23 groupes, il attire à chaque édition près de 25 000 spectateurs.
Enfin, une « régate des touques » est organisée à l'Anse Vata chaque année par la mairie, d'abord en juin de 1988 à 1996, puis en octobre ou novembre depuis 2011. Il s'agit d'une course informelle de « touques », embarcations avec flotteurs et sans moteur que les participants (généralement des élèves, étudiants, entreprises, administrations) décorent. Cette manifestation, accompagnée de marchés, spectacles et animations sur la plage, attirent plus de 10 000 personnes et jusqu'à 15 000 spectateurs chaque année,.

## Culture locale et patrimoine

### Lieux de cultes
- Cathédrale Saint-Joseph de Nouméa.
- Église de l'Espérance de Nouméa.
- Église du Bon Pasteur de Nouméa.
- Église du Vœu de Nouméa.
- Église Sainte-Anne de Nouméa.
- Église Sainte-Hélène de Nouméa.
- Église Saint-Jean-Baptiste de Nouméa.
- Chapelle de Kuendu Beach.
- Église Saint-Michel de Montravel
- Vieux Temple protestant de Nouméa.

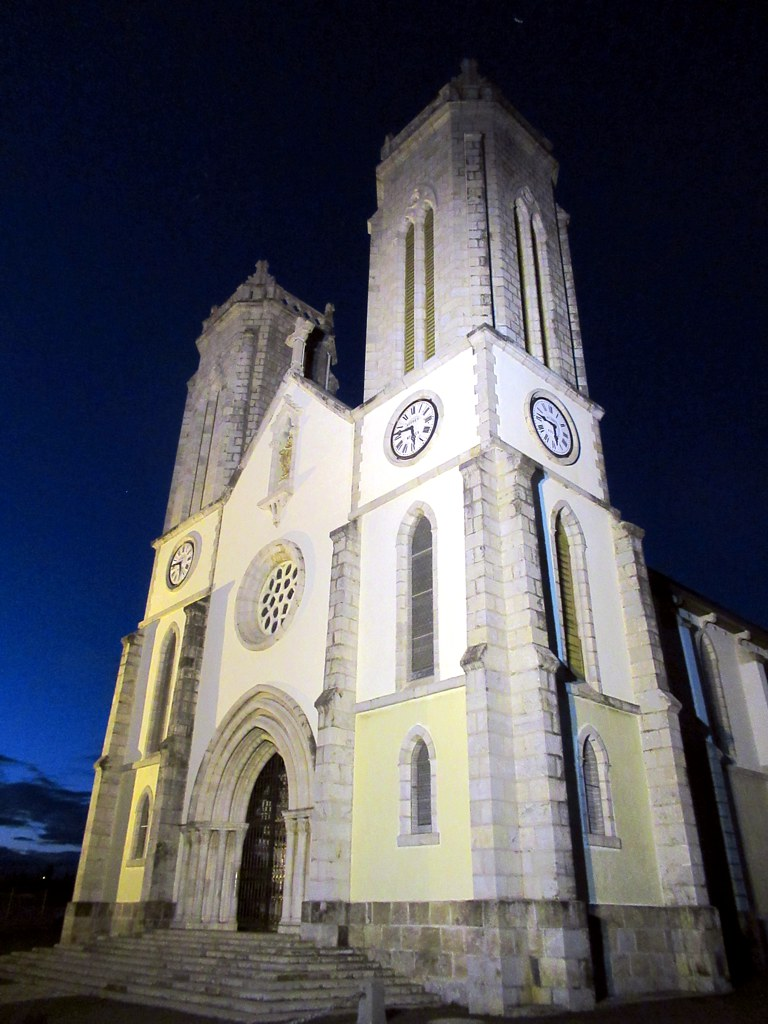
Cathédrale Saint-Joseph de Nouméa
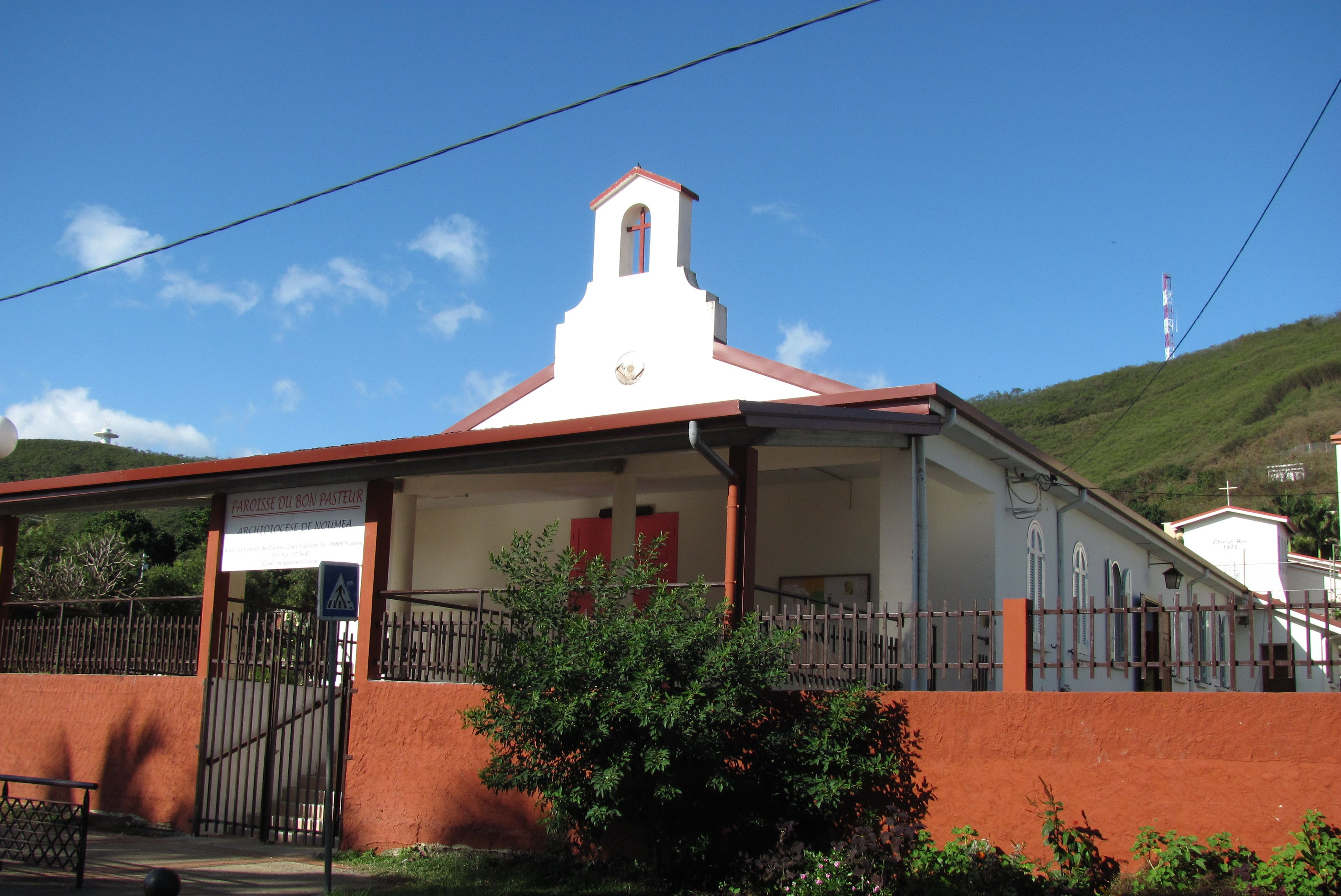
Église du Bon Pasteur de Nouméa
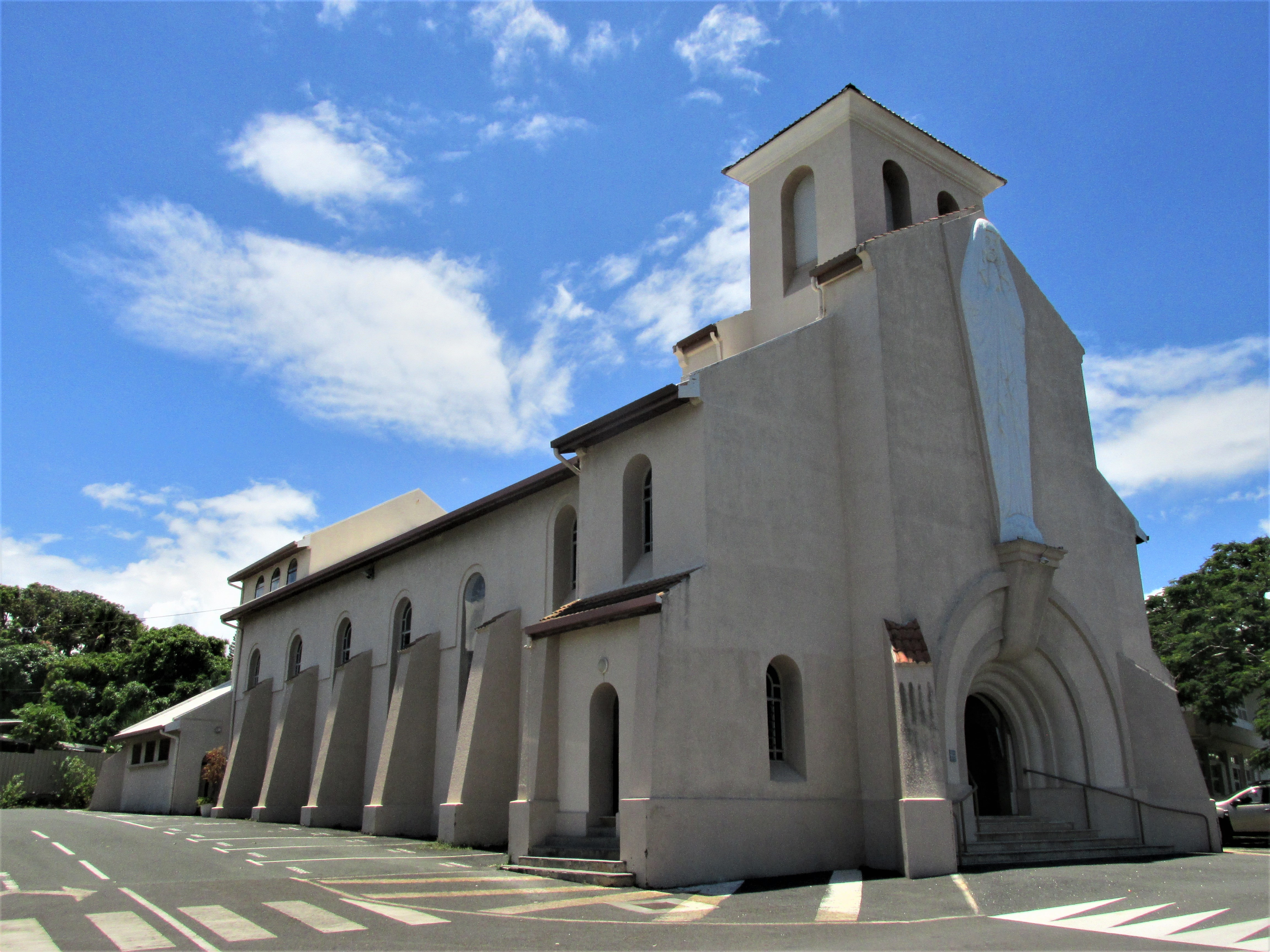
Église du Vœu de Nouméa
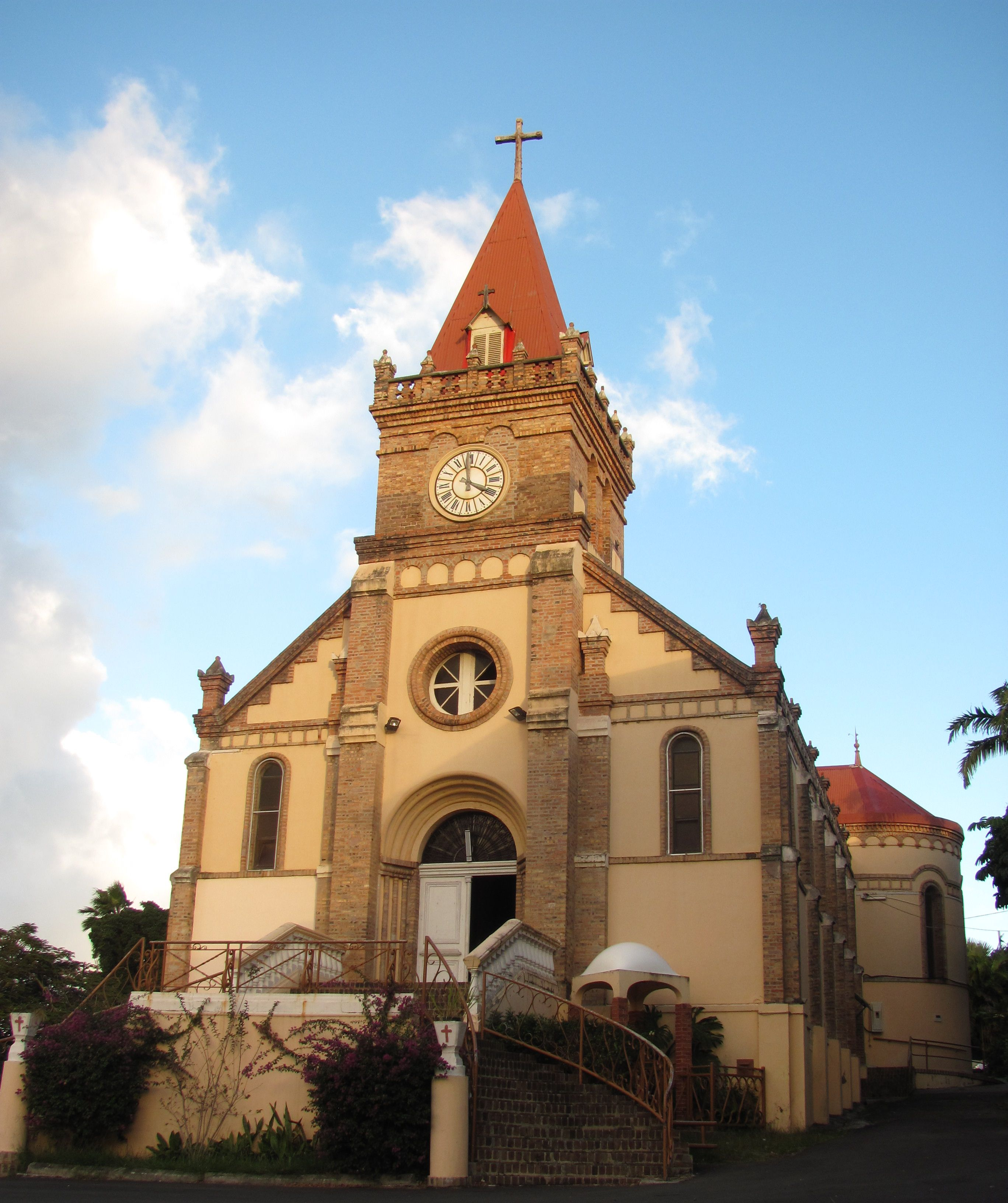
Église Saint-Jean-Baptiste de Nouméa
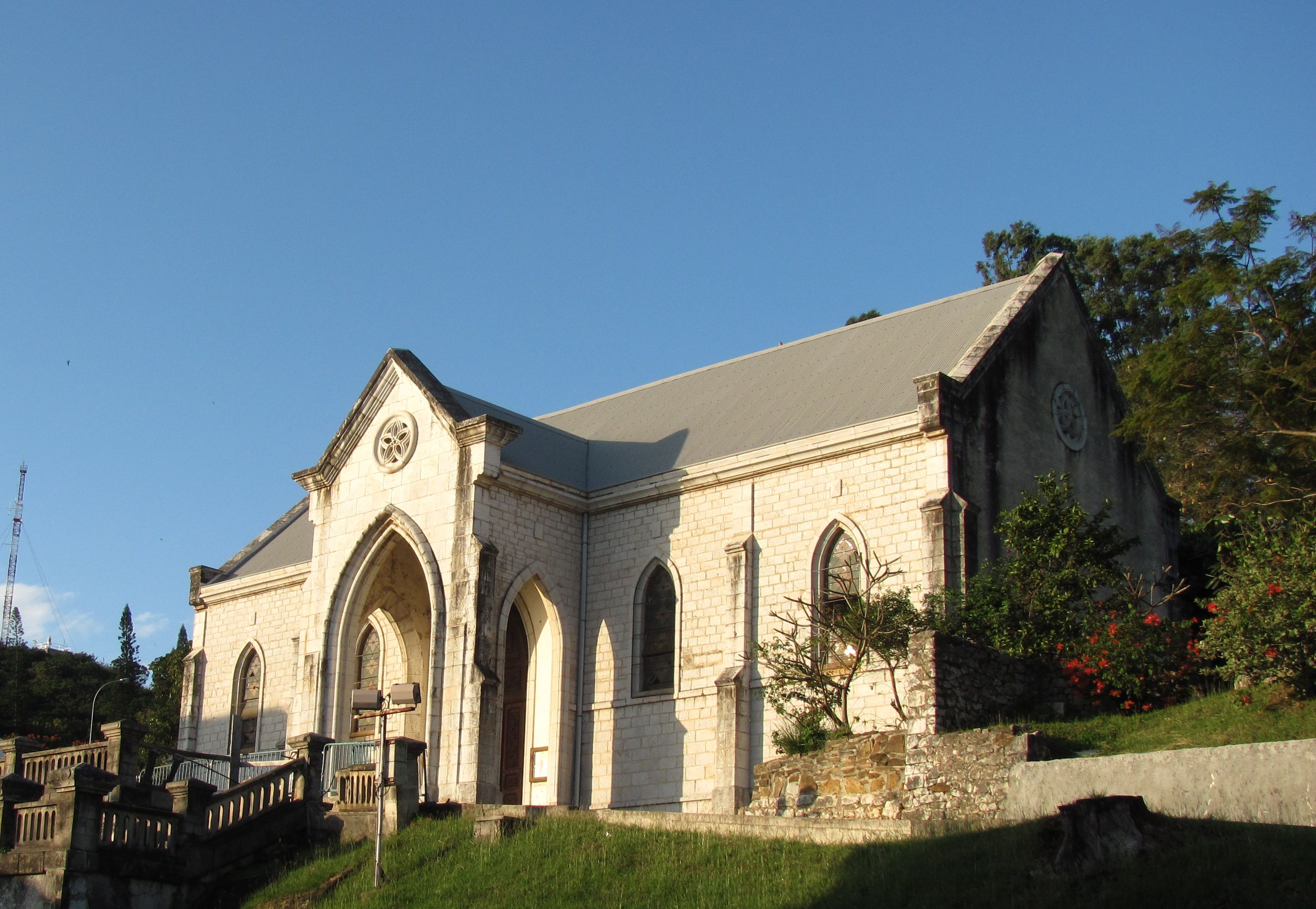
Vieux Temple protestant de Nouméa

### Patrimoine bâti

#### La place des Cocotiers

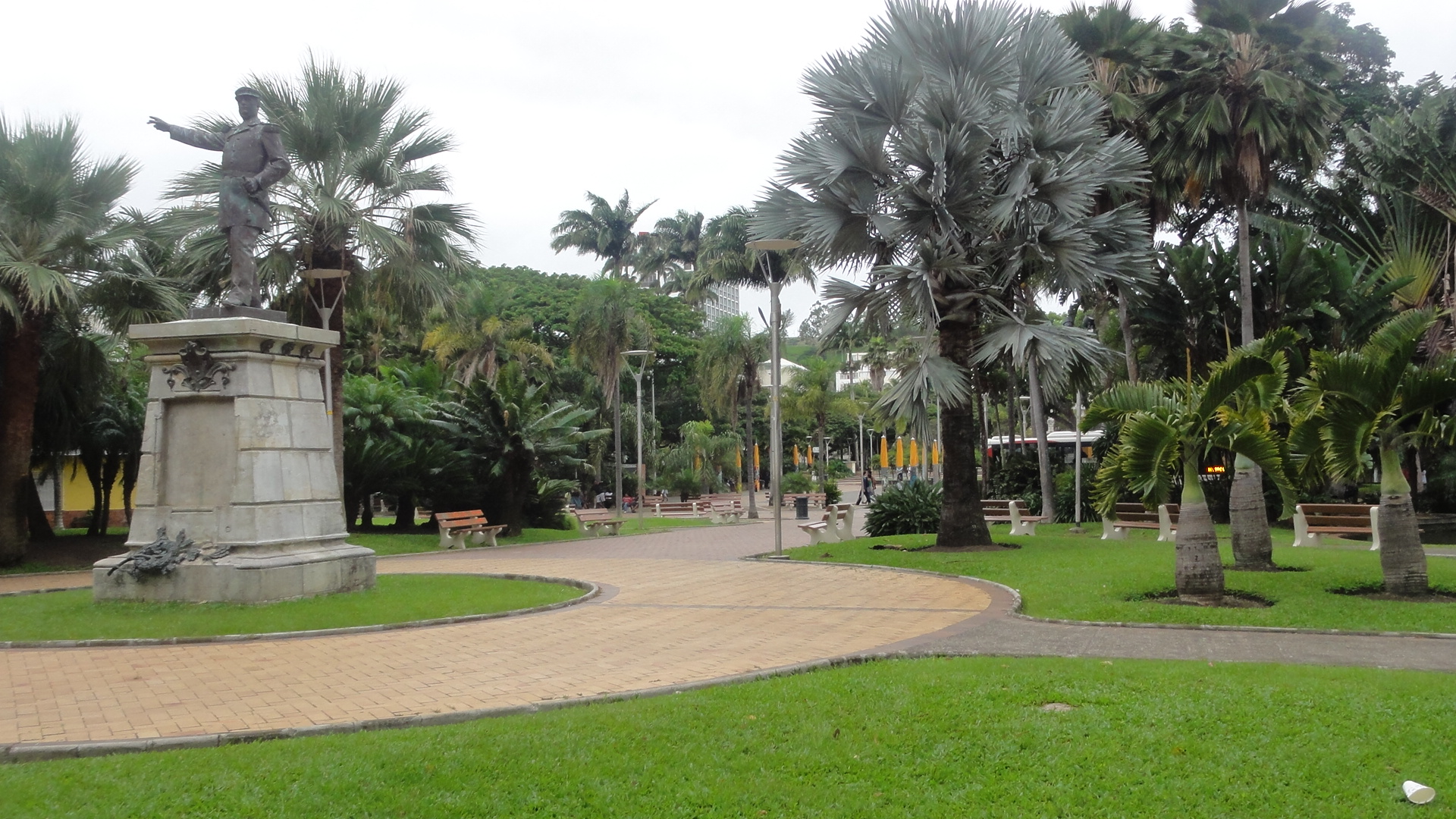
La place des Cocotiers

La place des Cocotiers est le véritable cœur de la ville. Ce fut d'abord un jardin, puis diverses places y ont été aménagées, avec des parcs et lieux naturels. Elle est utilisée comme point 0 des mesures kilométriques de la Nouvelle-Calédonie. Sur cette place se retrouvent le kiosque à musique, inauguré en 1883 et restauré en 1986, ainsi que la fontaine Céleste, depuis 1894. Cette place des Cocotiers est un lieu de rendez-vous, de loisirs et d'événements festifs (notamment les « Jeudi du Centre-ville », chaque semaine).

#### L'aquarium des lagons

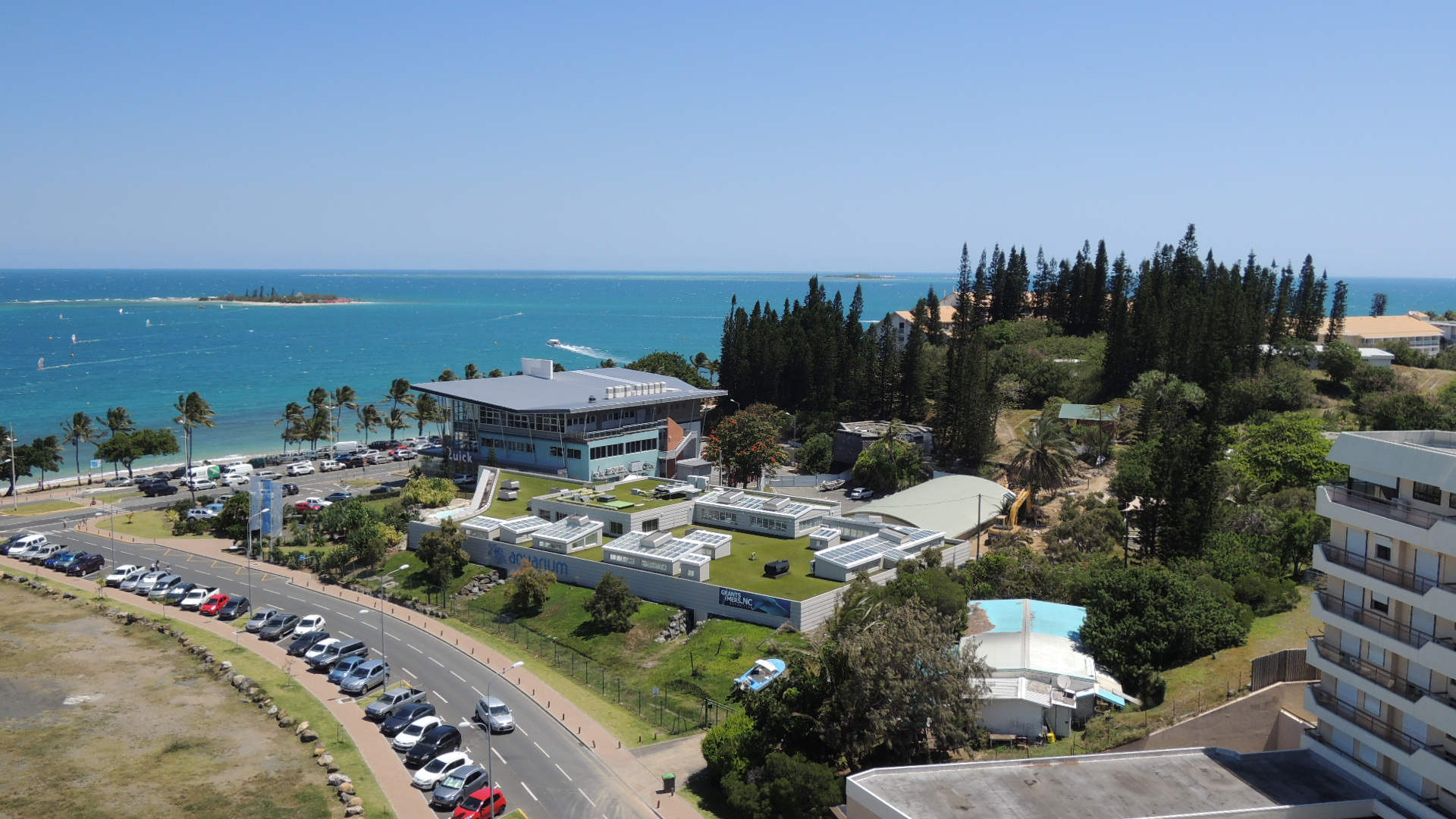
L'aquarium des lagons à l'Anse Vata.

Fondé en 1956, l’aquarium des lagons, anciennement appelé aquarium de Nouméa, présente un système ouvert en eau de mer et en lumière naturelle. Il accueillait avant 2005 plus de 60 000 visiteurs par an et constituait alors le lieu le plus visité de la Nouvelle-Calédonie. Il a fermé ses portes en novembre 2005 pour être agrandi, les travaux ayant commencé dès 2003. Il devait initialement rouvrir ses portes à la fin de l'année 2006, à l'occasion de son 50e anniversaire, néanmoins plusieurs problèmes techniques ont entraîné son retard. Après quatre ans de travaux et près de deux ans de fermeture, le nouvel aquarium a ouvert ses portes le 31 août 2007. Beaucoup plus étendu que le précédent, avec une surface utile de 2 300 m2 pour une emprise au sol d'environ 1 830 m2, il propose 33 bacs pour un volume total d'environ 500 000 litres. Il est réparti sur trois niveaux : une galerie technique, un local de plongée et une salle de filtration pour le grand bassin au sous-sol, le circuit de visite au rez-de-chaussée et les bureaux à l'étage. L'objectif de l'aquarium est désormais de passer la barre des 100 000 visiteurs par an.
La spécialité la plus connue de l’aquarium est les coraux fluorescents qu’il accueille.

#### Le bagne
Les vestiges du bagne se concentrent à Nouville. Peuvent être cités l'ancienne église, reconvertie en théâtre (le Théâtre de l'Île), mais aussi l'actuel musée du bagne et les anciens ateliers qui sont devenus depuis le site du département de droit et d'économie de l’université de la Nouvelle-Calédonie. Certains de ces sites font l'objet de fouilles archéologiques, notamment l'ancienne boulangerie où les recherches ont donné leur premier résultat quant au mode de fonctionnement de ce bâtiment.

#### Le phare Amédée

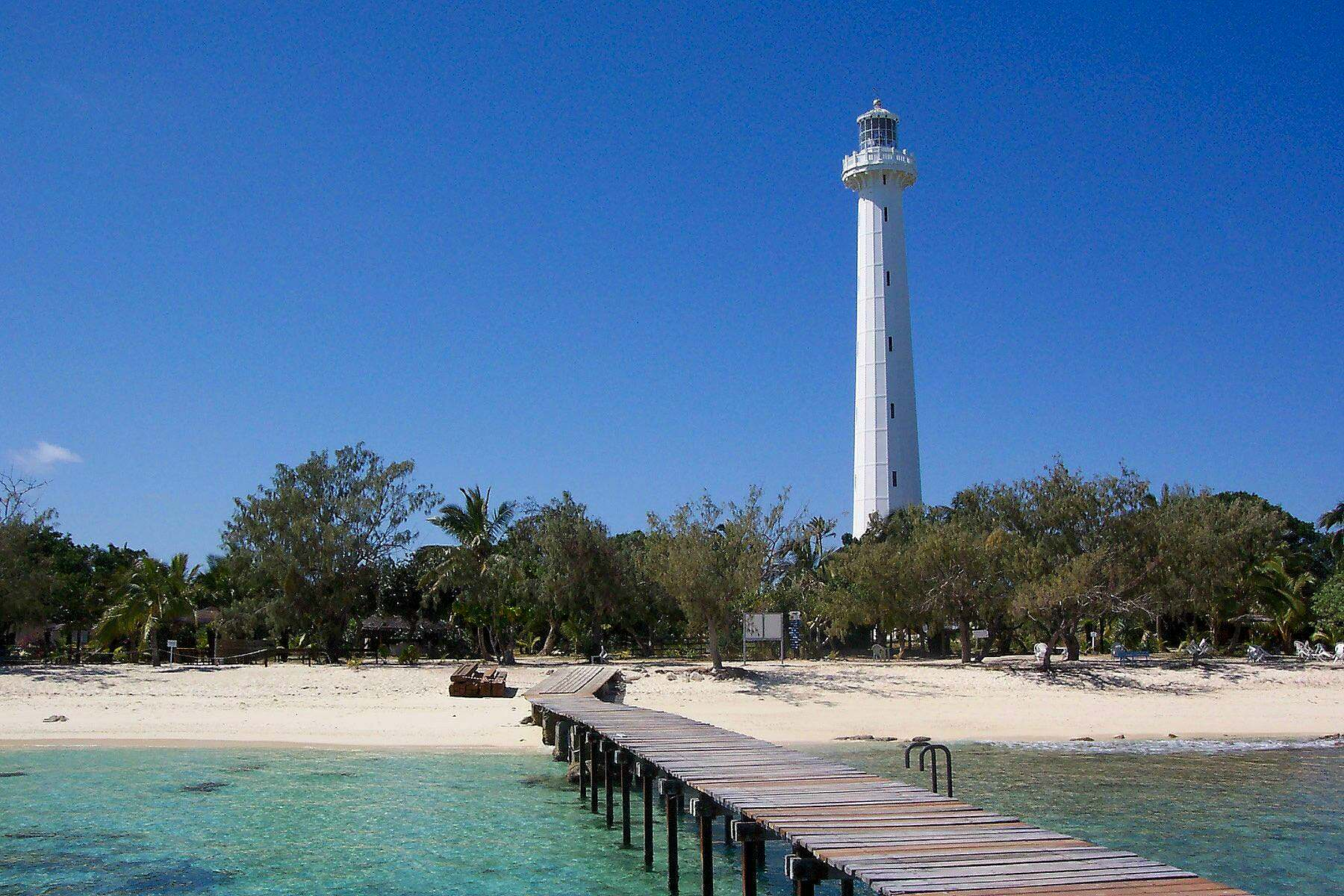
Le phare Amédée au large de Nouméa.

L'îlot du phare Amédée est l'un des lieux dans les environs de Nouméa les plus visités par les touristes, notamment japonais. Sa popularité est due essentiellement à son phare de 55 m de haut (considéré comme le second plus haut phare métallique du monde, derrière le phare hollandais Lange Jaap) inauguré le 15 novembre 1865 (jour de la fête de l'impératrice Eugénie).
La conduite des travaux de construction de ce phare a été supervisée par un jeune ingénieur des constructions navales, âgé de 24 ans, ancien élève de l'École polytechnique, Louis-Émile Bertin (1840-1924) à la demande du comte de Chasseloup-Laubat, ministre de la marine de Napoléon III. Les travaux de réalisation sur place avec l'aide de militaires et de Mélanésiens ont duré dix mois, de janvier à novembre 1865. Ce même Bertin créa vingt ans plus tard la marine de guerre de l'empereur Meiji et les arsenaux de Kure (près d'Hiroshima), de Sasebo (près de Nagasaki) et de Yokosuka (près de Tokyo), de nombreux Japonais se souviennent encore de celui qui a toujours un buste placé sur la jetée du port de cette dernière ville, située sur la baie de Tokyo.

#### Les maisons coloniales

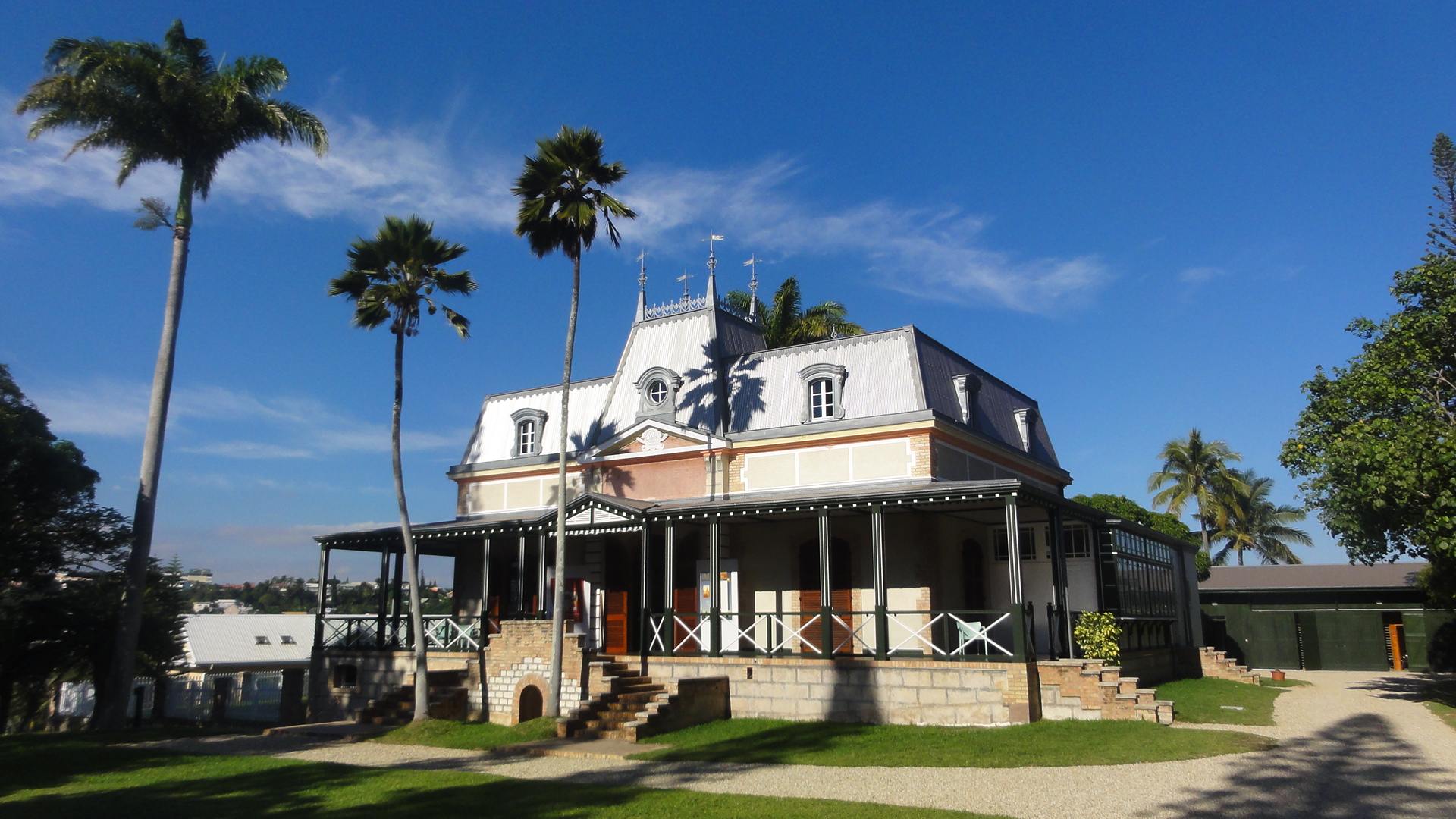
Un exemple de maison coloniale : le Château Hagen dans le quartier de la Vallée des Colons

Surtout concentrées dans les quartiers anciens (centre-ville, Vallées des Colons, Faubourg Blanchot, Vallée du Tir), le style architectural résidentiel particulier dit des « maisons coloniales », qui se retrouve, avec certaines variantes, dans d'autres anciennes colonies françaises (Réunion, Antilles, Polynésie française, Indochine) ou anglo-saxonnes (dans les États du Sud des États-Unis ou l'Inde), s'est développé à partir de la seconde moitié du XIXe siècle. Bien que de factures variables, elle offre généralement un certain charme et un élément identitaire important pour les populations locales, notamment d'origine européenne ou Caldoches, qui militent en faveur de leur préservation.
Toutefois, les intempéries (notamment les cyclones), l'usure (rouille des toits, pourrissement et attaque de termites sur les éléments en bois) ou divers projets immobiliers ont entraîné la disparition de la plupart de ces maisons. Les plus célèbres, remarquables, représentatives et restaurées sont devenues des propriétés de collectivités locales : l'ancienne Banque Marchand ou Ancienne Mairie située en bordure de la place des Cocotiers (première banque locale de 1874 à sa faillite retentissante pour la colonie en 1880, avant de servir d'hôtel de Ville de 1880 à 1975 et reconverti en 1996 en Musée de la Ville) ; la Maison Célières du Faubourg Blanchot (délabrée depuis le décès de sa dernière propriétaire en 1995 et « squattée » par plusieurs familles pendant des années, elle a été rachetée par un promoteur puis par la ville en 2002 qui a entrepris sa reconstruction à l'identique, inaugurée en 2009, la gestion et la valorisation patrimoniale étant confiée à l'association « Témoignage d'un passé », elle abrite également la Maison du livre de Nouvelle-Calédonie),, ; le « Château Hagen » (rachetée en 1998 par la Province Sud et utilisée pour les expositions ouvertes aux touristes et aux calédoniens pendant les journées européennes du patrimoine, dans le cadre d'expositions temporaires ou pour des activités d'associations). Parmi les « maisons coloniales » restées privées mais entretenues et visitables peuvent être citées le bâtiment historique de la Clinique Magnin à la Vallée des Colons ou la galerie DZ au Faubourg Blanchot.
De très nombreuses « maisons coloniales », privées ou publiques, surtout dans le Faubourg Blanchot, sont accessibles ou visibles sur un des trajets du « Petit train ». Une brochure de l'Office du Tourisme, réalisée par l'association « Témoignage d'un Passé », propose un « parcours du Faubourg ».

### Patrimoine environnemental
Le parc forestier

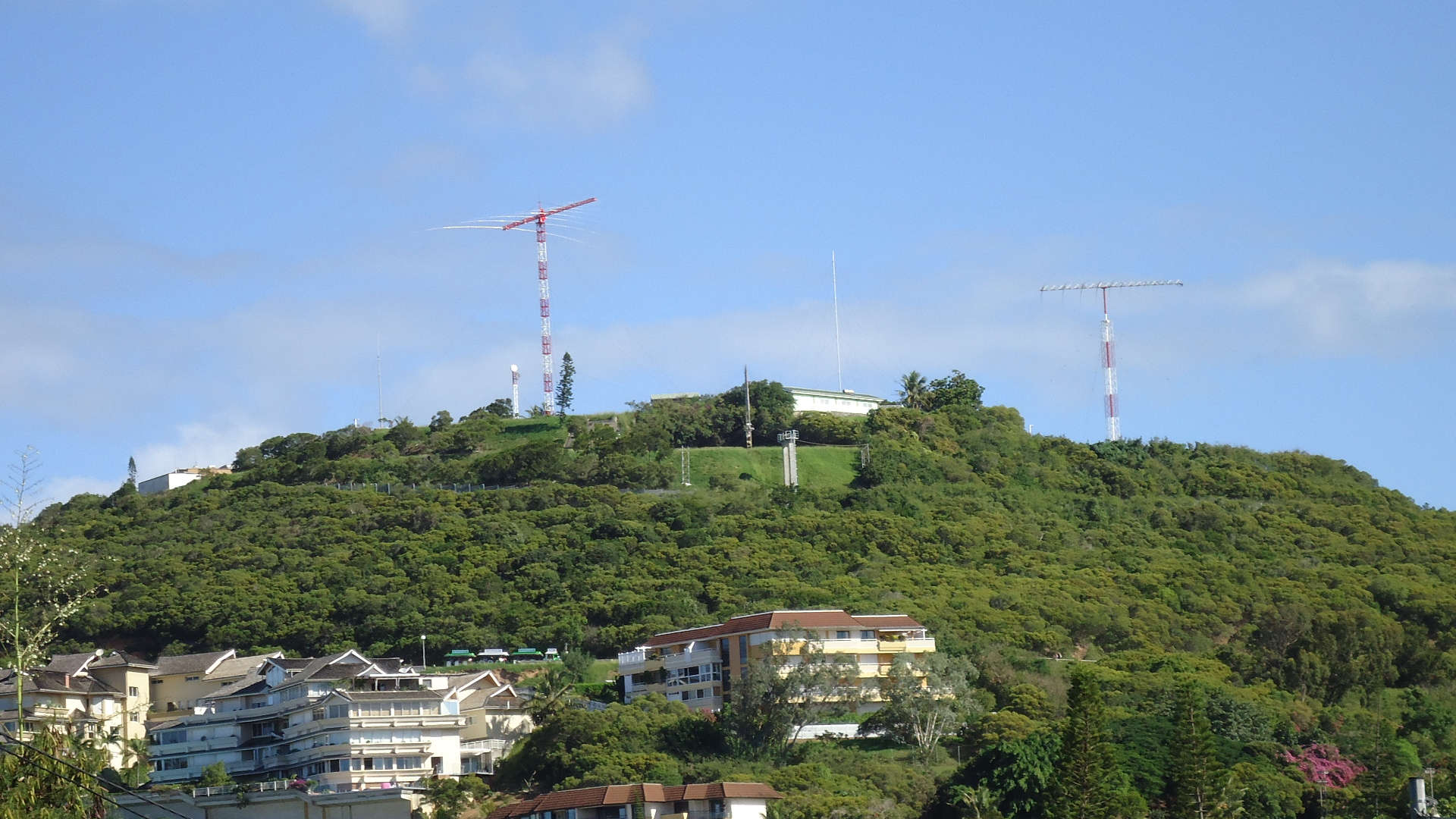
Sommet du Ouen-Toro

Le parc zoologique et forestier Michel-Corbasson, dit aussi Parc forestier, sur les hauteurs de Montravel, dispose d'un éventail d'espèces animales endémiques : le cagou (symbole du territoire), le notou (plus grosse espèce de pigeon au monde) mais aussi une nombreuse gamme d'oiseaux de toute sorte et plusieurs espèces d'animaux plus ou moins « exotiques » (singes, émeus, kangourou, reptiles, ibis, flamants roses) ainsi qu'un parcours botanique donnant un aperçu de la diversité et de la richesse de la flore calédonienne.
Le Ouen Toro
Le Ouen Toro est une colline située à l'extrémité sud de la péninsule de Nouméa. Si les flancs est et nord sont désormais construits, le reste de la colline a été aménagé en sentier pédestre au milieu de la nature. Il s'agit du plus grand espace vert aménagé de Nouméa. Cette colline fut de plus l'un des postes avancés des Américains durant la Seconde Guerre mondiale, et l'US Army y installa notamment une batterie de canons visant à repousser une éventuelle attaque des Japonais au cas où ceux-ci auraient avancé jusqu'en Nouvelle-Calédonie. Les canons, bien que hors service, existent toujours et l'espace aménagé aux alentours permet d'avoir une vue panoramique sur le lagon et les baies en contrebas.

## Équipements ou services

### Enseignement
Les effectifs étaient de 31 080 étudiants et élèves en 2008, dont 13 605 dans l'enseignement primaire, 7 127 pour les collèges, 3 548 pour les lycées, 3 142 pour les lycées professionnels et 3 658 étudiants de l'enseignement supérieur.

#### Primaire

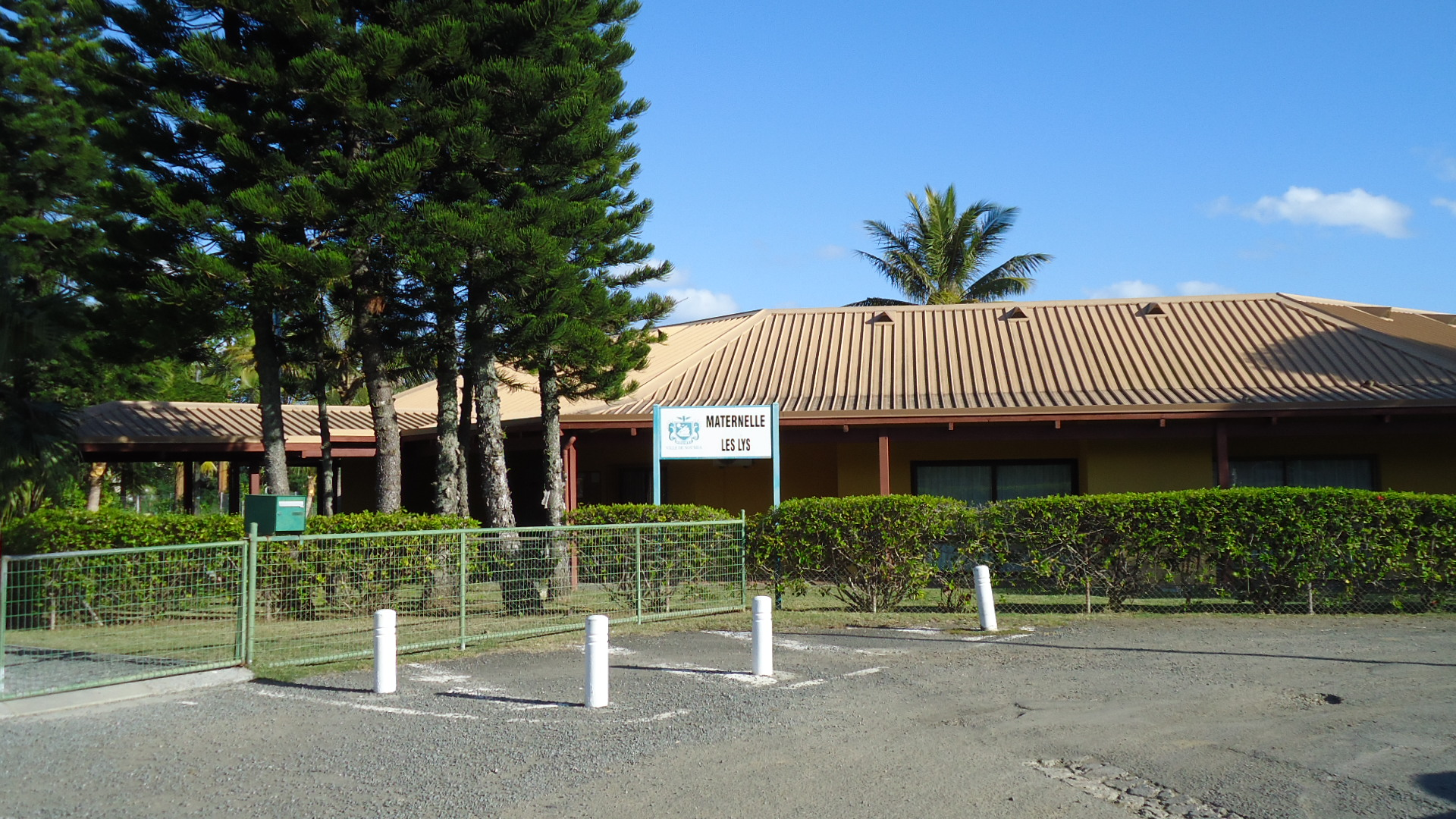
L'école maternelle Les Lys

En 2008, la commune de Nouméa comptait 51 écoles primaires publiques, dont 22 écoles élémentaires, 15 écoles primaires (classes maternelles et élémentaires) et 14 maternelles. Elles regroupent, pour l'année scolaire 2008, 491 classes pour 11 106 élèves.
À cela s'ajoutent 6 écoles privées catholiques gérées par la Direction diocésaine de l'enseignement catholique (DDEC), dont 2 maternelles, 1 élémentaire et 3 élémentaires et maternelles, soit, pour l'année scolaire 2008, 92 classes et 2 393 élèves. Enfin, il existe deux écoles maternelles privées hors contrat (dont une bilingue anglais-français, Kindy School) qui regroupent en 2008 106 élèves dans 7 classes.

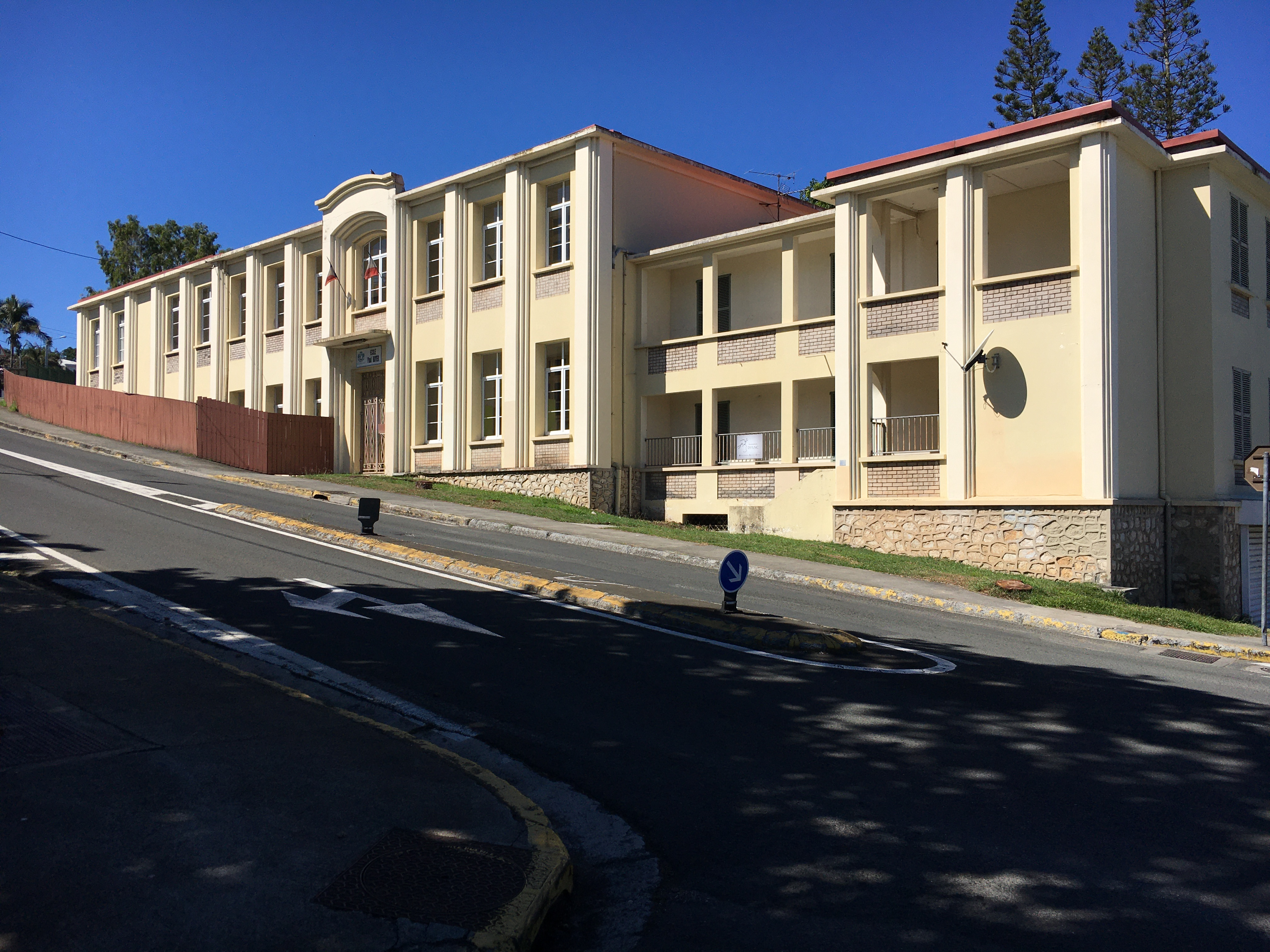
L'école primaire Paul-Boyer du Faubourg Blanchot.

L'enseignement primaire à Nouméa concerne ainsi pour l'année 2008 13 605 enfants répartis dans 590 classes, soit plus du tiers de l'ensemble de l'enseignement primaire néo-calédonien (37 % des élèves et 33,5 % des classes).
Le Grand Nouméa quant à lui compte 102 établissements, dont 90 publics (30 maternelles, 35 élémentaires et 25 primaires) et 12 privés sous contrat (4 maternelles, 1 élémentaire et 7 primaires), 977 classes (dont 825 dans le public et 152 dans le privé) et 22 310 élèves (dont 18 539 dans le public et 3 771 dans le privé), soit un peu moins de 2/3 des effectifs néo-calédoniens. Dans les autres communes du Grand Nouméa, les effectifs sont les suivants :
- Mont-Dore : 3 611 élèves dans 20 établissements (7 maternelles, 6 élémentaires et 7 élémentaires et maternelles) et 164 classes :
  - enseignement public : 18 établissements dont 7 maternelles, 6 élémentaires et 5 élémentaires et maternelles, soit 3 126 élèves dans 144 classes.
  - enseignement privé : 2 écoles élémentaires et maternelles privées sous-contrat catholiques, pour 485 élèves dans 20 classes.
- Dumbéa : 2 882 élèves dans 13 établissements publics (6 maternelles, 4 élémentaires et 3 élémentaires et maternelles) et 124 classes.
  - enseignement public : 8 établissements dont 3 maternelles, 3 élémentaires et 2 élémentaires et maternelles, soit 1 425 élèves et 66 classes.
  - enseignement privé : 2 écoles élémentaires et maternelles privées sous-contrat catholiques, pour 787 élèves et 33 classes.

#### Collèges
En 2010, il y a à Nouméa 8 collèges d'enseignement secondaire (CES) publics, dont 4 qui sont également des Sections d'enseignement général et professionnel (SEGPA). Ils ont accueilli, durant l'année scolaire 2008, 5 950 collégiens dans 260 classes, dont 288 en classes SEGPA. Ce sont, par ordre d'ancienneté :
- Collège Georges Beaudoux : héritier de l'ancien Collège de Nouméa fondé en 1881 puis devenu Collège Colonial et Collège Lapérouse, installé à son emplacement actuel au début du XXe siècle. Les classes de seconde, première et terminale sont déplacées dans de nouveaux locaux pour devenir l'actuel lycée Lapérouse en 1968 tandis que les classes inférieures restent dans les anciens locaux qui sont modernisées en 1973 pour donner le collège Georges Beaudoux[271]. Il se situe dans le quartier de l'Artillerie, près du centre-ville. De taille modeste, il comptait à la rentrée 2008 668 élèves et 27 classes[270],[272].
- Collège Jean Mariotti, ouvert sous le nom de Collège de l'Anse-Vata en septembre 1973 comme annexe du Lycée Lapérouse, devenu établissement autonome à la rentrée 1974, et prenant le nom de l'écrivain néo-calédonien Jean Mariotti à sa mort en 1975[273]. Il s'agit d'un des plus importants collèges de la commune et de la Nouvelle-Calédonie en termes d'effectifs, avec, durant l'année 2008, huit 6e, neuf 5e, dix 4e et douze 3e, pour un total alors de 1 002 élèves dans 40 classes[270].
- Collège de Rivière-Salée (en ZEP), situé dans le quartier plutôt populaire de Rivière-Salée dans le nord de Nouméa, fut ouvert en 1976[274]. Ce collège compte à la rentrée 2008 769 élèves dans 35 classes[270]. En grande partie endommagé durant les émeutes de 2024, la province Sud a acté la fermeture définitive de l’établissement le 12 septembre[275].
- Collège de Magenta (avec SEGPA), ouvert aux premières classes (seulement des 6e et 5e) en 1979, puis officiellement inauguré en 1980, en même temps qu'ont été ouvertes les premières classes de 4e et les 3e, en 1981. Il est lui aussi important de par ses effectifs, avec à la rentrée 2008 10 classes pour chaque niveau et 1 111 élèves dont 92 dans 9 classes SEGPA[270],[276].
- Collège de Kaméré (en ZEP, avec SEGPA), ouvert en 1997 au sein de la ZAC Kaméré 2, dans la presqu'île de Ducos, près de la zone industrielle[277]. À la rentrée 2008, il accueille 689 élèves dans 31 classes dont 31 dans 2 SEGPA, et à quoi s'ajoutent les 118 élèves des 2 divisions de l'Antenne de Lycée professionnel (A.L.P.) de la Vallée du Tir qui dépend administrativement du collège[270],[278].
- Collège de Normandie, (en ZEP, avec SEGPA), ouvert en 1999 dans le quartier relativement récent et plutôt populaire de Normandie, à la limite nord-est de la commune de Nouméa. À la rentrée 2008, les effectifs sont de 703 élèves dans 31 classes dont 84 dans 8 SEGPA[270],[279].
- Collège des Portes de Fer, (avec SEGPA), ouvert dans le quartier du même nom à l'est de la presqu'île, près du quartier de Magenta, depuis 2003. Il accueille à la rentrée 2008 768 élèves[280] dans 33 classes dont 81 dans 6 SEGPA[270].
- Collège de Tuband, ouvert à la rentrée 2008 avec les premières classes, uniquement cinq 6e et cinq 5e, pour 240 élèves[270],[281]. Il se trouve dans le récent lotissement Tuband aménagé depuis la fin des années 1990 dans le sud-est de la presqu'île. En 2009, s'ouvrent les classes de 4e et de 3e.

S'y ajoutent 9 collèges présents dans les autres communes du grand Nouméa :
- Dumbéa : 5 collèges, dont 2 avec SEGPA :
  - Collège de Koutio ou Collège Francis Carco (avec SEGPA), ouvert en 1991 au cœur de la plus ancienne et plus importante banlieue nouméenne, le quartier de Koutio, accueillant en 2008 732 élèves dans 37 classes dont 84 dans 8 SEGPA[270].
  - Collège Jean Fayard de Katiramona, ouvert tout d'abord à la rentrée 2003 en tant que « groupement d'observation dispersé (GOD) », en annexe du collège de Koutio[282], puis comme collège à part entière à partir de la rentrée 2005[283]. Il est situé dans le lotissement périurbain de Katiramona, dans le nord de la commune, et accueille à la rentrée 2008 377 élèves dans 17 classes.
  - Collège d'Auteuil (avec SEGPA), situé dans le quartier du même nom, voisin de Koutio, ouvert en partie en 2006 et totalement en 2007, pour désengorger le collège de Koutio[284], il accueille à la rentrée 2008 605 élèves dans 27 classes, dont 66 dans 4 SEGPA[270].
  - Collège de Dumbéa-sur-Mer, situé dans le quartier résidentiel de Pointe à la Dorade, au cœur de la commune de Dumbéa. Ouvert à la rentrée 2014, il accueille 350 élèves[285].
  - Collège d’Apogoti, situé dans le quartier relativement populaire du même nom et voisin de celui de Dumbéa-sur-Mer. Ouvert à la rentrée 2018, il accueille 340 élèves sur les niveaux de 6e, 5e et 4e[286].
- Mont-Dore : 2 collèges, dont 1 avec SEGPA, pour 1 337 élèves dans 59 classes :
  - Collège de Boulari (avec SEGPA), créé en 1984 dans le quartier du même nom, considéré comme le centre-ville de la commune (où se trouve notamment l'hôtel de ville), et totalement inséré dans le tissu urbain de l'agglomération nouméenne, il a longtemps été le seul collège desservant la banlieue nord de Nouméa, entraînant une forte surpopulation (environ 1 240 élèves en 1998) qui s'est atténuée seulement avec les ouvertures successives des collèges de Koutio (1991), de Normandie (1999) et de Plum (2003)[287]. Il accueille à la rentrée 2008 760 élèves dans 35 classes dont 66 dans 4 SEGPA[270].
  - Collège de Plum, construit à partir de 2002 et ouvert en 2003[288], situé dans le lieu-dit du même nom, zone touchée par la rurbanisation dans le sud de la commune. Il accueille à la rentrée 2008 577 élèves dans 24 classes[270].
- Païta : 2 collèges d'enseignement général :
  - Collège Gabriel Païta, qui commence avec ses premières classes (6e et 5e) à la rentrée 2002, avant de poursuivre aux autres niveaux en 2003 puis 2004[289]. Il accueille à la rentrée 2008 515 élèves dans 24 classes[270].
  - Collège Louise Michel, également ouvert en 2002 sous le nom de collège de Païta Sud, c’est le 26 novembre 2010 qu’il prend le nom de Louise Michel[290]. Surchargé avec 476 élèves pour une capacité maximale de 400 places en 2022, certains élèves sont déplacés au collège de Katiramona pour décharger l’établissement[291].

Il existe également deux collèges privés catholiques à Nouméa, et deux autres dans le Grand Nouméa, soit 1 898 élèves (dont 92 en SEGPA) dans 79 classes :
- Collège Marie Reine Thabor : sœur Marie de la Croix, responsable de l'école pour filles indigènes de la mission de Saint-Louis à partir de 1862, crée en 1875 la Congrégation des Petites Filles de Marie, ordre de religieuses kanaks dont la vocation est de former leurs futures sœurs (à travers un noviciat) mais aussi plus généralement les jeunes filles de la tribu voisine de Saint-Louis. En 1952, les Petites Filles de Marie se déplacent à un kilomètre de Saint-Louis sur une colline symboliquement appelée le Mt Thabor, dans le quartier Saint-Michel. Y sont fondés côte à côte le noviciat, un internat de jeunes filles et un collège qui est l'actuel Collège Marie Reine Thabor, aujourd'hui mixte et géré sous contrat par la direction diocésaine de l'enseignement catholique (DDEC)[292]. Il a été particulièrement touché par les évènements de 2001-2002 qui ont violemment opposés les communautés kanaks de la tribu de Saint-Louis et wallisiennes de l'ancien lotissement de l'Ave Maria. Il accueille à la rentrée 2008 113 élèves dans 6 classes[270].
- Collège Sainte-Marie de Païta (avec SEGPA), fondé en 1962 à partir de l'école Sainte-Marie des frères maristes, elle-même créée en 1912 à partir d'un orphelinat de 1882[293]. Il accueille à la rentrée 2008 608 élèves dans 27 classes, dont 62 dans 4 SEGPA[270].

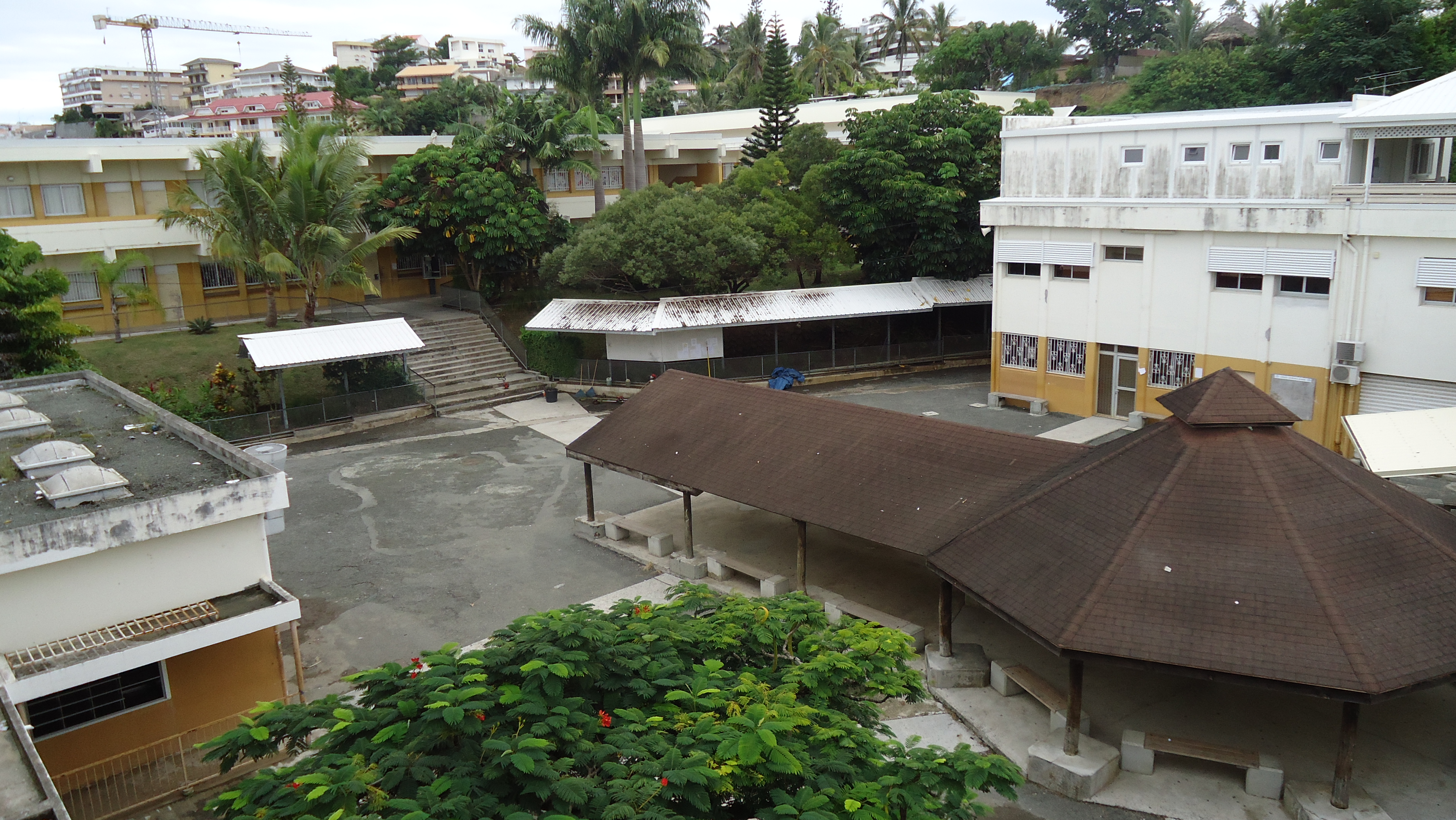
Collège Saint-Joseph-de-Cluny

- Collège Marcellin Champagnat (avec SEGPA), situé dans le fond de la Vallée des Colons au cœur de la péninsule de Nouméa, au pied du mont Montravel, ouvert en 1966 pour accueillir les enseignements du secondaire de la sixième à la seconde de l'école pour garçons du Sacré-Cœur, fondée en 1915 près de la cathédrale par les Frères maristes. Dès 1969, la seconde garçons rejoint celle des filles à l'école des Sœurs de Saint-Joseph de Cluny pour devenir en 1971 le lycée Blaise Pascal, et les enseignements restés à la Vallée-des-Colons, devenant rapidement mixtes, constituent bientôt l'actuel collège Champagnat[293],[294]. Il accueille à la rentrée 2008 510 élèves dans 22 classes, dont 30 dans 3 SEGPA[270].
- Collège Saint-Joseph-de-Cluny, situé dans le quartier de l'Anse Vata au sud-ouest de Nouméa, juste à côté du lycée privé catholique Blaise Pascal et non loin du collège public Mariotti. En 1936, l'école pour filles des Sœurs de Saint-Joseph de Cluny, situées dans le centre-ville (l'école élémentaire Saint-Joseph de Cluny existe d'ailleurs toujours à cet emplacement) inaugure ses premières classes de secondaires. Le second cycle (seconde, première, terminale) déménage en 1971 à l'Anse Vata pour former l'actuel lycée Blaise Pascal, et est suivi à partir de 1978 par les classes de premier cycle qui s'installent dans des bâtiments voisins et forment ainsi le collège Saint-Joseph de Cluny (aux enseignements désormais mixtes)[294],[295]. Il accueille à la rentrée 2008 667 élèves dans 24 classes[270].

#### Lycées
Trois lycées d'enseignement général et technologique publics sont actuellement présents dans le Grand Nouméa (dont 2 à Nouméa) ainsi que trois lycées d'enseignement professionnel publics à Nouméa (dont un lycée professionnel et industriel et un lycée commercial et hôtelier). Il existe trois lycées d'enseignement général privés (deux catholiques, un protestant) et cinq lycées professionnels privés (quatre catholiques, un protestant).
Les lycées d'enseignement général et technologique publics sont, par ordre d'ancienneté :
- Lycée Lapérouse : dans le quartier de la Pointe de l'Artillerie, il est, avec le collège Georges Beaudoux, l'héritier de l'ancien collège Lapérouse dont les classes de seconde, première et terminale, à l'étroit dans les bâtiments anciens de l'établissement, sont déplacées une rue plus bas dans de nouveaux locaux pour devenir l'actuel lycée en 1968[271]. Il est essentiellement constitué d'un bâtiment principal en U (le bâtiment A ou « Astrolabe », sur quatre niveaux) et de deux bâtisses plus réduites (le bâtiment B ou « Boussole » sur trois niveaux mais dont le rez-de-chaussée est constitué uniquement d'un préau et de casiers pour les élèves, et le bâtiment C ou « Compas » sur trois niveaux et relié au bâtiment A au niveau du deuxième étage, formant ainsi une sorte de pont au-dessus de l'entrée des élèves)[296]. En 2008, ses effectifs étaient de 1 486 élèves dans 59 classes, dont 1 279 et 47 divisions pour le cycle long secondaire (1 032 pour 37 classes de l'enseignement général, et 247 de l'enseignement technologique), et 207 dans les 12 classes supérieures technologiques (BTS)[270]. Il est ainsi le plus important lycée du Grand Nouméa et de Nouvelle-Calédonie, tout particulièrement pour la filière générale.
- Lycée Jules Garnier : situé à l'entrée de Nouville, ce lycée polyvalent (général et technologique), ouvert en 1975 après que l'île fut reliée à la ville par l'extension du port autonome en 1974, est également associé à un lycée professionnel industriel portant le même nom. Il s'agit du troisième lycée général du Grand Nouméa (et du Territoire) avec, en 2008, au total 1 313 élèves dans 50 classes dont 700 dans 26 divisions de l'enseignement général, et le second lycée technologique derrière le lycée Dick Ukeiwé du Grand Nouméa avec, cette même année, 352 élèves dans 12 classes. Mais il se place en première position pour les classes supérieures de lycée (12 pour 261 étudiants) et notamment ses trois classes préparatoires aux grandes écoles scientifiques (94 élèves en 2008)[270].
- Lycée Dick Ukeiwé : contrairement aux deux établissements précédents situés dans Nouméa, ce lycée se trouve dans la commune voisine de Dumbéa. Ouvert depuis la rentrée 2000, à l'origine nommé lycée du Grand Nouméa, il se remarque par son architecture géométrique particulière (un vaste triangle, où se tiennent les enseignements, entourant une cour, relié à l'internat en forme de losange par le réfectoire circulaire)[297]. C'est le 16 novembre 2020 qu'il prend le nom de Dick Ukeiwé. Lycée polyvalent, il est le second lycée du Grand Nouméa pour ses effectifs totaux (1 472 élèves et 58 classes en 2008, dont 832 dans 30 classes générales) et le premier pour les enseignements technologiques (avec 416 étudiants dans 16 classes, ainsi que les 24 élèves de l'unique division de formation complémentaire d'initiative locale FCIL du Territoire)[270]. De plus, le lycée offre plusieurs formations supérieures (avec 200 élèves dans 11 classes supérieures) dont surtout des BTS mais aussi une formation au diplôme de comptabilité et de gestion (DCG, 2 classes pour 35 élèves en 2008)[270],[298] et des classes préparatoires aux grandes écoles économiques et commerciales à l'ENS Cachan (3 pour 37 élèves en 2008)[270] et celle, à partir de la rentrée 2010, de la section Économique et Commerciale option Technologique (ECT)[299],[300]. Enfin, une convention a été signée en 2009 entre la Nouvelle-Calédonie et l'IEP de Paris (« Sciences Po ») pour ouvrir l'accès à cette grande école à certains élèves de trois lycées sélectionnés néo-calédoniens, dont Dick Ukeiwé[301].

Les lycées d'enseignement professionnel publics sont, par ordre d'importance des effectifs :
- LP commercial et hôtelier Auguste Escoffier, situé à la Pointe de l'Artillerie, en face du Lycée Lapérouse. Il est né de la création en 1968 de la section hôtelière du Lycée technique de la pointe de l'Artillerie avant de se transformer en lycée professionnel indépendant en 1975 et de prendre le nom d'Auguste Escoffier en 1979. Il fusionne avec le lycée professionnel commercial voisin en 1994 et avec le lycée expérimental Sud en 1998 pour prendre sa forme actuelle. Il s'étend sur un campus d'environ deux hectares qui descend jusqu'aux rives de la baie de l'Orphelinat[302] et dispose d'un restaurant expérimental où les repas sont préparés et servis aux clients par les lycéens. Il est le plus important lycée professionnel du Grand Nouméa avec, en 2008, 1 116 élèves répartis dans 55 classes dont 557 dans les 24 divisions du BEP « Métiers de la restauration et de l’hôtellerie » (MDRH, avec deux mentions complémentaires : « employé barman » ou « Cuisinier en desserts de restaurant »), 379 dans 19 classes de baccalauréats professionnels (deux filières : « Restauration » et « Hygiène et environnement »), 161 dans 10 classes de CAP (quatre filières : « Cuisine et restauration », « Service brasserie - café », « Services hôteliers » et « Hygiène et entretiens des locaux ») et 19 dans 2 classes de CAP développement[303],[270].
- LP Pétro Attiti, situé en face du collège de Rivière-Salée, dans le quartier du même nom. Sa construction a commencé en juillet 1974 pour être totalement achevée en mars 1976, les premières classes ont néanmoins été ouverte à la rentrée 1975. Il prend le nom du grand-chef Pétro Attiti, premier Kanak licencié en droit, lors d'une série coutumière en 1978[304]. Deuxième plus important lycée professionnel du Grand Nouméa derrière le lycée hôtelier et commercial Escoffier, il accueille en 2008 855 élèves dans 52 classes, dont 475 dans 25 classes de BEP (7 filières : « Techniques du gros œuvre du bâtiment », « Bois et matériaux associés » options « Menuiserie - Agencement » ou « Charpente », « Carrières sanitaires et sociales », « Métiers de l'électrotechnique », « Techniques du froid et du conditionnement d'air », « Finitions », « Techniques de l'architecture et de l'habitat », « Métiers de la modes et industrie connexes », « Techniques des installations sanitaires », à quoi s'ajoutent deux mentions complémentaires : « aide à domicile » et « plaquiste »), 221 dans 14 divisions de baccalauréats professionnels (6 filières : « Construction bâtiment gros œuvre », « Menuisier agenceur », « Service de proximité et vie locale », « Électrotechnique, énergie, équipements communicants », « Technicien de maintenance des systèmes énergétiques et climatiques » et « Techniques du bâtiment, étude et économie »), 137 dans 11 classes de CAP (5 formations : « Carrelage - mosaïque », « Maçon », « Ébéniste », « Installation sanitaire » et « Réalisations d'ouvrages électriques »), 14 CIPPA et 8 UPI[305],[270]. En grande partie endommagé durant les émeutes de 2024, le gouvernement local acte la fermeture administrative du lycée, qui ne rouvrira donc pas en 2025 [306].
- LP industriel Jules Garnier, associé au lycée général et technologique du même nom, créé en 1975 à l'entrée de la presqu'île de Nouville. Il comprend en 2008 473 élèves dans 27 classes, dont 277 dans 15 sections BEP (cinq filières : « Métiers de la production mécanique informatisée » MPMI, « Maintenance des systèmes mécaniques automatisés » MSMA, « Maintenance des véhicules et des matériels » MVM, « Réalisation d'ouvrages chaudronnés et de structures métalliques » ROCSM et « Techniques des métaux, du verre et des matériaux de synthèse du bâtiment » TMVMSB)[307], 102 dans 7 baccalauréats professionnels (trois filières : « Maintenance des équipements industriels » MEI, « Maintenance de véhicules automobiles » MVA et « Réalisation d’ouvrages chaudronnés et de structures métalliques » ROCSM)[308] et 94 dans 5 CAP (quatre filières : « Construction d’ensembles chaudronnés », « Maintenance de matériels option matériels de parcs et jardins », « Maintenance de véhicules automobiles » et « Serrurier métallier »)[309],[270].

Les trois lycées d'enseignement général et technologique privés sont, par ordre d'ancienneté :
- Lycée Blaise Pascal (de la Direction diocésaine de l’enseignement catholique), situé dans le quartier de l'Anse Vata au sud-ouest de Nouméa, juste à côté du collège privé catholique Saint-Joseph-de-Cluny et non loin du collège public Mariotti. Les premières classes de seconde et première sont ouvertes en 1950 à l'école pour garçon du Sacré-Cœur (tenue par les Frères maristes) et rapidement ensuite à celle pour fille des Sœurs de Saint-Joseph de Cluny, toutes deux situées en centre-ville. En 1966, le premier cycle et les secondes garçons sont transférés au nouveau collège de Champagnat à la Vallée des Colons, tandis qu'en 1965 la mixité commence à s'installer en première et terminale, les cours se répartissant entre les deux écoles initiales puis sont regroupées à l'ancienne école des Sœurs en 1966 (les seconde garçons les rejoignent à leur tour en 1969) : c'est la naissance du premier lycée catholique, complet et totalement mixte, pleinement autonome. Le nom de Blaise Pascal est choisi après consultation des élèves en 1969, et l'établissement se déplace en 1971 au lieu-dit du « marais des Joncs » à l'Anse Vata, son emplacement actuel, grâce à la mise à disposition par un bail emphytéotique d'un terrain de la ville et par un partenariat entre le Comité calédonien de l'enseignement catholique (CCEC, l'ancêtre de la DDEC) et l'association des parents d'élèves de l'enseignement libre (APEL). Il est inauguré par le premier directeur Jean Lemaire. Le lycée a notamment eu pour directeur, entre 1970 et 1971, Pierre Declercq, futur secrétaire général de l'Union calédonienne et « bras droit » de Jean-Marie Tjibaou à la tête du mouvement indépendantiste jusqu'à son assassinat en 1981, mais surtout pendant plus de 25 ans, entre 1974 et 2001, Vincent Rodriguez. Ce dernier est remplacé par Yves Moulin à partir de 2002, toujours directeur à ce jour. Les locaux originaux, essentiellement en préfabriqué, ont été progressivement agrandis ou transformés : d'abord en 1976 avec le bâtiment du fond comprenant trois salles de classe au rez-de-chaussée et une grande salle à l'étage ; la construction en 1985 du bâtiment de droite sur trois niveaux dont un (le 2e étage) pour les cours, un autre (le 1er) pour les laboratoires (informatique, biologie, physique-chimie) et le rez-de-chaussée pour les réserves ; en 1989 par le remplacement d'un préfabriqué par le bâtiment gauche sur trois niveaux dont deux de salle de cours (soit sept salles) ; le remplacement des vestiaires en 1993 ; durant les vacances 1996-1997, le remplacement de trois salles en préfabriqué par un bâtiment sur trois niveaux le long de la rue et rejoignant en angle droit celui de 1985, avec au rez-de-chaussée une salle des professeurs informatisée, une chapelle et une salle d'études, un 1er étage comprenant deux laboratoires, une réserve et une salle de classe et un 2e étage avec trois salles de classe ; en 1999 la construction d'un nouveau bâtiment dans la cour pour accueillir le CDI ; en 2004 en prolongeant le bâtiment longeant la rue pratiquement jusqu'aux vestiaires, l'ancienne entrée étant alors déplacée ; en 2013 avec l'inauguration de l'auditorium[310],[311]. Il s'agit du plus important Lycée privé du Territoire, et du quatrième lycée général et technologique après les trois établissements publics du Grand Nouméa. En 2008, 942 élèves y étaient inscrits et répartis dans 35 classes, dont 703 dans 24 divisions de l'enseignement général, 163 dans 7 classes technologiques et 76 dans 4 classes supérieures technologiques (BTS)[270].
- Lycée Do Kamo (de l'Alliance scolaire de l’église évangélique). Situé à la Vallée des Colons et associé au lycée professionnel du même nom, le Lycée protestant Do Kamo est ouvert (deux classes de secondes à l'époque) à la rentrée 1979 par l'Église évangélique en Nouvelle-Calédonie et aux îles Loyauté dans les locaux de l'ancien « foyer Taragnat », qui jusqu'alors servaient surtout de résidence des pasteurs mutés à Nouméa, dont les membres du bureau du Conseil supérieur, et de son école primaire attenante. Son but est essentiellement d'ouvrir l'enseignement secondaire général aux enfants kanaks encore marginalement présents dans le public. Le nom de Do Kamo, signifiant « Vrai homme » ou « homme authentique » en langue ajië du pays de Houaïlou, renvoie à l'œuvre éponyme du pasteur Maurice Leenhardt sur l'ethnologie du peuple Kanak[312]. Le lycée ne cesse de se développer par la suite : des premières sont ouvertes en 1980 et enfin les terminales en 1981 (les baccalauréats alors proposés sont les séries générales A, B et D, à quoi s'ajoute en 1989 le bac technologique G2, le tout remplacé en 1994 par les bacs L, S et ES pour le général et STT pour le technologique). Un troisième bâtiment (le bâtiment C), servant à certains enseignements du lycée professionnel créé en 1989, est construit en 1993, suivi en 1998 du bâtiment D destiné aux terminales générales[313]. Seul lycée protestant du Territoire, il reste de taille réduite avec en 2008 351 élèves répartis en 16 classes dont 232 dans 11 divisions de l'enseignement général, 106 dans 4 classes technologiques et 13 préparant le brevet de technicien[270]. Il est dirigé depuis 1989 par l'écrivain Nicolas Kurtovitch.
- Lycée Apollinaire Anova (de la Direction diocésaine de l’enseignement catholique), situé dans la commune de Païta, juste à côté du collège privé catholique Sainte-Marie, il est inauguré le 10 juillet 1993 sous le nom de lycée Sainte-Marie[314]. Accueillant d’abord les classes de secondes, premières STG tertiaires et une première économique et sociale (ES), d’autres filières voient le jour progressivement, avec l’arrivée de la filière scientifique (S) en 1995 et la SMS, actuellement ST2S (sciences et technologie de la santé et du social) en 1997. L’établissement accueille sa première filière littéraire (L) en 2002. En 2015, le développement du secteur minier et technologique sur le territoire amène à ouvrir la série STI2D (sciences et technologies de l'industrie et du développement durable). Elles sont complétées par l’ouverture des filières post-bac BTS SP3S (services et prestations des secteurs sanitaire et social) en 2014 et ESF (Economie sociale Familiale) en 2018. Le lycée a également signé une convention d’éducation prioritaire avec l’IEP de Paris (« Sciences Po »).

Les deux lycées d'enseignement professionnel privés sont, par ordre d'ancienneté :
- LP Saint-Marcellin Champagnat (de la Direction diocésaine de l’enseignement catholique), installé dans la commune de Païta. Le lycée trouve ses origines en 1888 avec la création de l’Orphelinat Sainte Marie, qui devient école en 1912, avec une section menuiserie existante. En 1968, l’école est séparée en deux entités, avec la création de l'école technique Champagnat, avec alors une soixantaine d’élèves. Les années 1980 marquent un agrandissement de l’établissement avec la construction de nouveaux bâtiments et voient l’ouverture des premières sections BEP maintenance électrotechnique. 1991 voit finalement la naissance du lycée actuel, qui accueille aujourd’hui quelques 500 élèves en formation dans les métiers du bâtiment, de la maintenance, de l’électrotechnique et de la métallerie[315],[316].

- LP Saint-Joseph de Cluny (de la Direction diocésaine de l’enseignement catholique), situé au centre ville, à l'angle des rues de l'Alma et de Sébastopol, il est voisin de l'école primaire Saint-Joseph-de-Cluny (et ancienne école des Sœurs). Son histoire, à l'origine commune à celle de tous les établissements catholiques de Nouméa, remonte à l'ancienne école pour fille des Sœurs de Saint-Joseph de Cluny. Celles-ci ouvrent ainsi en 1958 la première classe commerciale (une 4e, suivi dès l'année suivante d'une 3e). Ces cours commerciaux déménagent en 1960 de l'autre côté de la rue de l'Alma, à l'emplacement actuel du lycée professionnel. S'y ajoutent des classes commerciales ouvertes en 1967 à l'école Anne-Marie Javouhey de la Vallée du Tir. En 1970, des classes de BEP sont ouvertes rue de l'Alma, et l'enseignement est définitivement mixte. En 1971, les cours commerciaux déménagement momentanément pour s'installer dans la « Tour », elle aussi voisine de l'école des Sœurs mais du côté de la rue Jean Jaurès et de la place des Cocotiers (bâtiment aujourd'hui occupé par l'École normale de l'enseignement privé ENEP) et ne retrouve les locaux de la rue de l'Alma qu'après le déménagement des classes de secondaire du premier cycle pour le nouveau collège Saint-Joseph-de-Cluny de l'Anse Vata, en 1983. Sœur Myriam Huekere en fut la principale directrice, en place de 1958 à 1991[317]. Il comptait en 2008 453 élèves dans 17 classes dont 436 répartis en 16 divisions de formation initiale (231 en 8 classes BEP « Métiers des services administratifs » ou « Métiers de la relation aux clients et aux usagers » et 205 en 8 classes de baccalauréats professionnels « Secrétariat », « Comptabilité » et « Services - Accueil, assistance, conseil ») et 17 dans 1 classe de mention complémentaire de baccalauréat professionnel[318],[319].
- LP Saint-Jean XXIII (de la Direction diocésaine de l’enseignement catholique), localisé dans la commune de Païta. Fondé en 1971, à l'initiative du Père WAGNER alors curé de la Paroisse de la commune, le « Cours Technique Féminin » accueille 21 élèves à sa première rentrée scolaire, sous la direction de Sœur Nicole Perrichon, dans deux bâtiments derrière l’église du village[320]. En 1981, les locaux étant devenus trop petits et exigus, de nouveaux bâtiments sont construits à côté de l’internat nommé « Foyer Jean XXIII. Pendant plusieurs années divisé en 2, le lycée est réuni sur un seul et même terrain en 1991, prenant officiellement au passage le nom de Jean XXIII. En 2014, à la suite de la canonisation du pape, le lycée est renommé « Lycée Saint-Jean XXIII.
- LP Saint Pierre Chanel (de la Direction diocésaine de l’enseignement catholique), situé sur la commune du Mont-Dore, dans le quartier de La Conception. Ouvert en 1981, ce lycée propose plusieurs formations professionnelles, notamment le commerce, le marketing, la vente, l’hôtellerie-restauration, le tourisme, la logistique, les transports, l’économie et la comptabilité, entre autres. En 2024, les effectifs de l’établissement se chiffrent à 407 élèves[321],[319].
- LP Do Kamo (de l'Alliance scolaire de l’église évangélique), fondé en 1989 en prolongement du lycée polyvalent protestant Do Kamo déjà existant à la Vallée des Colons. Il s'établit essentiellement dans le bâtiment C de ce dernier construit en 1993[313]. De petite taille, il accueille à la rentrée 2008 127 élèves répartis dans 6 classes dont 96 dans 4 divisions de BEP (2 filières : « Construction topographique » et « Métiers de la comptabilité ») et 31 dans 2 classes de baccalauréat professionnel « Métiers de la comptabilité »[322],[270]

#### Supérieur

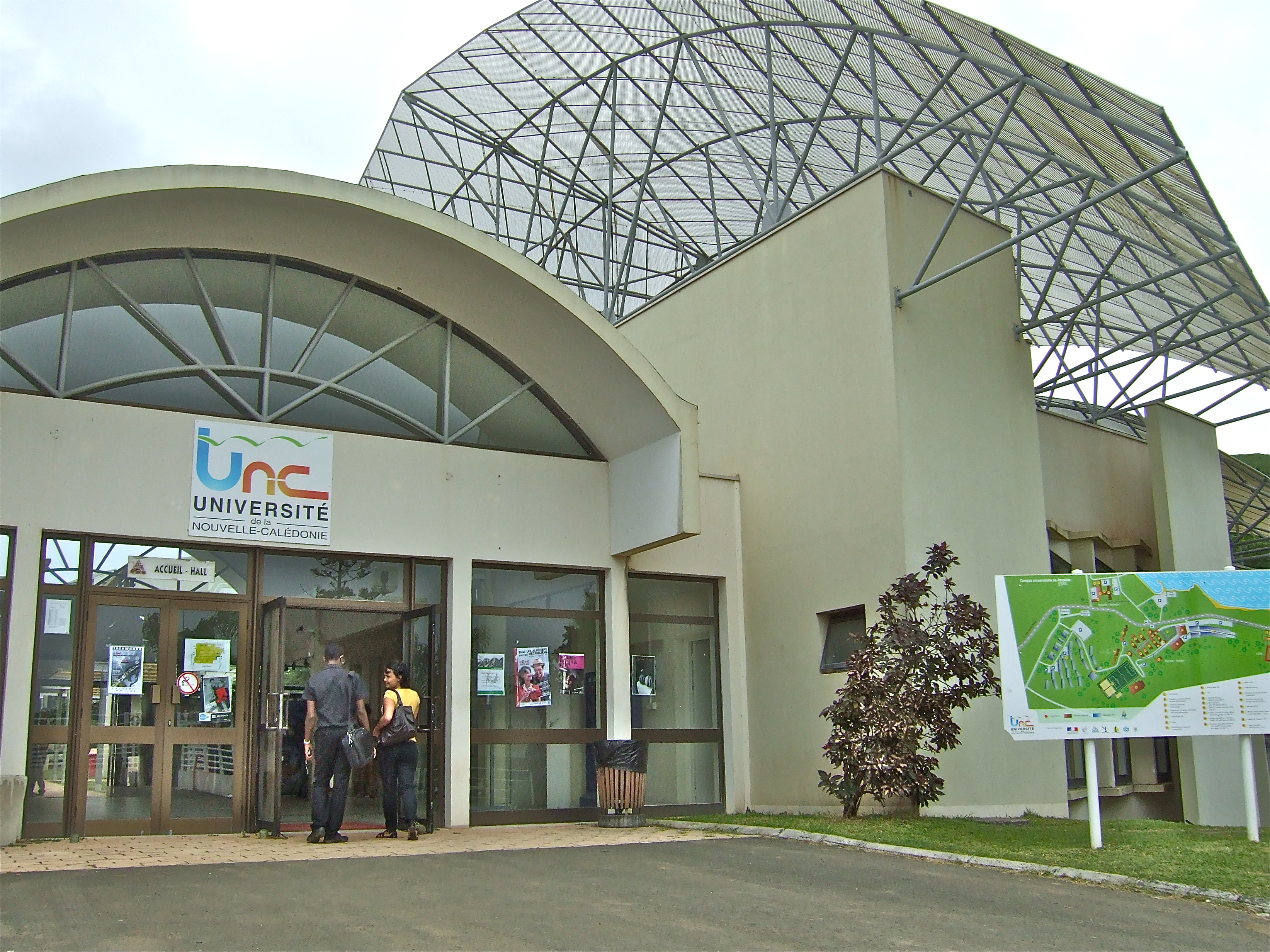
Entrée du bâtiment administratif de l'université de la Nouvelle-Calédonie

Nouméa est considérée comme une académie à part entière, néanmoins elle ne dispose pas d'un rectorat mais d'un vice-rectorat qui est rattaché à une académie de tutelle métropolitaine jusqu'en 2010, puis devient autonome sous la responsabilité du haut-commissaire de la République en Nouvelle-Calédonie. Le vice-recteur est également placé à partir de 2012 sous l'autorité du gouvernement de la Nouvelle-Calédonie, pour les compétences éducatives relevant de ce dernier, avec le titre de « directeur général des enseignements » (DGE). Contrairement aux recteurs d'académie, le vice-recteur n'est pas le chancelier de l'université de la Nouvelle-Calédonie, cette fonction étant directement exercée par le ministre de l'Enseignement supérieur et de la Recherche.
- L'université de la Nouvelle-Calédonie est née en 1987 sous le nom d'université française du Pacifique répartie entre deux centres universitaires : celui de Nouvelle-Calédonie et celui de Polynésie française, le siège administratif de l'université étant à Tahiti. En 1999, les deux centres sont devenus deux universités autonomes et l'antenne calédonienne est devenue l'université de la Nouvelle-Calédonie (UNC). Il s'agit de la plus petite université de France par ses effectifs, avec, en 2013, 2 481 étudiants, 108 enseignants-chercheurs et enseignants et 95 agents administratifs et de bibliothèque. Elle est initialement, et jusqu'à la rentrée 2012, répartie sur trois sites, tous situés à Nouméa : deux à Nouville à l'ouest (Nouville-Banian : département des Sciences et Techniques, Nouville-Ateliers : département de Droit, Gestion et Économie) et un à Magenta à l'est (département des Lettres, Langues et Sciences humaines). Les départements ont été réunis en un seul grand campus à Nouville, les travaux ayant commencé en 2005 et s'étant achevés pour la rentrée universitaire 2012. L'université offre essentiellement des formations du premier cycle (c'est-à-dire la licence dans le cadre de la réforme LMD). Outre les masters enseignement proposés par l'IUFM, il existe un master « Arts, lettres et langues » mention « Arts, lettres et civilisations » (ALC) inauguré sous une plaquette différente en 2009 tandis qu'un master professionnel en sciences de l'environnement est en cours d'élaboration avec des partenaires universitaires internationaux pour une ouverture en septembre 2013. Les licences offertes sont : droit, économie et gestion, contrôle de gestion et révision comptable (deux spécialités d'une licence professionnelle aux métiers de la comptabilité et gestion), géographie et histoire, anglais, langues et cultures océaniennes, lettres, mathématiques, physique et chimie, sciences de la vie, de la terre et de l'univers, informatique et métallurgie énergétique et génie des procédés. Il a également été ouvert en 2003 une première année de médecine (puis aux études de santé) en collaboration avec le CHU de la Pitié-Salpêtrière à Paris. Plusieurs DEUST y sont ouverts : géosciences appliquées aux mines, à l'eau et à l'environnement, métiers de la forme et « Animation et Gestion des Activités Physiques, Sportives ou Culturelles » intégré au cursus STAPS. L'unique école doctorale, pour sa part commune aux universités de Nouvelle-Calédonie et de Polynésie française, dirigée par le professeur des universités en biologie marine à Nouméa Yves Letourneur, comptait en 2013 44 doctorants néo-calédoniens, dont 27 en sciences, 11 en sciences humaines, lettres et langues, 5 en droit et 1 en sciences économiques. L'antenne néo-calédonienne de l'IUFM du Pacifique, qui était commun aux trois collectivités françaises du Pacifique sud (Nouvelle-Calédonie, Polynésie française et Wallis-et-Futuna), est devenue un IUFM à part entière et une composante de l'université de la Nouvelle-Calédonie en 2009. Ses services centraux ainsi que ses lieux d'enseignement sont localisés à Nouville sur un nouveau site ouvert en 2005 près du campus. Il prépare essentiellement, depuis la réforme des concours de l'enseignement du second degré entrée en vigueur en 2010 et revue en 2013, un master « métiers de l'enseignement » préparant aux concours du professorat des écoles et des professeurs de lycées professionnels en Lettres-histoire, Mathématiques-Sciences et Économie-gestion, aux CAPES de Lettres modernes, Histoire-géographie, Anglais, Mathématiques, Sciences de la Vie et de la Terre, Sciences physiques et chimie et enfin au CAPEPS. L'IUFM propose également une licence aux métiers de l'enseignement du premier degré et prépare au concours de recrutement de professeur des écoles (CRPE). Longtemps non dotée des services classiques d'une université (restaurant universitaire, mutuelle étudiante, Maison des étudiants), le restaurant universitaire a été inauguré en 2007, la Maison de l'étudiant en 2012 tandis qu'une convention entre le gouvernement de la Nouvelle-Calédonie et La Mutuelle des étudiants (LMDE) est signée en janvier 2013.
- Enseignement supérieur non-universitaire :
  - plusieurs BTS (dans quatre lycées, à savoir les trois publics et celui privé catholique de Blaise Pascal) ;
  - des CPGE ou classes préparatoires aux grandes écoles aussi bien scientifiques (en physique, technologie et sciences de l'ingénieur) au lycée Jules Garnier qu'économiques et commerciales (à l'ENS Cachan et, à partir de la rentrée 2010, des classes ECT) au lycée du Grand Nouméa ;
  - une grande école privée, l'École de gestion et de commerce du Pacifique Sud (EGC), gérée par la Chambre de commerce et d'industrie de Nouvelle-Calédonie (CCI-NC) et située dans le centre-ville ;
  - deux centres de formations d'enseignants hors-IUFM formés en 1990 par la division du « Centre de formation et de recherche pédagogique » (CEFOREP), créé en 1969 sous le nom d'école normale avant d'être rebaptisé en 1971, à savoir : l'Institut de formation des maîtres de Nouvelle-Calédonie (IFM-NC), nouveau nom depuis le transfert de la compétence de l'enseignement primaire public à la Nouvelle-Calédonie de l'ancien Institut territorial de formation des maîtres, pour l'enseignement primaire public (formation initiale et continue pour les maîtres et enseignants du primaire hors professorat des écoles, ainsi que les instituteurs amenés à enseigner les langues et cultures kanak), situé en face du collège Jean-Mariotti dans le quartier de l'Anse Vata ; et l'École normale de l'enseignement privé (ENEP) pour l'enseignement primaire privé, située au Centre-ville, en bordure de la place des Cocotiers et avec des locaux partagés avec l'école catholique Saint-Joseph-de-Cluny.
- Recherche : outre l'université, qui dispose de plusieurs laboratoires notamment en matière de biologie végétale ou marine mais aussi en droit, en mathématiques et informatique ou en sciences humaines, lettres et langues, il existe à Nouméa plusieurs institutions de recherche :
  - l'Institut de recherche pour le développement (IRD) dont les champs de recherche touchent aussi bien la biodiversité, la biologie marine, l'étude de la faune et de la flore, la climatologie ou encore l'histoire et l'archéologie avec la participation aux missions Lapérouse à Vanikoro.
  - sur le même site est implantée la délégation locale de l'Institut français de recherche pour l'exploitation de la mer (Ifremer). Cette institution s'occupe essentiellement de recherche concernant l'aquaculture, et donc surtout l'élevage des crevettes.
  - l'Institut Pasteur est également présent à Nouméa.
  - Le campus des Sciences de l'université a été le lieu de la première Conférence internationale de mathématiques de Nouvelle-Calédonie, organisée en 2005 par le professeur Henri Bonnel des universités en mathématiques.

### Santé

#### Hôpitaux
Il a longtemps existé plusieurs hôpitaux et cliniques à Nouméa, qui ont fusionné sur des sites uniques dans les années 2010.
Le secteur public se compose de deux établissements :
- le Centre hospitalier territorial (CHT) qui regroupait l'hôpital Gaston-Bourret, le plus vieux et le plus important du Territoire, et l'hôpital de Magenta (souvent appelé par abus de langage clinique de Magenta), qui concentrait les services de pédiatrie, gynécologie, obstétrique et réanimation néonatale (pôle mère - enfant)[323]. Le nouveau « Médipôle de Koutio » regroupe sur un même site les services du CHT sur le territoire de la commune de Dumbéa, proche de la limite nord-ouest de Nouméa, depuis 2016.
- le centre hospitalier spécialisé (CHS) Albert-Bousquet, généralement appelé le centre de Nouville, spécialisé dans les soins psychiatriques et gériatriques.

À cela s'ajoutaient trois cliniques privées, qui, elles aussi, se sont associées pour n'en former qu'une. Il s'agissait historiquement de la clinique Magnin à la Vallée des Colons, de la polyclinique de l'Anse Vata et de la clinique de la Baie des Citrons. À partir de 2005, elles commencent à négocier pour se regrouper, projet finalisé en 2011 et qui aboutit à l'inauguration de la clinique Kuindo-Magnin à Nouville en 2018.

### Sécurité
L'unique Centre pénitentiaire de Nouvelle-Calédonie, situé à Nouville, accueille les personnes détenues originaires des trois provinces. Prison civile depuis 1927 après avoir été l'un des centres de cantonnement du bagne de Nouvelle-Calédonie au XIXe siècle, elle a connu plusieurs périodes de rénovation, surtout depuis 2010. Le Centre pénitentiaire du Camp-Est, ou Camp-Est, est pourtant surpeuplé, avec des conditions de détention critiquées, avec mutineries, évasions, suicides, mais aussi activités sportives, culturelles, et ateliers de réinsertion. L'ouverture en 2019 d'un second centre pénitentiaire, à Koné en Province Nord, et dont le chantier a commencé en 2015, doit permettre de désengorger la prison nouméenne.
Lors des diverses campagnes électorales, la sécurité est un thème important, notamment de la part des partis non-indépendantistes.

### Transports

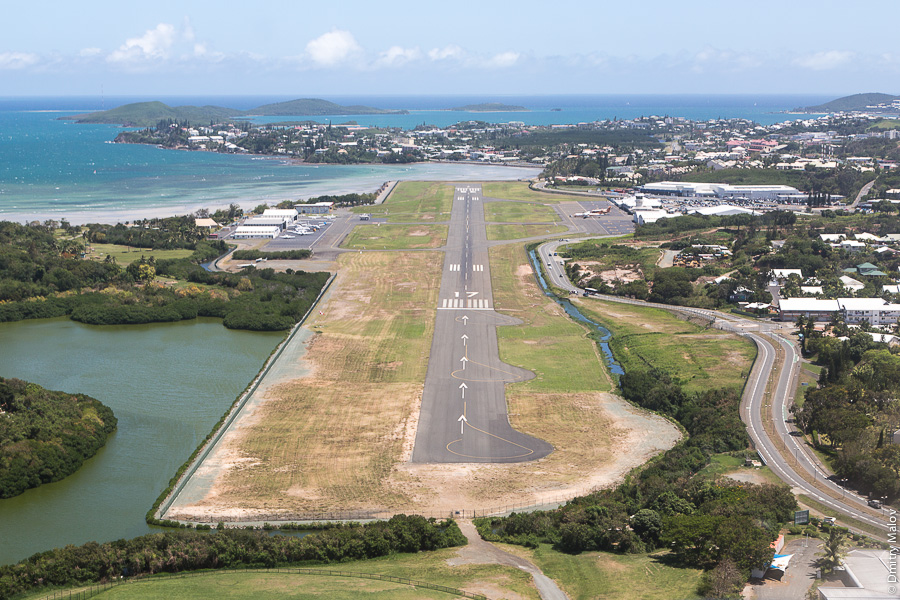
La piste de l'aéroport de Magenta (IATA: GEA, ICAO: NWWM)

#### Air
Nouméa est desservie par l'aéroport de La Tontouta à environ 50 km au nord, principalement depuis Tokyo, Singapour, Sydney, Brisbane et Auckland.
L’aéroport de Magenta, situé dans Nouméa, dessert les îles voisines (les Îles Loyauté et l'île des Pins, mais aussi Bélep via Koumac) mais aussi l'intérieur de la Grande Terre (Koné, Koumac, Touho).

#### Mer
Le port de Nouméa accueille également régulièrement, et pour de courts séjours, de grands paquebots de luxe (Pacific Sky, Pacific Sun, autrefois le Pacific Princess…) chargés essentiellement de touristes australiens. Nouméa a longtemps été également le port d'attache du Club Med 2 avant que ce grand voilier de luxe ne rejoigne les Antilles. Deux navires de transport de passagers (le Betico 2) et de fret (le roulier Havannah) partent du port de Nouméa vers l'île des Pins et les îles Loyauté.

#### Terre

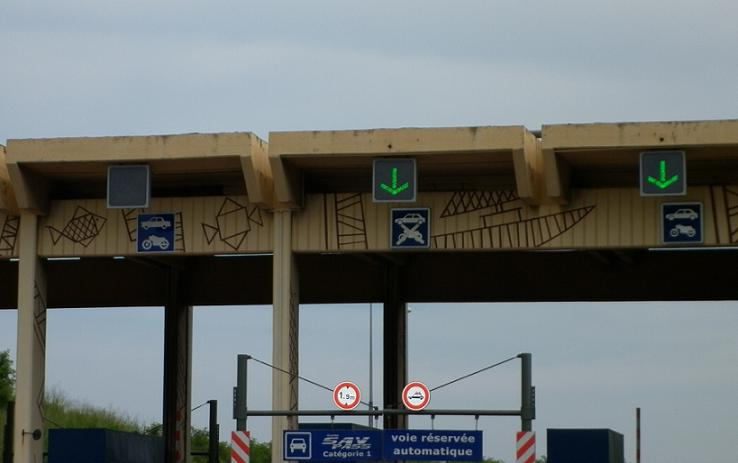
L'ancien péage de Koutio de la Voie express 2, dite « Savexpress »

L'automobile est de loin le moyen de transport le plus utilisé dans l'agglomération. Et Nouméa souffre ainsi d'un grave problème de sécurité routière, 525 accidents ayant été recensés dans la commune en 2000 (contre 735 accidents sur l'ensemble du Territoire cette même année). En revanche, ces accidents sont rarement mortels (3 victimes de la route à Nouméa en 2000, mais néanmoins 107 blessés graves). La circulation est un problème de plus en plus préoccupant, notamment tôt le matin (entre 7 h et 9 h) et assez tard le soir (entre 15 h 30 et 18 h) et surtout sur les voies de dégagement qui relient le chef-lieu aux autres communes de l'agglomération.
Deux voies rapides desservent le Grand Nouméa, toutes deux de compétence provinciale, la voie de dégagement ouest (VDO) et la voie de dégagement est (VDE) :
- La VDO, qui relie le centre-ville de Nouméa au village de Païta, soit environ 25 km, n'a pas en soi d'existence officielle puisqu'elle unit deux routes distinctes administrativement mais uniques par leur infrastructure :
  - la Voie express 1, généralement appelée « voie de dégagement ouest », entre le rond-point du général Patch (dit rond-point du Pacifique) situé sur le port à l'entrée du centre-ville de Nouméa jusqu'à l'échangeur de Normandie, au niveau du passage de la rue Iekawé.
  - la Voie express 2, généralement appelée tout simplement « voie express » ou encore « Savexpress », du nom de la Société d'économie mixte détenue majoritairement par la Province Sud qui la gère en concession jusqu'en 2019. C'est une route initialement à péage devenue gratuite le 26 décembre 2013, qui part de la bifurcation de Koutio (avant l'échangeur de Kenu In) jusqu'au carrefour dit de Téné à Païta.
- La VDE, a été élaborée et donnée en concession jusqu'en 2034 à la société anonyme VDE Express, filiale de la Savexpress depuis 2005. Comme la Voie express 2, il s'agit d'une route anciennement à péage devenue gratuite le 26 décembre 2013. Comprenant deux tronçons, appelés VDE1 et VDE2, mis en service respectivement en Mai 2000 et en décembre 2002, elle relie sur 7 km le rond-point Rabot (ou de la Belle Vie) à l'est de Nouméa au rond-point de Boulari près de la mairie du Mont-Dore.

Les transports urbains constituent globalement un point négatif de la capitale avec une politique qui favorise la voiture particulière, notamment au travers de l'augmentation continue de la capacité automobile des rues et de la multiplication des places de stationnements. Cela a créé un cercle vicieux qui dissuade l'utilisation de modes alternatifs, comme les transports collectifs, onéreux, avec des fréquences faibles et des réseaux multiples faiblement coordonnés, et des modes actifs, en particulier la marche à pied, avec des trottoirs généralement peu entretenus au mal conçus (en particulier pour les personnes à mobilité réduite).

##### Transports urbains

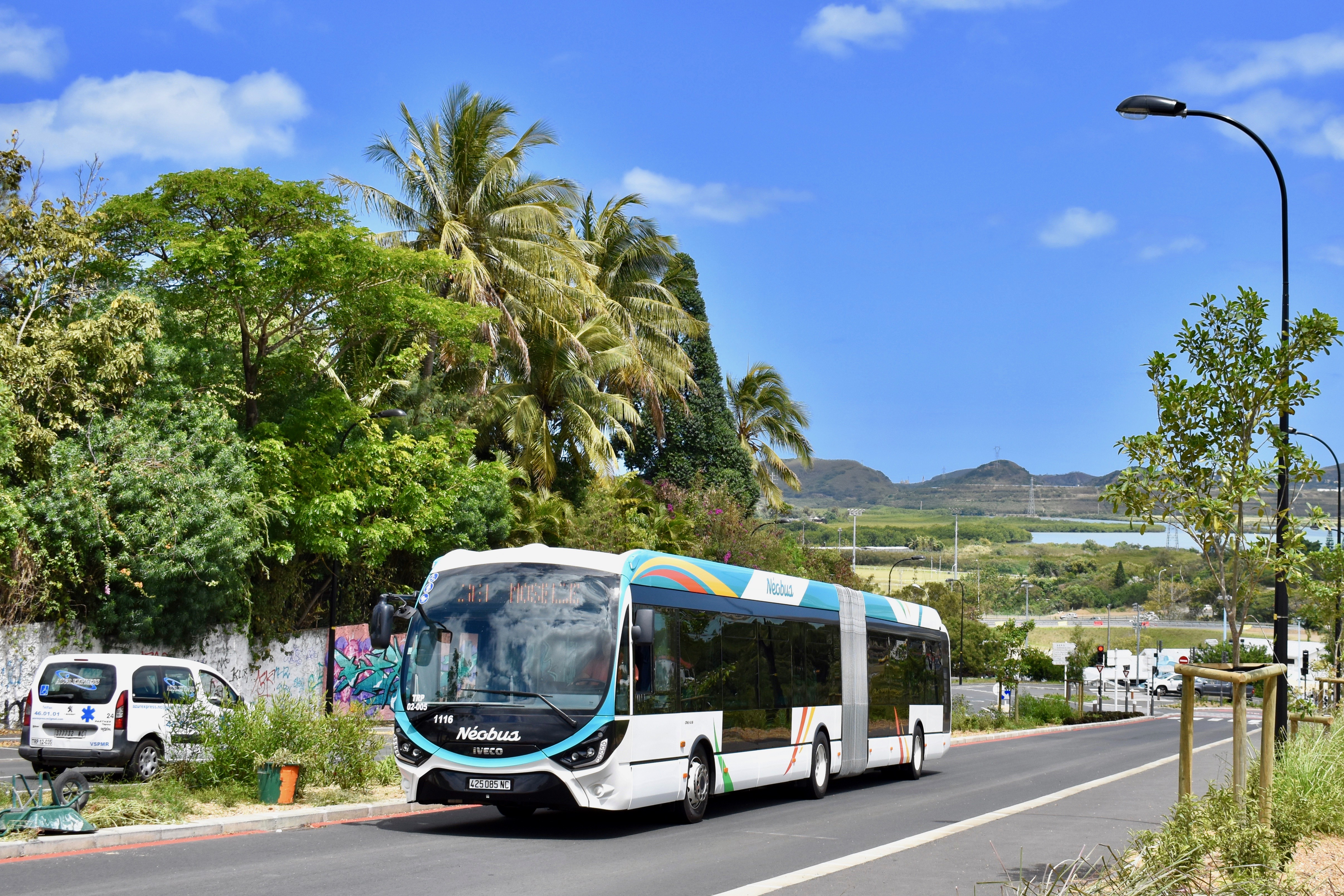
Le Néobus.

- Le réseau de transports en commun de l'agglomération du Grand Nouméa se nomme Tanéo. Il est en service depuis octobre 2019. Ce réseau se compose d'une ligne de bus à haut niveau de service baptisée «Néobus» longue de 13,3 kilomètres et constituant la colonne vertébrale du réseau, complétée par 7 lignes principales et 21 lignes secondaires. Une navette maritime existe également au sein du réseau, elle relie le wharf des Dauphins au Mont-Dore (arrêt Dauphins de la ligne M4) à la place de la Moselle, du lundi au vendredi, en 45min (contre 1h30 par route en heure de pointe).

- Le réseau de taxis est reconnaissable par les couleurs (vert et blanc) des véhicules, au tarif de 101 francs pacifique par km (environ 85 centimes d'euros).

##### Pistes cyclables
Plusieurs pistes cyclables ont été aménagées depuis les années 1990 à Nouméa, pour permettre aux gens de se déplacer davantage à vélo et autres moyens de transports écologiques et afin de baisser le trafic automobile.
La piste cyclable de Tina comporte quatre voies : deux pour rouler à droite et deux autres pour rouler à gauche. Des voies goudronnées pour les cycles ou autres engins à roue non motorisés ont également été installées sur la promenade Pierre Vernier et à la baie de l'Orphelinat, tandis qu'un marquage au sol spécifique leur réserve une partie de la chaussée, notamment aux abords de l'aéroport de Magenta et de Tina.
Toutefois, le cycle à Nouméa est encore considéré comme une activité de loisir au milieu d'une jungle automobile.

### Sports

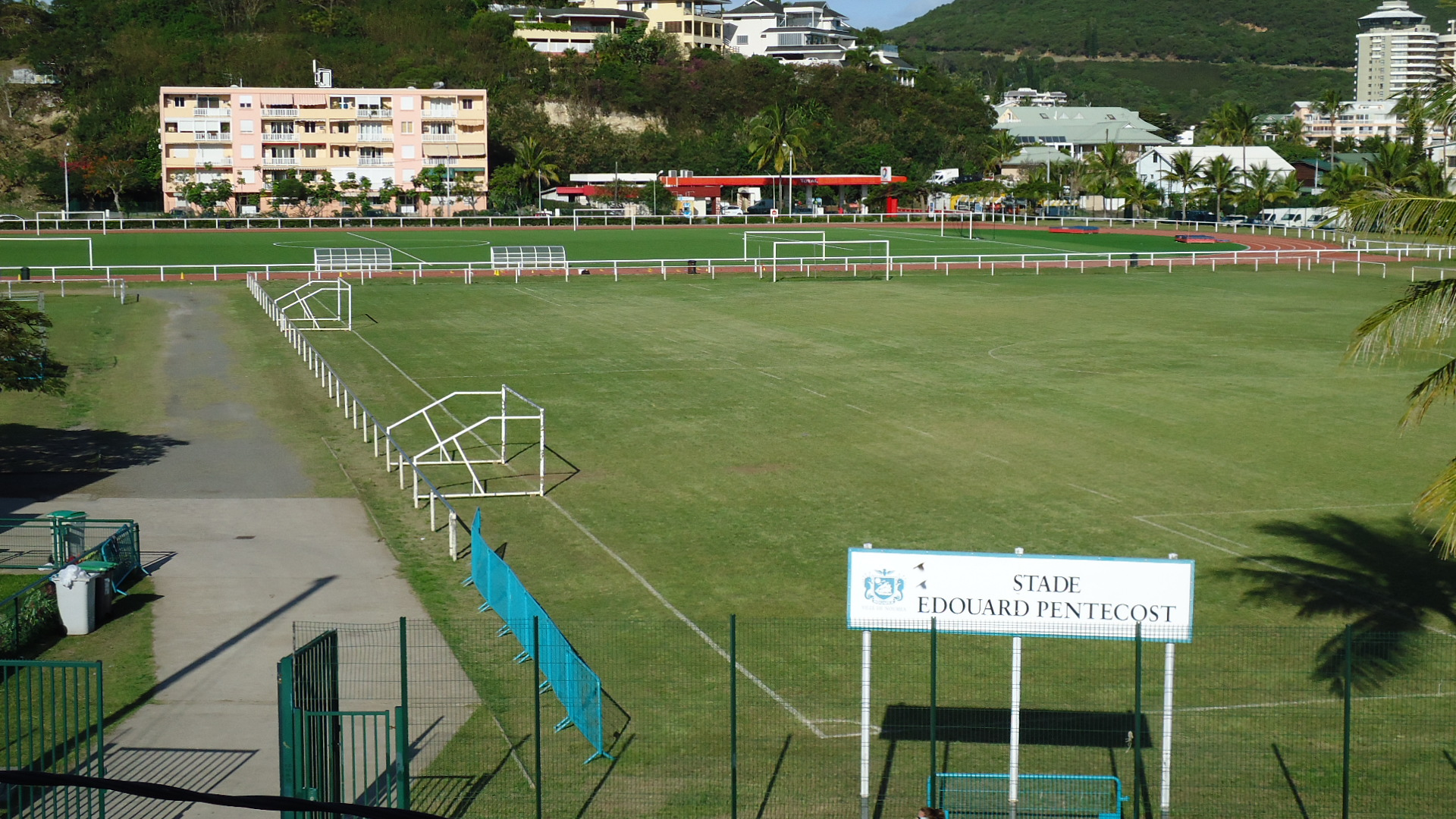
Stade Édouard Pentecost

#### Football
Il y a six clubs de football à Nouméa, dont deux en seconde division, l'US Calédonienne (USC Nouméa) et l'Olympique de Nouméa, mais surtout quatre de première division (aussi appelée division d'honneur ou Super Ligue) : l'Association sportive Magenta Nickel, mieux connue sous le nom d'AS Magenta ou ASM, le Gaïtcha Football Club de Nouméa (Gaïtcha FCN), l'Association sportive Lössi (AS Lössi) et l'Association sportive Wetr (AS Wetr).
L'AS Magenta est le principal club nouméen et le plus titré des clubs néo-calédoniens. Ce club a ainsi connu une exceptionnelle saison en 2005 puisque, en plus d'avoir remporté la coupe et le championnat de Nouvelle-Calédonie, il réussit à accéder en finale de la Ligue des Champions de l'OFC en juin 2005 après avoir obtenu la première place du Groupe B et s'être imposé 4-1 en demi-finale face au redoutable club tahitien de l'AS Pirae qui était pourtant à domicile. Néanmoins, les Nouméens s'inclinèrent en finale le 10 juin face à la supériorité des Australiens du Sydney FC (0-2). Toutefois, pour une première participation au championnat océanien, les Calédoniens ont réussi alors à créer la surprise en devenant vice-champions d'Océanie. Lors de l'édition suivante du championnat, le club arriva dernier de son groupe (le groupe B) en ne remportant qu'un seul match sur 3.
L'AS Magenta avait également été champion des Territoires d'Outre-Mer en battant l'AS Pirae en 2003 (2-2 au match aller, 2-2 au match retour puis 4-3 après tirs au but, c'était la première fois que le club disputait le championnat), obtenant ainsi la possibilité de disputer la finale de la Coupe des DOM-TOM 2004 face au champion des DOM, mais le club nouméen s'inclina alors face aux Martiniquais du Club Franciscain (2-3). Les Nouméens, après avoir perdu leur titre de champion des TOM en 2004 face aux Tahitiens de l'AS Manu-Ura (1-1 au match aller puis 1-2 au match retour), remportèrent une nouvelle fois la coupe des TOM en 2005 en battant cette fois-ci les Tahitiens de l'AS Tefana (4-1 au match aller, 3-1 au match retour). Ainsi, après avoir été le premier club calédonien à remporter ce championnat qui oppose depuis 1996 les champions respectifs de Polynésie française et de Nouvelle-Calédonie, l'AS Magenta a ainsi réussi à obtenir une deuxième fois ce titre (devenant le deuxième club ayant le plus de fois remporté ce tournoi à égalité avec l'AS Manu Ura et derrière les 5 titres de l'AS Vénus, lui aussi club Tahitien). La demi-finale de la Coupe des Champions d'Outre-Mer, nouveau nom de la Coupe des DOM TOM, fut perdue par le club calédonien le 8 septembre 2005 au stade de Viry-Châtillon face au champion de Mayotte, l'AS Sada (2-3). Les Nouméens s'inclinèrent également lors de la petite finale 0 à 5 face aux Martiniquais du Club Franciscain.
La saison 2006 fut nettement moins fructueuse pour l'AS Magenta : outre l'élimination avant les phases finales lors de la Ligue des Champions de l'OFC, le club n'obtint pas le titre de champion de Nouvelle-Calédonie pour la première fois depuis quatre ans et ne réussit pas à remporter non plus la Coupe de Nouvelle-Calédonie pour la première fois depuis 1998. Il en est de même en 2007, saison pendant laquelle le club a été entraîné par l'ancien footballeur André Bodji. L'équipe remporte toutefois à nouveau le championnat (devenu « Championnat de la Super Ligue ») en 2008, 2009, 2012, chaque année entre 2014 et 2016 et enfin en 2018. Elle gagne également de nouveau la Coupe en 2010, 2014, 2016 et 2018. Elle décroche enfin une nouvelle fois une finale en Ligue des champions de l'OFC en 2019, mais ne réussit pas à devenir le premier club néo-calédonien à gagner cette compétition puisqu'elle est alors battue en finale par Hienghène Sports.
Quoique moins titrés, trois clubs sont aussi des membres remarqués de la Super Ligue, portant chacun le nom de l'un des districts coutumiers de Lifou car créés initialement par des joueurs originaires de cette île. Le Gaïtcha FCN est célèbre pour avoir été le premier club de Christian Karembeu en tant que junior avant son départ pour la France métropolitaine. Il a remporté quatre fois le championnat, en 1974, 1990, 1999 et la Super Ligue en 2013, ainsi qu'une fois la Coupe, en 2010. L'AS Lössi est surtout performant en Coupe, qu'il a gagnée à trois reprises en 2007, 2012 et 2017, mais n'a jamais obtenu le titre de champion de la Super Ligue. L'AS Wetr n'a remporté aucune de ces deux compétitions, mais participe à la Super Ligue.
Les entraînements de l'AS Magenta comme du Gaïtcha FCN et de l'AS Lössi ont lieu au stade Numa-Daly, dit aussi stade de Magenta, où ont également lieu les finales de coupe et de championnat de Nouvelle-Calédonie ainsi que les matchs internationaux ayant lieu en Nouvelle-Calédonie.
Un autre club existe également dans la banlieue de Nouméa : l'AS Mont-Dore est lui aussi un club particulièrement important de la fédération calédonienne de football. Il fut ainsi champion de Nouvelle-Calédonie en 2002 et pour l'année 2006 (cette même année, le club a également remporté la Coupe de Nouvelle-Calédonie, ce qui n'avait pas été le cas en 2002), ce qui lui a permis de disputer à chaque fois la coupe des TOM, perdant les deux fois face au champion tahitien : la première fois contre l'AS Vénus (0-0 au match aller et 0-1 au match retour) et la seconde contre l'AS Tefana (0-2 au match aller et 0-0 au match retour). Il gagne de nouveau la Coupe deux années de suite, en 2008 et 2009, tandis qu'il est champion de Nouvelle-Calédonie en 2010 et en 2011.
Ces clubs font partie de la fédération calédonienne de football, fondée en 1928, et notamment de la Super Ligue et de la coupe de Nouvelle-Calédonie, créée en 1954. Le football est un sport plutôt populaire auprès des Mélanésiens.

#### Les sports nautiques

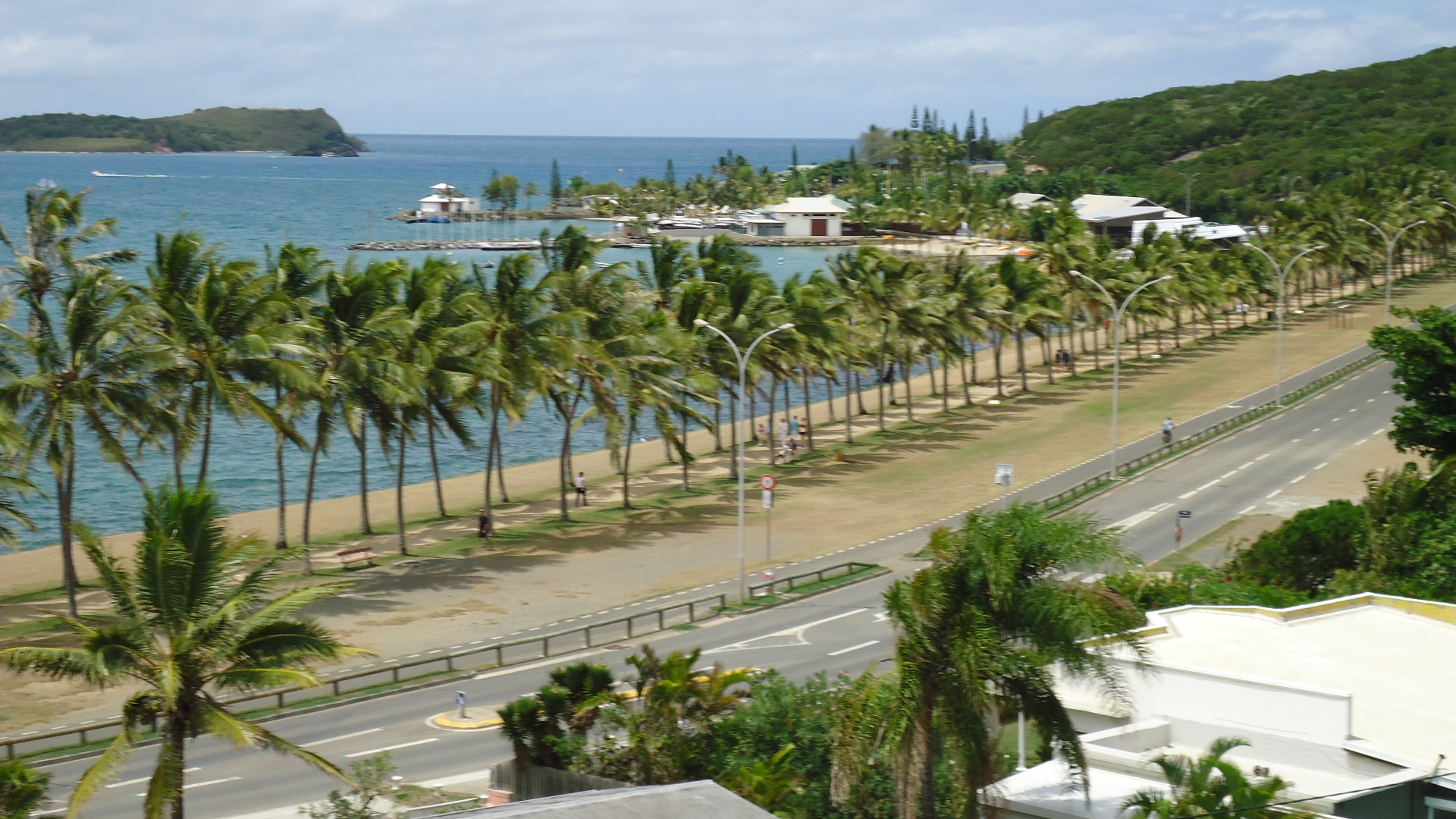
La promenade Pierre Vernier et la base nautique de la Côte blanche

Mais le sport de prédilection des Nouméens semble être le nautisme, sous toutes ses formes. Tout d'abord, la plaisance tient un rôle important dans une ville qui dispose de nombreuses marinas (le Port Moselle, la Baie de l'Orphelinat, le Port Plaisance). Mais la navigation hauturière de compétition est également assez développée, avec notamment le Cercle nautique calédonien (CNC) basé à Port-Plaisance dans la baie de l'Orphelinat. Dans cette baie est organisée tous les mercredis soir la « Régate du crépuscule », et depuis 1973 a lieu la course Nouméa - Port-Vila qui se déroule désormais toutes les années paires. Dans les années 1950 et de nouveau de 1974 à 1997, une course allant de Sydney à Nouméa (puis également depuis Brisbane lors des dernières éditions) était organisé par un partenariat entre le CNC et le Cruising Yacht Club of Australia. Les courses de ce genre se sont depuis multipliées avec la Nouméa – Brisbane depuis 1988 et la Auckland – Nouméa en partenariat avec le Royal Akarana Yacht Club depuis 2001 (seulement trois éditions ont eu lieu en 2001, 2002 et 2004 et un projet en cours pour 2008).
La base nautique de la Côte Blanche, dans la baie de Sainte-Marie au sud de la presqu'île de Nouméa, est également un haut lieu de la voile. S'y trouve le Centre des activités nautiques (CAN) de la Province Sud, autrefois appelé École provinciale de voie (EPV), qui dispense en périodes scolaires des enseignements gratuits à des écoliers, collégiens et lycéens issus de toute formation dans le cadre de leurs cours d'Éducation physique et sportive (le sport varie selon l'âge des élèves : il s'agit essentiellement de l'optimist pour les plus jeunes, de la planche à voile, du laser ou du kayak pour les plus âgés). De plus, le CAN propose des stages payants durant les vacances scolaires notamment en optimist, planche à voile et laser mais aussi des cours de découvertes de l'élément marin pour les plus petits. À côté de cet établissement public se trouvent des clubs privés : la Société des régates calédoniennes (SRC) pour l'optimist et le laser, l'Hobby Cat Club (HCC) pour les Hobie Cat (avec l'organisation du championnat du monde en 2002) et l'Association calédonienne de Planche à voile (ACPV) pour la planche à voile (qui a également organisé le championnat du monde de cette discipline en 1999) et le funboard.

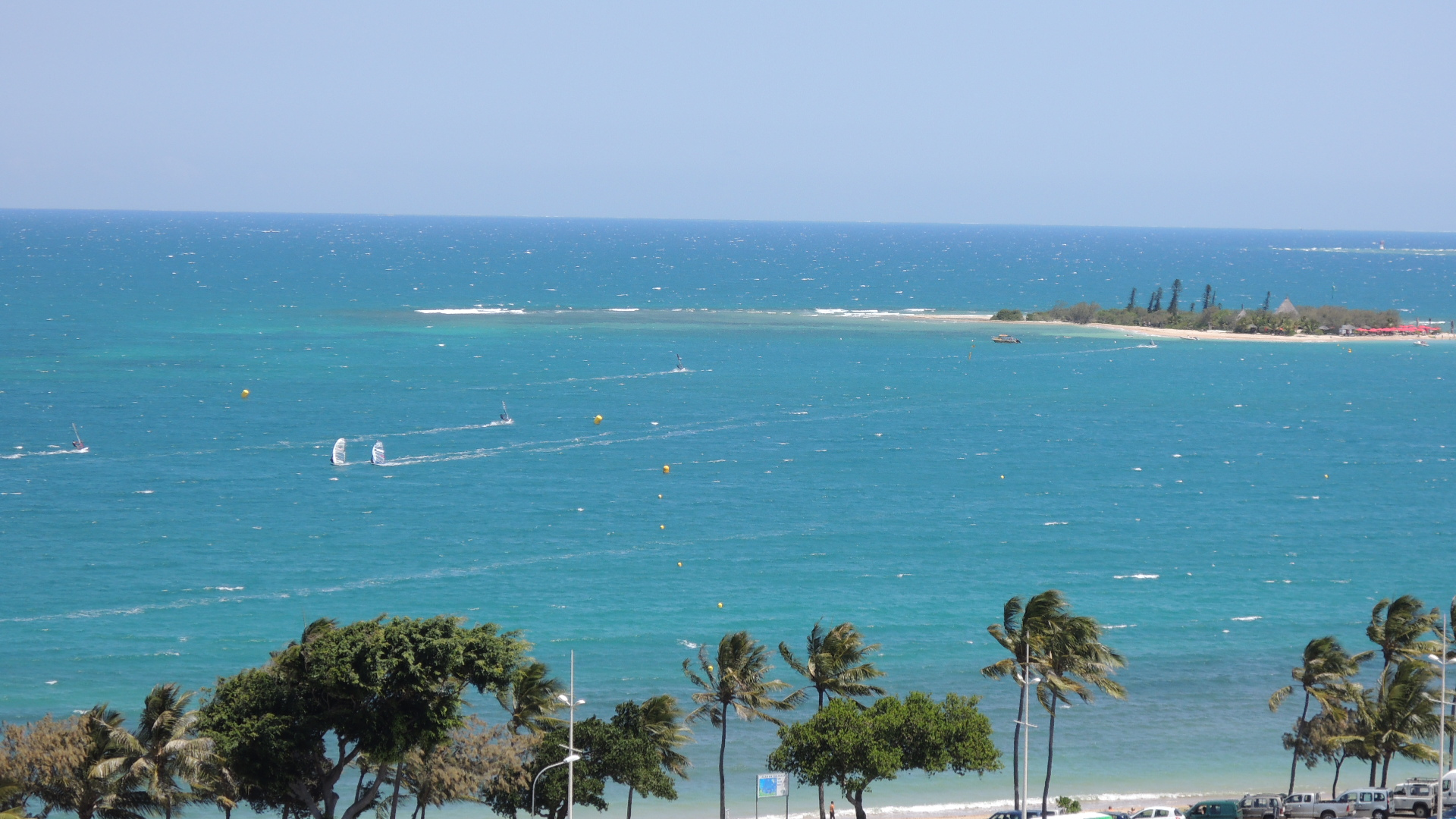
La baie de l'Anse Vata et ses funboarders

Mais de nombreux Nouméens, notamment les plus jeunes, pratiquent la voile hors club, notamment le funboard dans les baies de Magenta, de Sainte Marie et à l'Anse Vata. Ce sport a connu ses heures de gloire essentiellement dans les années 1990 avec l'organisation d'une étape de la coupe du monde de ce sport, la Nouméa Cup, fréquentée par de nombreux champions internationaux : Robert Teriitehau (originaire de Nouméa) ou Robby Naish. Depuis le début des années 2000, le kitesurf concurrence le funboard et est particulièrement exercé à la Pointe Magnin (pointe sud de Nouméa) et à l'Ilot Maître. Ce dernier sport est de plus en plus populaire, ce qui a permis l'organisation chaque année depuis 2002 d'une étape du championnat du monde de kitesurf à Nouméa : l'Alcatel Kitesurf Pro.
Enfin, il est à noter qu'il existe à Nouméa un club de vaa'a, ou pirogue tahitienne, sport essentiellement pratiqué par les Polynésiens.
Bien que ce ne soit pas un sport nautique à proprement parler, la plongée sous-marine est également un sport assez populaire en raison de l'extraordinaire richesse du lagon calédonien. Les principaux sites aux alentours de Nouméa sont ceux du phare Amédée (avec l'Amédée D Diving Club) et de l'Îlot Maître.

#### Les sports hippiques

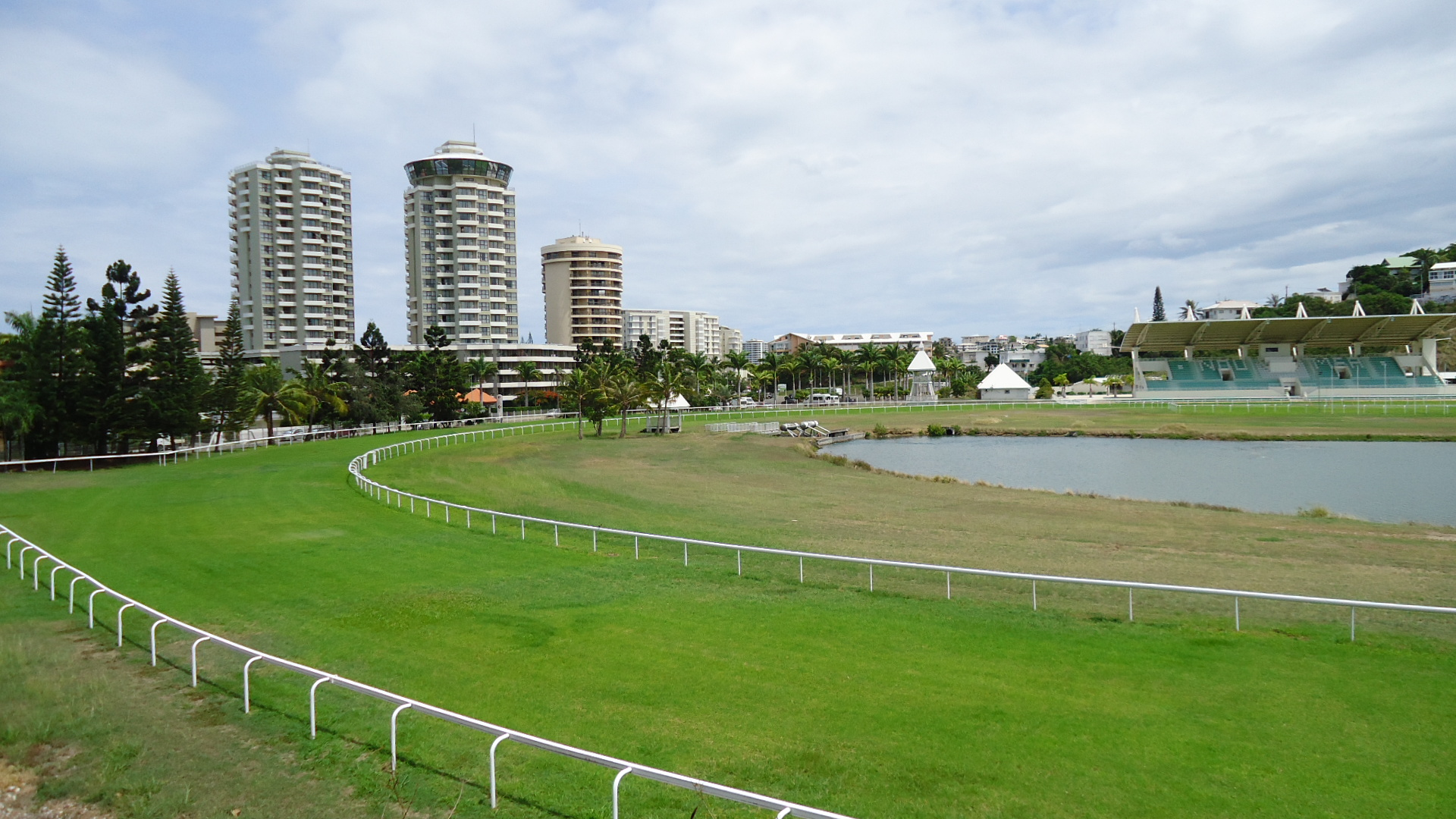
Hippodrome Henri Milliard

Autre sport particulièrement populaire auprès des Calédoniens, et notamment au sein des descendants de colons (ou Caldoches), l'équitation et les courses. Ainsi, les sports hippiques ont dû être les premiers à véritablement s'organiser en Nouvelle-Calédonie, dès le XIXe siècle. Et s'il existe une relation particulière, identitaire et de représentation, entre le « Broussard » (Caldoche de brousse et ayant une activité rurale essentiellement) et son cheval, c'est également le cas pour les Caldoches nouméens. Ainsi, il existe trois clubs hippiques à Nouméa : l'Étrier, celui de la Gourmette, et le club Poney et tradition hippique (PTH)
Les courses de chevaux sont également très populaires auprès des descendants des « grandes familles » calédoniennes. L'hippodrome de l'Anse Vata à Nouméa, dénommé Henri Millard depuis sa rénovation dans les années 1990, existe depuis le XIXe siècle et accueille les principales manifestations hippiques calédoniennes : le Concours Cellocal (concours d'obstacle) et les courses de chevaux dont la plus prestigieuse est la Coupe Clark (en août) au cours de laquelle est notamment organisé un fameux concours de chapeaux arborés par les femmes venues assister à l'évènement.

#### Autres sports

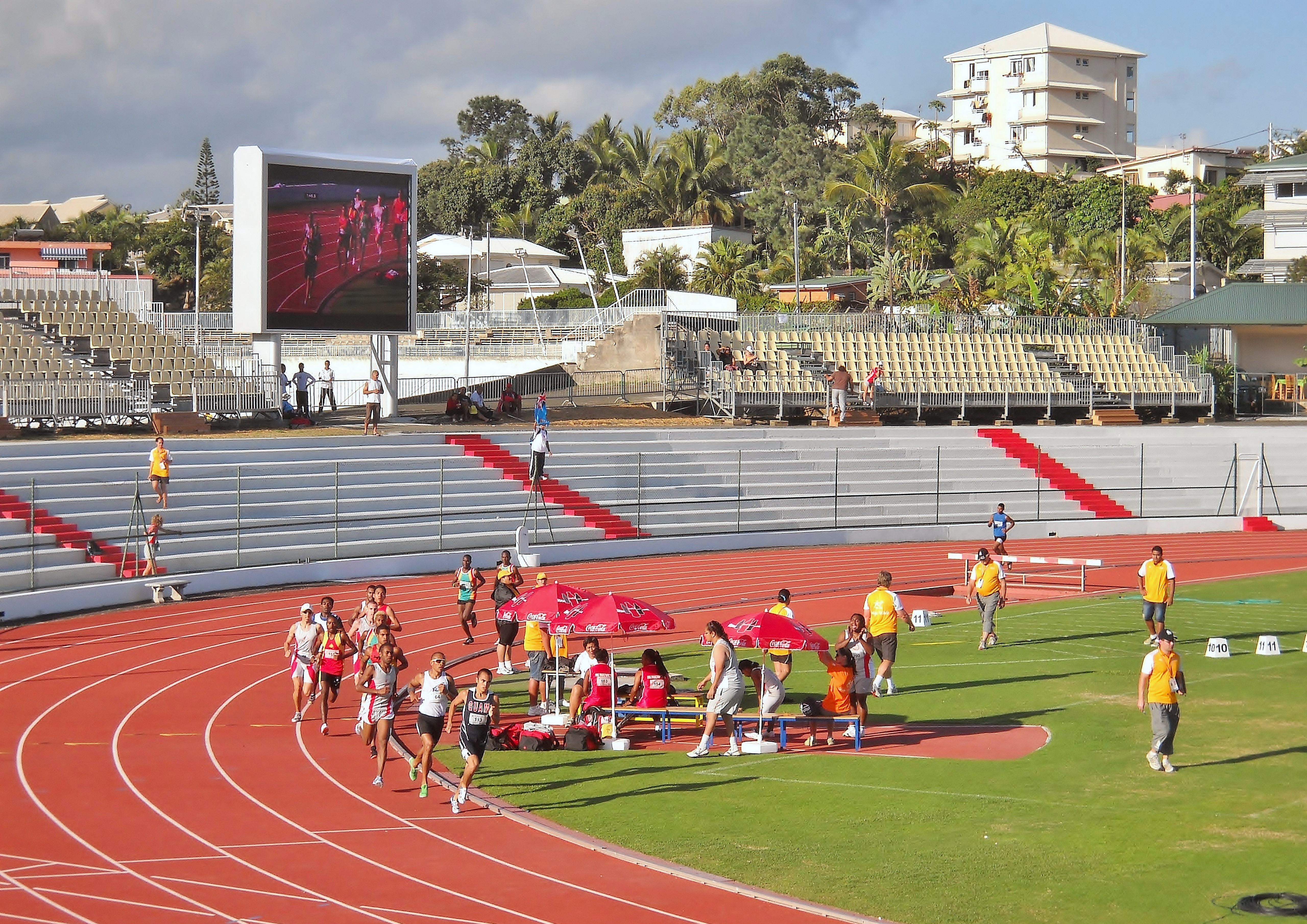
Athlétisme au stade Numa Daly en 2017.

Les autres sports traditionnels olympiques sont développés à Nouméa : la natation avec trois principaux clubs basés chacun dans une piscine respective : l'Olympique dans la piscine olympique du Ouen Toro (sud de Nouméa), le CNC (du même nom que le club nautique) dans la piscine éponyme à Port-Plaisance près de la baie de l'Orphelinat et le Club de Rivière-Salée dans la piscine et le quartier du même nom (les piscines du CNC et de Rivière-Salée sont des bassins de 25 m).
Le cyclisme est lui aussi un sport très populaire au sein de la population calédonienne, et notamment caldoche, depuis la fin du XIXe siècle, que ce soit le cyclisme sur route (avec les pistes cyclables de la promenade Pierre-Vernier ou de Tina) ou sur piste (la principale étant située au stade de Magenta où s'est entraîné notamment avant de faire une carrière internationale le futur médaillé olympique Laurent Gané).
Le tennis est également un sport assez bien développé dans le chef-lieu, avec les clubs du Mont-Coffyn et du Receiving, le premier ayant bénéficié pendant longtemps comme entraîneur de l'ancien joueur international Wanaro N'Godrella. Nouméa accueille sinon depuis quelques années les Internationaux de Nouvelle-Calédonie, tournoi mineur du circuit ATP et WTA.
De nombreux sports présents en Nouvelle-Calédonie sont d'origine anglo-saxonne, montrant l'influence de pays tels que l'Australie sur la population calédonienne et notamment du chef-lieu. Le golf par exemple est un sport récemment découvert mais de plus en plus populaire en Nouvelle-Calédonie et notamment à Nouméa, surtout depuis l'ouverture (1995-1997) du golf de Tina. Dans l'agglomération, à la périphérie de la zone urbaine, se trouve également le golf de Dumbéa.
Au niveau des sports collectifs, le cricket est très populaire auprès des Mélanésiennes, à quoi s'ajoutent le handball et le volley-ball, deux sports appréciés essentiellement par les Polynésiens (notamment les Wallisiens) et les Mélanésiens, mais aussi le basket-ball (l'équipe de la Jeunesse Sportive Vallée-du-Tir, ou JSVDT, est venue disputer en Métropole le 7 février 2009 le 32e de finale de la Coupe de France contre Ormes, une équipe de la région Centre qui évolue en Nationale 2) et le baseball, assez récent localement et encore peu développé. L'un des principaux complexes sportifs accueillant des terrains, et notamment une salle omnisport, adaptés à ces sports reste le complexe de l'Anse Vata. Celui-ci est également l'un des principaux lieux de pratique de l'athlétisme.
Ce dernier sport est ainsi assez développé, en club ou auprès des particuliers. De nombreux coureurs se retrouvent le soir venu sur les promenades piétonnières aménagées autour des baies (promenade Roger-Laroque à l’anse Vata et promenade Pierre-Vernier sur la rive occidentale de la baie de Sainte-Marie) ainsi que dans le circuit aménagé du Ouen Toro propice aux courses d'orientation. Enfin, la ville organise chaque année un marathon international qui accueille des coureurs venus essentiellement de la zone Asie-Pacifique (dont notamment du Japon et de l'Australie) et un triathlon international.

#### Jeux du Pacifique
Enfin, Nouméa a, à plusieurs reprises, accueilli les Jeux du Pacifique sud (appelés officiellement simplement Jeux du Pacifique à partir de 2011), équivalent de Jeux olympiques à l'échelle du Pacifique insulaire (ville hôte en 1966 et 1987) et a été choisie pour organiser de nouveau ces jeux en 2011. Ces manifestations sont à l'origine de bon nombre des infrastructures sportives de la ville : le stade Numa-Daly, la piscine olympique du Ouen-Toro, la salle omnisports de l'Anse Vata, celle de la Vallée du Tir (dite de la « Luciole » en raison de sa forme), entre autres.

## Personnalités liées à la commune
Natifs de Nouméa

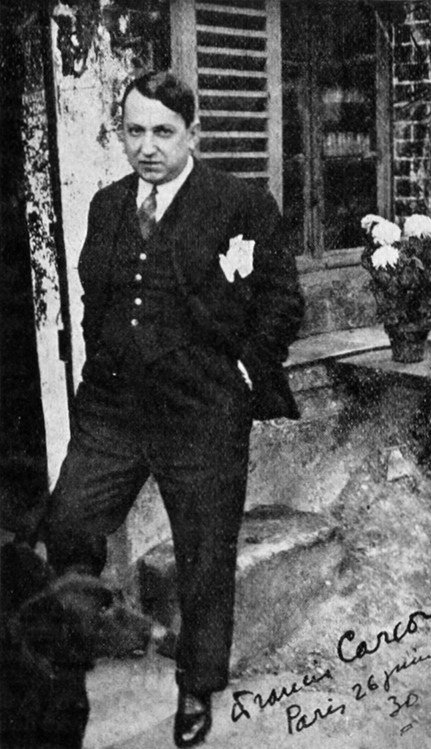
Francis Carco

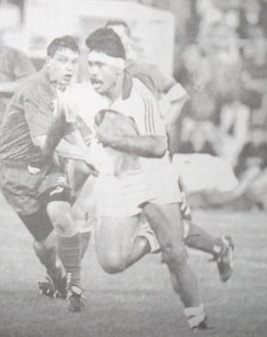
Willy Taofifénua

- Francis Carco (1886), poète et journaliste français.
- Fernand Colardeau (1895), homme politique de La Réunion, sénateur et maire de Saint-Pierre.
- Michel Vergès (1898), notaire et conseiller général, Compagnon de la Libération.
- Alain Laubreaux (1899), écrivain, journaliste, critique théâtral et militant d'extrême-droite.
- Henri Lafleur (1902), sénateur de la Nouvelle-Calédonie de 1947 à 1955 et de 1959 à 1974.
- Jean Lejeune (1905), résistant français pendant la Seconde Guerre mondiale, Compagnon de la Libération.
- Roger Gervolino (1909), combattant de la Seconde Guerre mondiale et personnalité de la France libre en Nouvelle-Calédonie, premier député représentant le Territoire de 1945 à 1951.
- Roger Frey (1913), secrétaire général de l'UNR, ministre gaulliste de 1960 à 1972 (dont surtout de l'Intérieur de 1961 à 1967) et président du Conseil constitutionnel de 1974 à 1983.
- Huguette Gallais (1921 à Nouméa - 2016 à Fougères) déportée résistante Française 39-45, commandeur de la légion d'honneur.
- Armand Ohlen (1913), sénateur de Nouvelle-Calédonie de 1955 à 1959.
- Jeanne L'Herminier (1913), résistante et déportée française de la Seconde Guerre mondiale.
- Auguste Bénébig (1915-1993), résistant français, Compagnon de la Libération. Une rue de Nouméa a été baptisée en son honneur. Le premier Patrouilleur Outre-Mer (POM), basé à Nouméa depuis avril 2023, porte son nom.
- Charles Porcheron (1917-1944), résistant français, Compagnon de la Libération. Une rue de Nouméa a également été baptisée en son honneur.
- Jean Tranape (1918), Compagnon de la Libération
- Jacques Le Groignec (1918), aviateur militaire français de la Seconde Guerre mondiale puis commandant de la Défense aérienne.
- Robert Chef d’Hôtel (1922), athlète français, spécialiste du 800 m et du 4 × 400 m, champion d'Europe dans cette dernière discipline avec l'équipe de France en 1946 et médaillé d'argent aux Jeux olympiques de Londres en 1948.
- Jean Lèques (1931), maire de Nouméa de 1985 à 2014.
- Jacques Lafleur (1932), ancien député et chef historique du maintien de la Nouvelle-Calédonie dans la République Française.
- Colin Higgins (1941), réalisateur, scénariste et producteur américain, scénariste du film Harold et Maude.
- Marie-France Cubadda (1947), journaliste française, présentatrice du journal télévisé du 20 heures sur TF1 de janvier 1986 à mai 1987, puis sur La Cinq de septembre 1987 à 1988 en alternance avec Guillaume Durand.
- Wanaro N'Godrella (1949), joueur de tennis, quart de finaliste à l'Open d'Australie en 1972.
- Pierre Frogier (1950), homme politique, député RPR puis UMP depuis 1996 et président du Rassemblement-UMP.
- Harold Martin (1954), homme politique, président du gouvernement de la Nouvelle-Calédonie et président de l'Avenir ensemble.
- Bernard Berger (1957), scénariste et dessinateur de bande-dessinée, auteur de La Brousse en folie.
- Emmanuel Kasarhérou (1960), président du Musée du Quai Branly - Jacques-Chirac
- Gaël Yanno (1961), homme politique, député UMP depuis 2007.
- Philip Schyle (1962), homme politique autonomiste polynésien, élu à l'Assemblée de Polynésie française depuis 2004 (ancien président), maire d'Arue depuis 2002, président du Fetia Api, secrétaire national chargé de l'outre-mer au Nouveau Centre depuis 2008.

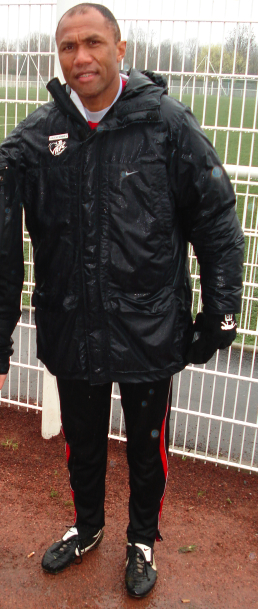
Antoine Kombouaré

- Antoine Kombouaré (1963), ancien footballeur kanak et entraîneur du Valenciennes FC puis du PSG.
- Willy Taofifénua (1963), joueur de rugby à XV, centre ou troisième ligne ayant joué au Stade montois et au FC Grenoble où il fut privé du titre du champion de France en 1993 dans une sombre affaire[330],[331].
- Robert Teriitehau (1966), véliplanchiste français, triple champion du monde indoor.
- Sotele Puleoto (1967), ancien joueur de rugby à XV, notamment pilier du Biarritz olympique avec lequel il fut champion de France en 2002 et 2005.
- Christian Cévaër (1970), joueur professionnel de golf français, vainqueur de l'Open européen en 2009.
- Catherine Devillers (1970), joueuse de rugby à XV, notamment ailière de l'USAT XV Toulouges et de l'équipe de France de rugby à XV féminin avec laquelle elle a remporté le Grand chelem dans le Tournoi des Six Nations en 2002, 2004 et 2005.
- Lyonel Vaïtanaki (1970), joueur de rugby à XV, deuxième ligne ayant joué au RCC Nice, FC Grenoble, CS Bourgoin-Jallieu, ASM Clermont, US Montauban, RC Vichy.
- Jean-Jacques Taofifénua (1971), joueur de rugby à XV, talonneur ayant joué au RC Nice, FC Grenoble, AS Montferrand, Aviron bayonnais, USA Limoges.
- Laurent Calleja (1972) judoka français, médaillée de bronze aux Championnats d'Europe par équipes de judo et médaillé de bronze au Tournoi international de la ville de Paris 1995.
- Abraham Tolofua (1972), joueur de rugby à XV, pilier gauche ayant joué au RC Nice, FC Grenoble, AS Montferrand, AS Béziers et Saint-Girons SCC.
- Laurent Gané (1973), coureur cycliste pistard français, double champion du monde de vitesse en individuel, champion du monde de keirin, quadruple champion du monde par équipes et champion olympique de vitesse par équipes en 2000.
- Teiva Manutahi (1977), homme politique autonomiste polynésien, président du Porinetia Ora.
- Robert Sassone (1978), coureur cycliste pistard français, champion du monde à l'américaine.
- Frédéric Piquionne (1978), footballeur français, attaquant à l'AS Monaco.
- Diane Bui Duyet (1979), nageuse française, titulaire du record du monde du 100 mètres papillon en petit bassin.
- Vu Duc Minh Dack (1982), karatéka français, médaille de bronze en kata individuel masculin aux championnats du monde de karaté de 2008.
- Alexandre Loréal (1983), acteur et joueur de football néo-calédonien, pratiquant également le piano, il est devenu le meilleur buteur de l'équipe de Nouvelle-Calédonie.
- Dimitri Pelo (1985), joueur de rugby à XIII, ailier dans l'équipe des Dragons Catalans.
- Aliki Fakate (1985), joueur de rugby à XV, deuxième ligne dans l'équipe du Montpellier Hérault rugby.
- Angélique Plaire (1989), athlète spécialiste de l’ultra-trail
- Mariane Ibrahim, marchande d'art franco-somalienne.

Décédés à Nouméa
- Adolphe Assi (1886), ouvrier mécanicien et personnalité de la Commune, déporté à Nouméa en 1871 et libéré en 1880.
- Gaston Bourret (1917), médecin bactériologiste français, envoyé à Nouméa en 1917 comme responsable du laboratoire de bactériologie de l'hôpital auquel il a ensuite donné son nom, décédé la même année de la peste.
- Henri Lafleur (1974), sénateur de la Nouvelle-Calédonie de 1947 à 1955 et de 1959 à 1974.
- Cheikou Cissé (1933), tirailleur sénégalais et dernier bagnard de Nouvelle-Calédonie.
- Dominique Bouet (1990), ancien joueur de rugby, pilier de l'US Dax et du XV de France.
- Roger Gervolino (1991), combattant de la Seconde Guerre mondiale et personnalité de la France libre en Nouvelle-Calédonie, premier député représentant le Territoire de 1945 à 1951.
- Antoine Fornelli (1999), ancien combattant de la guerre d'Indochine, planteur aux Nouvelles-Hébrides et roi autoproclamé de l'île de Tanna.
- René Petre (1908-1957), résistant, Compagnon de la Libération.
- Mary Jane Hennessy (1847-1900), femme d’origine irlando-australienne ayant marqué la vie politique de Lifou

Habitants ou de passage

L'Évasion de Rochefort (Édouard Manet) 1881
143 × 114 cm. Kunsthaus, Zurich

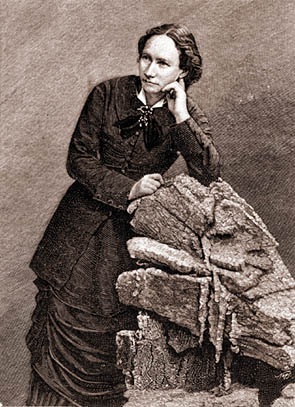
Louise Michel en déportation à Nouméa

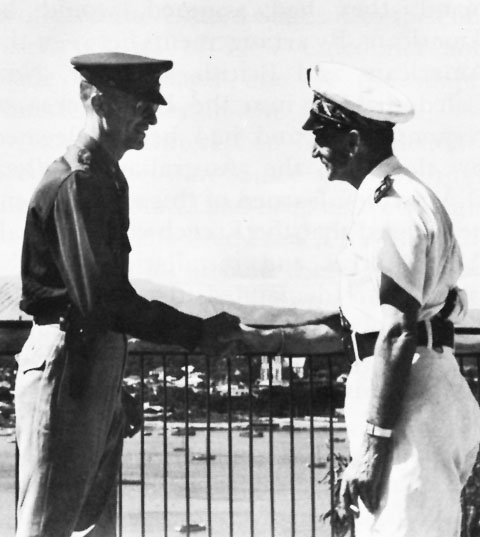
Georges Thierry d'Argenlieu (à droite) avec le brigadier général Alexander Patch à Nouméa.

- Louis-Marie-François Tardy de Montravel (1854), officier de marine français, fondateur de Port-de-France devenu depuis Nouméa.
- Jules Garnier (1863-1866), ingénieur, géologue, chimiste et industriel français, a découvert un nouveau minerai de nickel appelé la garniérite et fondateur d'une société d'exploitation de ce minerai, future SLN.
- Louis-Émile Bertin (1865), ingénieur naval français, a dirigé l'édification du phare de l'ilot Amédée au large de Nouméa et fut le père de la marine moderne japonaise de l'ère Meiji.
- Hippolyte Sebert (1866-1870), scientifique et militaire français, chef de la Direction d'artillerie de marine en Nouvelle-Calédonie.
- Théophile Ferron (1866-1871), militaire et homme politique français, directeur du génie en Nouvelle-Calédonie, plus tard ministre de la Guerre en 1887.
- Paul Rastoul (1872-1874), médecin français, personnalité de la Commune, déporté en 1872 et ayant exercé comme médecin à Nouméa, a été déplacé à l'Île des Pins après l'évasion de Rochefort en 1874, il se noie en 1875 lors d'une tentative d'évasion.
- Paschal Grousset (1872-1874), journaliste et écrivain français, personnalité de la Commune, déporté en 1872 avant son évasion en compagnie d'Henri Rochefort, François Jourde, Achille Ballière, Olivier Pain et Charles Bastien en 1874.
- Henri Rochefort (1873-1874), journaliste et homme politique français, personnalité de la Commune, emprisonné puis déporté en 1873, il s'évade en compagnie de Paschal Grousset, François Jourde, Achille Ballière, Olivier Pain et Charles Bastien en 1874.
- François Jourde (1873-1874), délégué aux Finances de la Commune de Paris, déporté en 1872 tout d'abord à l'Île des Pins puis à Nouméa en 1873 où il fonde l'Union, société de secours mutuel et d'assistance aux bagnards en difficulté, et participe à la célèbre évasion de 1874 avec Henri Rochefort, Paschal Grousset, Achille Ballière, Olivier Pain et Charles Bastien.
- Joannès Caton (1873-1877), révolutionnaire français, figure de la Commune de Saint-Etienne en 1871, déporté à Nouméa en 1873 puis transféré à l'Île des Pins en 1877, gracié en 1879 et de retour en France métropolitaine en 1980, son journal entretenu pendant sa déportation à l'Île des Pins a été publié en 1986.
- Louise Michel (1873-1880), institutrice et militante anarchiste française, figure emblématique de la Commune de Paris, déportée à Nouméa en 1873, enseignante auprès des populations kanaks, graciée en 1880, elle rentre alors en Europe où elle reprend ses activités militantes anarchistes.
- Nathalie Lemel (1873-1880), relieuse, militante anarchiste et féministe française, a participé à la Commune de Paris, proche de Louise Michel avec laquelle elle est déportée à Nouméa de 1873 à 1880.
- Achille Ballière (1874), architecte, franc-maçon républicain, personnalité de la Commune de Paris, déporté à l'Île des Pins tout d'abord en 1873 puis transféré à Nouméa en 1874, s'en évade la même année avec Henri Rochefort, Paschal Grousset, Achille Ballière, Olivier Pain et Charles Bastien.
- Amédée Courbet (1880-1882), militaire français, gouverneur de Nouvelle-Calédonie puis participe à la conquête du Tonkin.
- Louis Nouët (1886-1888), militaire français, gouvernement de Nouvelle-Calédonie, puis en Martinique et en Guadeloupe, a sinon été le créateur du réseau routier de Cochinchine.
- François Luneau (1890-1950), religieux catholique enseignant, chercheur, collectionneur, enseignant (et metteur en scène) au petit séminaire[332].
- Philippe Chabaneix (1898-1909), poète français.
- Victor Liotard (1906-1908), pharmacien de marine français, gouvernement de Nouvelle-Calédonie, auparavant du Dahomey puis de la Guinée, il a notamment établi une hydrographie du bassin du fleuve Congo.
- Juan-José Espana (1909-2000), dit capitaine Molina, commandant de la place forte de Nouméa en 1941, compagnon de la Libération[333].
- Paul Mascart (1929-1935), peintre français.
- Georges Thierry d'Argenlieu (1941-1943), amiral et ecclésiastique français, premier chancelier de l'Ordre de la Libération et Haut-commissaire de la France libre dans le Pacifique.
- Jean-Pierre Giraudoux (1941-1943), romancier, dramaturge, architecte et homme politique français, a servi au bureau du Chiffre à Nouméa pendant la Seconde Guerre mondiale.
- Alexander Patch (1942-1945), général américain, commandant en chef de la American New Caledonian Division plus connue comme Americal Division ou Poppy Force.
- Nino Ferrer (jusqu'en 1947), chanteur, auteur et compositeur français, d'origine italienne par son père et néo-calédonienne par sa mère.
- Jacques Barrau (1947-1964 et 1966-1971), botaniste et anthropologue française, a servi comme chef du service de l'Agriculture du Territoire, chargé de recherche puis fonctionnaire à la Commission du Pacifique sud et détaché technique au cabinet du Haut-commissaire.
- Fote Trolue (1948-2024), juge en 1983 au tribunal de Nouméa et premier magistrat mélanésien[334],[335].
- Marie-France et Évelyne Pisier (1950-1960), la première étant plus tard actrice, réalisatrice et écrivain française, la seconde universitaire, écrivain française et la première épouse de Bernard Kouchner, elles vivent pendant leur enfance à Nouméa où leur père est un fonctionnaire colonial.
- Pierre Gilh (depuis 1970), écrivain français.
- Thierry Desmarest (1971-1975), alors ingénieur à la Direction des mines de Nouvelle-Calédonie puis directeur des mines et de la géologie du Territoire, plus tard Président directeur-général du géant pétrolier français Total de 1995 à 2007 et toujours actuellement président du conseil d'administration de la société.
- Pierre Steinmetz (1972-1975, 1988), haut fonctionnaire et homme politique français, membre du Conseil constitutionnel.
- Jean-Marie Colombani (1973-1977), journaliste français, directeur du journal Le Monde de 1994 à 2007.
- Claude Érignac (1974-1978), haut fonctionnaire et préfet français, secrétaire général de la Nouvelle-Calédonie de 1974 à 1978, assassiné en Corse en 1998.
- Jean-Yves Riocreux (1974-1986), ecclésiastique catholique français, évêque de Pontoise depuis 2003.
- Maurice Allègre (1975-1976), ingénieur et haut fonctionnaire français.
- Michel-Marie Calvet (depuis 1979), ecclésiastique catholique français, archevêque de Nouméa depuis 1981.
- Michel Bénézit (1980-1983), industriel français, directeur général chargé du raffinage-marketing au sein du groupe pétrolier Total SA.
- Solenne Figuès (1982-1993 et depuis 2006), kinésithérapeute et nageuse française, championne du monde 2005 et médaillée de bronze aux Jeux olympiques d'Athènes de 2004 en 200 m nage libre.
- Edgard Pisani (1985), homme politique français, ministre gaulliste puis socialiste, Haut-commissaire de janvier à mai 1985 puis ministre chargé de la Nouvelle-Calédonie dans le gouvernement Laurent Fabius de mai à novembre 1985.
- Bernard Grasset (1988-1991), homme politique français, Haut-commissaire en Nouvelle-Calédonie, plus tard député socialiste de Charente-Maritime puis conseiller régional de Poitou-Charentes et maire de Rochefort.
- Marc Apelé (jusqu'en 2001), bandoïste français d'origine futunienne, double champion de France mi-lourd de bando Lethwei et triple champion de France des poids moyens en full-contact, double champion du Commonwealth de kick-boxing.
- Ghislain de Rasilly (1995-2003), ecclésiastique catholique français, évêque de Wallis-et-Futuna depuis 2005.
- Félicia Ballanger (depuis 2003), cycliste française sur piste, double championne olympique de vitesse en 1996 et 2000 et championne olympique du 500 m en 2000, quintuple championne du monde en vitesse et du 500 m, titulaire du record du monde du 500 m départ arrêté de 1993 à 2002, ayant battu son propre record à 5 reprises entre 1993 et 1998.
- André Bodji (2006-2007), ancien footballeur et entraîneur français, fut entraîneur du club nouméen de l'AS Magenta Nickel
- René Gallais (1892-1943), héros et martyr de la Résistance, Mort pour la France. Ayant exercé sur le "Saint-Antoine" comme Maître au Bornage. Responsable de l'hôtel de France de 1920 à 1924.

### Toponymes

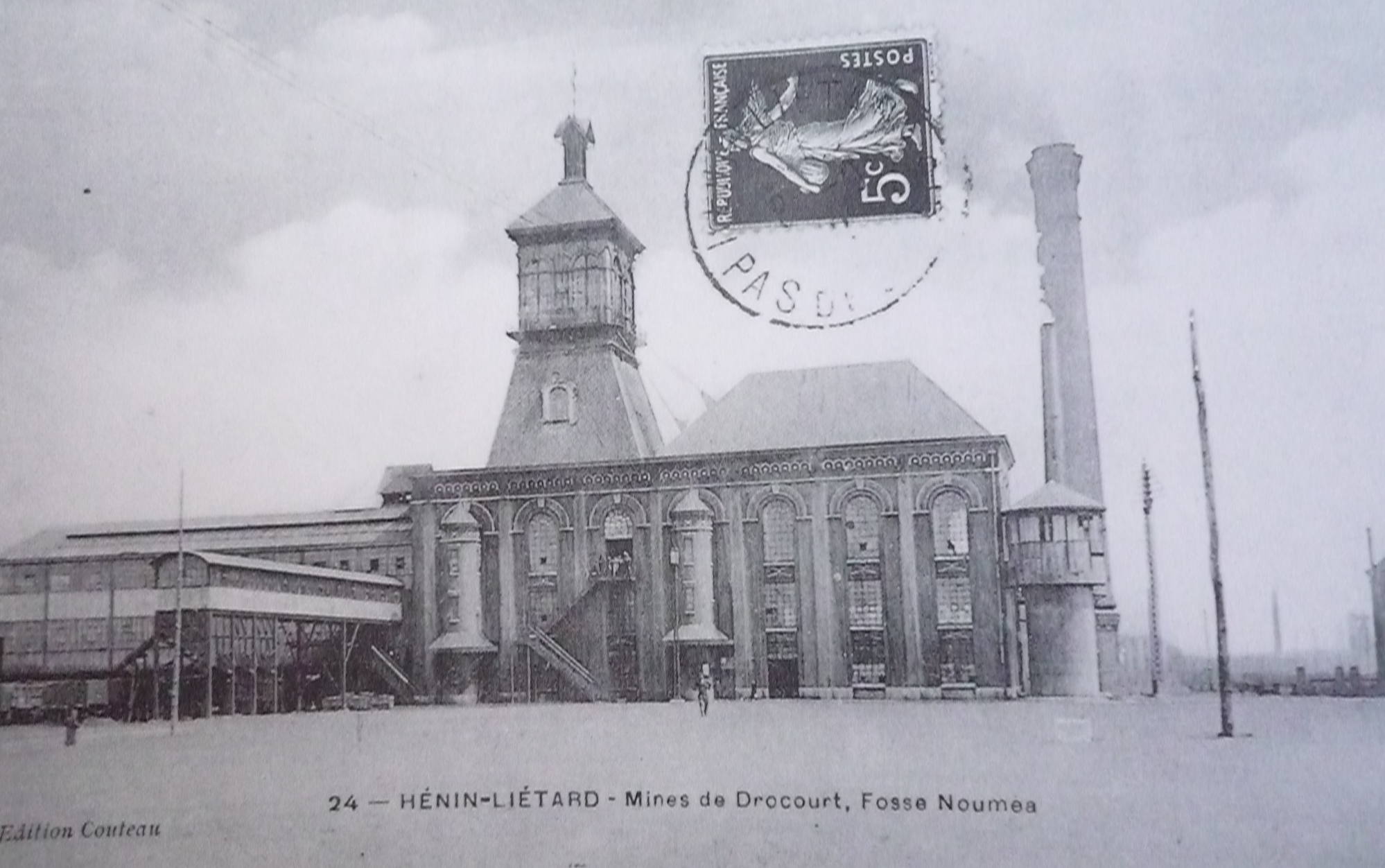
La fosse n° 2 des mines de Drocourt dite « Nouméa » à Rouvroy (Pas-de-Calais) vers 1900